# Marseille
Pour les articles homonymes, voir Marseille (homonymie).
Marseille (en occitan provençal Marselha ou Marsiho) est une commune française située dans le département des Bouches-du-Rhône, dont elle est la ville-préfecture. Elle est le chef-lieu de la région Provence-Alpes-Côte d'Azur.
Fondée vers 600 av. J.-C. par des marins et des marchands grecs originaires de Phocée (d'où son appellation de « cité phocéenne ») sous le nom de Μασσαλία / Massalía, Marseille est depuis l'Antiquité un important port de commerce et de passage. Elle connaît un essor commercial considérable pendant la période coloniale et plus particulièrement au cours du XIXe siècle, devenant une ville industrielle et négociante prospère.
Héritage de ce passé, le grand port maritime de Marseille (GPMM) et l'économie maritime constituent actuellement l'un des pôles majeurs de l'activité régionale et nationale, et Marseille reste le premier port français, le deuxième port méditerranéen et le cinquième port européen.
L'ouverture de Marseille sur la mer Méditerranée en fait depuis ses origines une des villes les plus cosmopolites de France, marquée par de nombreux échanges culturels et économiques avec l'Europe du Sud, le Proche-Orient, l'Afrique du Nord et l'Asie. Elle est d'ailleurs souvent considérée, depuis le XVIIe siècle, comme la « Porte de l'Orient » sur le littoral méditerranéen français.
En 2022, Marseille est la deuxième ville la plus peuplée de France avec 877 215 habitants et la principale ville française du littoral méditerranéen et de Provence. S'étendant au nord jusqu'à Aix-en-Provence, son agglomération est la troisième unité urbaine de France, avec 1 635 154 habitants, derrière Paris et Lyon. Depuis le 1er janvier 2016, Marseille accueille le siège de la métropole d'Aix-Marseille-Provence, la seconde plus peuplée de France avec 1 922 626 habitants. L'aire d'attraction de Marseille est classée en troisième position, après celles de Paris et de Lyon avec 1 900 957 habitants en 2022. Ces données font de la cité phocéenne, la plus grande ville de Provence, du Midi de la France et de la région linguistique et culturelle d'Occitanie.

## Géographie

### Localisation

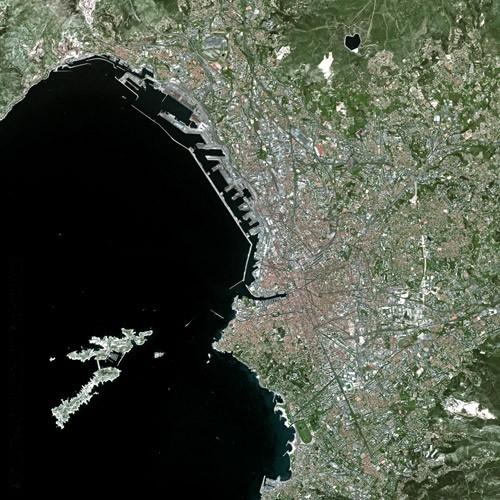
Marseille vue par le satellite Spot.

Située dans le sud-est de la France, en Provence, Marseille est bordée par la Méditerranée à l'ouest et au sud, enserrée par les massifs de l'Estaque et de l'Étoile au nord, le massif du Garlaban à l'est, le massif de Saint-Cyr et le mont Puget au sud-est, le massif de Marseilleveyre au sud.
Par les voies express, Marseille est à 773 km de Paris, 313 km de Lyon, 200 km de Nice, 403 km de Toulouse, 308 km de Grenoble, 475 km de Clermont-Ferrand, 210 km de Monaco, 395 km de Gênes, 372 km de Turin, 434 km de Genève et 503 km de Barcelone.
La commune s'étend sur 240,62 km2 pour une densité de 3 628 habitants/km2. Toutefois, en ne tenant compte que de la superficie constructible, soit 150 km2 environ, la densité réelle de la ville atteint 5 788 habitants/km2.
La latitude de la ville avait été calculée par le Grec Pythéas, né à Massalia vers 380 avant notre ère, avec une précision remarquable, faisant de Marseille la première ville au monde géolocalisée[source insuffisante].

### Communes limitrophes
Les communes limitrophes sont Allauch, Aubagne, Cassis, La Penne-sur-Huveaune, Les Pennes-Mirabeau, Plan-de-Cuques, Le Rove, Septèmes-les-Vallons et Simiane-Collongue.
| Le Rove          | Les Pennes-Mirabeau Septèmes-les-Vallons Simiane-Collongue | Plan-de-Cuques Allauch        |
|                  | Marseille                                                  | La Penne-sur-Huveaune Aubagne |
| Mer Méditerranée |                                                            | Cassis                        |

### Géologie et relief
La superficie de la commune est de 240,62 km2 ; son altitude varie de 0  à   640 mètres.
La ville s'insère dans une plaine côtière de 180 km2. Ce petit bassin sédimentaire est isolé du reste de la basse Provence par des chaînons, petits massifs carbonatés de basse montagne qui culminent souvent à plus de 700 m d'altitude : au nord-ouest le chaînon de la Nerthe, au nord-est le massif de l'Étoile, à l'est le massif d'Allauch, au sud-est le massif de Carpiagne et au sud le Marseilleveyre. La formation du bassin de Marseille est liée à l'ouverture du bassin liguro-provençal qui est le résultat d'une longue phase de rifting d'âge oligocène consécutive à la subduction de la plaque africaine sous la plaque européenne. Cette phase a entretenu des mouvements de distension qui ont engendré des horsts et des grabens dans la bassin.

### Hydrographie

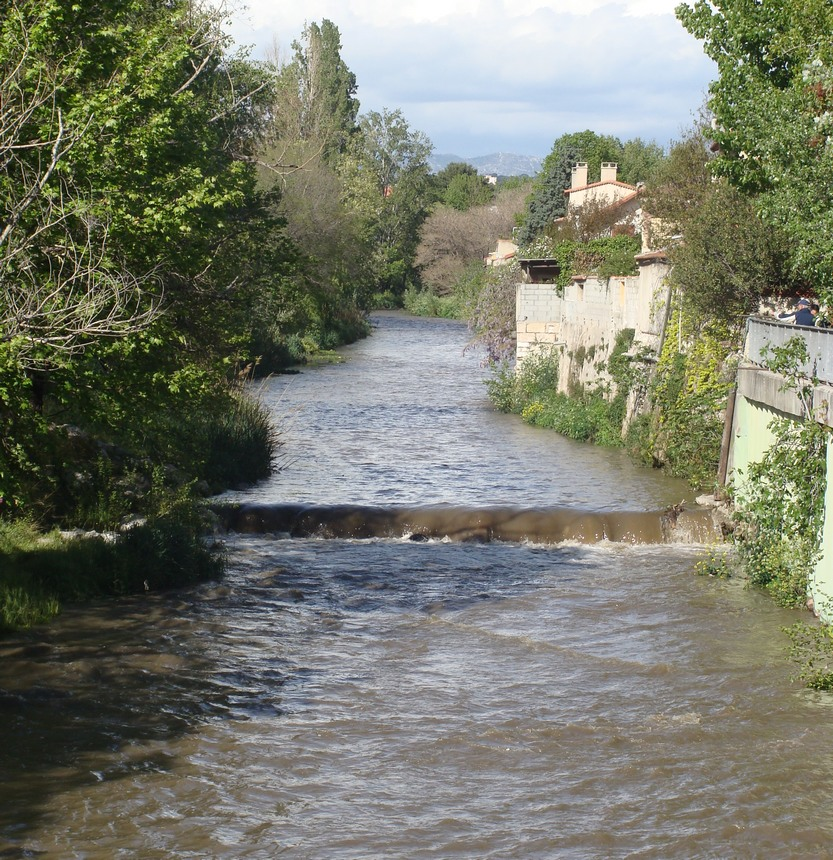
L'Huveaune, dans le quartier de Sainte-Marguerite (9e).

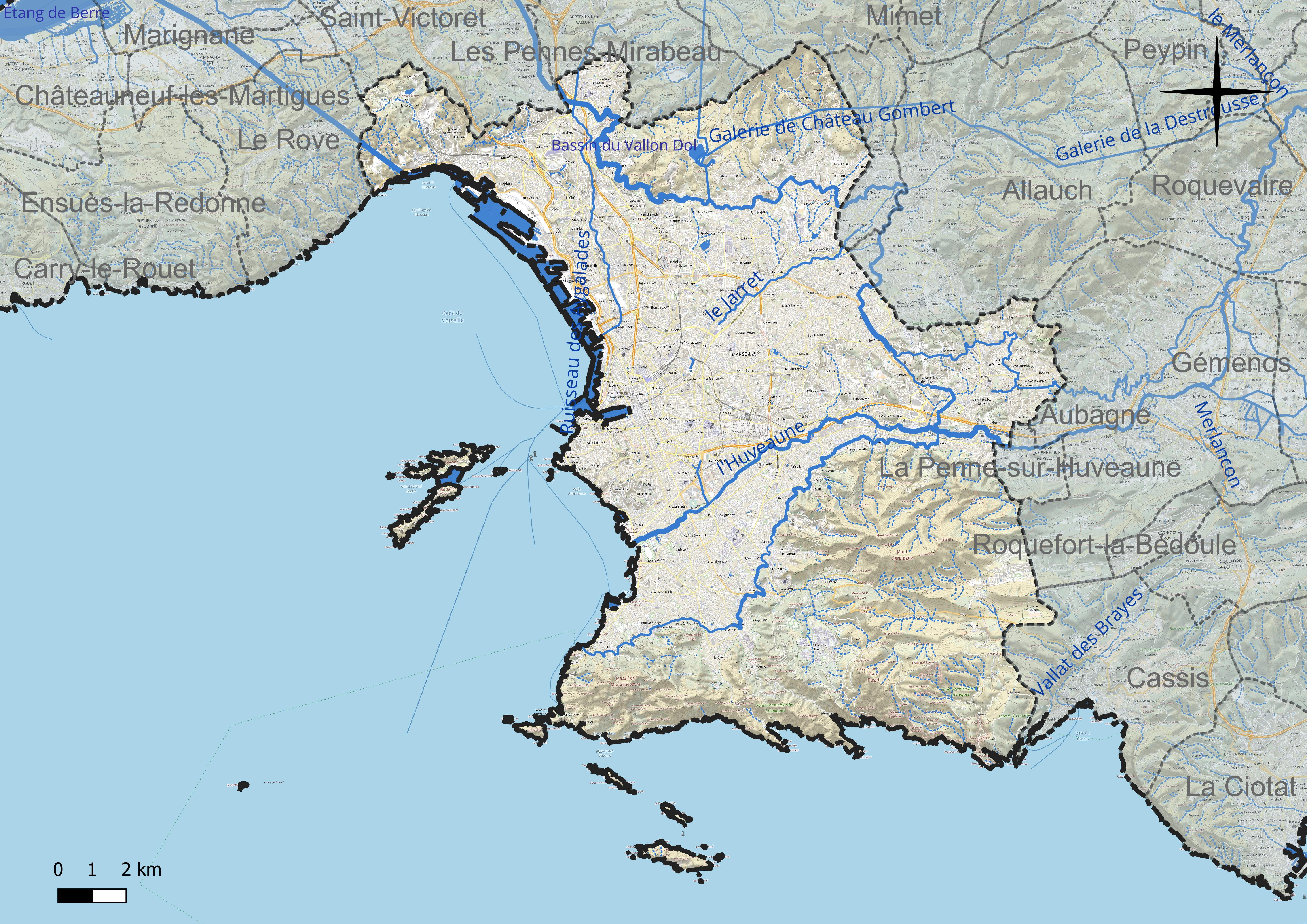
Carte hydrographique de la ville.

L'Huveaune et son affluent le Jarret, presque entièrement recouvert dans la partie urbaine de la ville, sont, avec le ruisseau de la Caravelle qui passe aux Aygalades, les principaux cours d'eau traversant Marseille. L'Huveaune et la Caravelle sont des fleuves côtiers aux débits relativement faibles. Le système hydrographique du bassin de la ville est caractéristique du milieu méditerranéen : le débit d'eau est faible mais ses cours d'eau connaissent des crues importantes en cas de pluie. L'eau est très fortement canalisée, souvent à la source même de ces cours d'eau et irrigue l'ensemble du bassin. Dans le cas des cours d'eau marseillais, ceux-ci sont réalimentés en eau par le trop-plein du canal de Marseille.
Marseille est alimentée en eau potable à 75 % par le canal de Marseille (eaux de la Durance) et à 25 % par le canal de Provence (eaux du Verdon).

### Mer
La commune de Marseille a une façade maritime de 57 kilomètres dont 24 kilomètres de calanques et deux petits archipels d'îles et îlots (Riou et Frioul, le premier étant inhabité).
Les calanques s'étendent sur plus de vingt kilomètres de côtes sur la mer Méditerranée entre le village des Goudes, au sud-ouest de la ville et Cassis; parmi les sites les plus remarquables de France avec une zone majeure de ressources naturelles et d'activités sportives. Les calanques comptent un million de visiteurs par an.
À l'issue d'un processus entamé en 1999, un Parc national des Calanques a été créé en 2012, afin d'en protéger le patrimoine naturel sur terre et en mer. Il regroupe un territoire de 11 100 hectares sur terre, sur les communes de Marseille, Cassis et La Ciotat et 141 300 hectares en mer. Cet espace littoral constitue le premier parc national périurbain d'Europe.

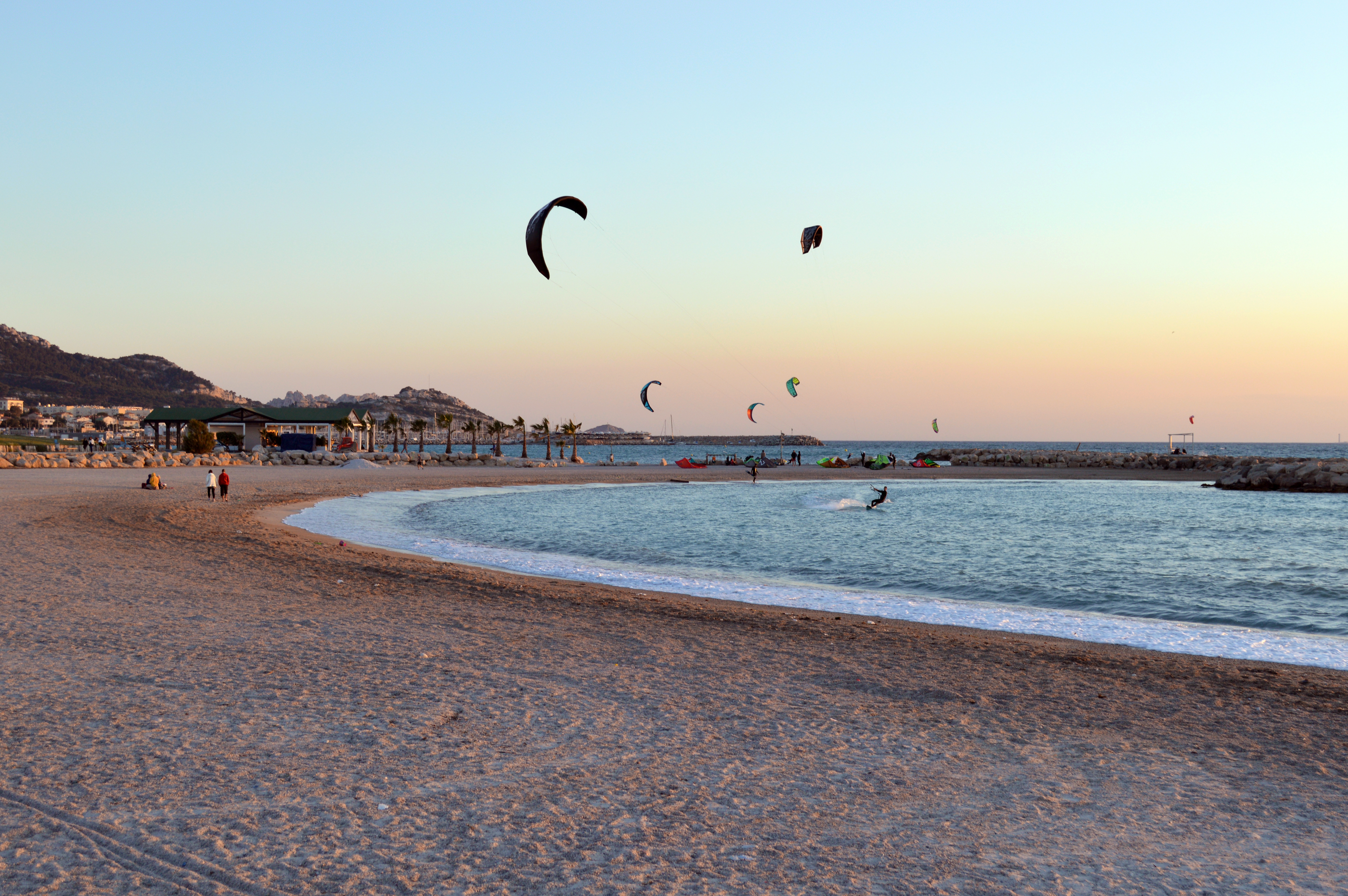
Des kitesurfeurs sur les plages du Prado.

Les principales plages sont celles du Prado, des Catalans, de la Pointe-Rouge et la plage du Prophète. Les plages du Prado, officiellement « plages Gaston-Defferre », ont été aménagées par les remblais obtenus par le creusement des tunnels du métro.
En 2019, la ville de Marseille installe des capteurs en vue du réaménagement des plages pour les JO Paris 2024.
Marseille compte également près de cent sites de plongée sous-marine, les plus renommés étant l'archipel de Riou, celui du Frioul et l'île de Planier.
La marégraphe de Marseille sert de référent altimétrique non seulement pour la France métropolitaine continentale, mais aussi pour la Suisse et le Liechtenstein.

### Climat

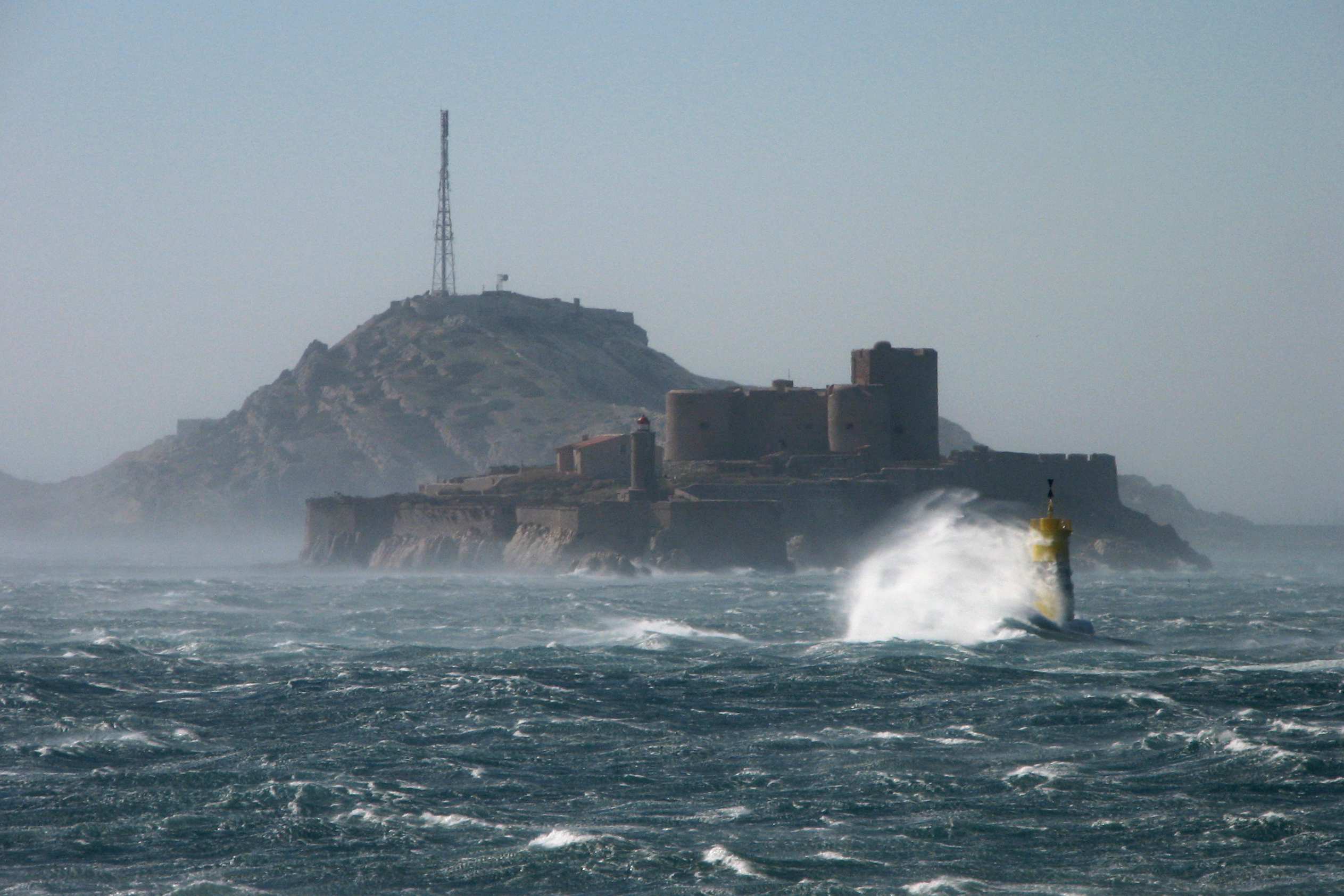
Mistral sur l’archipel du Frioul et le château d'If.

Le climat de Marseille est tempéré chaud de type méditerranéen, codé « Csa » selon la classification de Köppen. La ville bénéficie d'une durée exceptionnelle d'ensoleillement, avec plus de 2 800 heures de soleil par année, notamment grâce au mistral, vent de secteur nord, froid et sec qui souffle en moyenne 93 jours par an et qui dégage le ciel. À l'observatoire de Marseille, les précipitations annuelles moyennes sont de 523,2 mm soit une des plus faibles de France avec 52,6 jours de précipitations dépassant 1,0 mm, principalement en automne-hiver. La température moyenne à Marseille est de 15,8 °C.
Malgré un climat généralement clément, des épisodes extrêmes sont enregistrés. Ainsi, le thermomètre a atteint −16,8 °C le 12 février 1956 et 40,6 °C le 26 juillet 1983,. Le 14 janvier 1987 et le 7 janvier 2009, on a mesuré plus de 10 cm de neige, ce qui a complètement paralysé la ville, avec une couche atteignant ou dépassant 30 cm dans certaines communes périphériques comme sur l'aéroport Marseille-Provence à Marignane, avec 29 cm[source insuffisante]. Des précipitations diluviennes peuvent se produire à l'automne et provoquer des cumuls records en quelques heures, comme le 1er octobre 1892 avec ses 221,5 mm dans la matinée, ou plus récemment le double orage du 19 septembre 2000 avec 191,4 mm en seulement 6 h ou le méga-orage stationnaire de la nuit du 22 au 23 septembre 1993 sur la banlieue nord-ouest de la ville aux Pennes-Mirabeau avec 250 mm.
La station météorologique de Météo-France installée au Palais Longchamp et mise en service en 1867 permet de connaître en continu l'évolution des indicateurs météorologiques. Le tableau détaillé pour la période 1981-2010 est présenté ci-après.
| Mois                                  | jan.             | fév.             | mars            | avril           | mai             | juin           | jui.            | août            | sep.            | oct.            | nov.            | déc.             | année      |
| ------------------------------------- | ---------------- | ---------------- | --------------- | --------------- | --------------- | -------------- | --------------- | --------------- | --------------- | --------------- | --------------- | ---------------- | ---------- |
| Température minimale moyenne (°C)     | 4,9              | 5,1              | 7,3             | 9,3             | 13,1            | 16,4           | 19,4            | 19,1            | 16,1            | 13              | 8,3             | 6                | 11,5       |
| Température moyenne (°C)              | 8,4              | 8,9              | 11,6            | 13,8            | 17,9            | 21,3           | 24,5            | 24,1            | 20,7            | 16,9            | 11,8            | 9,3              | 15,8       |
| Température maximale moyenne (°C)     | 11,8             | 12,7             | 15,9            | 18,3            | 22,6            | 26,2           | 29,6            | 29,1            | 25,2            | 20,9            | 15,2            | 12,5             | 20         |
| Record de froid (°C) date du record   | −10,5 12.01.1987 | −14,3 13.02.1929 | −7 07.03.1971   | −3 06.04.1911   | 0 21.05.1952    | 4,7 16.06.1874 | 8,5 14.07.1888  | 8,1 31.08.1918  | 0 25.09.1880    | −3 30.10.1869   | −6,9 29.11.1875 | −11,4 25.12.1940 | −14,3 1929 |
| Record de chaleur (°C) date du record | 21,2 28.01.2002  | 23,5 28.02.2019  | 26,1 24.03.2001 | 28,6 26.04.1893 | 33,6 29.05.1882 | 38 26.06.2023  | 40,6 26.07.1983 | 38,6 13.08.1922 | 33,8 06.09.1949 | 30,9 02.10.1997 | 24,3 03.11.1970 | 23,1 04.12.1961  | 40,6 1983  |
| Précipitations (mm)                   | 51,1             | 32,1             | 30,7            | 51,1            | 38,7            | 23,5           | 7,6             | 27,9            | 71,6            | 78,6            | 58              | 52,3             | 523,2      |

### Milieux naturels et biodiversité
Marseille est entourée par les massifs montagneux, dessinant un arc de cercle autour de la ville : au nord, la chaîne de l'Estaque, ou de la Nerthe, puis, du nord de la ville jusqu'à l'est, le massif de l'Étoile qui rejoint le Garlaban situé plein est. Au sud-est se trouve le massif de Saint-Cyr et enfin, au sud, le massif de Marseilleveyre.
Marseille compte également plusieurs parcs urbains répartis sur l'ensemble de son territoire. Au centre-ville se trouve le parc Longchamp, le parc du 26e Centenaire et le jardin du Pharo. Au sud, se situent notamment le parc Borély, aménagé entre 1860 et 1880 et au sein duquel se tient le château Borély, le parc balnéaire des plages du Prado et le Parc Valmer, tous deux situés en bord de mer, le parc de la campagne Pastré, ou encore le parc de la Maison Blanche, bâti en 1840 et qui abrite une bastide.
Au nord de la ville, le parc François Billoux à Saint-Louis, le parc du Grand Séminaire situé aux Aygalades, le Parc Athéna à Château-Gombert et le parc de la Bastide Montgolfier à Sainte-Marthe ainsi que le Parc de Font Obscure, en plein milieu des grands ensembles du 14e arrondissement de la ville, sont également remarquables. Enfin, à l'Est de la ville se trouvent entre autres le parc Saint-Cyr, dans le quartier de Saint-Loup et le parc de la Buzine, célèbre pour être celui du Château de ma mère de Marcel Pagnol,.

Les parcs urbains de Marseille
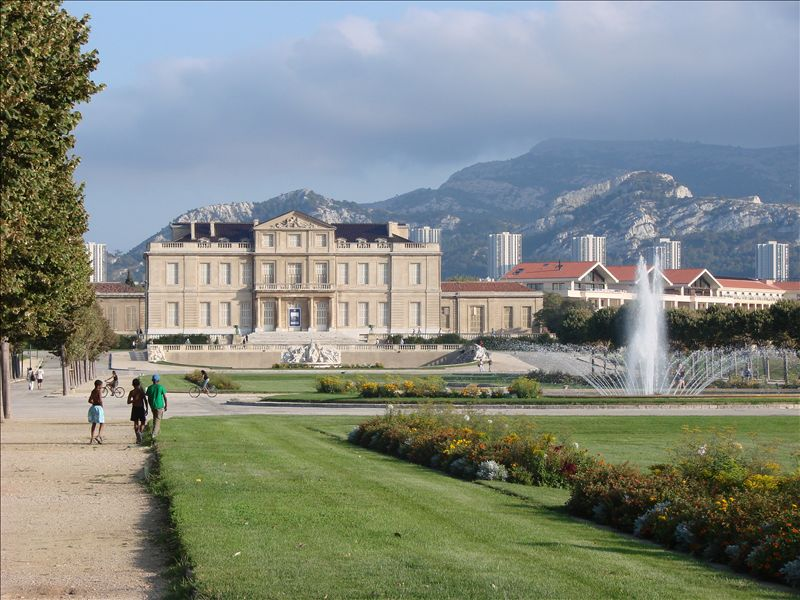
Le parc Borély.
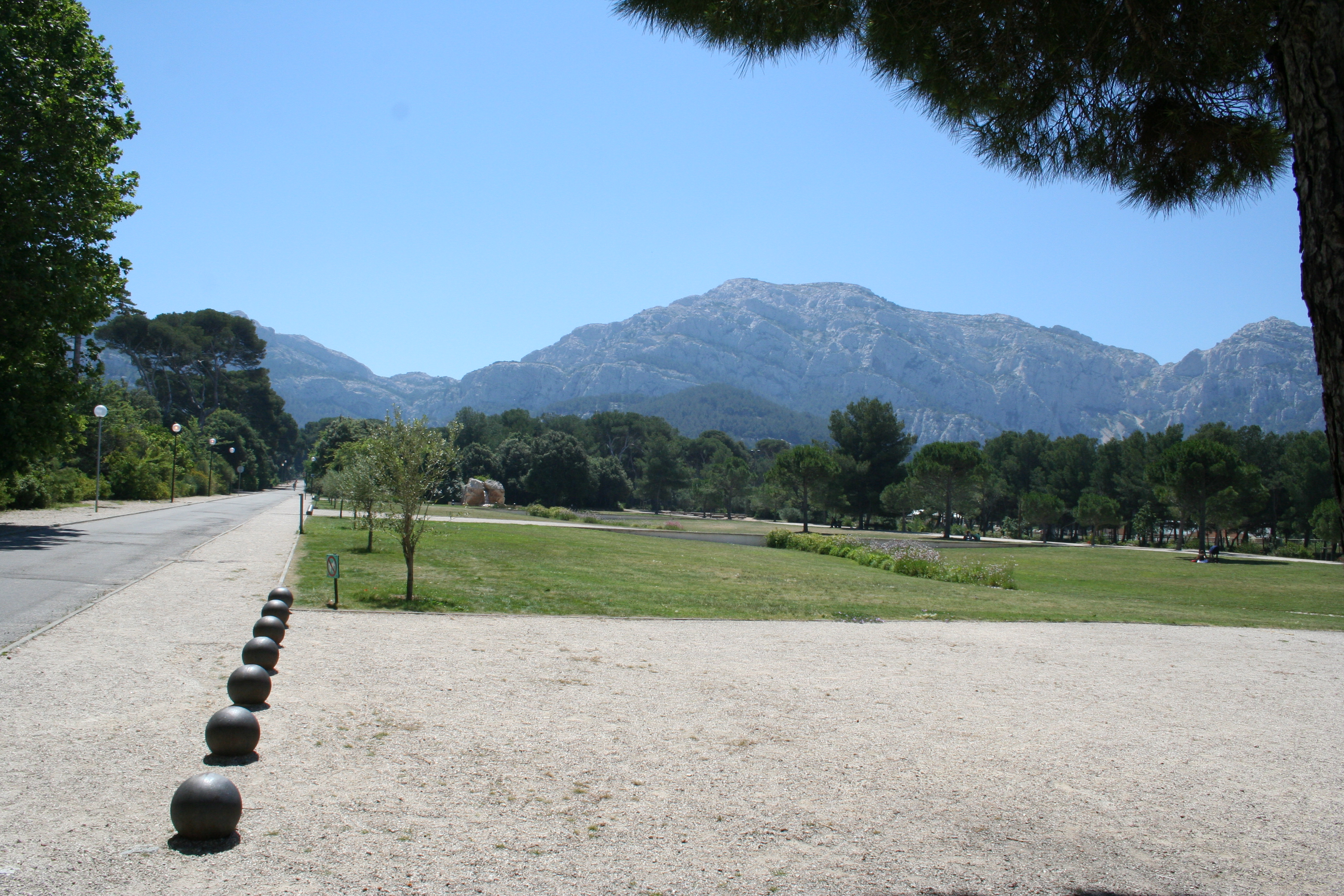
La Campagne Pastré.
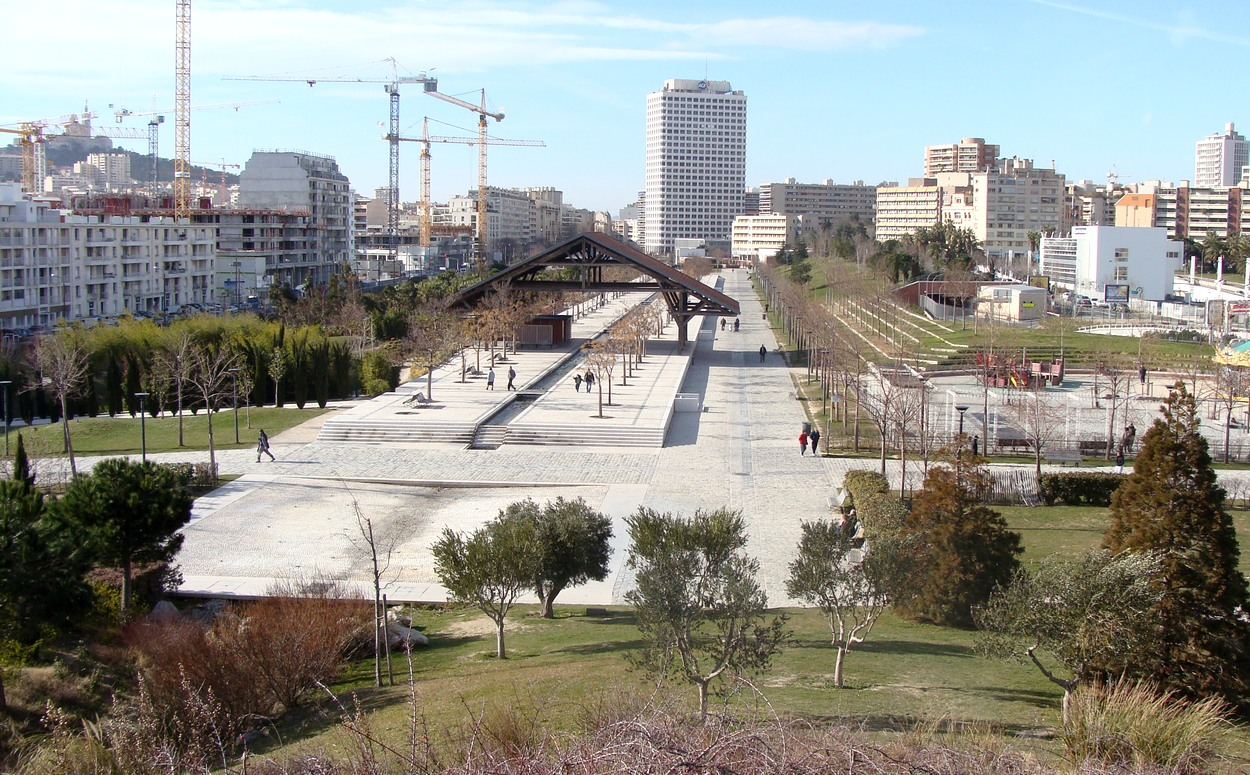
Le parc du 26e Centenaire.
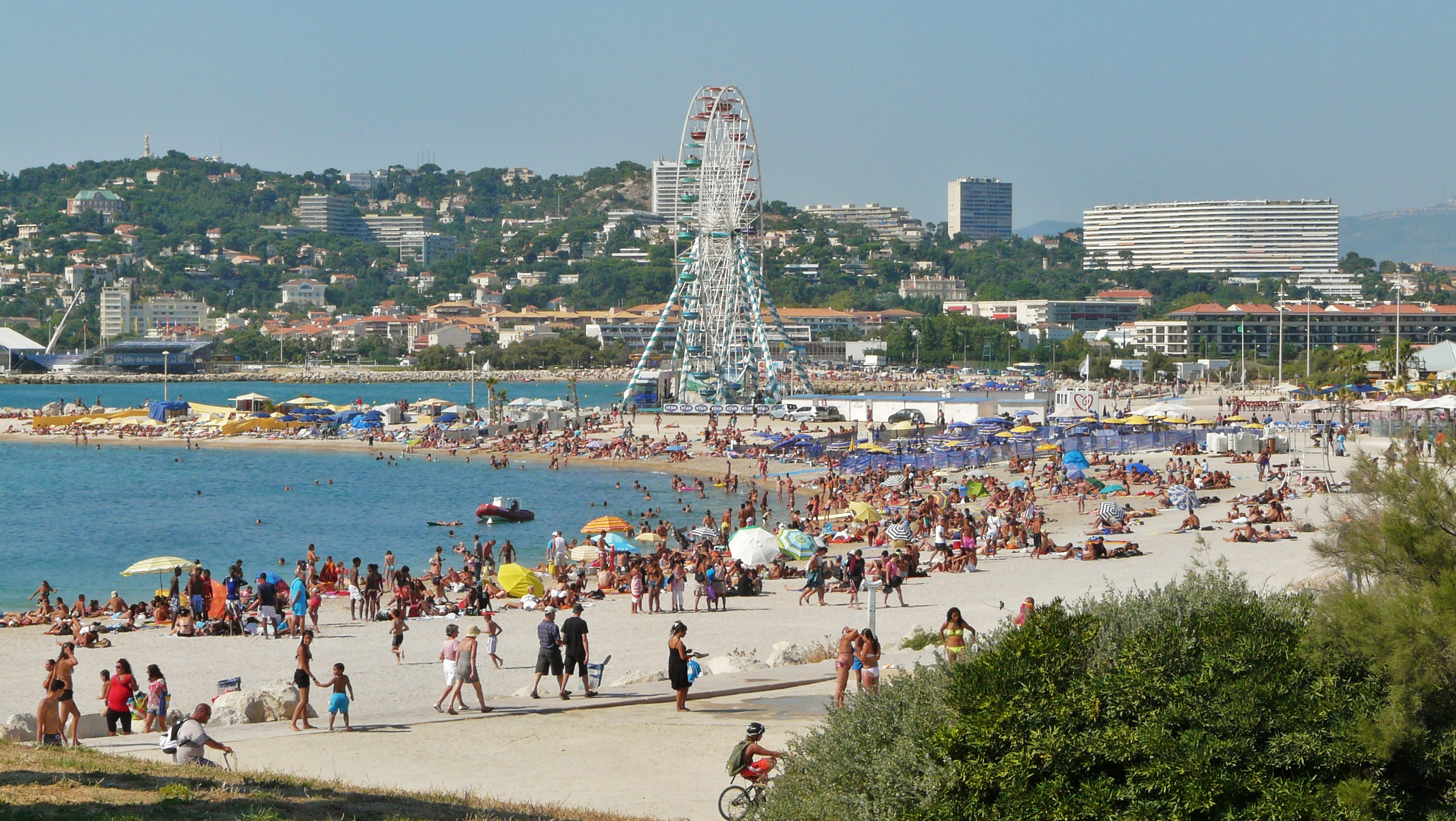
Le parc balnéaire du Prado.

Les Calanques constituent une zone naturelle majeure : elles accueillent presque 2 millions de visiteurs par an et forment, depuis 2012, un parc national, le premier parc national périurbain d'Europe.

Les Calanques
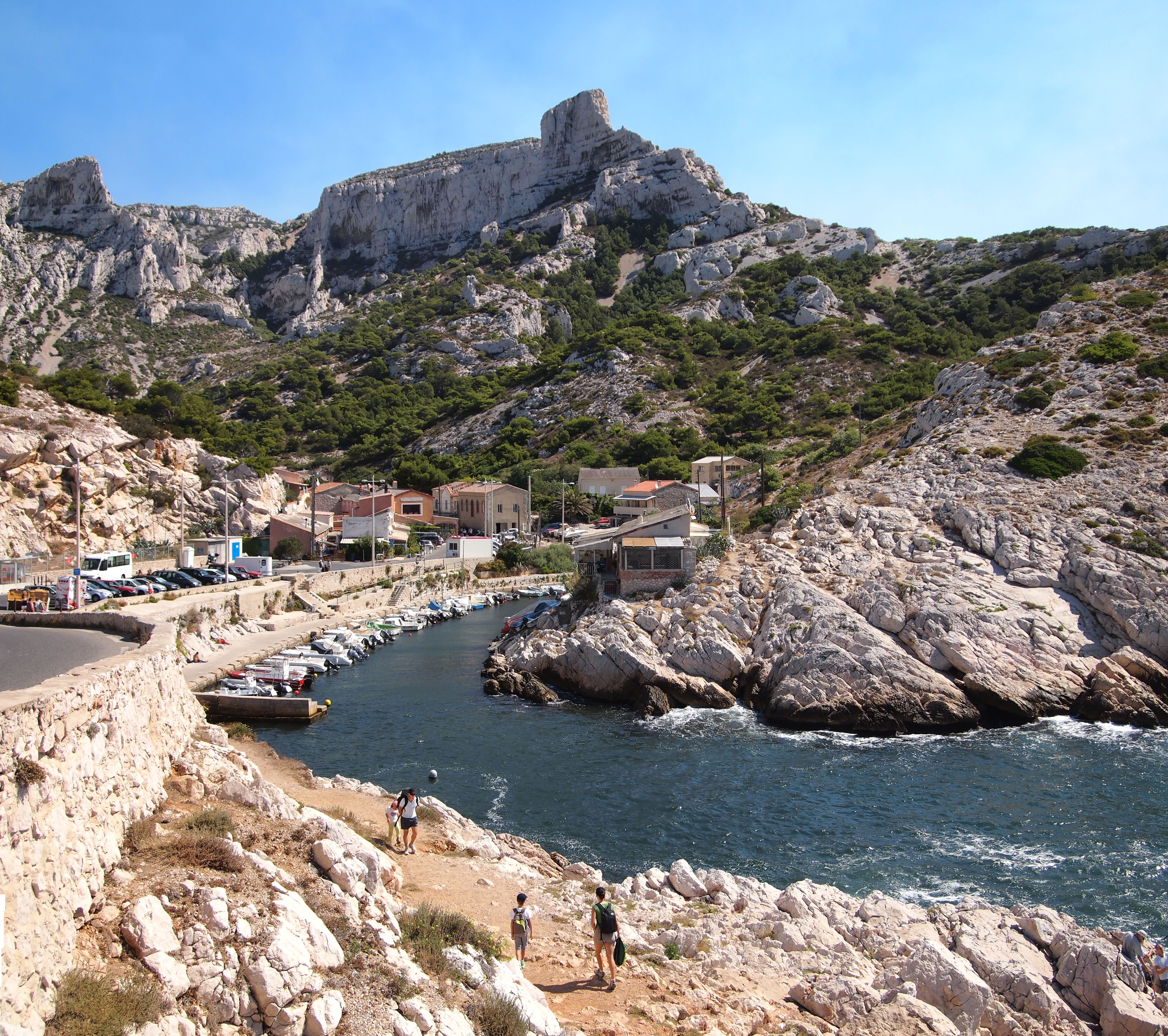
La calanque de Callelongue.
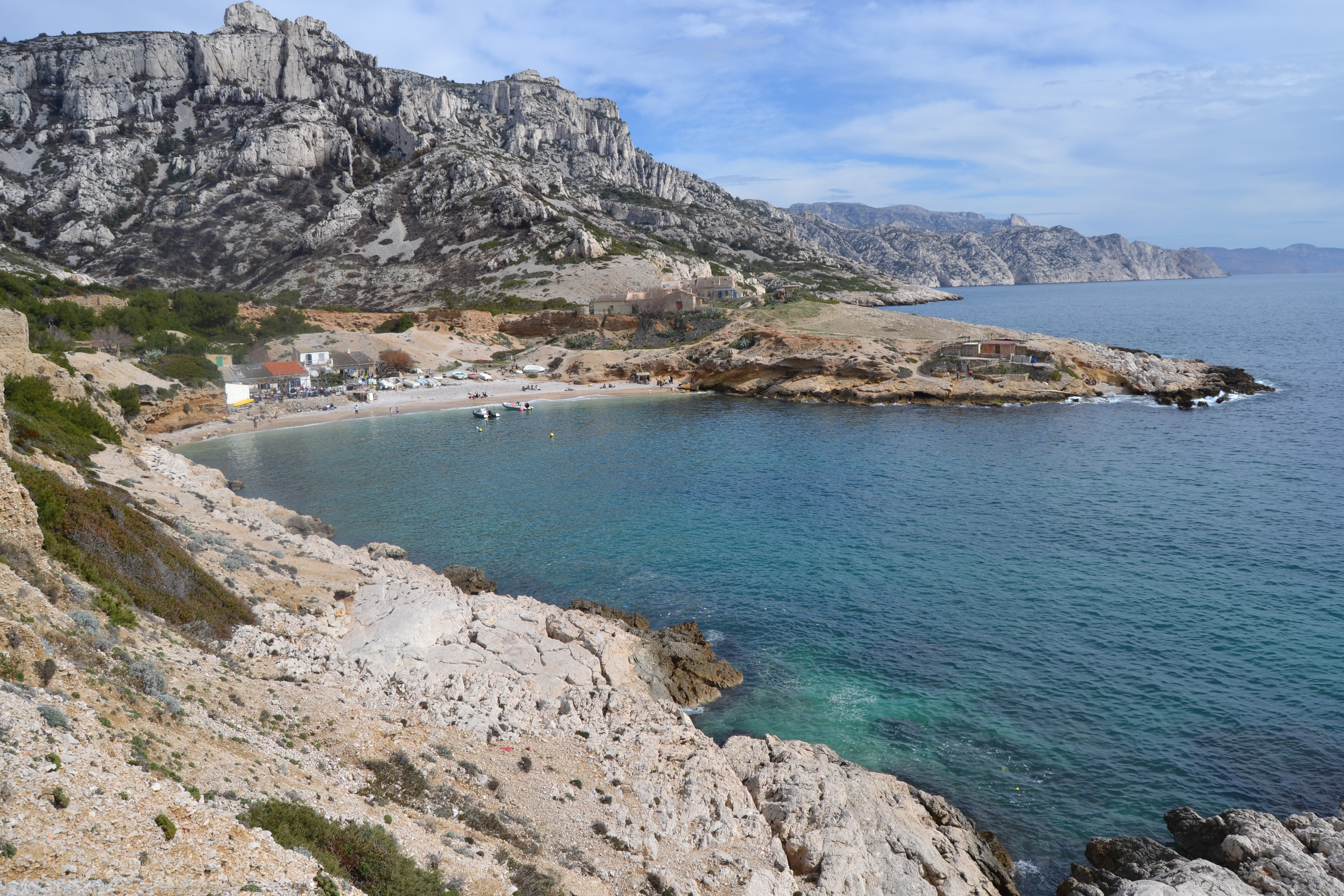
Le calanque de Marseilleveyre.
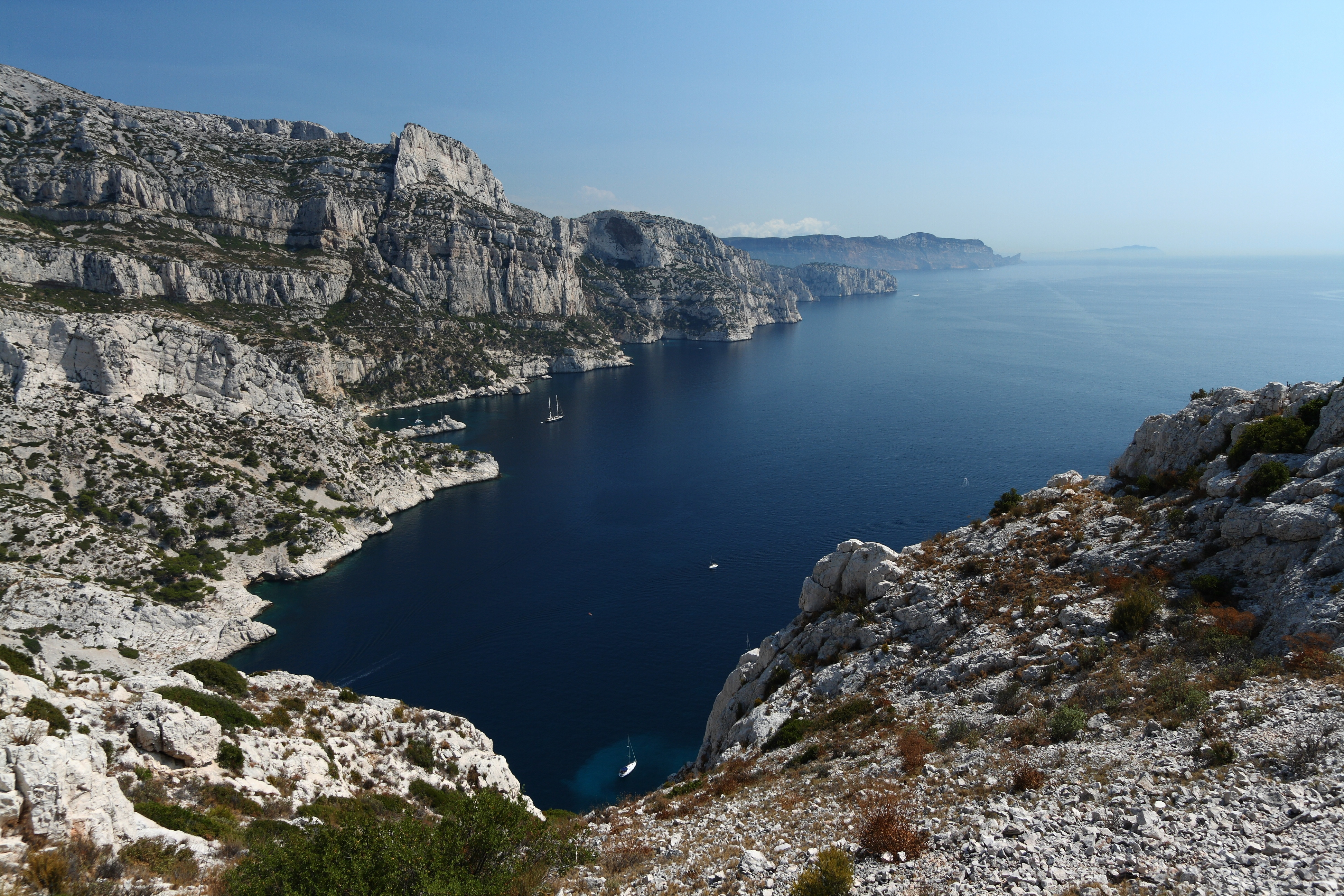
La calanque de Morgiou.
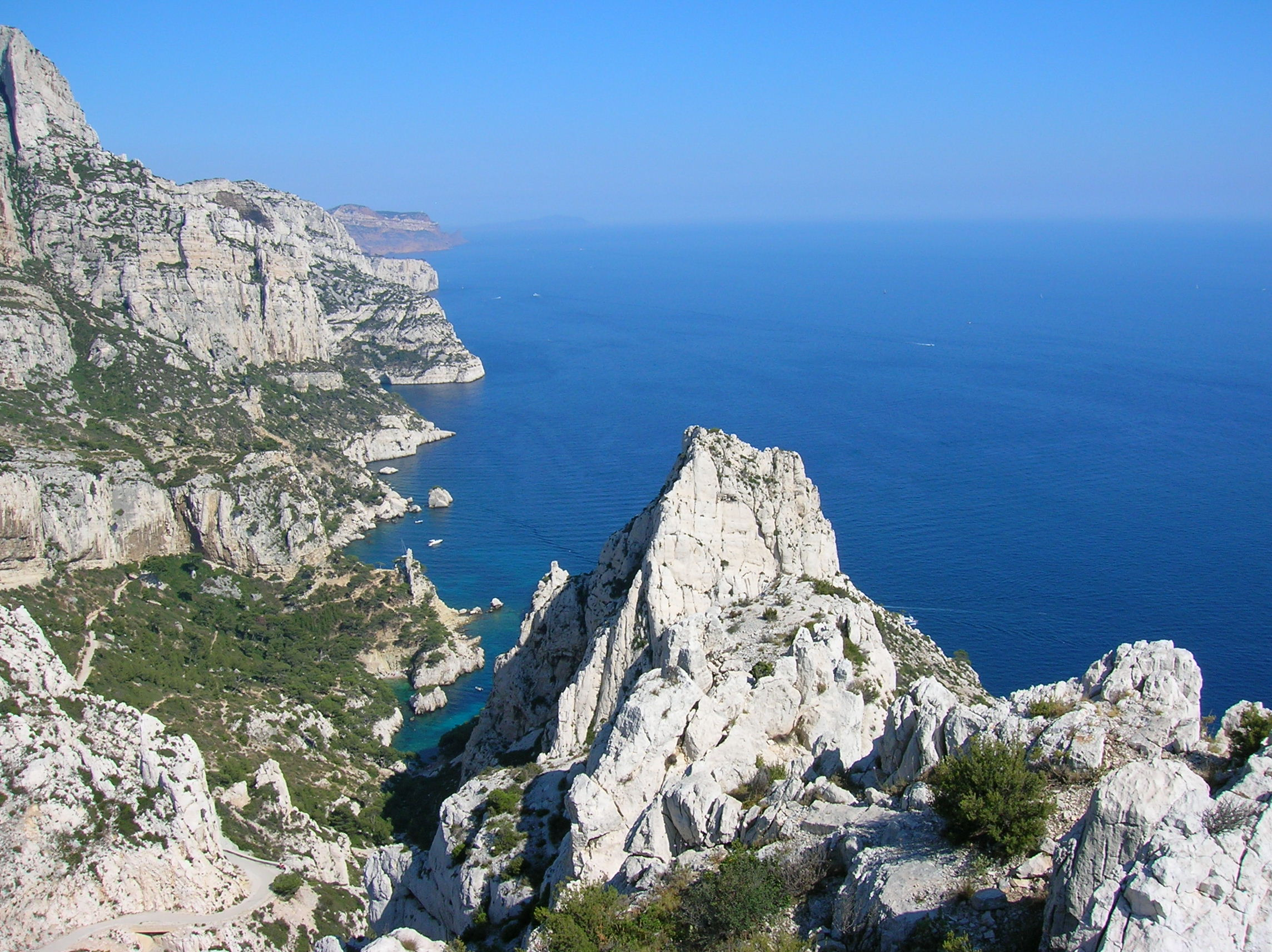
La calanque de Sugiton.
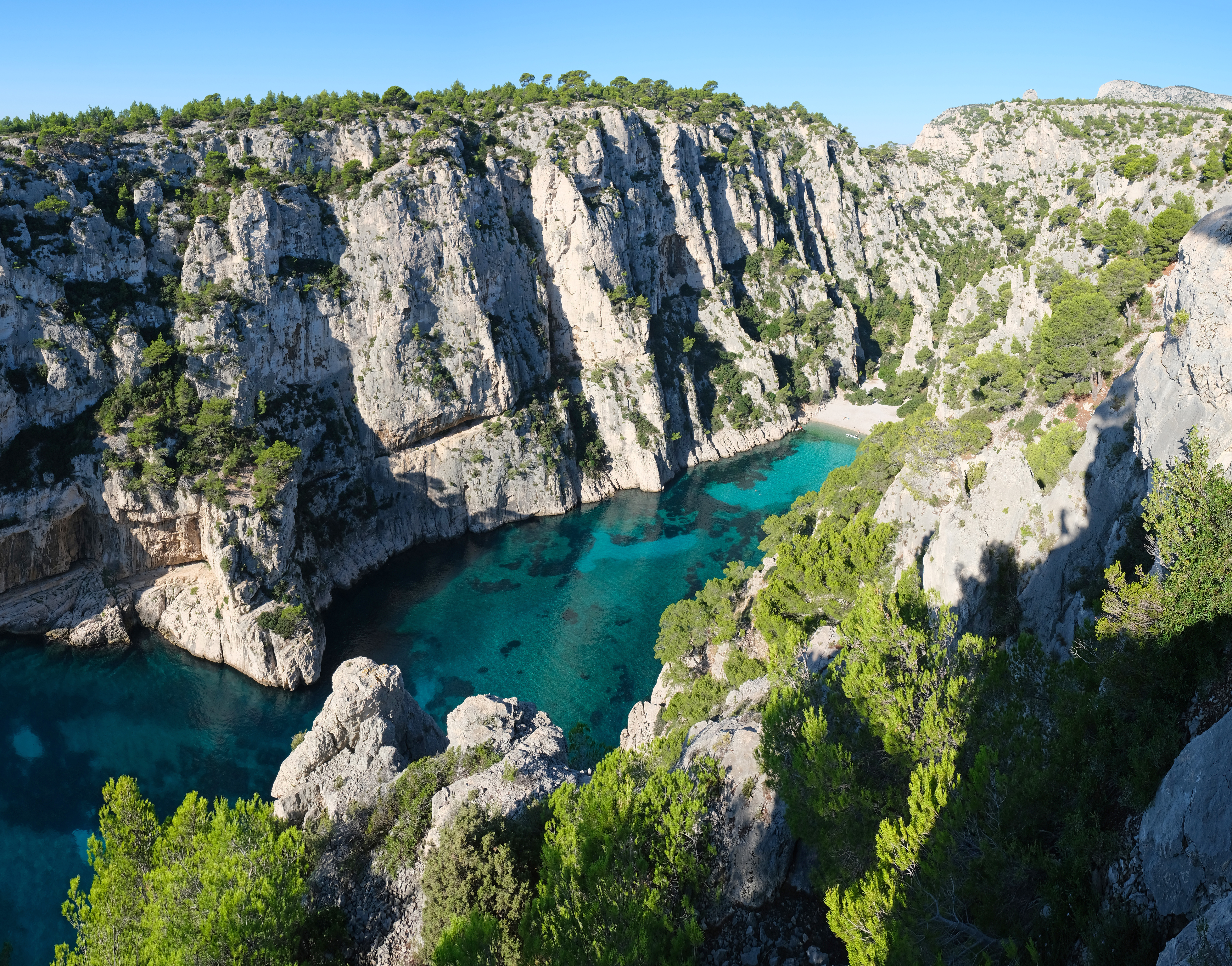
La calanque d'En-Vau.
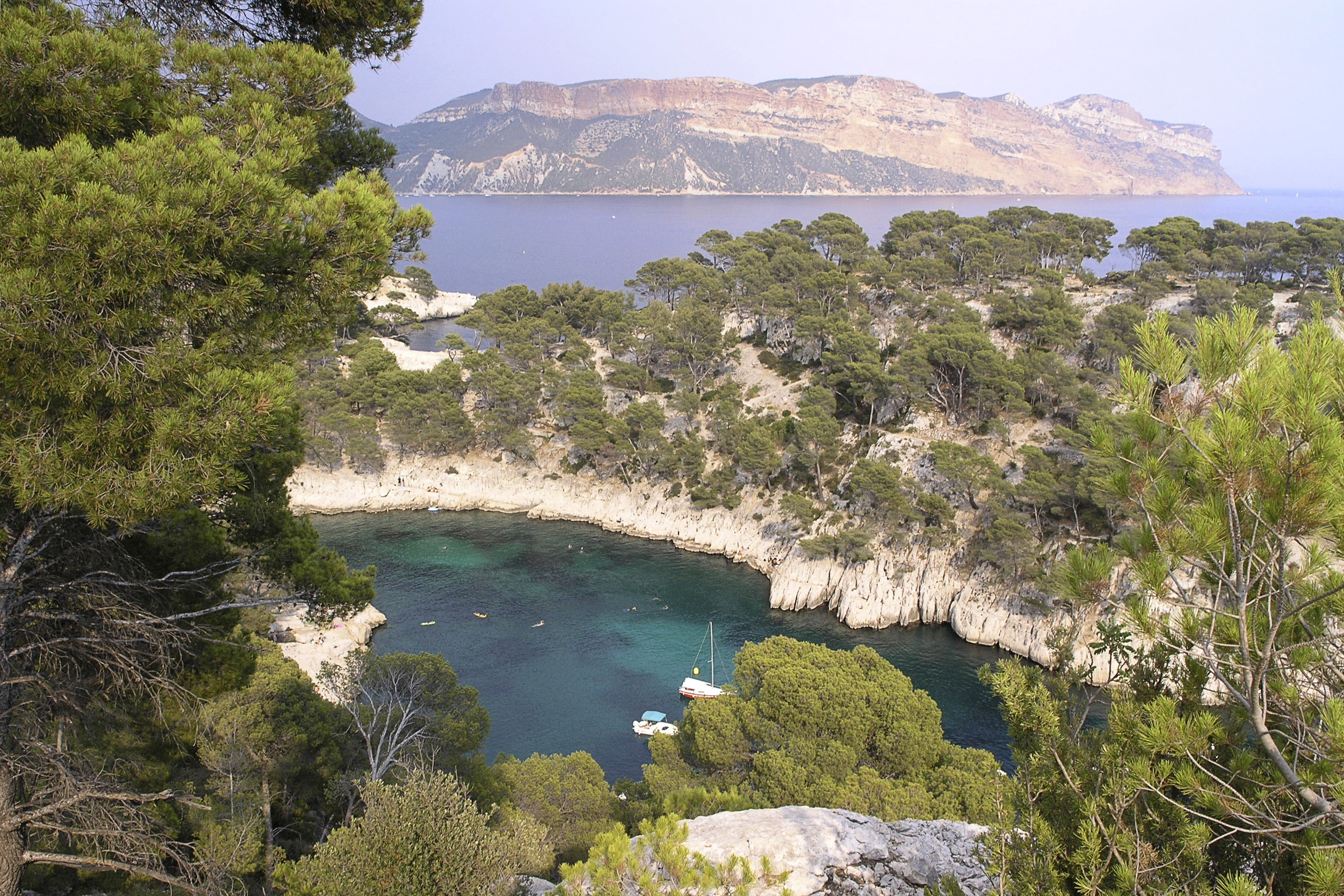
La calanque de Port-Pin.
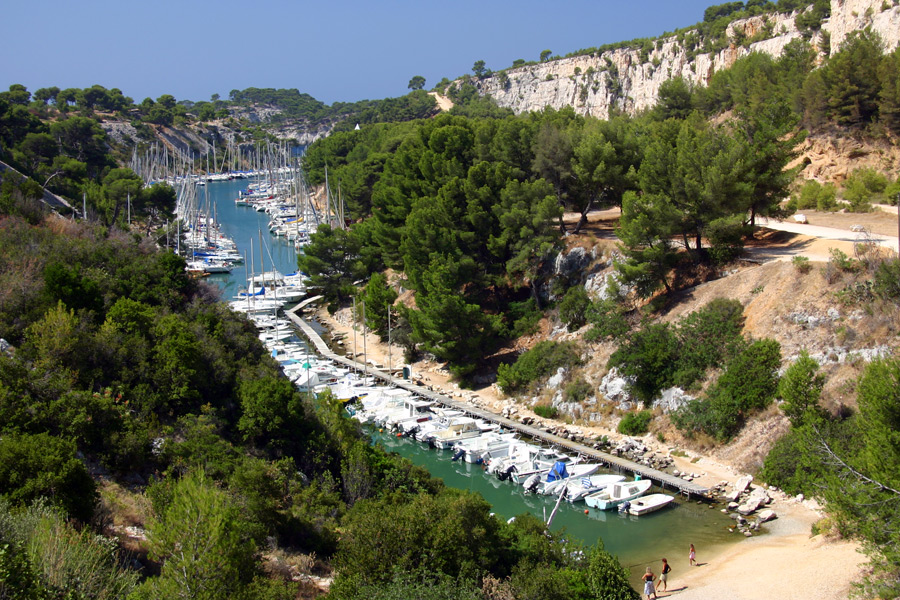
La calanque de Port-Miou.

## Urbanisme

### Typologie
Au 1er janvier 2024, Marseille est catégorisée grand centre urbain, selon la nouvelle grille communale de densité à 7 niveaux définie par l'Insee en 2022.
Elle appartient à l'unité urbaine de Marseille-Aix-en-Provence, une agglomération inter-départementale dont elle est ville-centre,. 
Par ailleurs la commune fait partie de l'aire d'attraction de Marseille - Aix-en-Provence, dont elle est la commune-centre,. Cette aire, qui regroupe 115 communes, est catégorisée dans les aires de 700 000 habitants ou plus (hors Paris),.
La commune, bordée par la mer Méditerranée, est également une commune littorale au sens de la loi du 3 janvier 1986, dite loi littoral. Des dispositions spécifiques d’urbanisme s’y appliquent dès lors afin de préserver les espaces naturels, les sites, les paysages et l’équilibre écologique du littoral, tel le principe d'inconstructibilité, en dehors des espaces urbanisés, sur la bande littorale des 100 mètres, ou plus si le plan local d’urbanisme le prévoit.

### Occupation des sols

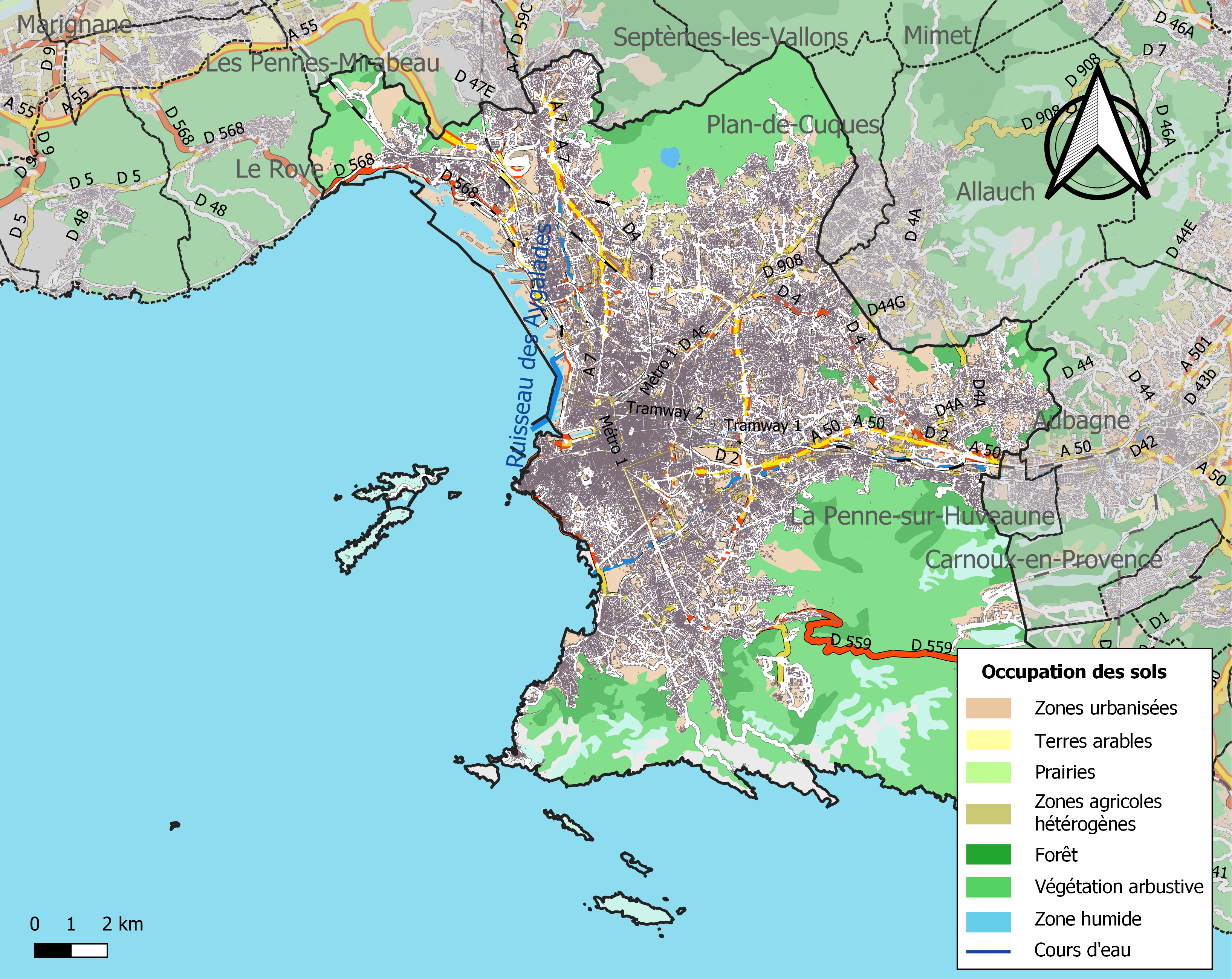
Carte des infrastructures et de l'occupation des sols de la commune en 2018 (CLC).

L'occupation des sols de la commune, telle qu'elle ressort de la base de données européenne d’occupation biophysique des sols Corine Land Cover (CLC), est marquée par l'importance des territoires artificialisés (56,7 % en 2018), en augmentation par rapport à 1990 (51,8 %). 
La répartition détaillée en 2018 est la suivante : zones urbanisées (45,9 %), milieux à végétation arbustive et/ou herbacée (27,6 %), zones industrielles ou commerciales et réseaux de communication (7,8 %), espaces ouverts, sans ou avec peu de végétation (7,1 %), forêts (6,9 %), espaces verts artificialisés, non agricoles (1,9 %), mines, décharges et chantiers (1,1 %), zones agricoles hétérogènes (1,1 %), eaux maritimes (0,4 %), eaux continentales (0,1 %). 
L'évolution de l’occupation des sols de la commune et de ses infrastructures peut être observée sur les différentes représentations cartographiques du territoire : la carte de Cassini (XVIIIe siècle), la carte d'état-major (1820-1866) et les cartes ou photos aériennes de l'IGN pour la période actuelle (1950 à aujourd'hui).

### Morphologie urbaine

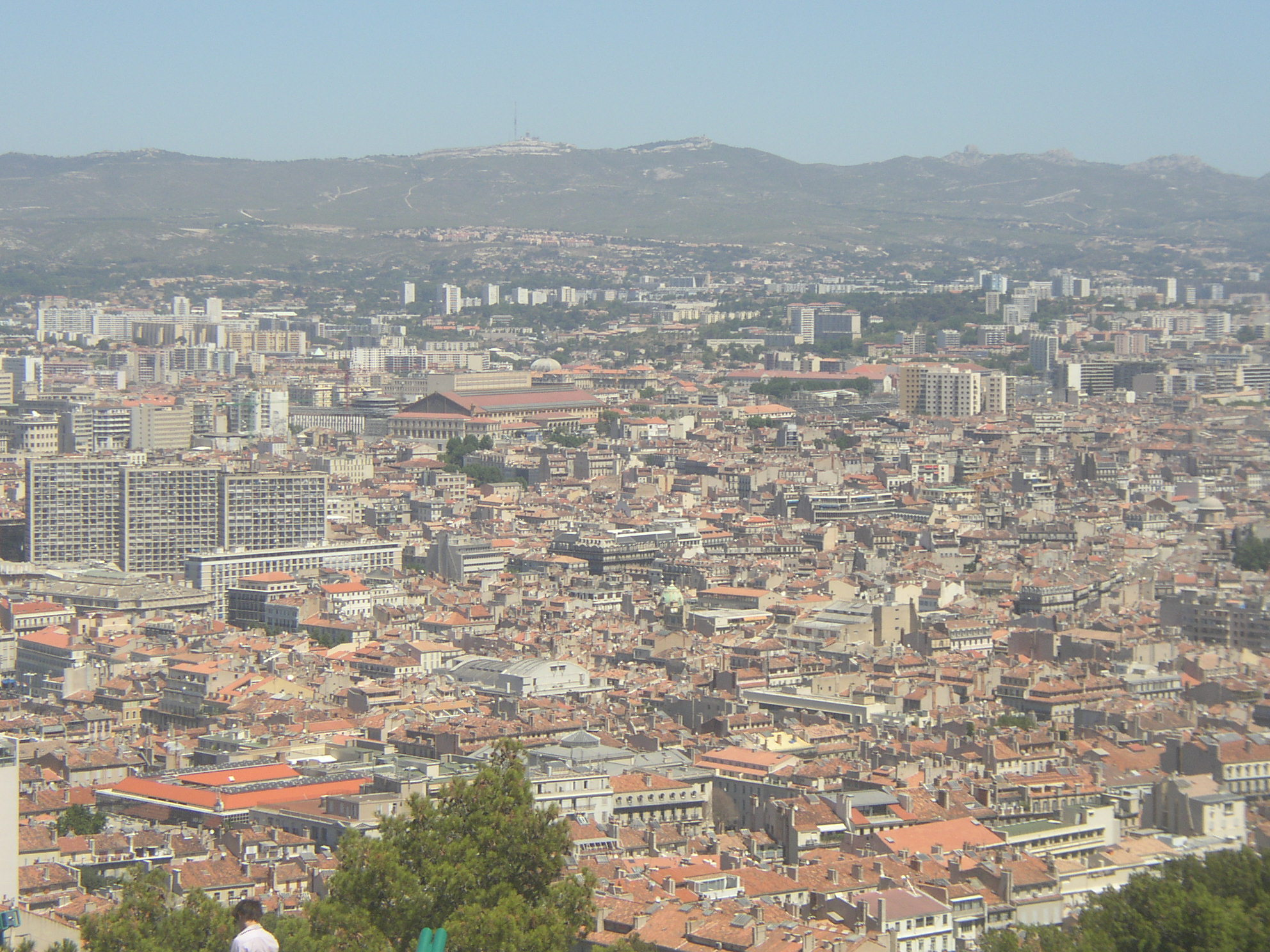
Vue d'une partie du centre-ville.

Près de la moitié de la superficie communale est en territoire naturel inconstructible et la ville s'étale sur un territoire extrêmement vaste, héritage de la colonisation phocéenne qui organisait la ville entre un centre (les rives du Lacydon) et son terroir (le reste du territoire enserré par les collines entourant Marseille) : Marseille s'étend sur plus de 240,62 km2, ce qui en fait la neuvième commune de la France métropolitaine par sa superficie (2,5 fois plus grande que Paris, 5 fois plus grande que Lyon). Sa densité (3 536 habitants par kilomètre carré) est largement inférieure à des villes entièrement urbanisées telles que Lyon (10 118 hab./km2) ou Paris (21 229 hab./km2), comparable à celle de Toulouse (3 735 hab./km2) ; toutefois si on prend en compte uniquement sa zone habitable (150 km2), sa densité atteint 5 672 hab./km2, ce qui est comparable à Lille (6 533 hab./km2).
Marseille est une ville très accidentée, avec des rues parfois très pentues : le quartier le plus haut de Marseille, Les Trois-Lucs (12e arrondissement), culmine à 242 m d'altitude. Le point le plus élevé du territoire marseillais est le sommet de l'Étoile à 652 m dans le massif du même nom.
Longtemps cantonnée au nord de l'actuel Vieux-Port, la ville a fait l'objet d'un premier agrandissement au XVIIe siècle puis se développe au XIXe siècle avec l'essor économique du port. Avec l'expansion de la ville de Marseille, de nombreux villages environnants ont fini par être intégrés à la ville. Aujourd'hui Marseille englobe 111 villages.

Début novembre 2018, l'effondrement de deux immeubles vétustes rue d'Aubagne dans le quartier de Noailles témoigne de la vétusté de l'habitat ; selon un rapport gouvernemental publié en 2015 par Marsactu, 100 000 personnes vivent dans des logements insalubres à Marseille,.

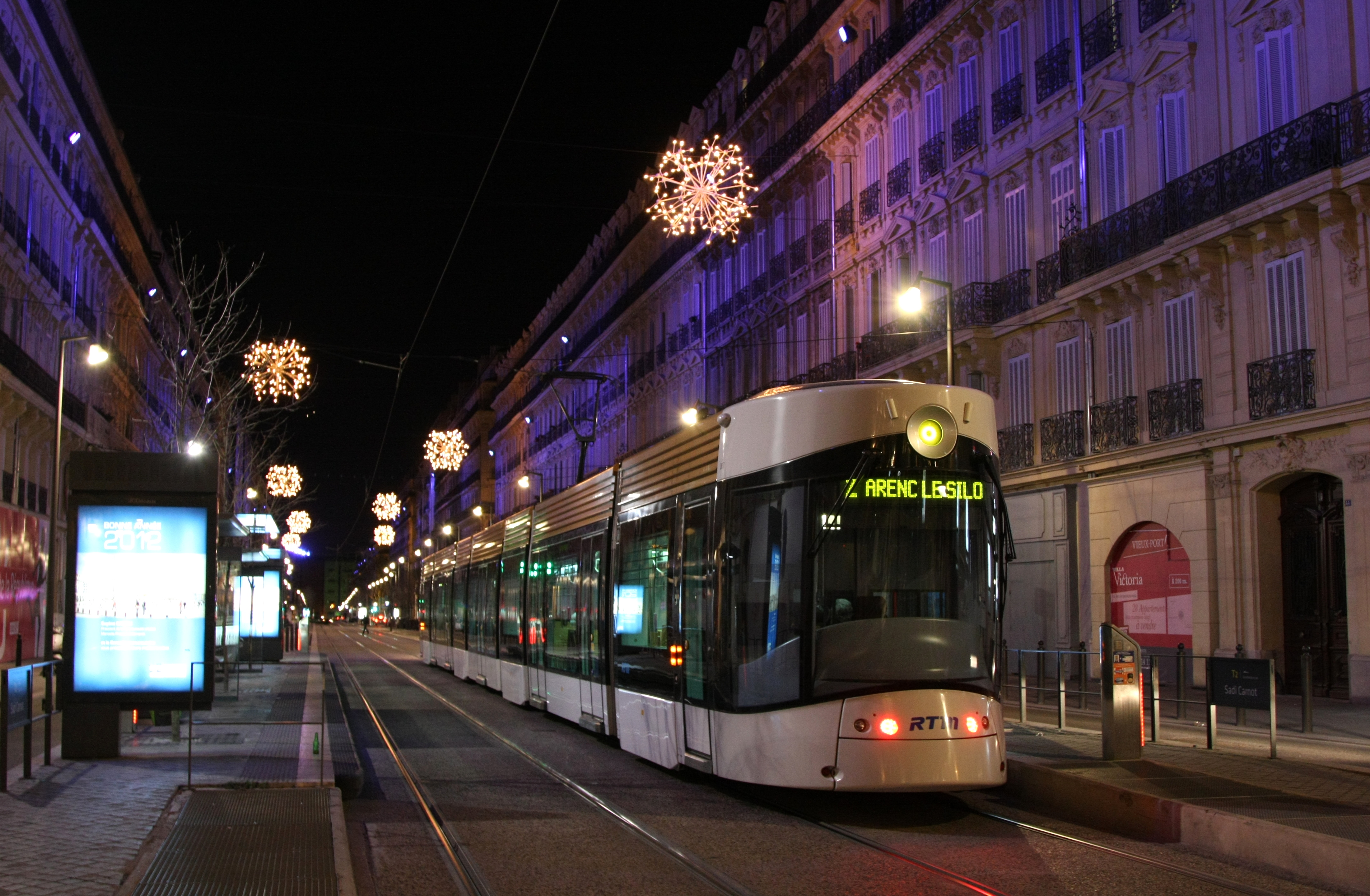
La rue de la République réhabilitée.

#### Euroméditerranée
Depuis 1995, les quartiers d'Arenc et de La Joliette, marqués par leur passé industriel, ainsi que le quartier de la Porte d'Aix, font l'objet d'une des plus importantes rénovations urbaines d'Europe. Parmi les grandes opérations, l'établissement public Euroméditerrannée a permis la rénovation de la rue de la République, des Docks, la construction d'un parc autour de la Porte d'Aix, de plusieurs gratte-ciels aux Quais d'Arenc (dont la tour CMA CGM et la Tour La Marseillaise) ainsi que du MuCEM ouvert en juin 2013.
L'opération a récemment été étendue à un autre secteur nommé Euroméditerranée 2 vers les quartiers des Crottes et du Canet. Elle prévoit la construction d'une Corniche Nord au-dessus du littoral, d'un pôle multimodal de transport à Gèze, d'un parc le long du ruisseau des Aygalades et de l'extension du tramway vers le nord.

### Lieux et quartiers

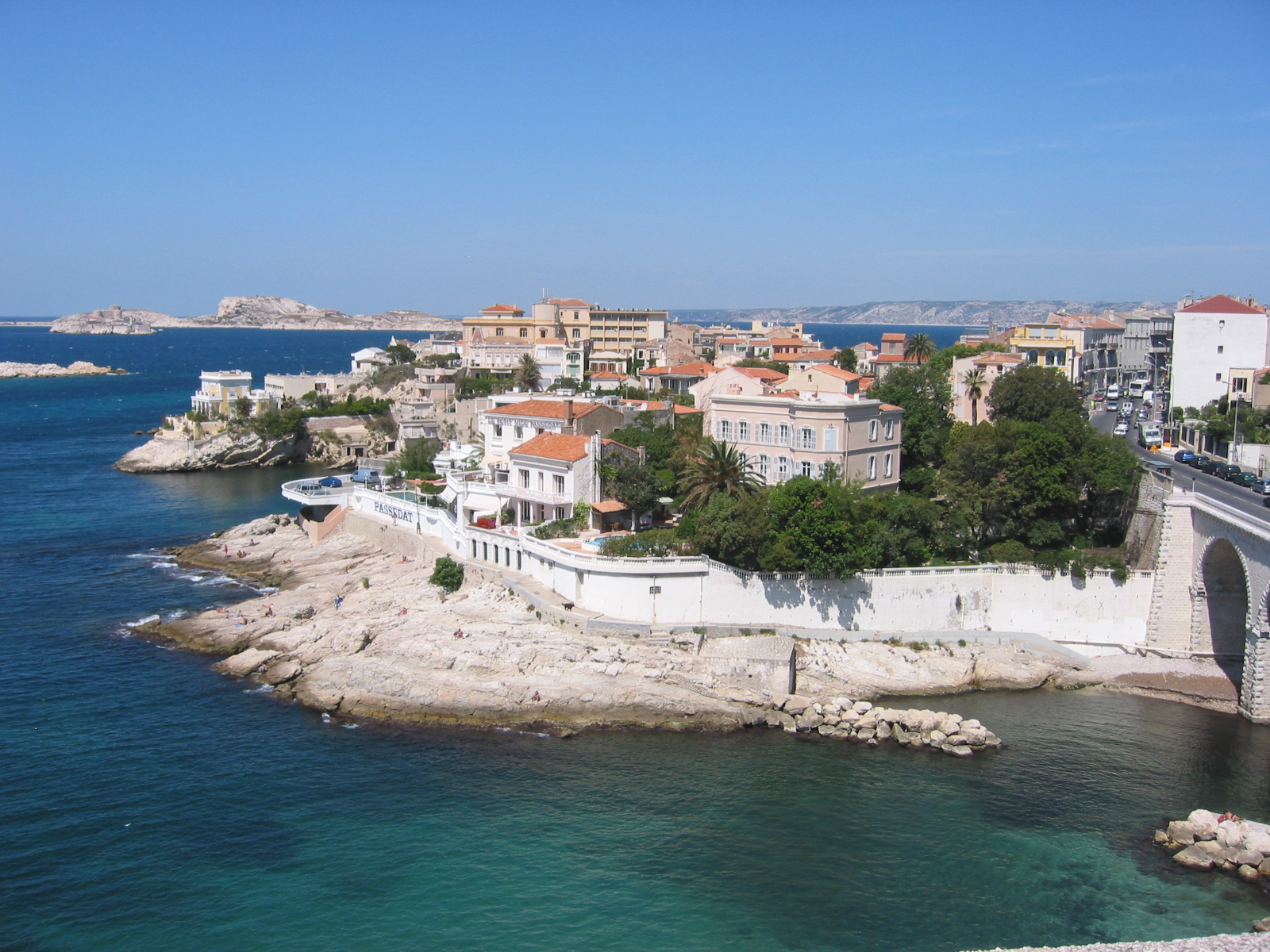
La Corniche au niveau du Petit Nice.

Marseille est parfois surnommé « la ville aux 111 quartiers », qui correspond au nombre de quartiers officiels, qui sont des subdivisions des arrondissements de la ville. Beaucoup sont d'anciens hameaux constitués autour de l'église paroissiale. De nombreux quartiers (officiels ou non) sont dotés d'une identité particulière.
Ainsi, en centre-ville, Le Panier constitue ce qui reste de la vieille ville après la destruction de la Seconde Guerre mondiale : quartier populaire et lieu historique d'installation de nombreux immigrés, le Panier est connu pour ses rues étroites héritées du Moyen Âge. La Canebière, artère emblématique de Marseille : elle s'étend du Vieux-Port à l'église des Réformés. Elle est devenue célèbre mondialement à partir de la fin du XIXe siècle, les marins étrangers s'arrêtant dans les nombreux cafés et bars de la rue tels le Café turc (1850), le Café de France (1854), le Café allemand (1866), ou encore le somptueux Café Riche. Noailles, situé juste au sud de la Canebière, est connu pour son important marché parfois surnommé « le ventre de Marseille ».
À proximité du centre-ville, le cours Julien et la Plaine sont connus pour leur vie nocturne et le street art. Dans le 3e arrondissement, la Belle de Mai est un quartier populaire qui s'est développé autour de la manufacture des tabacs reconvertie depuis 1992 en lieu culturel.
La Corniche, qui longe la mer au sud du Vieux-Port, a été aménagée au XIXe siècle puis élargie de 1954 à 1968. Elle est bordée à l'est de villas du XIXe siècle — dont celle de la célèbre artiste marseillaise de music-hall Gaby Deslys — et côtoie le pittoresque Vallon des Auffes. Elle accueille le marégraphe de Marseille, construit en 1883. Le quartier le plus au sud le long de la côte, Les Goudes, est formé de petits cabanons de pêcheurs épargnés par l'urbanisation du littoral. Au nord, l'Estaque est un quartier populaire, ancien lieu d'implantation d'usines, rendu célèbre par les peintures de Paul Cézanne et les films de Robert Guédiguian.
Dans l'est, La Treille est un ancien village perché au sommet d'une colline et célèbre pour avoir accueilli l'écrivain et cinéaste Marcel Pagnol.
Le nord de la ville est constitué d'un habitat disparate, entre des grands ensembles construits à partir des années 1960 comme la Castellane, le Plan d'Aou ou la cité Kallisté, mais aussi de nombreux noyaux villageois anciens comme l'Estaque située en bord de mer, Sainte-Marthe ou Château-Gombert, quartiers où subsiste encore une activité agricole. On trouve également dans le nord de la ville le siège de nombreuses industries ou entreprises (Ricard, Compagnie fruitière, Haribo…).

### Habitat et logement
En 2021, le nombre total de logements dans la commune était de 462 324, alors qu'il était de 435 744 en 2016 et de 416 607 en 2011. 
Parmi ces logements, 88,7 % étaient des résidences principales, 3,3 % des résidences secondaires et 8 % des logements vacants. Ces logements étaient pour 14,9 % d'entre eux des maisons individuelles et pour 84,3 % des appartements. 
Le tableau ci-dessous présente la typologie des logements à Marseille en 2021 en comparaison avec celle des Bouches-du-Rhône et de la France entière. Une caractéristique marquante du parc de logements est ainsi la faible proportion des résidences secondaires et logements occasionnels (3,3 %) par rapport au département (4,8 %) et à la France entière (9,7 %). 
| Typologie                                               | Marseille | Bouches-du-Rhône | France entière |
| ------------------------------------------------------- | --------- | ---------------- | -------------- |
| Résidences principales (en %)                           | 88,7      | 87,7             | 82,2           |
| Résidences secondaires et logements occasionnels (en %) | 3,3       | 4,8              | 9,7            |
| Logements vacants (en %)                                | 8         | 7,5              | 8,1            |

### Voies de communication et transports
Marseille présente les particularités d'être la ville la plus embouteillée de France (et la 18e mondiale) et d'héberger le principal port français de croisière.

#### Infrastructures routières
Parmi les 25 communautés d'agglomération françaises de plus de 270 000 habitants, Marseille est celle présentant, pour le transport, le taux de personnes tuées par million d'habitant le plus élevé après la communauté d'agglomérations du Pays basque. Ce taux est de 44 tués par million d'habitants en 2018, alors que certaines villes équipées de métropolitains, comme Paris, Lyon ou Toulouse, présentent une mortalité deux fois moindre respectivement de 15, 20 et 17.
Trois autoroutes pénètrent dans Marseille :
- l'autoroute Nord (A7) traverse les quartiers nord et aboutit au quartier Saint-Lazare près de la place Jules-Guesde et de la gare de Marseille-Saint Charles. Il s'agit du point d'aboutissement sud de la grande transversale nord-sud constituée par les autoroutes A1, A6 et A7 reliant Lille à Marseille via Paris et Lyon. L'autoroute A7 relie également Marseille à Nîmes, Montpellier et Toulouse (via l'A9 et A54) et Aix-en-Provence, Gap et Grenoble (via l'A51) ;
- l'autoroute du Littoral (A55) en provenance de Martigues traverse le 16e arrondissement puis emprunte une passerelle pour longer la zone portuaire avant de traverser La Joliette en tunnel et d'aboutir à l'extrémité nord-ouest du Vieux-Port ;
- l'autoroute Est (A50) en provenance de Toulon traverse les quartiers est et débouche à Menpenti. Elle relie Marseille à Aubagne via l'A52.

L'A50 et l'A55 sont reliées entre elles par les tunnels du Prado-Carénage (à péage), du Vieux-Port et de la Major permettant une traversée de la ville de l'est au nord quasiment sans interruption.
L'A7 (Les Arnavaux) et l’A50 (La Timone) sont reliées par l’A507, ou rocade L2 (un semi-périphérique), ouvert depuis le 25 octobre 2018, après plusieurs décennies de chantier.
Les anciennes nationales 8 (route de Marseille) et 113 par lesquelles on accédait à Marseille depuis le nord n'ont plus qu'un intérêt local et ont été déclassées en départementales. Trois autres routes rayonnent à partir de la ville : la D568 (ex-RN568, la route du Rove) au nord-ouest, la D908 (ex-RN8bis) au nord-est et la D559 (ex-RN559) à l'est, route de Cassis par le col de la Gineste. Toutes trois sont sinueuses et ont un profil accidenté, mais sont largement utilisées pour les trajets domicile-travail des habitants des banlieues qu'elles desservent (Côte Bleue, bassin de Valdonne-Fuveau, Cassis).
La circulation routière est un problème majeur. Marseille est la ville française la plus embouteillée (et la 18e mondiale) en 2015.
Un problème également majeur est la mortalité routière qui tue entre 72 personnes en 2018 et 101 en 2014. Les accidents constituant eux-mêmes un facteur supplémentaire d'embouteillages.
L'agglomération d'Aix-Marseille-Provence s'illustre particulièrement par une mortalité importante des deux-roues motorisés ; la vingtaine de motards qui se tuent chaque année constitue près de la moitié des tués de l’agglomération.

#### Transports urbains
Les transports urbains relèvent de la compétence de la métropole Aix-Marseille-Provence. Ils sont exploités sous la marque La Métropole Mobilité.

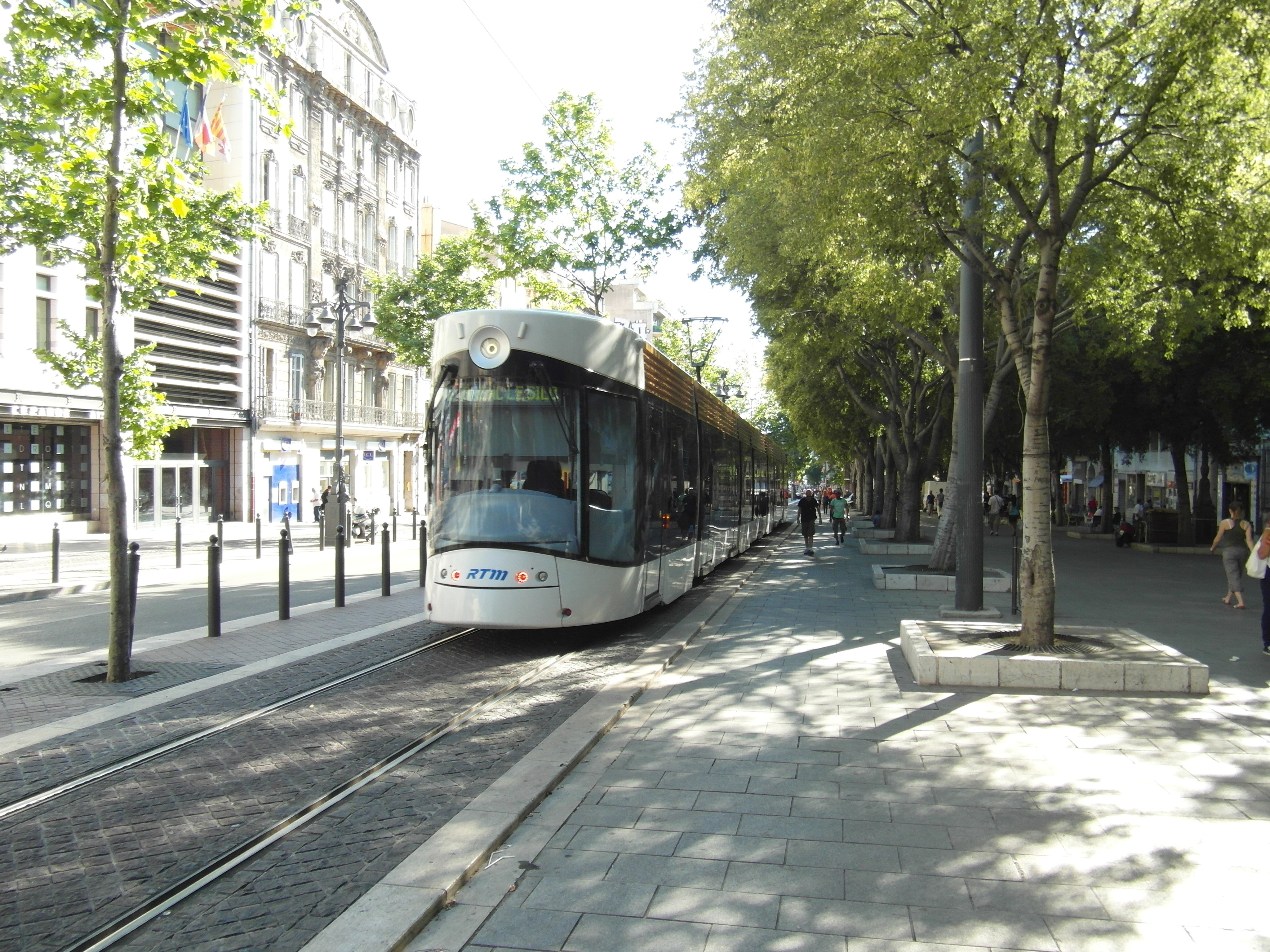
Le tramway, mis en service en 2007.

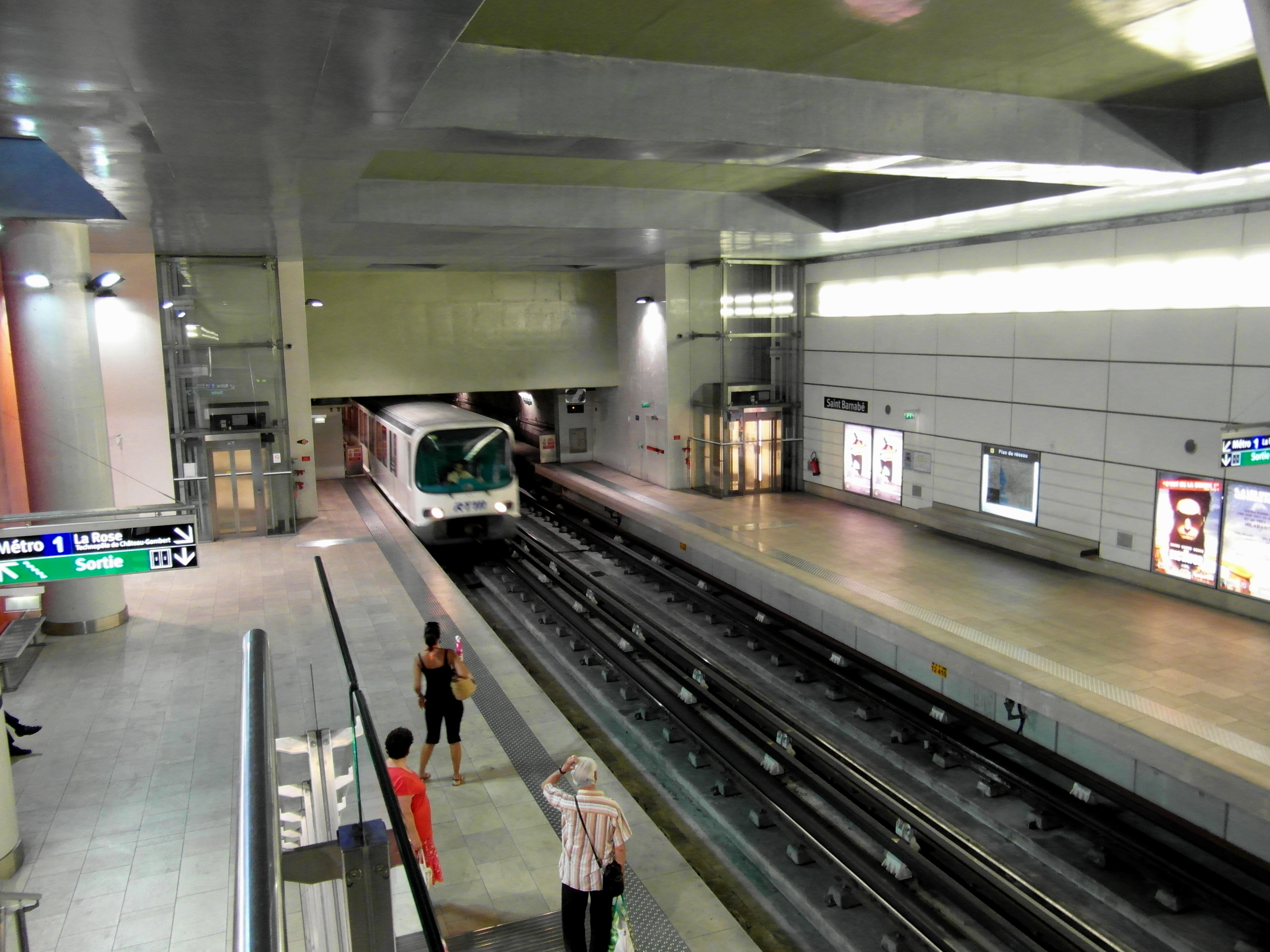
Une rame de métro à la station Saint-Barnabé.

À Marseille, les transports urbains sont historiquement exploités par la Régie des transports métropolitains, établissement public à caractère industriel et commercial, sous tutelle de la métropole.

#### Bus
Marseille compte 119 lignes de bus qui desservent l'ensemble de la ville ainsi qu'Allauch, Plan-de-Cuques et Septèmes-les-Vallons sur un réseau de 950 km. Les parcours et la numérotation des lignes de bus reprennent encore en grande partie celle du réseau de l'ancien tramway de Marseille presque entièrement supprimé à partir des années 1960. Des trolleybus ont circulé à Marseille jusqu'en 2004, où ils ont été remplacés par des bus classiques.
En raison de l'étendue de la ville et des difficultés de circulation, la vitesse moyenne des bus de Marseille est relativement lente, à 12 km/h. Un dispositif de vidéo-verbalisation est mis en place afin de libérer les voies de bus du stationnement et améliorer la fluidité du trafic des autobus.

#### Métro
Le réseau de métro comporte deux lignes représentant un total de 21,5 km et 30 stations. La première ligne a été ouverte en 1977, la dernière extension datant de 2019 avec l'ouverture de la station Gèze sur la ligne 2.

#### Tramway

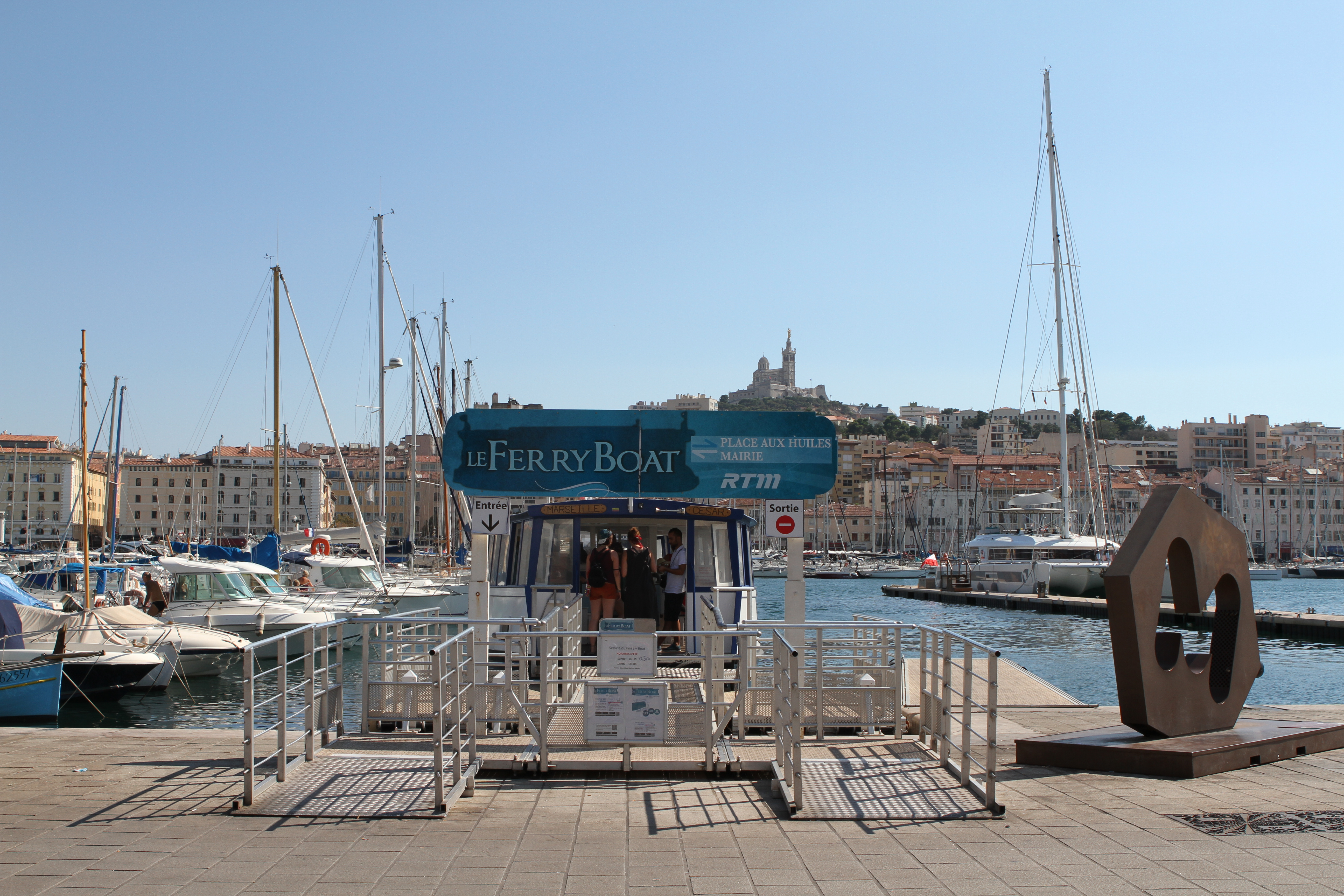
Transbordeur (ferry boat).

Le tramway compte trois lignes totalisant 15,8 km et 40 arrêts. Le réseau a été ouvert en 2007.

#### Bus à haut niveau de service
Trois lignes de bus à haut niveau de service ont été mises en service en 2014 et une autre est prévue.

#### Navette maritime
De mars à septembre, un service de navette maritime est mis en place entre le Vieux-Port, la Pointe-Rouge, Les Goudes et le Vieux-Port et L'Estaque. Le transbordeur (ferry boat) permet de traverser le Vieux-Port de l'hôtel de ville à la place aux Huiles. Mis en service en 1880, il représente principalement depuis, une ligne touristique.

#### Vélos
Un système de vélos en libre-service (VLS) « Le vélo » a été mis en place en 2007. Il comporte 130 stations, et 1 000 vélos, situées principalement en centre-ville et au sud-ouest, il fonctionne 24 h/24 depuis 2013. La ville s'est toutefois vu décerner par la Fédération française des usagers de la bicyclette le prix du « Clou Rouillé » en 2013 qui épingle les communes pour les initiatives à ne pas faire en matière d'aménagements cyclables.
Depuis 2011, la ville est régulièrement mise en avant pour le non-respect de la loi LAURE. L'association locale de promotion du vélo comme mode de transport, le Collectif Vélos en Ville a, en effet, intenté et gagné 7 recours au tribunal administratif pour non-respect de cette loi pour des opérations de voirie à Marseille.
Institué en 2017, le Baromètre des villes cyclables est une enquête bisannuelle évaluant l'indice de satisfaction des usagers en France, sur une échelle allant de 1 à 6. En 2017, la Ville de Marseille, se classe en “G”, avec une note globale de 1,98, ce qui en fait la ville dernière des 99 plus grandes villes de France. Lors de l’édition de 2019, elle a obtenu la note de 1,96 se retrouvant ainsi dernière des 11 plus grandes villes françaises, mais également dernière des 42 plus grandes villes de France.

#### Gare routière
La principale gare routière de Marseille est située à Saint-Charles. Elle est exploitée par la RTM et accueille la majorité des autocars desservant les Bouches-du-Rhône (Cartreize), la région PACA (LER) ou l'Europe (Eurolines et IDBUS) ainsi qu'une navette vers l'aéroport.

#### Desserte ferroviaire

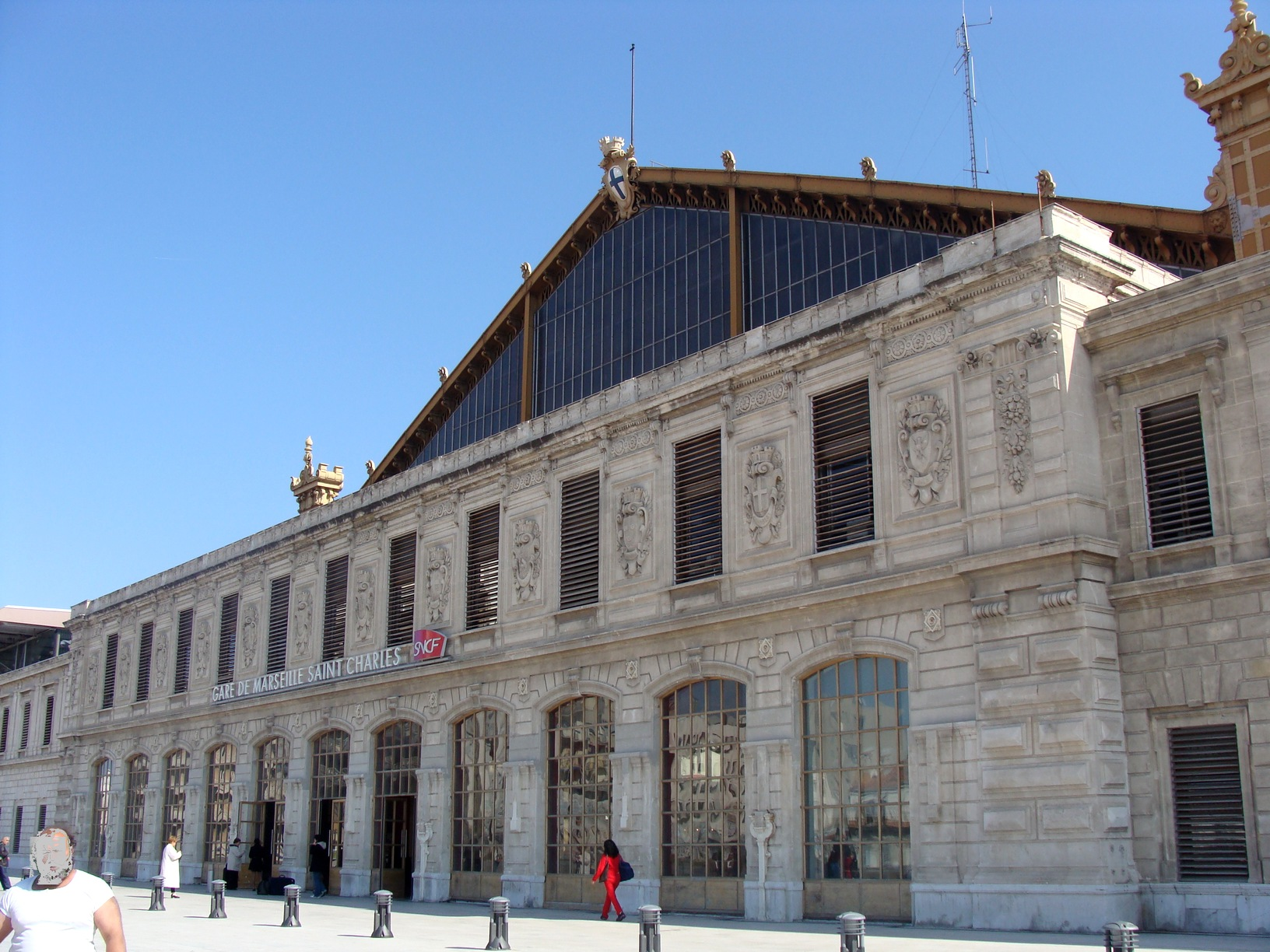
La façade de la gare de Marseille-Saint-Charles.

La gare de Marseille-Saint-Charles, aboutissement de la ligne Paris-Lyon-Marseille, est inaugurée en 1848. La gare devient alors et pendant longtemps le point de passage obligé des voyageurs qui embarquent ensuite vers l'Afrique ou le Moyen-Orient. L'électrification de la ligne est achevée en 1962. L'ouverture de la LGV Sud-Est en 1981 signe l'arrivée du TGV. La ligne est prolongée en 2001 par la LGV Méditerranée, qui met Paris à 3 h 30 min de Marseille. Le 1er mai 2015, Eurostar a ouvert une ligne Londres-Marseille desservant aussi Avignon et Lyon et mettant ainsi Marseille à 7 h 30 min de Londres. Cette ligne directe n'existe plus en 2020.
La gare Saint-Charles est également le terminus de la ligne de Marseille à Vintimille et accueille le trafic TGV vers l'ouest et le nord de la France, ainsi que celui d'Intercités du sud-ouest via Montpellier et vers la Savoie et la Suisse via Grenoble. Elle est également au cœur du réseau de Transport express régional de Provence-Alpes-Côte d'Azur (TER) dont la ligne vers Aix-en-Provence a été récemment rénovée et celle vers Toulon est en train d'être triplée.
Dans le cadre du projet de la ligne nouvelle Provence Côte d'Azur destiné à relier Nice à Marseille, la gare de Marseille-Saint-Charles doit faire l'objet de travaux pour construire une nouvelle gare souterraine. À cette occasion, la gare de la Blancarde devrait également être réaménagée pour accueillir une gare TGV et un tunnel devrait être construit entre les deux gares. L'avantage de la gare de la Blancarde est d'être relié au réseau de tramway urbain, contrairement au pôle d'échanges de la gare Saint-Charles.
Marseille compte en réalité onze autres gares ferroviaires sur son territoire urbain, dont les plus importantes sont celles de la Blancarde, de Saint Marcel ou encore celle de L'Estaque.
Lors des élections municipales de 2020, l'idée de créer un RER métropolitain est émise par plusieurs candidats tels que Michèle Rubirola, Martine Vassal ou encore Sébastien Barles.
En juin 2021, la métropole Aix-Marseille Provence lance une étude pour mettre en place un schéma directeur de la desserte ferroviaire d'ici 2050 sur tout le territoire de la métropole en lien avec le plan de déplacements urbains dans le but de doubler l'usage des transports en commun. Ce schéma prévoit la création d'un réseau express métropolitain dont un RER qui reste, malgré tout, assez hypothétique. Les conclusions de cette étude sont attendues pour le printemps 2023.
Le 2 septembre 2021, le président de la République Emmanuel Macron, lors d'un discours visant à présenter un projet pour redresser la ville, annonce l'accélération de la création d'un RER marseillais pour un coût de 300 millions d'euros dont 115 millions financés par l'État,.

#### Desserte aérienne
L'aéroport international Marseille-Provence se situe à 25 kilomètres du centre de Marseille, à Marignane, au bord de l'étang de Berre. C'est le troisième aéroport de France hors Île-de-France.
Son trafic est principalement orienté vers Paris, la Corse, l'Europe, et l'Afrique du Nord. L'ouverture en octobre 2006 de l'aérogare MP2 entièrement consacrée aux compagnies à bas prix a permis de développer le nombre de passagers et de destinations, notamment vers l'Europe.
En plus des liaisons vers Montréal et Toronto, une liaison vers New York a été ouverte en 2013.
L'aéroport est desservi par des navettes d'autocars qui le relient à la gare Saint-Charles et à la gare d'Aix-en-Provence TGV et, depuis 2008, par la gare de Vitrolles-Aéroport-Marseille-Provence.

#### Transport maritime
Marseille est l'un des principaux points d'accès à la Corse dans le cadre de la continuité territoriale.

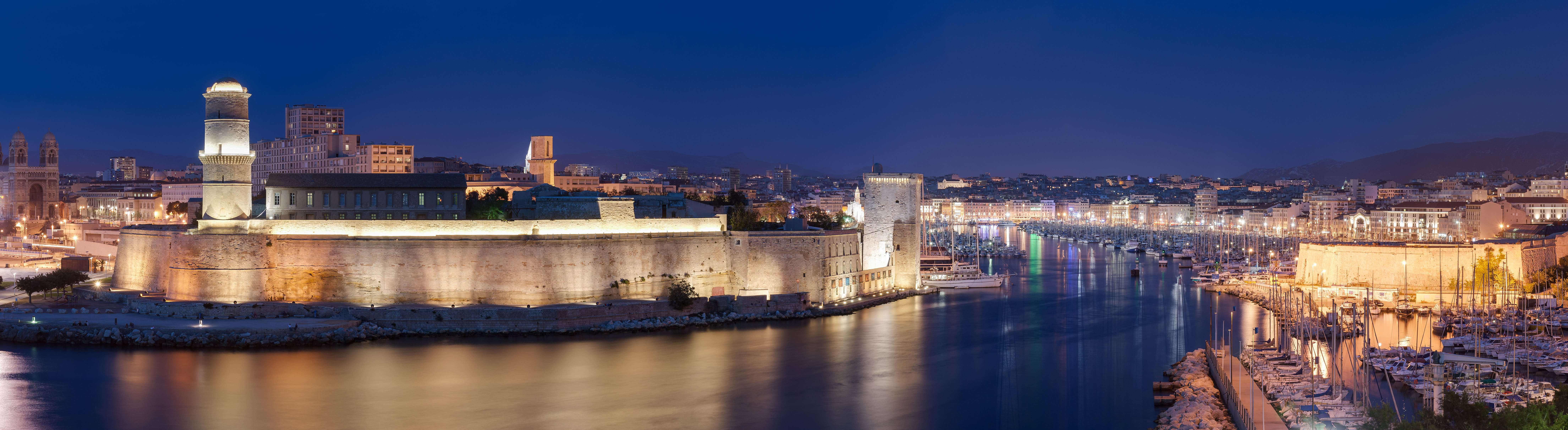
Le Vieux-Port, vu depuis le parc du Pharo.
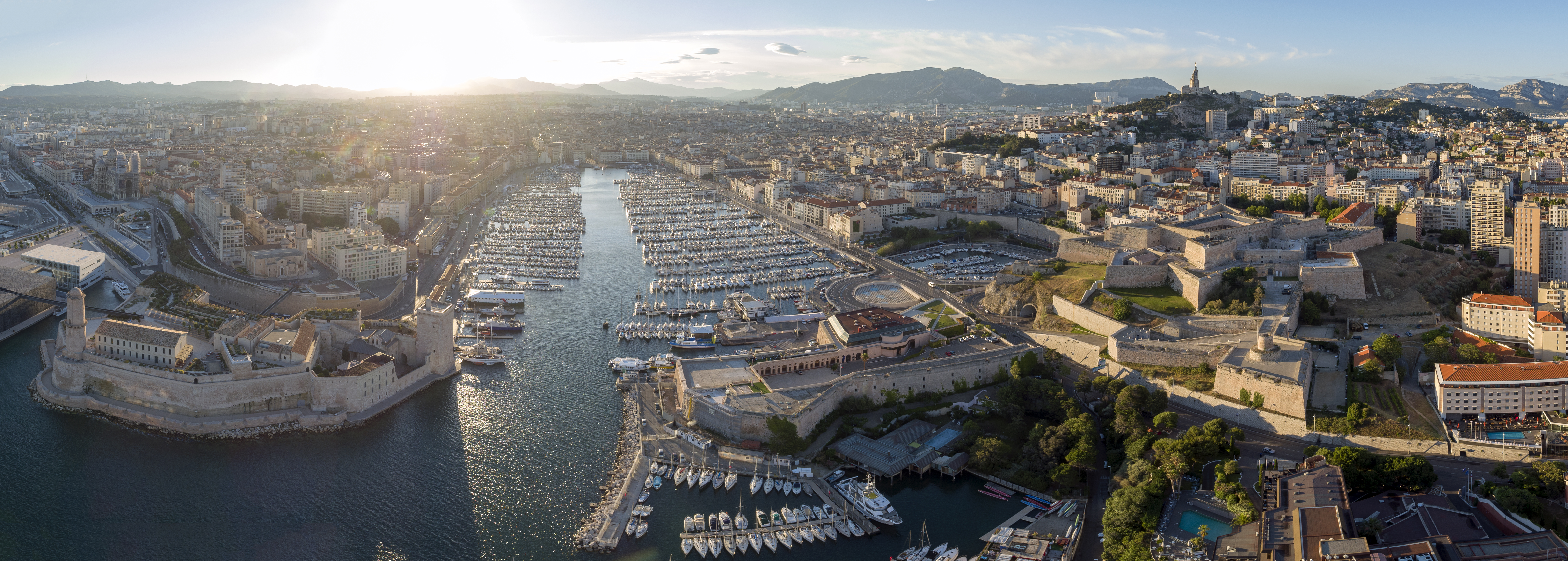
Vue panoramique du Vieux-Port.
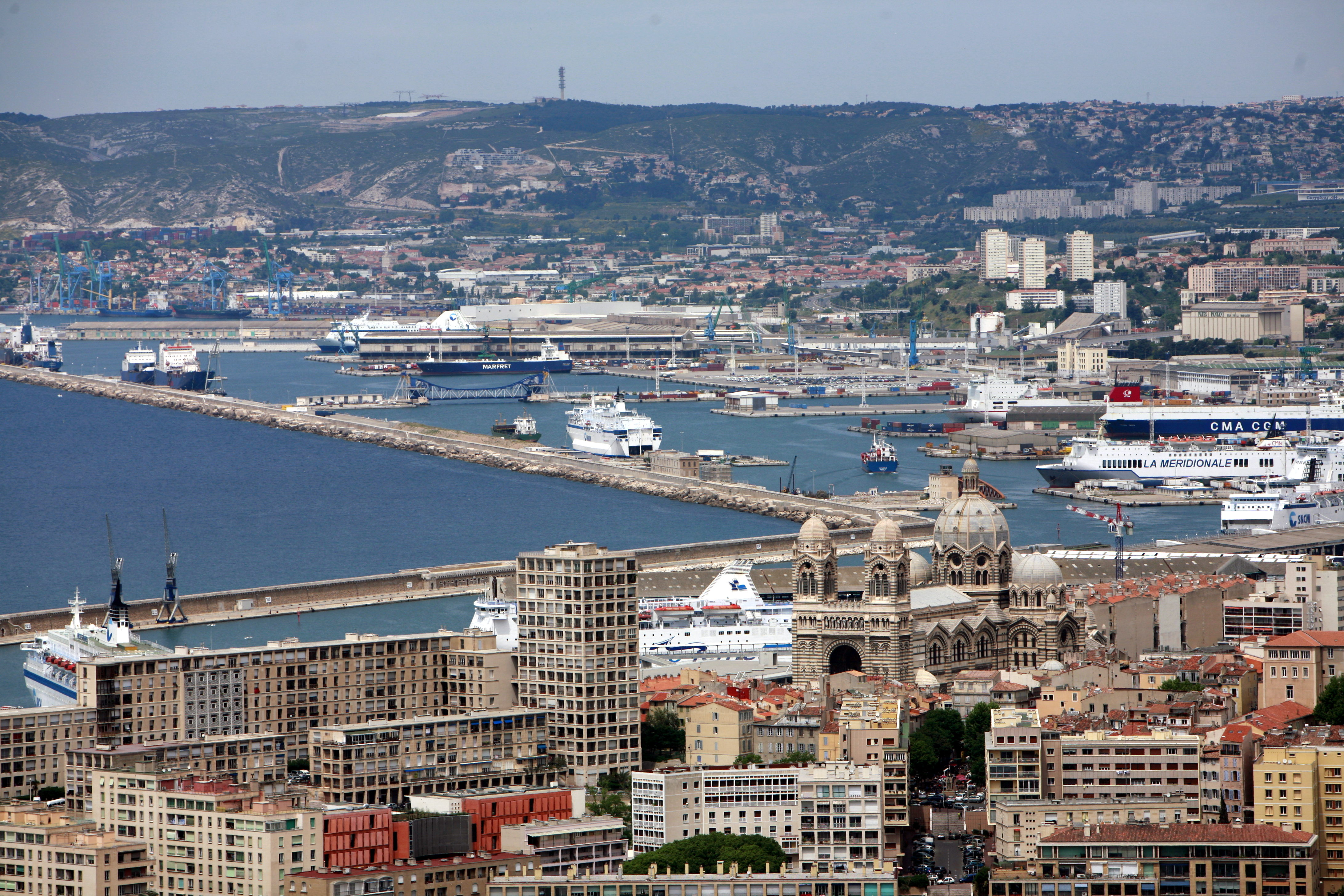
Le port industriel

### Risques naturels et technologiques

#### Sismicité
Si la région Provence-Alpes-Côte d'Azur comporte des zones à risques sismiques, en particulier dans les régions de Nice et d'Aix-en-Provence, les risques semblent plus négligeables pour Marseille.

## Toponymie

### Attestations anciennes
- Μασσαλία (Massalía) (nom grec) au VIe siècle av. J.-C. ;
- Massilia (nom latin classique) au Ier siècle av. J.-C., vers 45 av. J.-C. (Jules César) ;
- Massilia Grœcorum (nom latin classique) vers 70 apr. J.-C. (Pline l'Ancien), vers 380 apr. J.-C. (Notice des dignités) ;
- Masilia (nom latin vulgaire) vers 515 (monnaie de Childebert) ;
- Masilie (nom latin vulgaire) vers 660 (monnaie de Chidéric II) ;
- [ex comitatu] Marsiliacense (nom latin) en 950 ;
- Massilie [Civitas] (latin) en 950 - 977 ;
- [commune] Marcelie (ancien français) en 1136 ;
- [commune] Marcellie (ancien français) en 1152 ;
- Marselha (ancien provençal) en 1234[61] ;
- [commune de] Marsseille (moyen français) en 1236 (coexistant encore avec le nom latin de 950 qui ne sera abandonné pour l'usage officiel que plusieurs siècles après quand le nouveau français académique deviendra tardivement langue officielle du royaume, puis obligatoire au XIXe siècle pour l'administration civile puis scolaire) ;
- Macella (ancien provençal) au XIIIe siècle[61] ;
- Masselha (ancien provençal) en 1302[61] ;*Maselha (nom occitan) en 1390[62],[63] (ce nom conservé encore aujourd'hui en langue provençale mais sans statut officiel).

Aujourd'hui, le nom en provençal moderne est Marselha selon la norme classique ou Marsiho selon la norme mistralienne.

### Étymologie

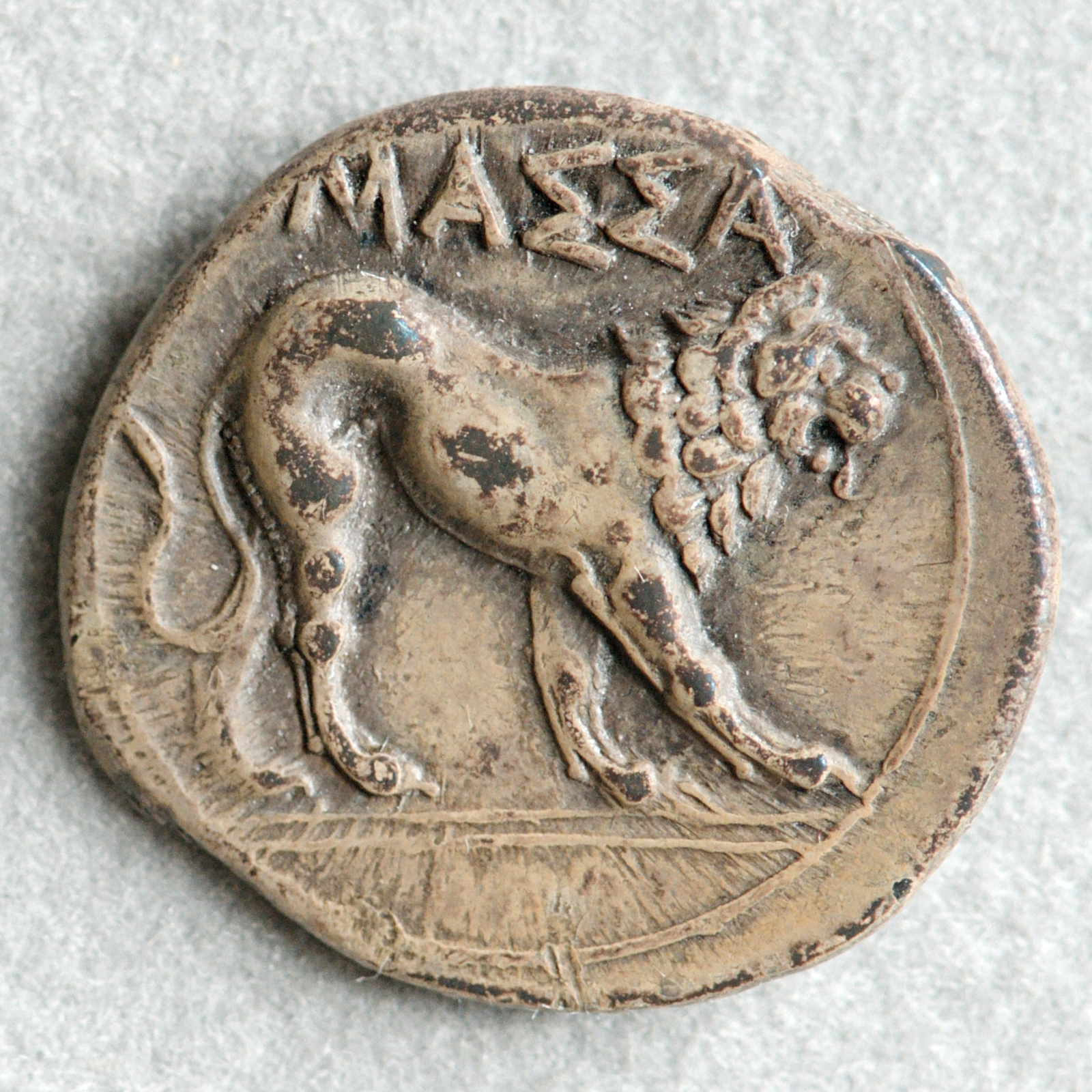
Drachme de la cité antique de Massalia où apparaît le début du nom « ».

Le nom de la localité est attesté pour la première fois sous la forme grecque Μασσαλία (Massalía, accent tonique sur le « i »). C'est sous ce nom qu'une ville est fondée par des Grecs venus de Phocée (Φώκαια / Phṓkaia) et qui est toujours la ville de Foça près d'Izmir.
L'origine de ce nom préoccupait déjà des écrivains de l'Antiquité. Ils ont avancé des explications plus ou moins fantaisistes qu'a résumées Antoine de Ruffi, le premier historien de la ville, au XVIIe siècle avec une ironie perceptible. Par exemple Aelius Herodianus a joint les mots μάσσαι, « lier » et ἁλιεύς, « pêcheur », pour dire qu'à l'arrivée des Phocéens un pêcheur se trouvait sur le rivage pour lier une amarre.
À l'époque moderne on a pensé à deux autres mots μᾶζα et ἅλς. Le second signifie le sel ou une étendue marine salée près de la côte. Le premier vient d'une racine indo-européenne *mak- ou *mag-, « pétrir », et désignait une grosse crêpe d'orge. Il a pris le sens de « masse » mais tardivement et paraît ne pas pouvoir justifier « masse de sel », ce qui constituerait une étymologie isolée. Le double sigma de Μασσαλία fait aussi difficulté puisque le dzêta persiste dans le mot composé μαζαγρέτας, un dérivé désignant un gâteau d'offrande est attesté dans le culte de Dionysos à Phigalie, ce qui pourrait permettre d'évoquer de façon très hypothétique Marseille comme « ville des offrandes », mais plutôt ne le permet pas. Le mot au sens de « masse » a été emprunté par le latin sous la forme du mot massa d'où est venu le mot français.
Entretemps Jean-Joseph-Léandre Bargès (1847) avait proposé une origine celtique : ce nom qui pour les auteurs grecs et dans les anciennes médailles marseillaise se lit Μασσαλία, se compose de deux mots celtiques dont l'un, mas, voudrait dire « demeure, habitation », et l'autre, Salia, signifierait « Salyens », nom d'une peuplade ligurienne établie sur ce territoire.
Les toponymes massa de l'Italie du nord et du centre dont la signification est maison de campagne, tenure, de même que le provençal mas, sont issus eux, à l'époque du haut Moyen Âge, du latin manere, demeurer, qui a donné aussi plusieurs mots français comme manoir, masure, maison, etc. C'est sans rapport avec le nom grec de Marseille mais a pu faire penser à une étymologie « maison des Salyens », citée par Antoine de Ruffi puis Augustin-Jules-Esprit Fabre.
Il existe en revanche un radical massa retrouvé sur tout le nord de la Méditerranée et remontant à la préhistoire (VIIe-IVe millénaire avant J.-C.) signifiant « source ». Déjà Albert Dauzat a proposé un radical mas- qui désignerait vraisemblablement une « source », suivi d'un suffixe -alia qui peut se retrouver dans le nom de la ville phocéenne Ἀλλαλία ou Ἀλαλίη, Alalia, située en Corse, aujourd'hui Aléria.
Ernest Nègre a repris d'un élément aqueux, c'est-à-dire l'hydronyme Massalia courant en Grèce. Bénédicte et Jean-Jacques Fénié, qualifient le nom Massalia de ligure.
À l'époque romaine, Massalia devient Massilia (avec déplacement de l'accent tonique sur le premier i)[source insuffisante]. Ensuite, peu à peu à l'époque médiévale, Massilia s'altère en Marsilia dans les textes, mais coexiste avec une forme locale encore attestée en 1390 Maselha. L'altération Mas(s)- > Mars- résulte sans doute d'un hypercorrectisme savant par analogie avec les nombreux types toponymiques en Marsil-, Marseil-, tels que Marsillargues (Hérault, Marcianicus vers 1031) ; Marseillan (Hérault, de Marcelliano 1098), etc., pour lesquels le groupe /rs/ s'est précisément simplifié en /ss/ en provençal par assimilation du [r]. C'est pourquoi on trouve aussi Massillargues-Attuech (Gard) et Massilhan, nom occitan de Marseillan par exemple. Ils sont généralement basés sur l'anthroponyme Marcellus> Marcel sans rapport avec l'étymologie de Marseille. Cf. aussi le français massepain, anciennement marcepain, issu de l'italien marzapane.
Aujourd'hui, le nom en provençal moderne est Marselha selon la norme classique ou Marsiho selon la norme mistralienne. La prononciation est [maʀˈsejɔ] ou [maʀˈsijɔ].
On appelle la ville Marsiglia en italien, Marsella en catalan et en espagnol, Marselha en portugais, Marseilles ou Marseille en anglais, on l'a appelé Massilien autrefois en allemand mais Marseille de nos jours et enfin مرسيليا (Marsilya) en arabe, où le mot arabe marsa veut dire « port ». Pendant la Convention, en punition de son implication dans le mouvement fédéraliste, Marseille est temporairement débaptisée : du 6 janvier au 12 février 1794, elle est officiellement nommée la « ville-sans-nom » et ainsi désignée,,.

## Histoire

### Préhistoire
Les premiers vestiges de présence humaine dans le bassin Marseillais remontent à environ 60 000 av. J.-C. (paléolithique moyen). Au paléolithique supérieur la grotte Cosquer, alors non immergée, est occupée entre 27 000 et 19 000 avant le présent. Des fragments de poterie retrouvés sur la rive sud du Vieux-Port attestent de l'occupation humaine du site au IIIe et IIe siècles avant notre ère.
Au paléolithique, des populations ont vécu sur cet espace, en témoigne la présence d'un habitat sur un flanc des collines jouxtant le Riaux (cours d'eau). On y consommait des fruits de mer, les produits de la chasse et de la cueillette (les grottes, nombreuses, et les oppida environnants sont dignes d’intérêt à l'Estaque comme à Martigues, sur le site de la Cloche, ou encore de Verduron).
Les falaises et grottes étaient occupées autour du lit du Riaux (cours d'eau), des vestiges retrouvés aux XIXe et XXe siècles y prouvent une activité humaine datant du Magdalénien, soit entre −17 000 et −10 000 ans, période des chasseurs-cueilleurs.
Vers 10 000 av. J.-C. se termine la dernière période glaciaire : le gibier migrant vers les régions plus froides, les chasseurs-cueilleurs du pourtour méditerranéen laissent place à des groupes de pêcheurs qui se sédentarisent.
La trace la plus ancienne de présence humaine sur l'actuel site habitable de la ville de Marseille remonte au Mésolithique. Seule une fouille atteste d'une occupation à cette période : la découverte et la mise au jour, en juin 2005, d'aménagements relatifs à un habitat néolithique qui remonte à 6 000 avant notre ère, près de la gare Saint-Charles, autour de la rue Bernard du Bois. On y a trouvé des silex taillés et un nombre important de coquillages marins.
D'autres vestiges datant du néolithique (période d'agriculture et élevage) ont été retrouvées par Max Escalon de Fonton dans les grottes de L'Estaque durant les années 1940 : une céramique décorée (datée de −6 000) ainsi que la sépulture d'un adolescent en position repliée. À proximité, dans la grotte Crispine du quartier Les Riaux furent retrouvés un foyer, des poteries néolithiques en terre noire, des petits grattoirs et de nombreux coprolithes de canidés (excréments fossiles).

### Antiquité

#### Massalia, cité grecque
La topographie première du site de la cité grecque est encore largement perceptible de nos jours, malgré les importantes modifications du XIXe siècle. Promontoire entouré par la mer, le site est dominé par trois buttes successives : la butte Saint-Laurent (26 mètres d'altitude en 1840), la butte des Moulins (42 mètres) et la butte des Carmes (environ 40 mètres).

##### Fondation de la ville: la légende de Gyptis et Protis

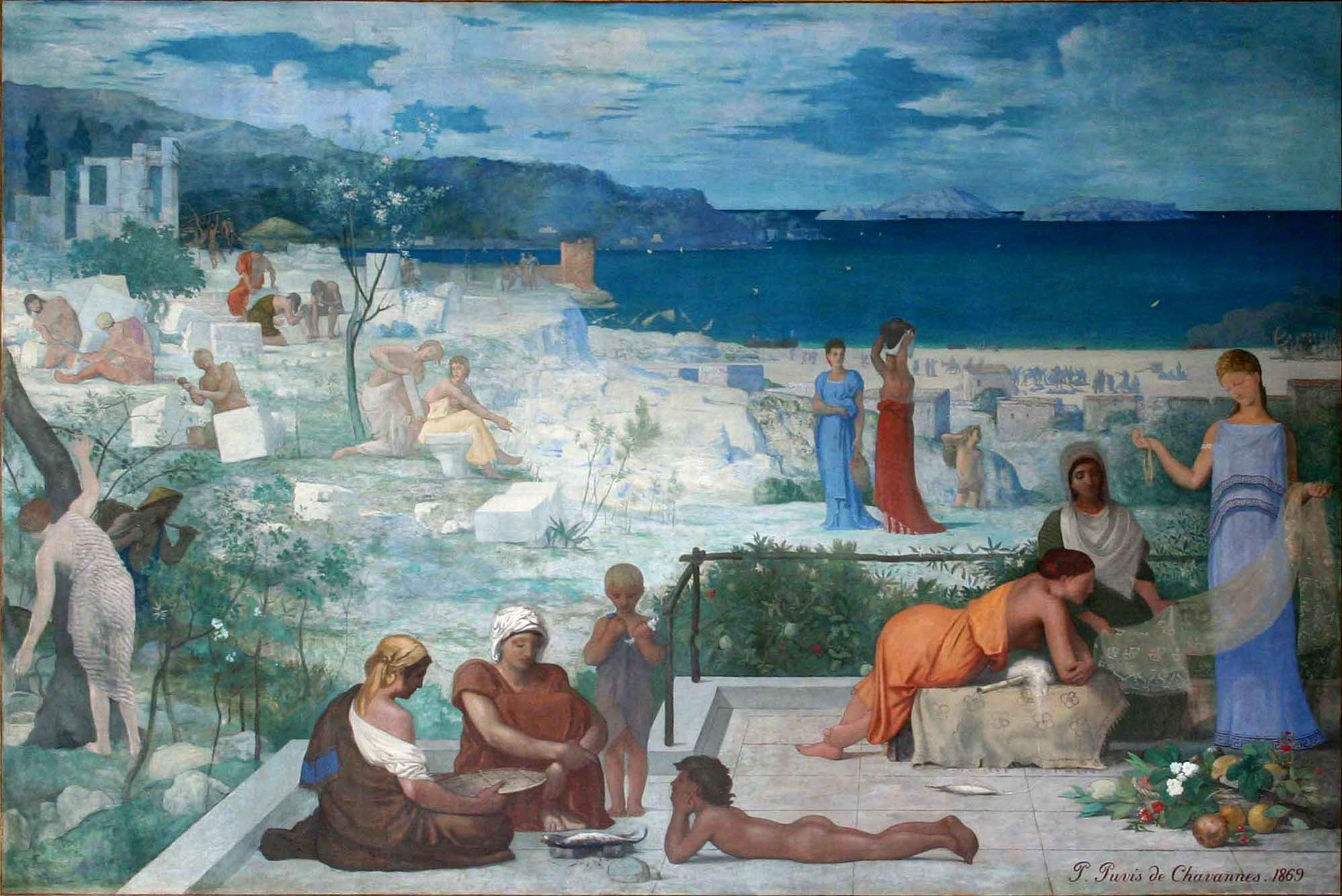
Colonie grecque à Marseille. Peinture de Pierre Puvis de Chavannes (1869).

La fondation de Marseille, qui remonte aux environs de 600 av. J.-C., est le fait de colons grecs venus de Phocée, (aujourd'hui Foça en Turquie) ; ce peuplement fut notamment favorisé par les Phocéens fuyant les invasions perses en 546 av. J.-C..
Les conditions exactes sont inconnues. Le mythe fondateur de Marseille rapportée par deux auteurs antiques : Justin et Aristote.
D'après Justin, le territoire qui forme aujourd'hui Marseille était occupé par une tribu des Ligures, celle des Ségobriges, qui se serait implantée vers l'actuelle Allauch. Deux navarques grecs, Protis et Simos, arrivèrent avec leur flotte pour établir une base commerciale dans le port naturel du Lacydon et participer au commerce de l'étain et de l'ambre. Le jour de l'arrivée des Grecs, le chef de la tribu ligure, Nanos, organisa un festin au cours duquel sa fille Gyptis avait à choisir son époux en lui tendant une coupe d'eau. Les Grecs furent invités à se joindre au banquet et le jeune chef de ceux-ci, Protis, fut choisi, scellant ainsi la fondation d'une nouvelle cité qu'il érigea sur les bords de la corne du Lacydon.
La date de cette rencontre fondatrice donnée par différents auteurs antiques, est 600 av. J.-C., avec des variantes.
Si la plupart des éléments du récit relèvent de la légende, les découvertes archéologiques, corroborent la présence de colons phocéens dans la baie du Lacydon au VIe siècle avant notre ère.
Ce mythe pourrait être cependant contredit par l'interprétation de fouilles récentes sur le site de l'oppidum de Saint-Blaise. En effet, selon Jean Chausserie-Laprée, conservateur en chef du patrimoine de la Ville de Martigues, les découvertes archéologiques publiées en 2019 pourraient indiquer que cet oppidum, situé sur l'embouchure du Rhône, à une cinquantaine de kilomètres du port antique de Marseille, était la capitale des Ségobriges, et que les Phocéens avaient donc rencontré les Gaulois et installé leur première forteresse là-bas, avant de fonder Marseille,,.

##### Évolution de Massalia
Les fouilles archéologiques ont révélé les vestiges des premières traces de l'habitat grec directement au contact d'un sol vierge sur la partie la plus occidentale de la butte Saint-Laurent. Très vite la ville s'agrandit et s'étend jusqu'au versant oriental de la butte des Moulins. Enfin, elle englobe la troisième butte (des Carmes) avant la fin du VIe siècle av. J.-C. Une dernière extension à l'époque hellénistique lui permet d'atteindre une surface d'environ 50 hectares, que la ville ne dépassera plus avant le XVIIe siècle.

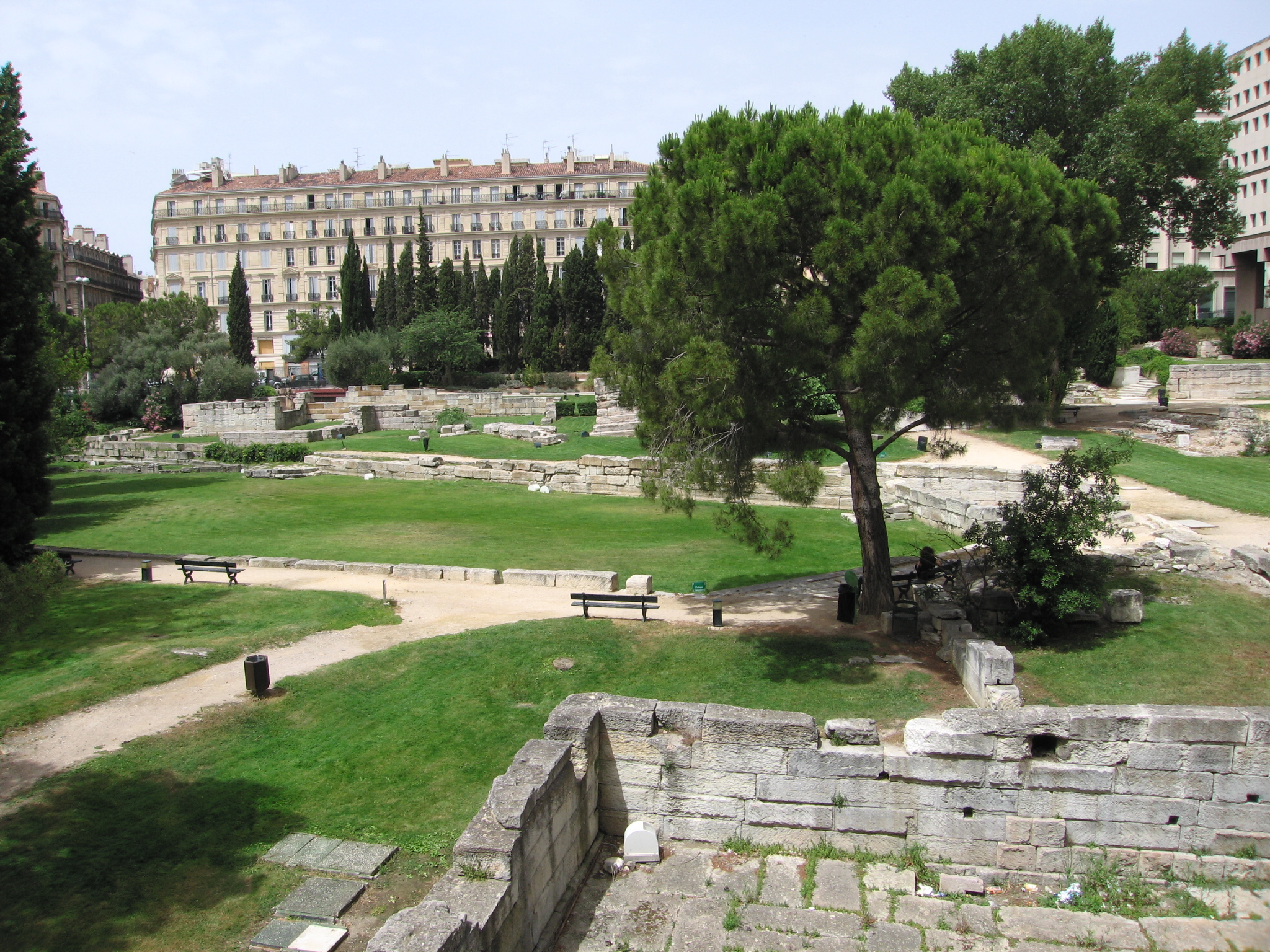
Le jardin des Vestiges, découvert en 1967 durant des travaux de construction du Centre Bourse sur l'emplacement du premier port de la ville antique.

La fortification grecque de la fin du VIe siècle av. J.-C. a été retrouvée en deux points de la ville : au jardin des Vestiges et sur la butte des Carmes, lors de fouilles d'urgence dans les années 1980. Une reconstruction a lieu à l'époque grecque classique, dans la seconde moitié du IVe siècle av. J.-C. et, vers le milieu du IIe siècle av. J.-C., l'ensemble de la fortification est reconstruite en grand appareil de calcaire rose. Ce rempart est encore visible dans le jardin des Vestiges.
L'intérieur de la ville est découpé en îlots, avec des rues à angle droit qui constituent des ensembles cohérents, adaptés à la topographie naturelle du site. Ainsi le long du rivage les voies ont-elles des axes changeants, tandis que les pentes de buttes sont quadrillées de façon régulière.
À l'extérieur des murs, les fouilles récentes ont mis en évidence une cadastration établie dès la fin du VIe siècle av. J.-C., ainsi que l'exploitation de carrières d'argile qui se trouvait abondamment dans le substrat géologique (site de l'Alcazar) ; par la suite se développe au même emplacement une culture de la vigne et probablement d'autres plantations. Les nécropoles sont connues soit par des découvertes anciennes soit par la fouille, en 1990, du parc Sainte-Barbe.
La Marseille grecque connaît une forte croissance et devient une cité prospère, vivant des relations commerciales fortes avec la Grèce, l'Égypte, l'Asie Mineure puis Rome. La ville est indépendante et s'administre librement : elle est gouvernée par un directoire de 15 « premiers » choisis parmi 600 sénateurs (Strabon, IV, 1,5). Trois d’entre eux avaient la prééminence et l’essentiel du pouvoir exécutif.
Marseille est le point de départ de la diffusion de l'écriture chez les peuples gaulois, qui ont appris à transcrire leur propre langue en caractères grecs et à rédiger leurs propres actes en grec. C'est aussi probablement par Marseille que sont introduits en Gaule les premiers vignobles.
Marseille est alors cernée par une ceinture d'oppida dont on ne peut déterminer si certains faisaient fonction de protection contre ceux plus au nord, même si l'hypothèse a été avancée par François Villard : il ne semble pas y avoir de liens d'appartenance, sauf pour les Mayans dont la structure fait penser qu'il abritait une garnison, vraisemblablement grecque. Les échanges sont nombreux avec eux comme en témoignent les monnaies retrouvées sur le site du Baou Roux, de l'autre côté de l'Étoile.
On relève :
- sur le Garlaban[99] : Colline du Château, Peynaou, Ruissatel, le Bec Cornu, le Baou des Gouttes, les Gavots,
- sur le Regagnas : Le Tonneau, Saint Jacques, Baou de la Gache
- sur l'Étoile : la Cride, la Tête de l'Ost[100], le Baou Roux, les Mayans (Camp Jussiou), Le baou de Saint Marcel et le Collet Redon sur le versant sud est[101]
- sur la chaîne de l'Estaque : le Verduron (Camp Long?), Teste Negre, la Cloche, suivi par d'autres clairement indépendants et aussi anciens sinon plus, jusque Martigues et au-delà.

#### Cité romaine de Massilia
Au début de la deuxième guerre punique, Scipion est envoyé par Rome pour protéger Massilia, citée alliée, cible supposée de Hannibal qu'il pense trouver vers les Pyrénées, et bloquer ainsi son passage par la côte. Hannibal, n'a pas réussi à mettre les tribus gauloises de son côté et ses troupes sont attaquées depuis la péninsule ibérique, mais il est déjà plus au nord. Les tribus de la région de Massilia, future Provincia, alliées de Rome, sont évitées vers le milieu du mois d’août 218 av. J.-C. Ce sont 38 000 fantassins, 8 000 cavaliers et 37 éléphants qui auraient pu assiéger Massilia qui passent le Rhône à quatre jours de marche au nord de Marseille, soit à la hauteur du village actuel de Caderousse. Quand Scipion comprend son erreur, il laisse ses troupes continuer sur l'Ibérie mais revient pour préparer les légions dans la plaine du Pô. Massilia est épargnée.
En 181 av. J.-C., les Massaliotes phocéens et leurs alliés helléno-celtes Cavares de la région de Cavaillon-Avignon-Orange appellent Rome au secours contre les pirates Ligures.
Au cours du IIIe siècle av. J.-C., Marseille se retrouve confrontée à la puissance grandissante de ses voisins gaulois, en particulier des Salyens. Pour faire face à leur menace, la cité fait encore appel à son alliée Rome, devenue la grande puissance méditerranéenne.
La conquête réelle ne commence qu'en 120 av. J.-C., avec la campagne militaire du proconsul romain Gaius Sextius Calvinus, qui voit raser une partie des oppidda au nord de Massilia. Mais la province ne reçoit cependant son statut officiel qu'après le passage de Pompée dans les années 70 av. J.-C. Une colonie devant concurrencer Massillia, Aquae Sextiae (Aix), est fondée en 122 av. J.-C..
Cliente de Jules César et de Pompée, Marseille refuse en 49 av. J.-C. de prendre parti dans la guerre civile de César, tout en accueillant les émissaires de Pompée. Battue en mer et assiégée par trois légions pendant deux mois par César puis par son légat Caius Trebonius, la ville est prise (Commentaires sur la guerre civile, livre I, 34-36, etc.), privée de ses colonies et doit se soumettre à Rome. Les Romains la rattachent à la province Narbonnaise. Le reste des oppida subsistant est alors vraisemblablement rasé (oppidum de La Cloche). À l'époque d'Auguste, la ville connaît une nouvelle grande phase de construction. L'agora-forum est reconstruit comme en témoignent les fragments de dallages découverts par Fernand Benoit au sud des Caves de Saint-Sauveur. Le forum est bordé à l'ouest par un autre grand édifice, le théâtre, dont quelques gradins ont été conservés jusqu'à nos jours dans l'enceinte du collège du Vieux-Port. Des thermes sont installés le long du port : les vestiges, remontés sur la place Villeneuve-Bargemon, sont aujourd'hui visibles quasiment à leur emplacement d'origine derrière l'hôtel de Ville.
Pendant le Haut Empire, la zone portuaire est considérable : elle s'étend sur la rive nord de la calanque du Lacydon, en suit la corne du port (Jardin des Vestiges) dont le quai est reconstruit à l'époque flavienne, et se prolonge au fond du Vieux-Port actuel. Dans cette zone, les fouilles de la place Général-de-Gaulle ont dégagé une grande esplanade empierrée qui peut correspondre à des salines aménagées. De nombreux entrepôts à dolia sont connus ; une partie de l'un d'entre eux a été conservée en rez-de-chaussée du Musée des docks romains.
Puis, durant le Bas Empire, la ville semble décliner légèrement au profit vraisemblablement d'Arles.

#### Arrivée des premiers chrétiens
Le Haut Empire, voit l'arrivée des premiers chrétiens au Ier siècle dans la région comme l'illustrent certaine légendes (Les Saintes Maries, la Sainte Baume). Ils essaiment alors dans la région et fondent des ermitages, des monastères et des églises. Au cours des siècles suivants, de nombreux ermites occuperont les nombreuses grottes-ermitage des massifs entourant Marseille. Dès lors, leur présence influence fortement le paysage et la toponymie, la vie même des marseillais jusqu'à aujourd'hui (Notre-Dame de la Garde : la Bonne Mère).
Les Wisigoths s'installent en Aquitaine dès 418, puis en Provence. Ils sont ariens et s'opposent aux dogmes de l'incarnation (Jésus-Christ divinisé) et de la trinité (Père-Fils-Saint-Esprit). Lorsque le roi des Francs Clovis, qui a opte vers 496 pour le christianisme nicéen, conquiert la région, celle-ci le suit. Ses habitants rejoignent le catholicisme.

#### Antiquité tardive
Marseille se développe à nouveau à partir du Ve siècle de notre ère. À l'intérieur de la ville, la construction d'une première grande cathédrale de Marseille marque la puissance de l'évêque, probablement Proculus, qui tient à rivaliser avec Arles. Deux basiliques funéraires ont été retrouvées en fouille. L'une, hypothétique, fouillée pour moitié dans l'emprise des immeubles du cours Belsunce par J. et Y. Rigoir en 1959 et par G. Bertucchi dans la construction du Centre Bourse en 1974. La seconde est clairement attestée par la fouille de M. Moliner, rue Malaval (2003-2004), avec la découverte d'une memoria intacte sous le chœur.
Le Ve siècle voit aussi la fondation de l'abbaye Saint-Victor de Marseille par Jean Cassien.
Sur la corne du port, comblée, se développe un habitat dont on retrouve la trace, hors les murs, jusqu'à l'actuelle bibliothèque de l'Alcazar (fouille M. Bouiron). Sur ce site, on a pu mettre en évidence une continuité directe avec les constructions romaines ; un groupe de bâtiments se développe progressivement entre le Ve siècle et le VIIe siècle, avec dans un dernier état, un vaste bâtiment de type entrepôt. Les bâtiments sont abandonnés au début du VIIIe siècle.
La vitalité du commerce est perceptible par les découvertes de productions céramiques venant de toute la Méditerranée, témoins privilégiés des marchandises qui affluent à Marseille durant la période ostrogothique et mérovingienne. Puis, prise dans les remous des conflits entre rois francs, la ville semble perdre de son importance à partir de la reprise en main de la Provence par Charles Martel et le pillage de la ville qui l'accompagne.

### Moyen Âge

#### Haut Moyen Âge et Moyen Âge central
Marseille est pillée par les Sarrasins en 838, des razzias faisant suite à la conquête musulmane de la péninsule ibérique. D'autres pillages ont eu lieu, par des pirates grecs en 848.
En 904, l'abbaye Saint-Victor se voit dotée de la rive sud du port par le roi de Provence Louis l'Aveugle. L'époque reste incertaine, avec les démêlés des derniers carolingiens tout entiers tournés vers l'Italie et n'hésitant pas à traiter avec les Sarrasins lorsque leurs ambitions le nécessitent. Ces derniers en 923 dévastent le monastère de Saint-Victor et le territoire marseillais. À partir du milieu du Xe siècle, la situation se stabilise. Le comte de Provence choisit un frère de l'évêque Honorat de Marseille, fils de Arlulfe de Marseille, Guillaume, comme vicomte de Marseille. Ses descendants seront pendant plusieurs générations soit évêque soit vicomtes de Marseille.
La topographie de l'époque est difficilement perceptible. Il existe une fortification réduite sur le sommet de la butte Saint-Laurent, c'est le château Babon (castrum Babonis) des textes du XIIe siècle. Le nom de Babon fait référence à un évêque, mentionné à propos d'un polyptyque perdu de l'abbaye de Saint-Sauveur et qui pourrait avoir exercé au cours du IXe siècle. La délimitation de cette enceinte est difficile car cette fortification a déjà pratiquement disparu à la fin du XIVe siècle et aucun vestige n'en est connu. Englobant une partie de la ville haute appartenant à l'évêque, elle devait contenir la zone du fort Saint-Jean et arriver jusqu'à la rue Fontaine-des-Vents, au voisinage de l'actuelle place de Lenche.
M. Bouiron a mis en évidence, au contact de cette fortification, un deuxième ensemble fortifié centré autour de la Major, le bourg de la Major qui contient une partie de la butte des Moulins.

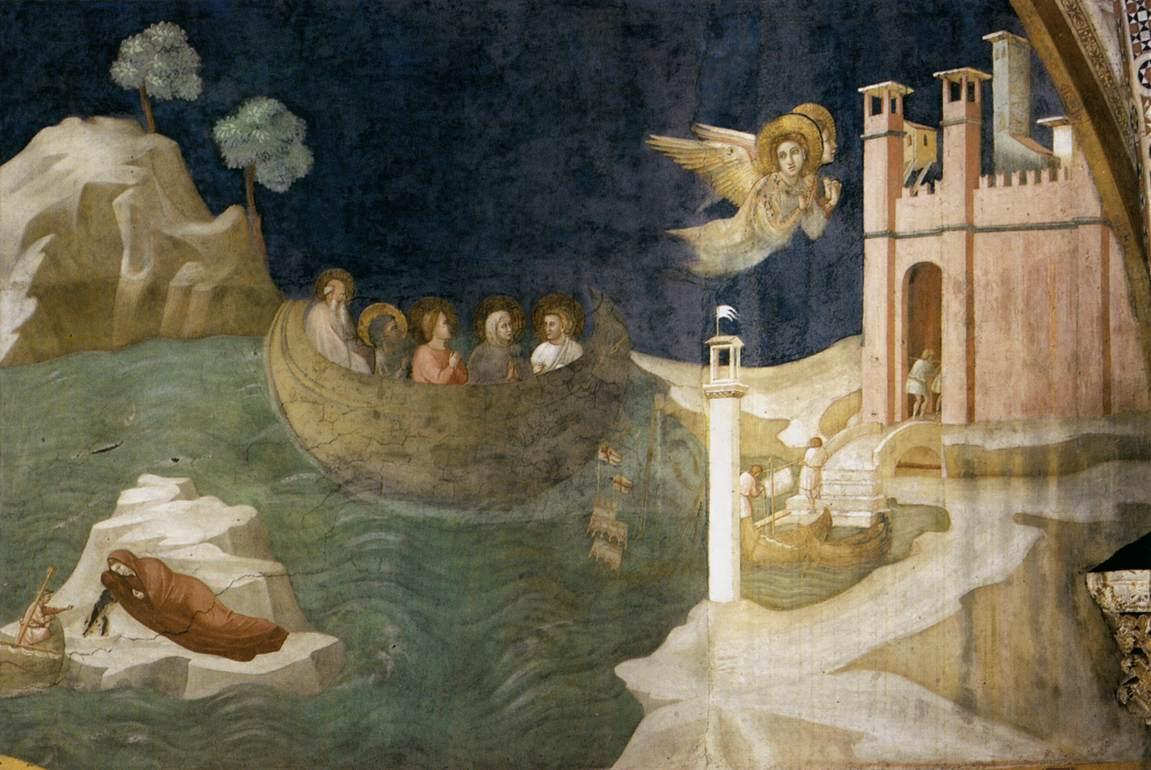
« Voyage de Marie Madeleine à Marseille » réalisée par Giotto di Bondone en 1320 dans l'Église du couvent St François (Chapelle Sainte-Madeleine) à Assise (Italie).

Passé l'an mille, Marseille se révèle à nouveau un port florissant qui participe aux Croisades. Les Marseillais sont présents en Afrique du Nord et possèdent un quartier à Saint-Jean-d'Acre. Si la prise de cette dernière met un terme à l'aventure en Terre sainte, leur présence est largement attestée en Méditerranée tout au long du Moyen Âge.
De nombreux conflits émaillent par ailleurs l'histoire entre les comtes de Provence et Marseille, qui jouit d'une certaine indépendance commerciale :
- 1209 : excommunication d'Hugues Fer. La ville est « interdite » par le légat pontifical ;
- 1216 : les habitants de la basse ville entrent en révolte contre l'évêque ;
- 1218 : nouvelle « interdiction » de la ville et excommunication de ses habitants ;
- 1229 : la ville basse, après une nouvelle révolte contre l'évêque est « interdite » et excommuniée.
- Elle reconnaît la suzeraineté de Raymond VII de Toulouse. Elle refuse celle de Raimond Bérenger V[Lequel ?] ;
- 1252 : premiers accords de paix entre Charles d'Anjou et Marseille, qui s'est soumise.

Puis Charles Ier d'Anjou, devenu comte de Provence, fait perdre à Marseille son autonomie en 1257 avec les Chapitres de paix. L'indépendance économique et politique de Marseille par rapport à la France perdure jusqu'à la Révolution française, quand la Provence est définitivement et complètement annexée par la France, mais le processus avait commencé progressivement à partir du XVIe siècle quand le comté de Provence devient un co-état associé au royaume de France ("comme un principal à un autre principal") sous la souveraineté commune, mais séparée, du roi de France qui ne règne en Provence qu'en tant que Compte de Provence avec obligation de respecter l'indépendance provençale garantie par la Constitution provençale, que le roi a signée en 1486.

#### Bas Moyen Âge

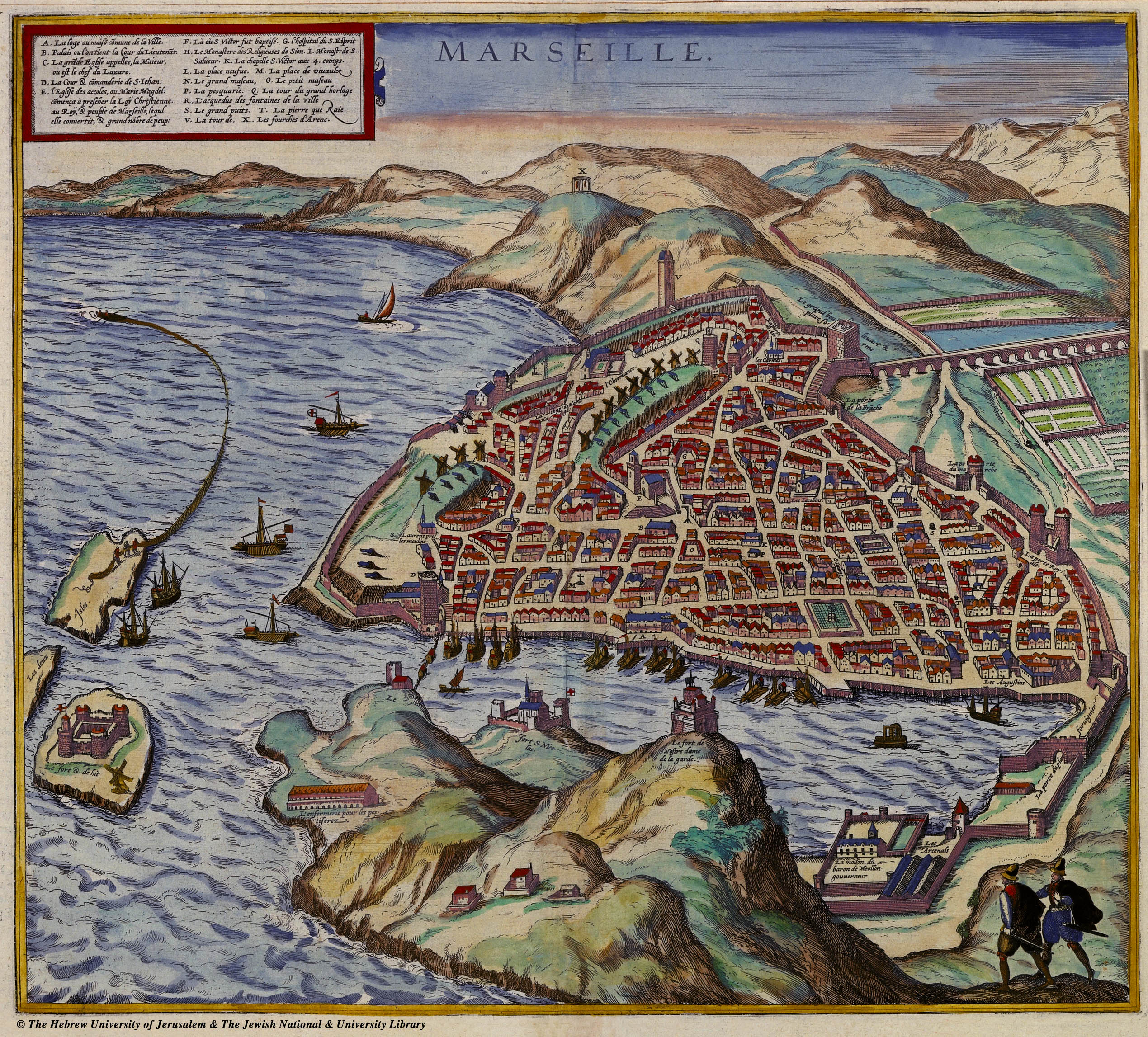
Marseille en 1575.

La ville est touchée par la peste noire en 1347. En 1423, la prise de la ville par les Catalans et la destruction qui s'ensuit occasionnent un profond déclin à la fin du Moyen Âge.
Le 15 décembre 1437, le comte de Provence René d'Anjou, qui a succédé à son frère Louis III d'Anjou comme roi de Sicile et duc d’Anjou, arrive à Marseille et favorise par des privilèges le relèvement de la ville, qu'il considère comme une base maritime stratégique pour reconquérir son royaume de Sicile.
Les Marseillais, en contrepartie, se chargent de la reconstruction des remparts. Le roi René, qui souhaite équiper l'entrée du port d'une solide défense, décide de faire construire sur les ruines de l’ancienne tour Maubert, une nouvelle tour plus importante. Jean Pardo, ingénieur, en conçoit les plans et Jehan Robert, maçon de Tarascon, exécute les travaux. Cette construction s’échelonne de 1447 à 1453. Le roi fait édifier les fondations du piédestal, puis les travaux sont suspendus faute de crédits et c’est finalement grâce à l’aide des habitants de Marseille et notamment de la corporation des pêcheurs qu’ils peuvent reprendre. Cette tour, dite tour du roi René, sera englobée au XVIIe siècle dans le fort Saint-Jean construit sur ordre de Louis XIV.
En 1516, François Ier, en pèlerinage dans la région, est attiré par la curiosité de voir un rhinocéros (cet animal est un cadeau du roi du Portugal Manuel Ier au pape Léon X, le navire faisant escale sur l'île d'If). François Ier rend une visite à la ville et en profite pour en étudier la situation géographique et estime alors qu'elle manque de défense.
En 1524, après la défaite de Pavie, l'armée française quitte l'Italie, poursuivie par ses ennemis et leurs alliés. L'armée du Saint-Empire romain germanique pille les environs et assiège Marseille. La ville résiste et permet à l'armée française de se réorganiser et de contraindre l'armée du Saint-Empire de retourner sur ses terres. La prise de la ville est évitée de peu et rend encore plus évidente la nécessité de renforcer les défenses de la ville. François Ier ordonne la construction de deux forts royaux, l'un sur l'île d'If et l'autre, à Notre-Dame-de-la-Garde. Il fait ainsi bâtir le château d'If entre 1526 et 1529 et fait ériger un rempart en pierre à Notre-Dame de la Garde. En 1536, les travaux de Notre-Dame-de-la-Garde sont achevés, à temps pour défendre la ville contre les troupes de Charles Quint, qui est lui aussi repoussé.

#### Les Templiers et les Hospitaliers
Les ordres militaires, ordre du Temple et ordre de Saint-Jean de Jérusalem, apparaissent à Marseille à la fin du XIIe siècle, leur installation étant liée au développement des relations commerciales du port avec l’Orient. Les deux commanderies sont situées chacune à une extrémité du port de Marseille, celle des Templiers se trouvait à l'emplacement de l'actuelle église des Augustins en bordure du « barri vieux » près de la platea Templi, là où était vendues les céréales importées et du plan Fourmiguier où étaient radoubés les navires. Les Hospitaliers étaient à l'entrée du port où se situe aujourd'hui le fort Saint-Jean,.
L'ordre du Temple était présent vers 1171 lorsque le pape Alexandre III prit sous sa protection leur église. Les Templiers disposaient d'une chapelle et d'un embarcadère sur les îles du Frioul.
La commanderie des Hospitaliers est construite sous les murailles du château Babon. Elle est mentionnée dès 1178. En 1202 le pape Innocent III accorde aux Hospitaliers des droits de sépulture, ce qui entraîne un conflit avec l’église des Accoules. À cette époque la commanderie a une grande influence, d'où le souhait du comte de Provence, Alphonse II de Provence d'y être enterré.
En 1216, le vicomte Uc de Baux permet aux Templiers et aux Hospitaliers d'assurer le transport des pèlerins et des marchands vers l'Espagne et l'Outre-mer. Puis un accord, avec la commune de Marseille datant de 1233, permet aux frères templiers et hospitaliers d'envoyer en Syrie deux navires par an avec mille cinq cents passagers par navire. Des registres notariés du milieu du XIIIe siècle indiquent qu'au moins trois navires templiers et trois hospitaliers plus des navires nolisés partaient de Marseille pour Gênes, Chypre et Saint-Jean-d'Acre.
Lors de l'accord entre Foulques de Villaret, Jacques de Molay et Clément V sur un nouveau passage en Terre sainte, les Hospitaliers restent seuls en lice après l'arrestation des Templiers. À l'automne 1309, Ramon d'Empúries, amiral de l'Ordre, passait de nombreux contrats pour l'armement, le ravitaillement et le transport de soldats tandis que le grand maître de l'Hospital fit construire seize galées à Marseille. Au XIVe et au XVe siècle les Hospitaliers affrétaient des navires pour des liaisons régulières avec Rhodes.
Au début du XIIIe siècle, les Hospitaliers construisent une église à nef unique, dénommée église Saint-Jean, à proximité de l'église Saint-Laurent. Elle est englobée au cours du XVIe siècle à l'intérieur des remparts du fort Saint-Jean.
Au milieu du XIVe siècle, les Hospitaliers font construire un nouveau bâtiment contigu à la tour Saint-Jean (actuellement tour du roi René) en bordure de la passe et appelé par la suite palais du commandeur. C'est dans ce palais que sont reçus les cardinaux de la suite papale lors de la venue d'Urbain V à Marseille en 1365.
Le 2 mars 1660, Louis XIV entre dans Marseille par une brèche ouverte dans les remparts et il décide de la construction de deux ouvrages à l'entrée du port : au sud la citadelle Saint-Nicolas et au nord le fort Saint-Jean dont l'enceinte s’appuiera sur la commanderie hospitalière avec la tour du roi René et englobera la tour du fanal. La citadelle Saint-Nicolas est mise en chantier rapidement tandis que la construction du fort Saint-Jean est plus lente car elle nécessite le départ des Hospitaliers. Après transformation au XVIIe siècle ce palais devient une des plus belles demeures de la ville, la seule susceptible de loger princes et personnes de haute qualité.

### XVIeetXVIIesiècles: la ville rebelle

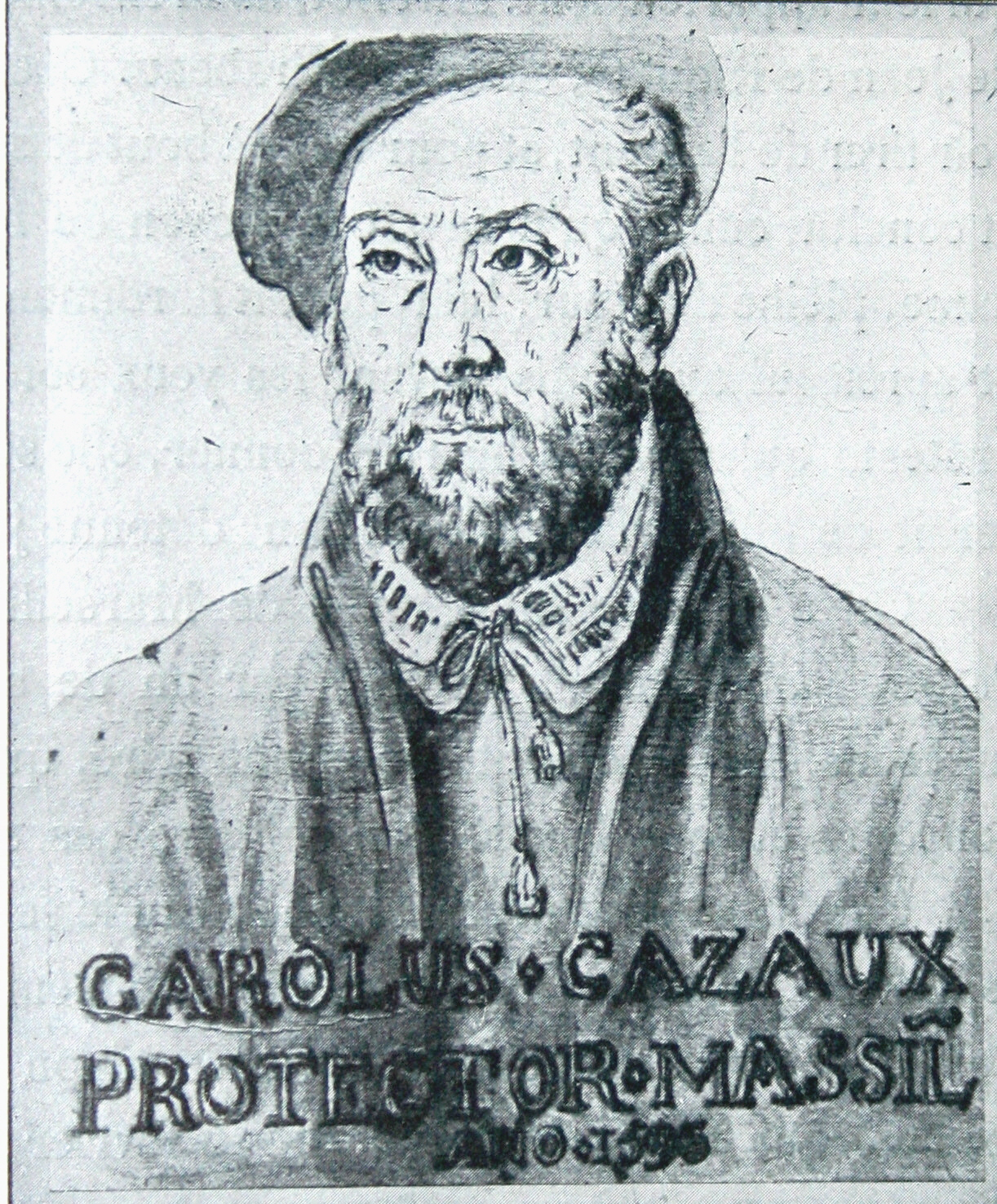
Charles de Casaulx, qui contrôle la ville de 1591 à son assassinat en 1596.

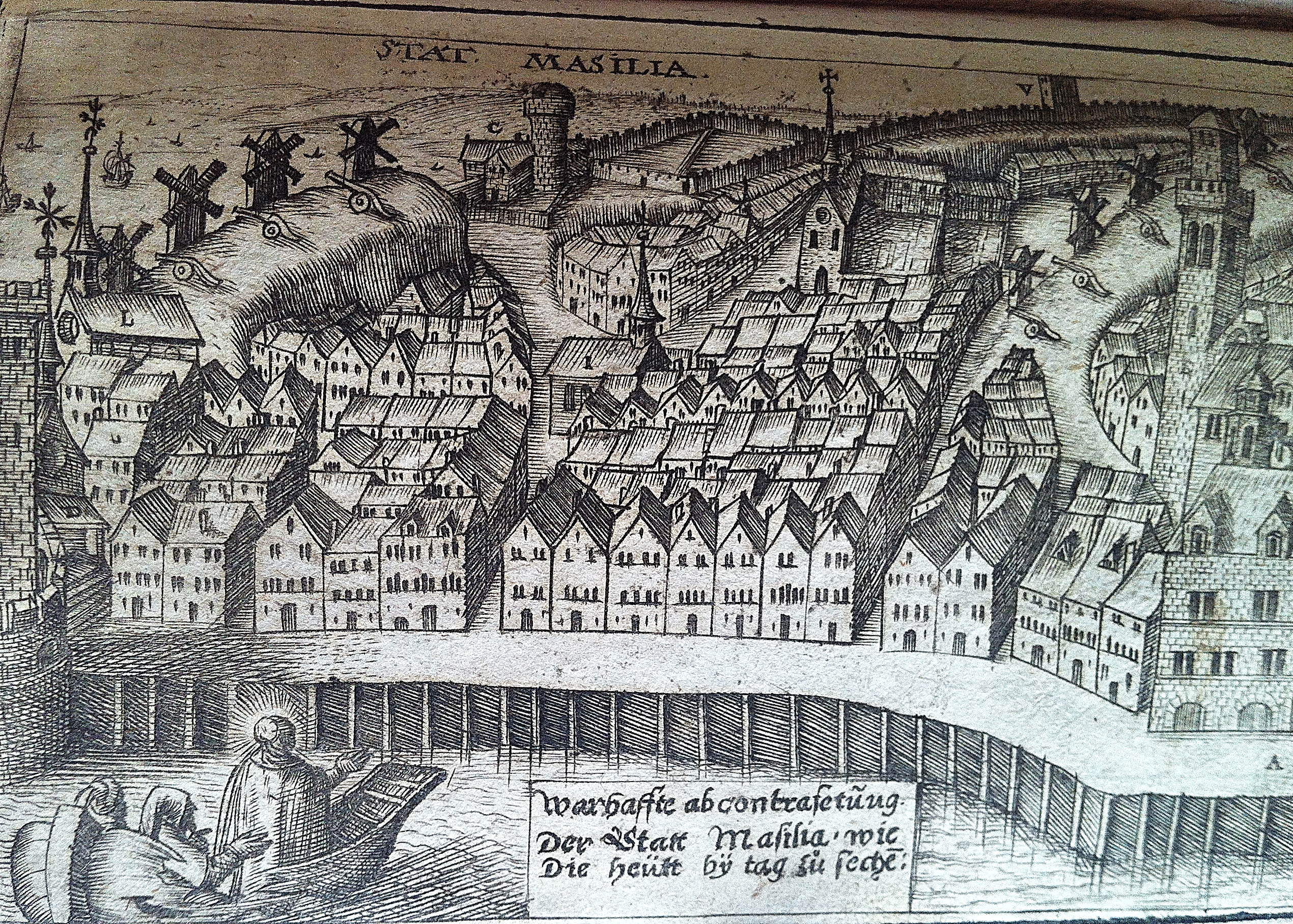
Marseille, gravure de Martin Martini 1602.

Lors des guerres de Religion, Marseille parvient dans un premier temps à se tenir à l'écart des conflits et accueille de nombreux réfugiés des combats. Elle adhère toutefois à la Ligue catholique en 1589. À la mort d'Henri III, Marseille refuse de reconnaître son successeur Henri de Navarre : « une gigantesque procession menée par les consuls se [rend] à la porte Réale » et érige une croix en signe de défiance de la « première [ville] christianisée du royaume. ».
En octobre 1591, le meneur des ligueurs radicaux, Charles de Casaulx, est élu premier consul. À l'automne 1592, le Conseil de ville rejette l'autorité du Parlement d'Aix et déclare ne plus obéir qu'à l'autorité du duc de Mayenne, chef de la Ligue. Casaulx prend alors des initiatives menant la ville sur la voie de l'indépendance : construction d'un fort à l'entrée du port, rétablissement d'un grenier à sel et affranchissement de la gabelle, création d'une imprimerie. En juillet 1593, Henri de Navarre abjure la foi protestante ; il est reconnu roi par le pape puis, en janvier 1596 par le duc de Mayenne. Seule Marseille refuse de se soumettre et Casaulx demande l'aide de Philippe II d'Espagne. Le 17 février 1596, des troupes françaises se massent devant les remparts de la ville ; alors qu'il accourt sur place, Casaulx est assassiné par Pierre de Libertat, qui fait ensuite ouvrir les portes de la ville. En apprenant la réduction de la ville, Henri IV aurait dit : « C'est maintenant que je suis roi de France. »
Marseille continue toutefois dans les années qui suivent à contester le pouvoir royal. En 1615, la population attaque le bureau de perception de la taxe foraine, tuant les commis et brûlant les registres. En 1634, une émeute de pêcheurs conteste la hausse du sel. En 1635, puis en 1644, des habitants se révoltent contre de nouveaux règlements royaux concernant les monnaies. En 1652, profitant de la Fronde aixoise, les Marseillais prennent les péages de Bouc-Bel-Air, d'Aubagne et des Pennes. En 1659, un émissaire du roi est pris à partie par la foule et mis en pièces.
Louis XIV se rend alors sur place pour mettre fin aux troubles. En 1660, établi à Aix, il annonce que Marseille sera soumise à une occupation militaire et que les institutions municipales seront complètement réformées. La porte Réale, devant laquelle les comtes de Provence (que sont les rois de France depuis 1486) devaient jurer de respecter les libertés de la ville avant d'y pénétrer, est abattue. Pour surveiller la ville, le fort Saint-Jean et le fort Saint-Nicolas sont construits à l'entrée du port. Le 2 mars 1660, Louis XIV fait symboliquement son entrée dans Marseille par une brèche ouverte dans les remparts, comme si la ville était conquise.

### XVIIeetXVIIIesiècles: l'essor commercial

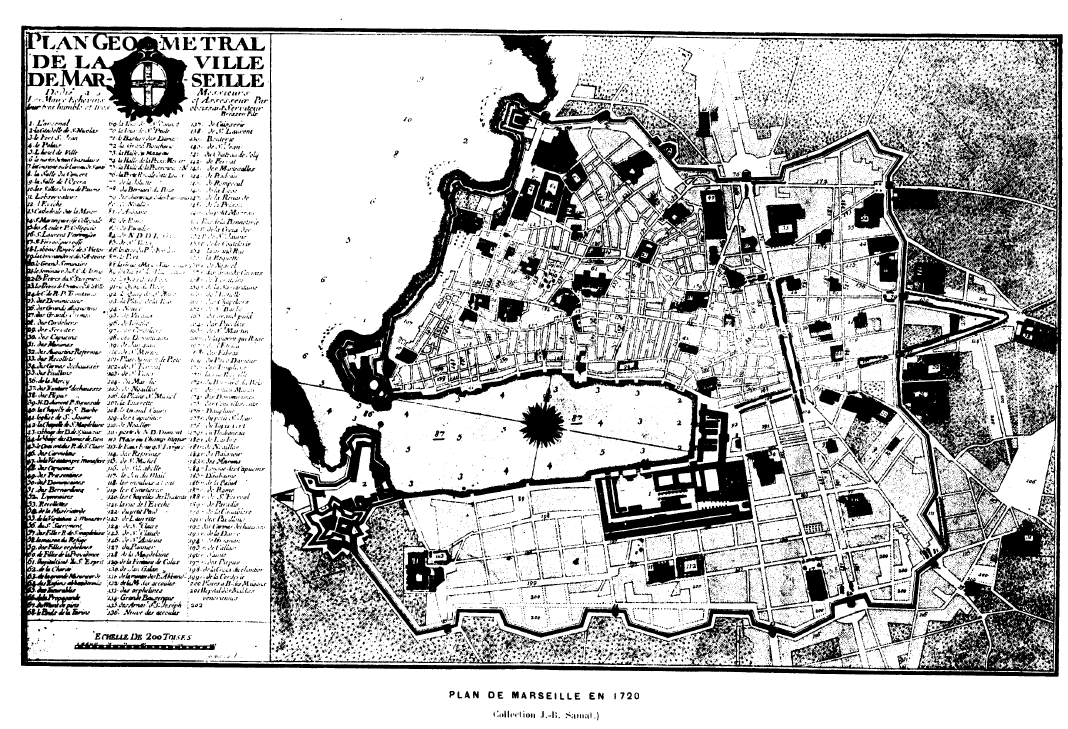
Plan de Marseille en 1720.

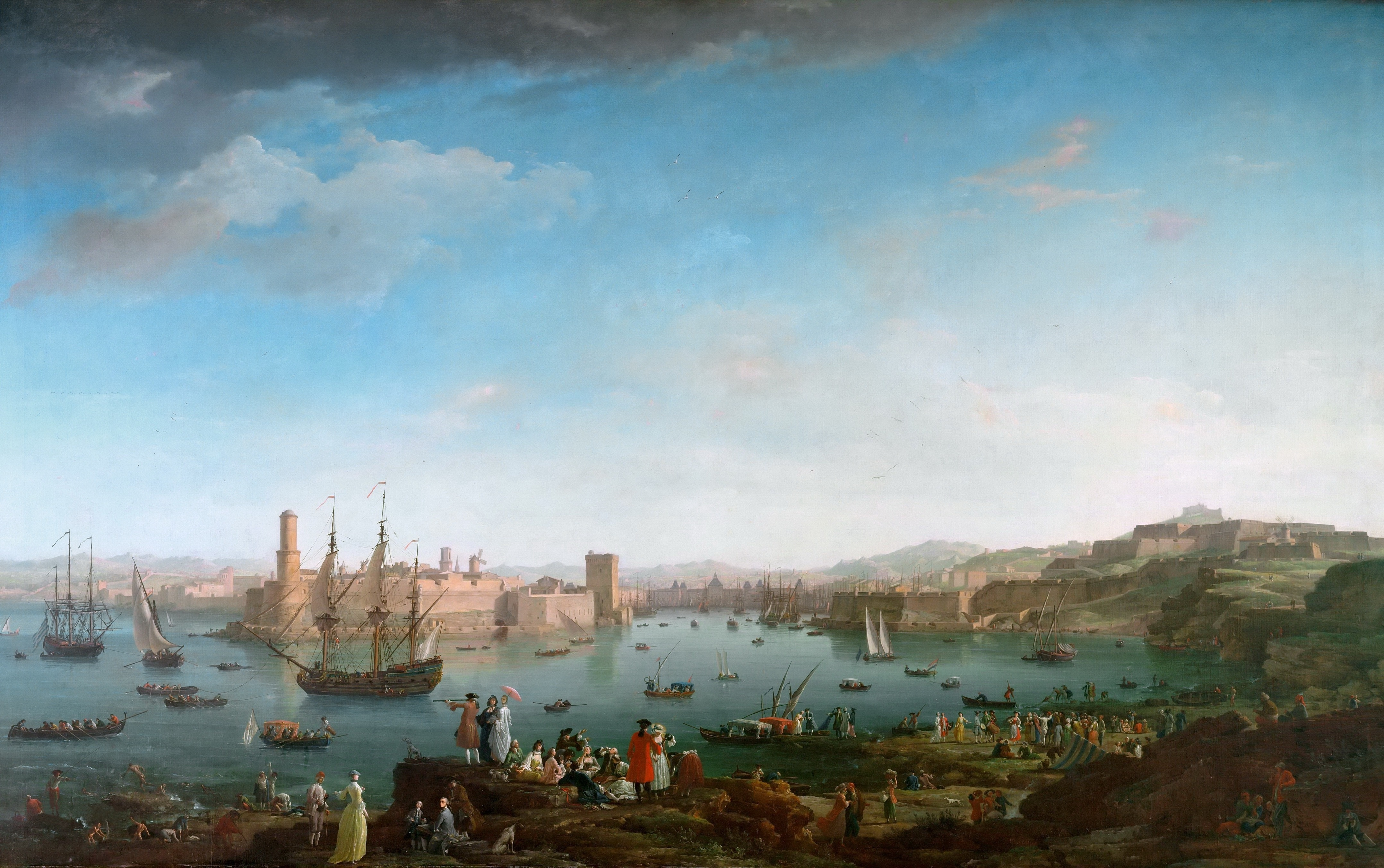
L'Entrée du port de Marseille, 1754 par Claude Joseph Vernet.

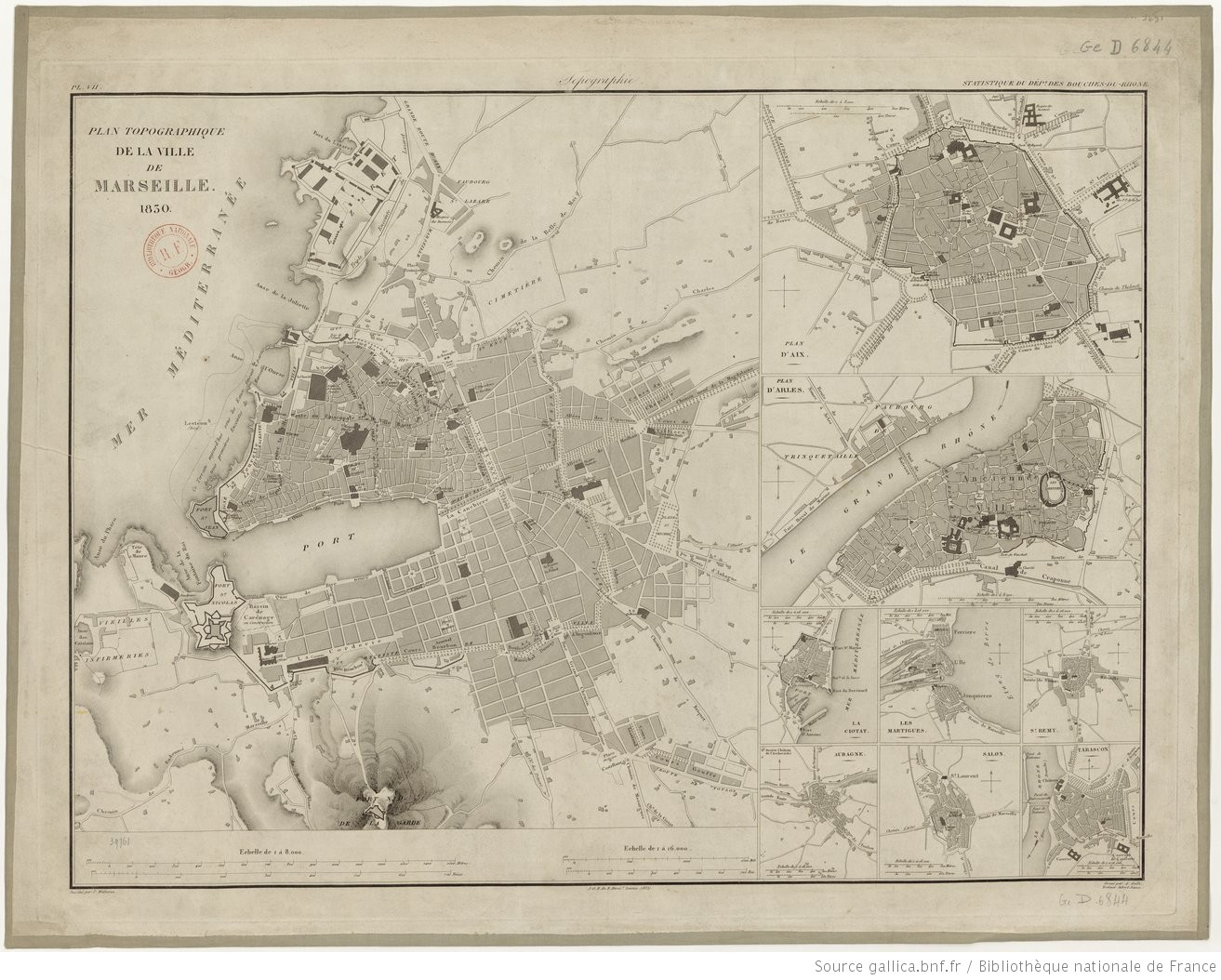
Plan de Marseille de 1830 par Philippe Matheron.

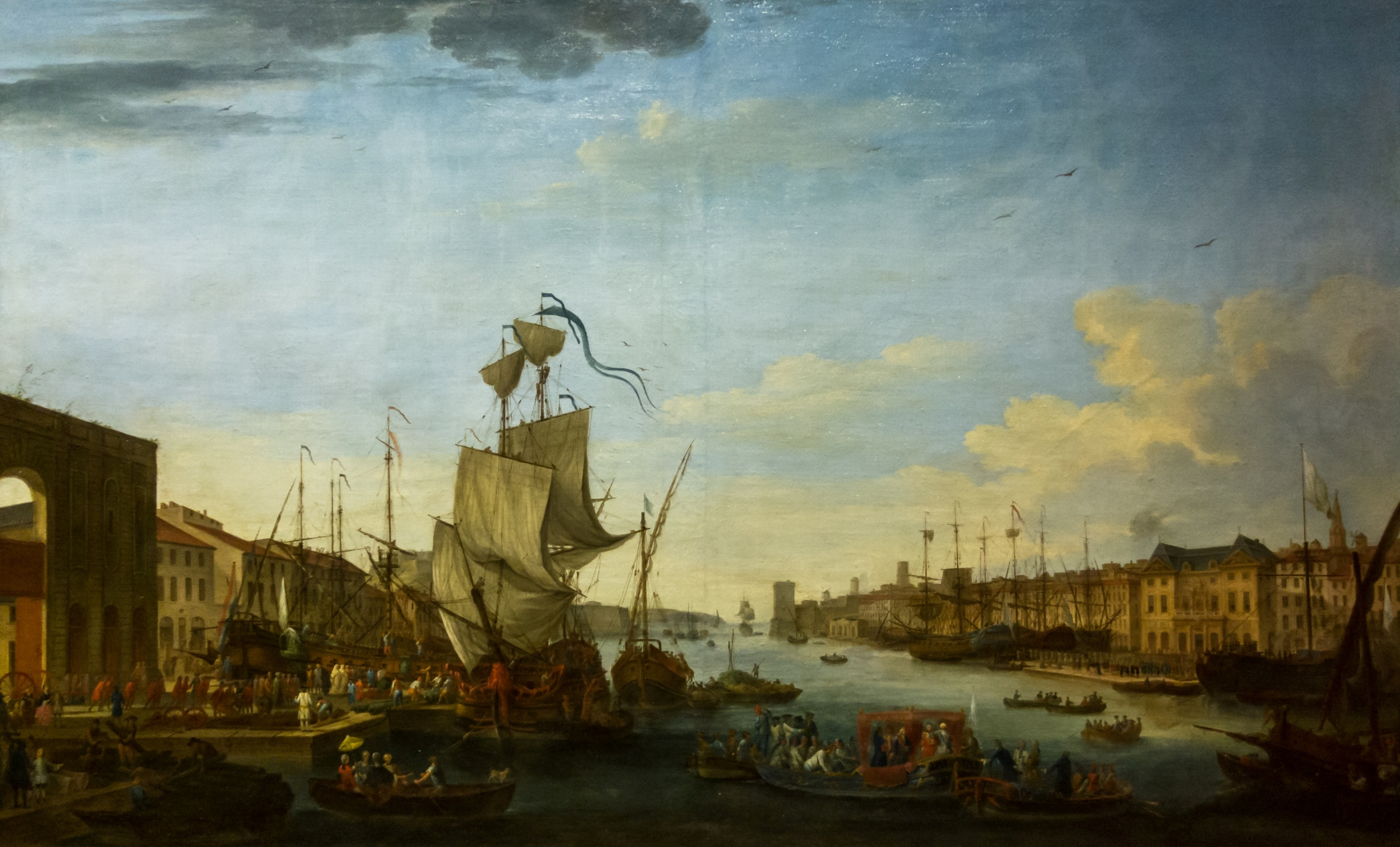
L'Embarquement du corps expéditionnaire
1756 par Jean-Joseph Kapeller,
Musée des Beaux-Arts de Marseille.

Si Marseille a pratiquement ignoré la Renaissance, elle se transforme à partir du XVIIe siècle, entre esprit classique et baroque, sous l'influence notamment de Pierre Puget. Après la soumission de la ville par Louis XIV, l'agrandissement en est décidé. Pour la première fois depuis l'Antiquité, Marseille s'étend au-delà de ses murailles médiévales. Le Cours (renommé Cours Belsunce en 1852), axe principal des nouveaux quartiers, est construit en 1670.
En mars 1669, Jean-Baptiste Colbert fait de Marseille un port franc, supprimant la quasi-totalité des droits. En 1685, un édit interdit aux marchandises du Levant d'entrer dans le royaume par un autre port que Marseille, qui se retrouve ainsi en situation de monopole. La Chambre de commerce, la plus ancienne de France, fondée en 1599, reçoit la gestion du commerce français avec le Levant et la Barbarie. Ces dispositions attirent une nouvelle prospérité grâce au commerce méditerranéen. À partir de 1700, Marseille se lance dans le commerce océanique, d'abord dans le trafic d'argent avec l'Amérique du Sud, puis des alcools, sucre et café avec les Antilles.
L’Embarquement du corps expéditionnaire de Minorque par Jean-Joseph Kapeller, peint en 1756, montre avec une grande précision les façades de l'Arsenal des galères à gauche et de l'hôtel de ville à droite. La tour du Fort Saint-Jean se dresse au centre et au fond, à la sortie du grand bassin.
À la fin du XVIIIe siècle, Marseille est le premier port de Méditerranée occidentale, devant Gênes. Si la peste de 1720 porte un rude coup à la démographie de la ville (38 000 victimes sur 75 000 habitants), celle-ci se rétablit vite et atteint son niveau d'avant la peste dès 1730.
En dehors de la cité, le terroir marseillais, comprenant une cinquantaine de villages et de riches familles exploitantes agricoles, profite de cette prospérité. La principale richesse du terroir est le vin, qui est vendu en ville où aucun vin étranger n'est autorisé.

### Révolution et Empire

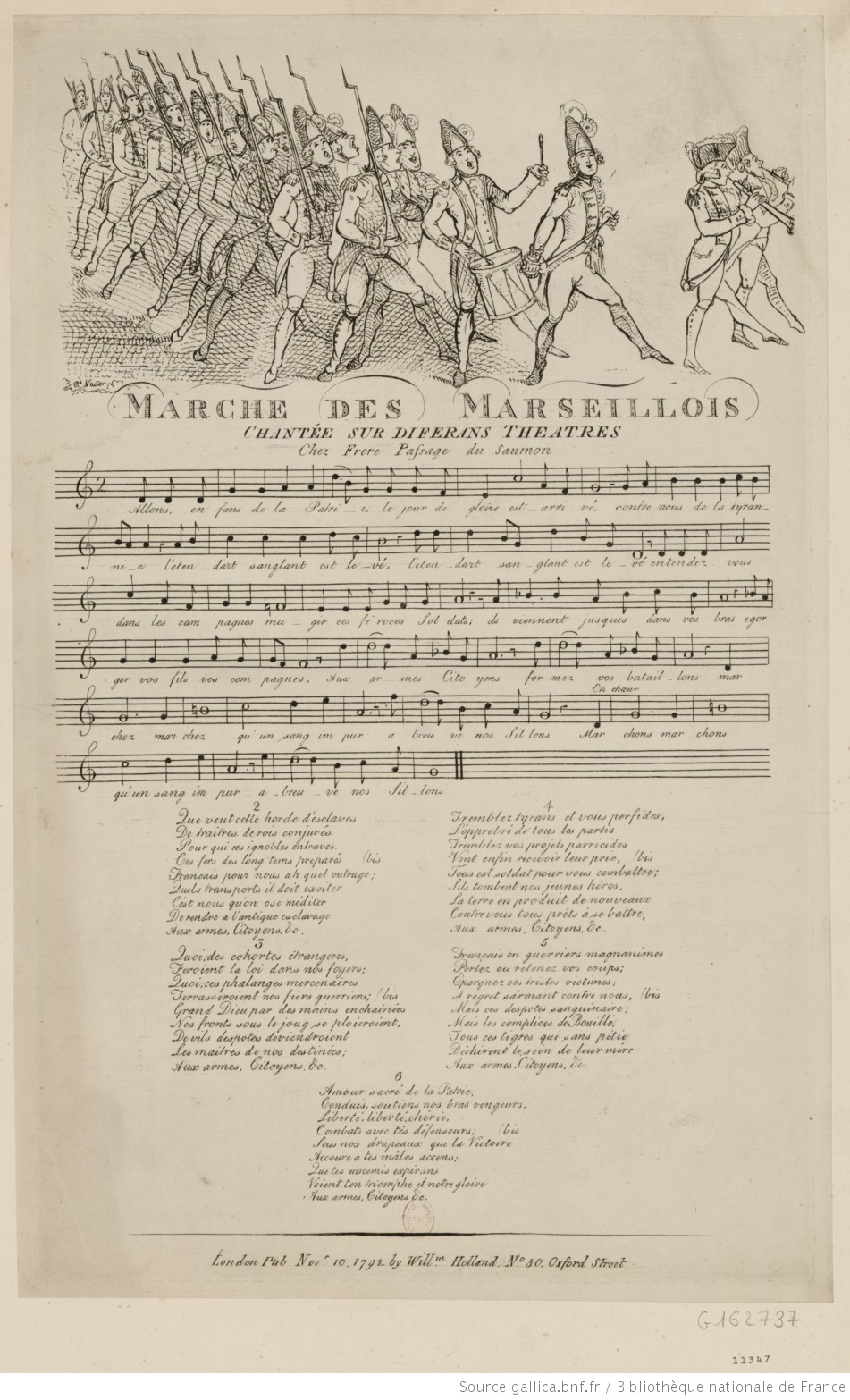
Marche des Marseillois, chantée dans différents théâtres.

Il faut attendre la Révolution française et l'uniformisation du territoire français (langue, monnaie, droit) pour que Marseille qui jusqu'alors faisait partie du Comté de Provence (co-état indépendant) et donc des provinces à l'instar de l'étranger effectif via son port franc (liberté de commerce avec l'étranger mais droit de douane avec le reste des provinces françaises) perde cette spécificité qu'elle a toujours tenté de conserver. La ville accueille toutefois avec enthousiasme le début de la révolution, envoyant un bataillon de fédérés en 1792 à Paris qui, selon une légende peu vraisemblable puisque le français était une langue inconnue du peuple marseillais, serait arrivé en chantant le chant de guerre de l'armée du Rhin de Rouget de Lisle, chant qui prendra par la suite comme nom La Marseillaise.
Par la suite, révoltée contre la Convention en raison de la perte de ses libertés communales et rejoignant le parti fédéraliste, Marseille est officiellement débaptisée et désignée du 6 janvier au 12 février 1794 comme la ville « sans nom ». Au printemps, dans un souci d'apaisement, Maignet, qui remplace Fréron, redonne son nom à la ville.

#### LaMarseillaise
En 1792, Rouget de Lisle, jeune officier du génie, compose à Strasbourg le Chant de guerre de l'Armée du Rhin. Cet hymne, qui a été édité, parvient à Marseille qui a accueilli la Révolution avec enthousiasme. La ville, envoyant à Paris 500 volontaires, leur offre un banquet, au cours duquel le général François Mireur chante l'œuvre venue d'Alsace. Elle soulève l'enthousiasme et les assistants la reprennent en chœur, sans en comprendre les paroles puisque le français n'a commencé à être parlé à Marseille qu'un siècle plus tard. Quand ils défilent dans les rues de Paris, leurs voix chaudes, qui lancent à toute volée les strophes enflammées, électrisent la foule. Le nouvel hymne change alors de nom : c'est la Marseillaise. Une plaque commémorative de Rouget de Lisle est visible rue Thubaneau au centre de Marseille.

### Du : Marseille, port des colonies

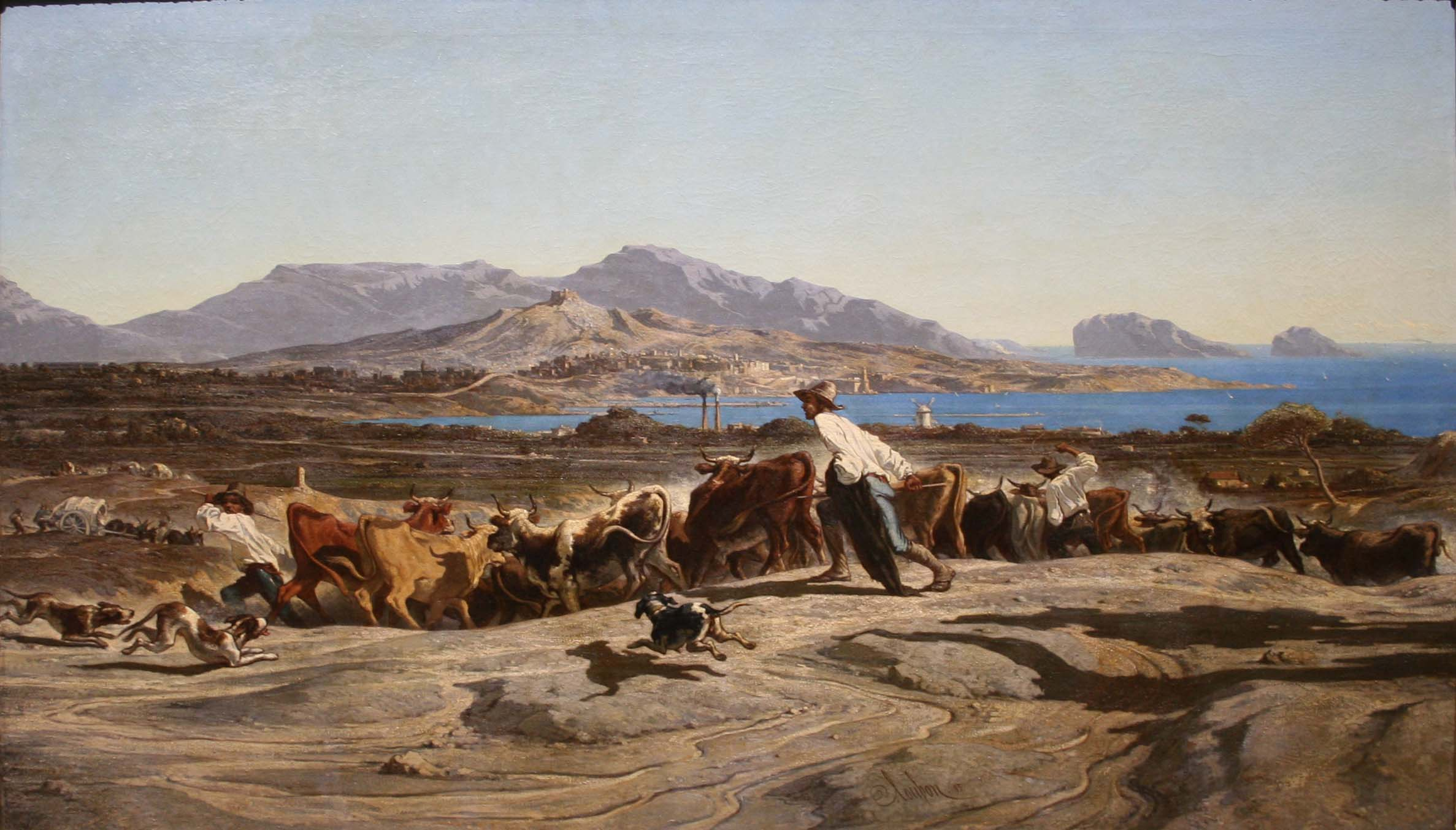
Émile Loubon. Vue de Marseille prise des Aygalades un jour de marché, 1853
Musée des Beaux-Arts de Marseille.

### DuXIXeau début duXXesiècle: Marseille, port des colonies

#### De 1860 au début de la Première Guerre mondiale

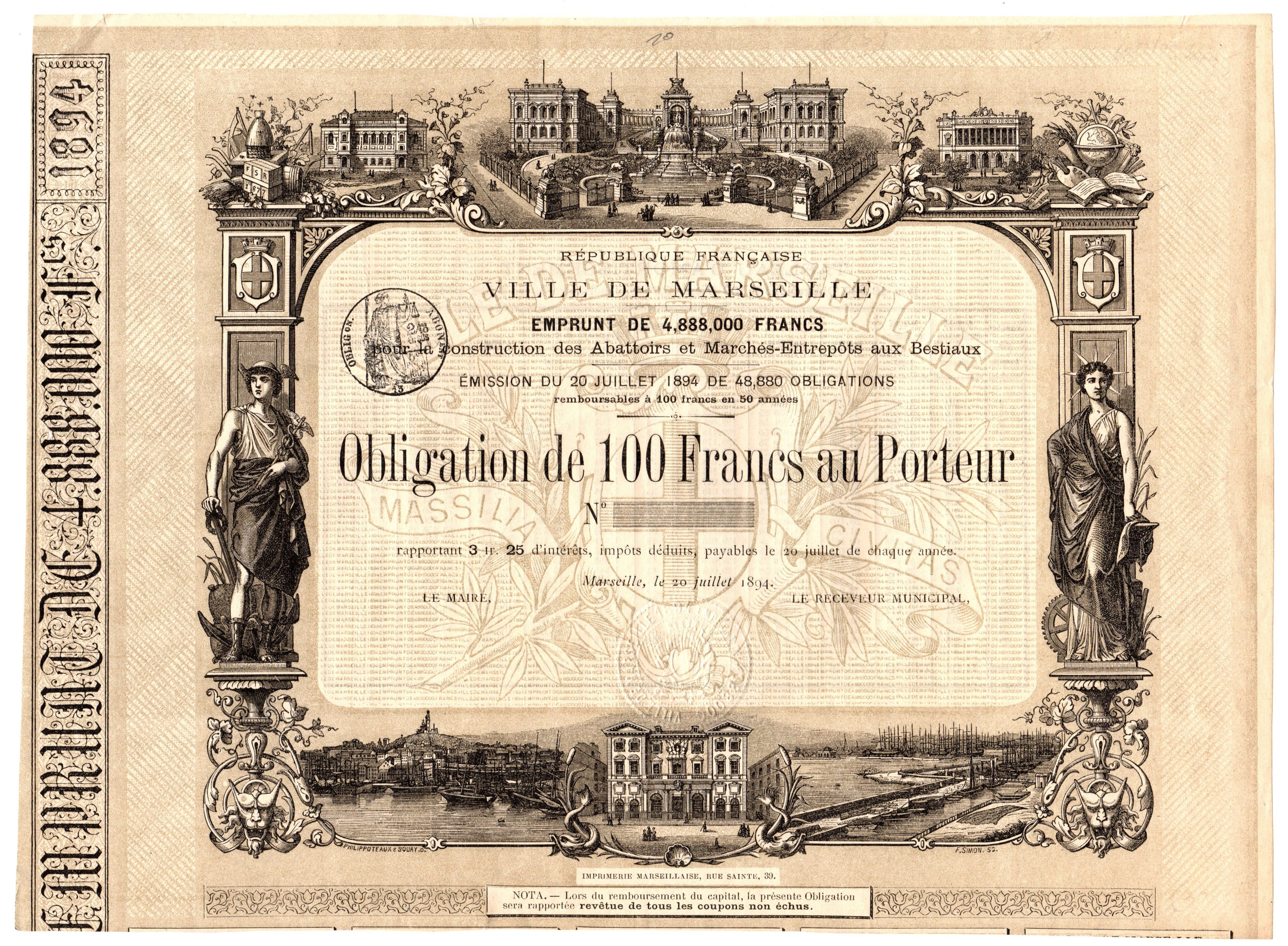
Obligation de la Ville de Marseille en date du 20 juillet 1894.

Le XIXe siècle, avec son cortège d'innovations industrielles (dont l'apparition de la navigation à vapeur), la fin de la piraterie barbaresque et les traités de libre échange des années 1860, les conquêtes coloniales de la France à partir de 1830 puis le percement du canal de Suez en 1869, stimulent le commerce maritime et la prospérité de la ville, qui passe d'environ 300 000 habitants en 1870 à environ 600 000 habitants en 1940. La zone portuaire déborde de son périmètre historique (le Vieux-Port) et s'étend à partir de 1844 aux rivages nord. Les actuels bassins de la Joliette sont ouverts en 1853, ceux du Lazaret et d'Arenc en 1856. La banque de Marseille la plus réputée est alors celle créée par Pierre Pascal II au début de l'Empire.
En 1870, Marseille se place au premier rang des ports d’Europe continentale avant de se laisser dépasser par Hambourg, Anvers et Rotterdam à la fin du siècle.
En mars 1871, les insurgés républicains proclament la Commune de Marseille. Celle-ci sera écrasée à l'issue d'une répression sanglante par les troupes du régime versaillais[source insuffisante].
L'économie de la ville est alors basée sur le négoce et l'industrie : production de corps gras, huile et savons, sucre, semoulerie, chimie, tuilerie, réparation navale et construction mécanique.

Le Port fin XIXe siècle par Félix Ziem
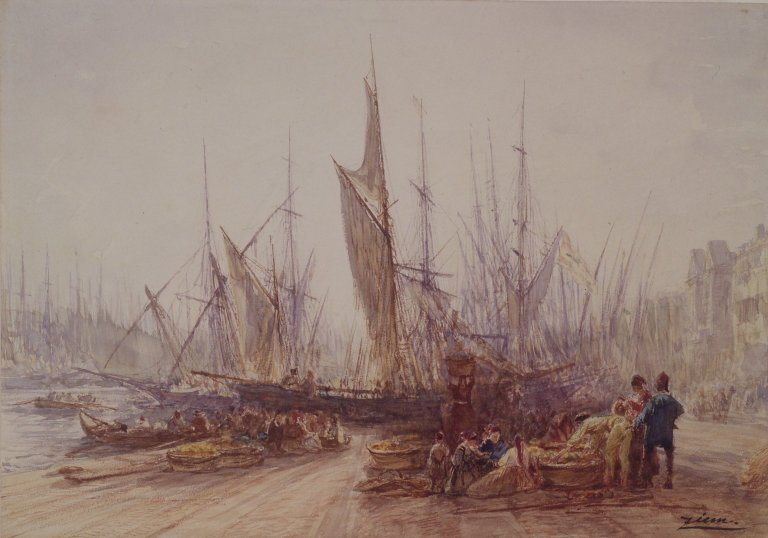
Le Port de Marseille, vers 1864 Brooklyn Museum, New York
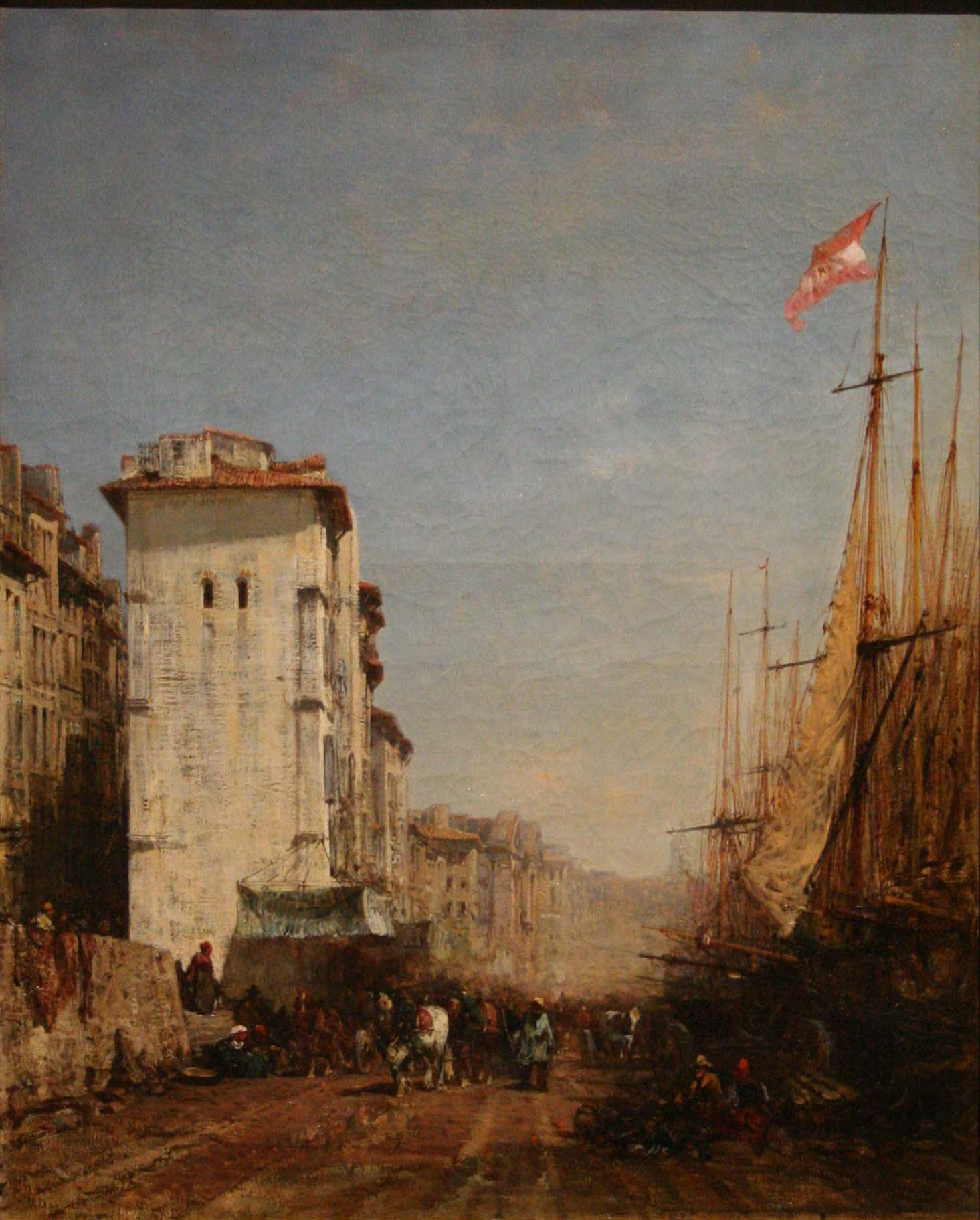
Quai du port à Marseille, Musée des Beaux-Arts de Marseille
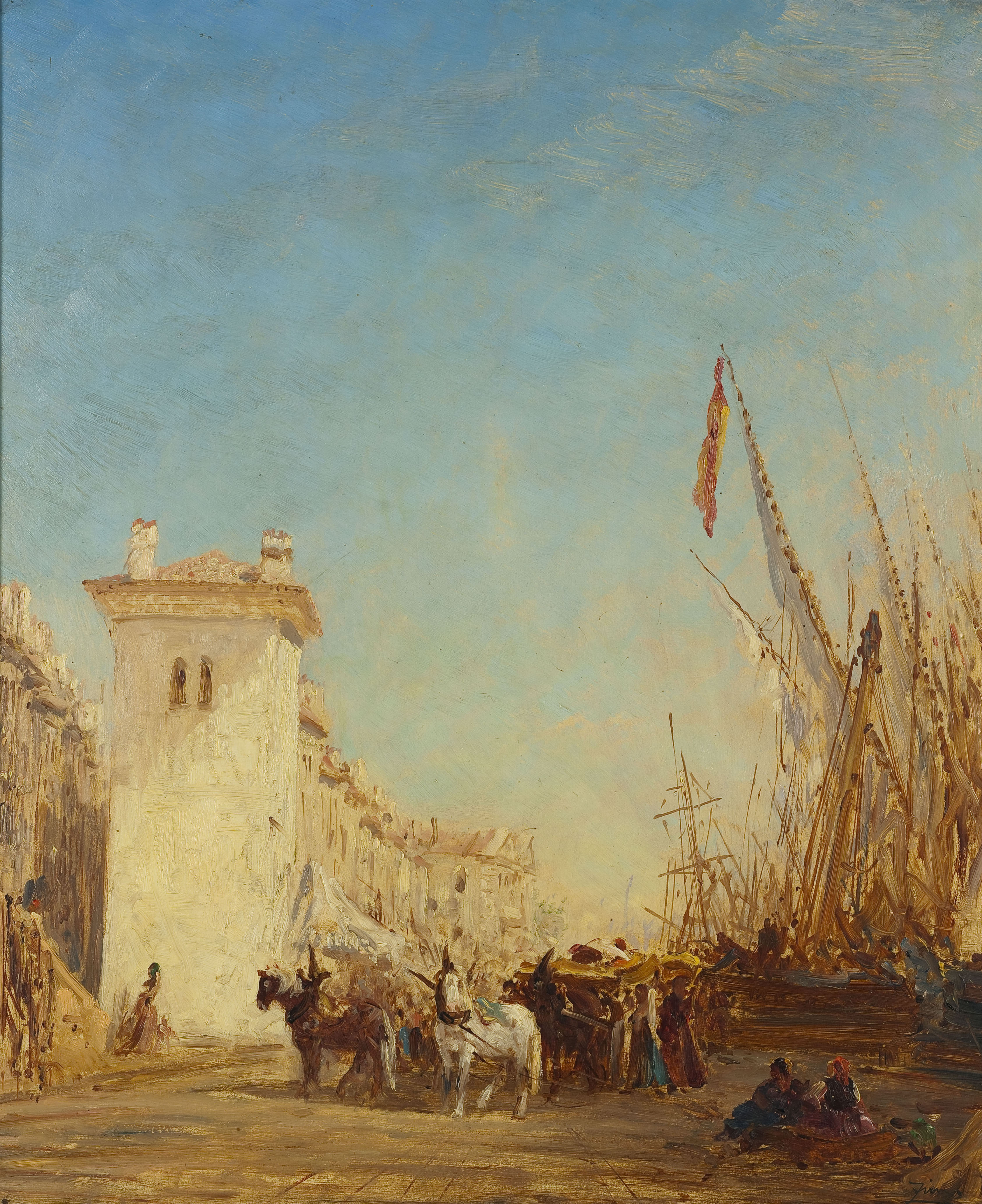
Le Quai Saint-Jean à Marseille, 1890-1895 Petit Palais, Paris
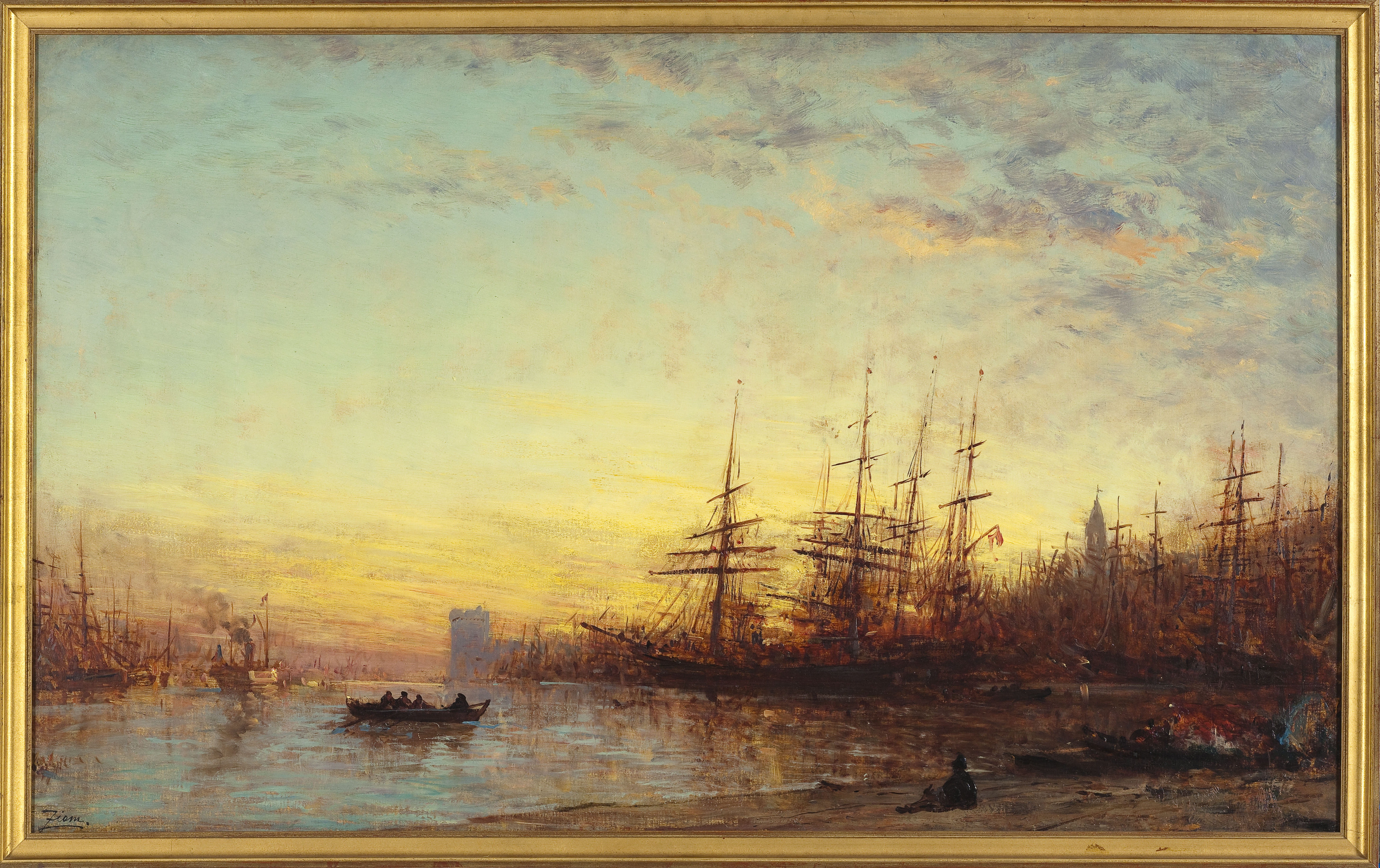
Le Port de Marseille au coucher du soleil, 1890-1895, Petit Palais, Paris

Si la fin du XIXe siècle est moins florissante, la période précédant la Première Guerre mondiale est le point culminant de ce système « industrialo-portuaire » marseillais : l'année 1913 est celle où le tonnage portuaire est le plus important, notamment les oléagineux. À cette époque se développent de petites entreprises créées par de nouveaux venus (sud de la France, Italie, Empire ottoman) et d'abord spécialisées dans le négoce et la transformation des produits coloniaux, puis des armateurs, négociants, fabricants d'huile, raffineurs de sucre et savonniers, voire banquiers. Dans ce système concurrentiel et de spéculation de marchés, défini par l'individualisme industriel, l'activité repose souvent sur un système familial. Très attachés à ce modèle libéral, bénéficiant d'une main d'œuvre étrangère peu qualifiée, ces patrons marseillais sont contre toute intervention « parisienne » du type d'investissement de capitaux privés ou de mise en place de réglementations publiques. Marseille célèbre cette richesse à travers les expositions coloniales de 1906 et 1922, qui connaissent un vif succès.

#### Grands chantiers

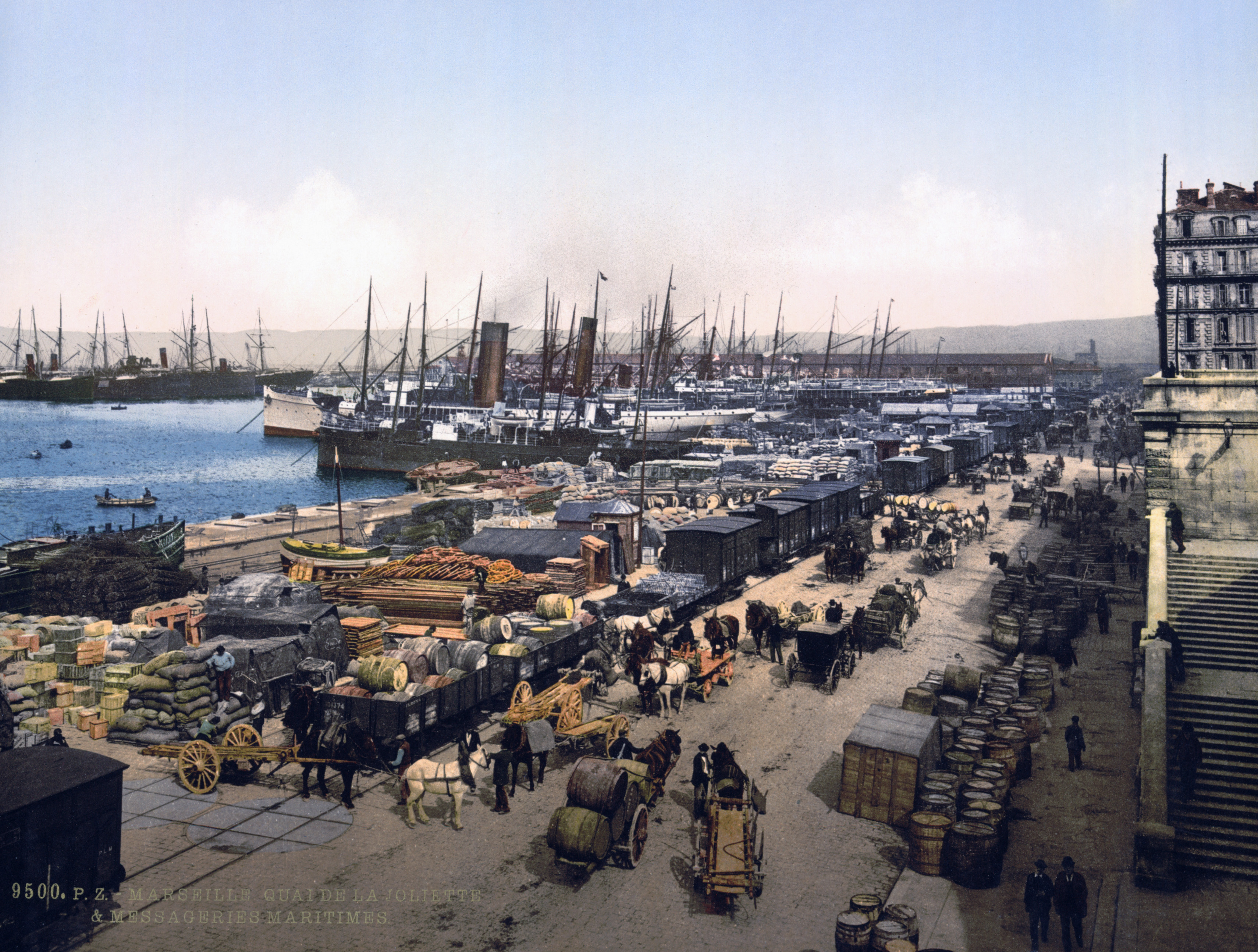
Le quai de la Joliette et les Messageries maritimes dans les années 1890.

L'accroissement territorial et démographique de la ville est à l'origine d'un chantier majeur : l'adduction des eaux de la Durance, décidée dès 1834 par le maire Maximin Dominique Consolat. Cette mesure s'impose d'autant plus que sévissent cette année-là une grande sécheresse et une épidémie de choléra. La construction par 5 000 ouvriers du canal de Marseille, long de 87 km, demande onze ans de travaux et l'eau de la Durance arrive le 8 juillet 1847 à Marseille. En 1862, afin de commémorer cet événement, l'architecte d'origine nîmoise Henri-Jacques Espérandieu (1829-1874) est chargé de réaliser un vaste monument « à la gloire de l'eau » ; c'est le palais Longchamp, qui est inauguré en août 1869.
Ce dernier a également édifié la basilique de Notre-Dame-de-la-Garde à partir de 1853 (consacrée en 1864) et est intervenu aussi sur le grand chantier de construction de la nouvelle cathédrale de La Major, sur les quais de la Joliette. Il a réalisé également de 1864 à 1874 le palais des Arts situé place Carli et a participé à la construction de la monumentale préfecture.
L'autre grand chantier est, comme partout en France à cette époque, l'arrivée du chemin de fer. Marseille est reliée à Avignon au début de l'année 1848, à Lyon en 1854, à Paris en 1857. La gare terminus, établie sur la butte Saint-Charles, fait l'objet de nombreux remaniements et aménagements jusqu'à la fin du siècle.
En 1871, pendant le soulèvement de la Commune de Paris, la ville connaît une insurrection similaire qui dure quinze jours. La préfecture est bombardée et le chef des insurgés, un avocat modéré, Gaston Crémieux, fusillé six mois plus tard, au Pharo.
En 1884 sévit une nouvelle épidémie de choléra. En 1891 débutent les travaux d’un réseau d'assainissement aboutissant à la construction d'un grand collecteur.

#### DébutXXesiècle

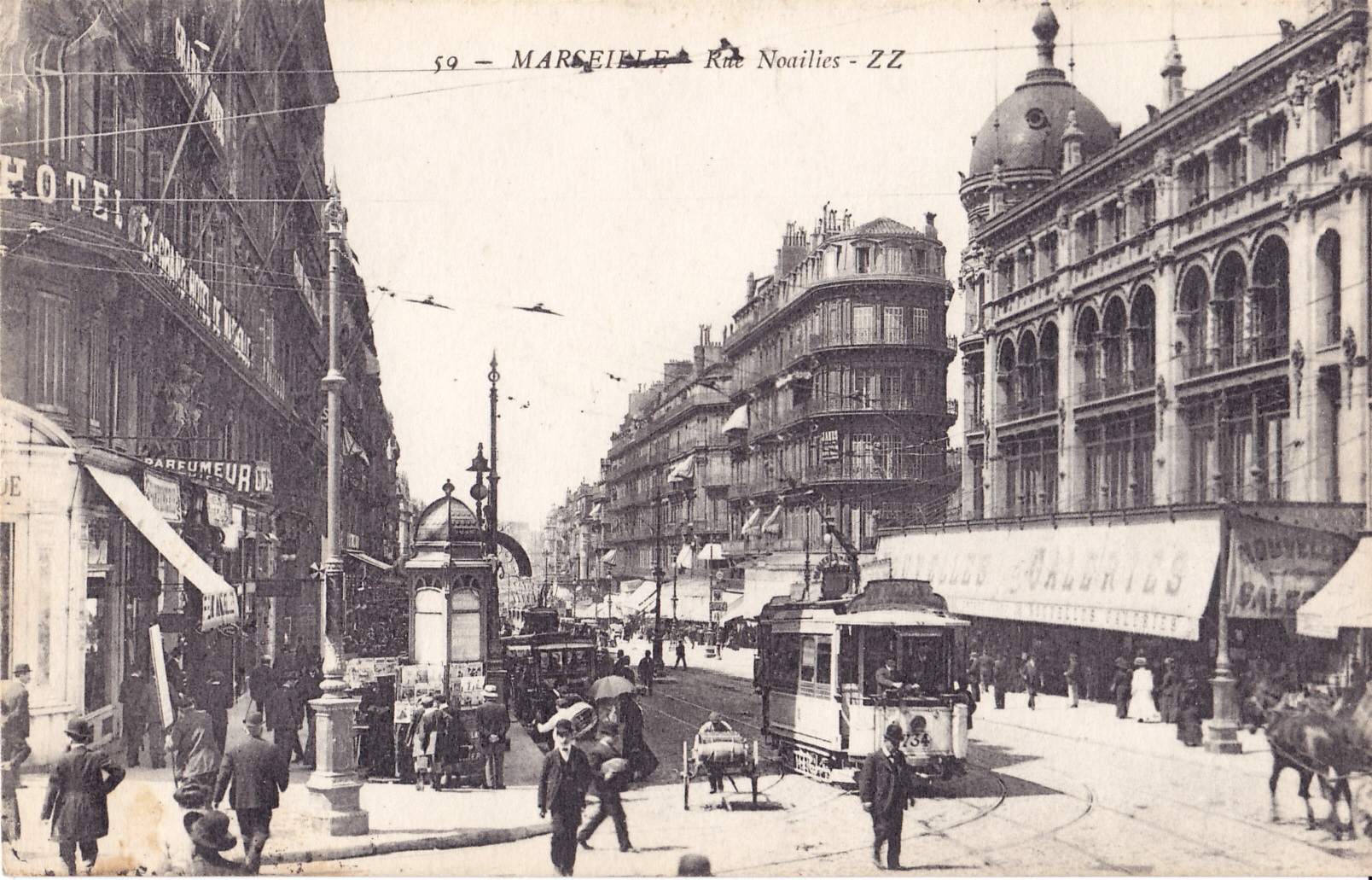
Les Nouvelles Galeries en haut de la Canebière et l'ancien tramway de Marseille dans les années 1910.

Au début du XXe siècle, la bourgeoisie issue de l'industrialisation négociante est peu présente dans les postes politiques. L'entre-soi familial met à distance, hormis quelques exceptions, les élites locales et les représentants de l'État. De même dans la ville, plutôt que d'intervenir au centre où se concentre l'espace industriel et ouvrier, ces industriels et négociants locaux s'installent dans les quartiers résidentiels du sud, renforçant une division de la ville entre quartiers populaires au nord et bourgeois au sud. Cette bourgeoisie ne mène pas de politique de logement ouvrier. La vaste opération du percement de la rue de la République renforce d'ailleurs la prudence des investissements immobiliers après de grandes difficultés de rentabilité dues à la faillite des frères Pereire et à la reprise par les grandes familles locales.
La ville fait ainsi face à un surpeuplement important, découlant du faible nombre de logements construits entre 1880 et 1914 et renforcé par le peu d'impact de la loi sur les habitations à bon marché (HBM) en raison du faible investissement du patronat local dans ces nouveaux organismes, contrairement à ce qui se réalise à cette époque ailleurs en France. La poussée démographique ouvrière et immigrée rend l'urbanisation dispersée avec un morcellement des propriétés rurales, l'éclatement urbain par des lotissements et un phénomène important d'autoconstruction de maisons modestes. Cet éclatement urbain dans une commune à la superficie aussi vaste rend sa gouvernance difficile : « Le rapport entre une population aux revenus assez faibles et une surface énorme à entretenir, assainir et équiper, s'amenuise et rend pratiquement impossible la gestion municipale ». Pourtant, la période voit également l'essor industriel et des infrastructures portuaires. Ainsi, pour relier les quais du Port et de Rive Neuve, le pont transbordeur de Marseille est construit en dix-neuf mois, entre juin 1904 et décembre 1905.

#### Chaos de l'entre-deux-guerres
En 1938, Marseille connaît un terrible incendie qui détruit totalement le magasin des Nouvelles Galeries, cause la mort de 73 personnes et endommage quelques immeubles de la Canebière. Devant l'ampleur du sinistre, les sapeurs-pompiers de Marseille, mal équipés et mal entraînés se montrent impuissants à éteindre l'incendie. Édouard Daladier qui est présent pour le congrès du Parti radical et logé dans l'hôtel de Noailles faisant face aux Nouvelles Galeries en flammes, déclare : « N'y a-t-il donc personne pour faire régner l'ordre dans cette ville ? ». Le bataillon de marins-pompiers de Marseille, unité militaire, est créé par le décret-loi du 29 juillet 1939 et la ville, ayant par ailleurs de lourds problèmes financiers, est mise sous tutelle et dirigée par un administrateur extraordinaire jusqu'à la Libération en 1944.

#### Seconde Guerre mondiale

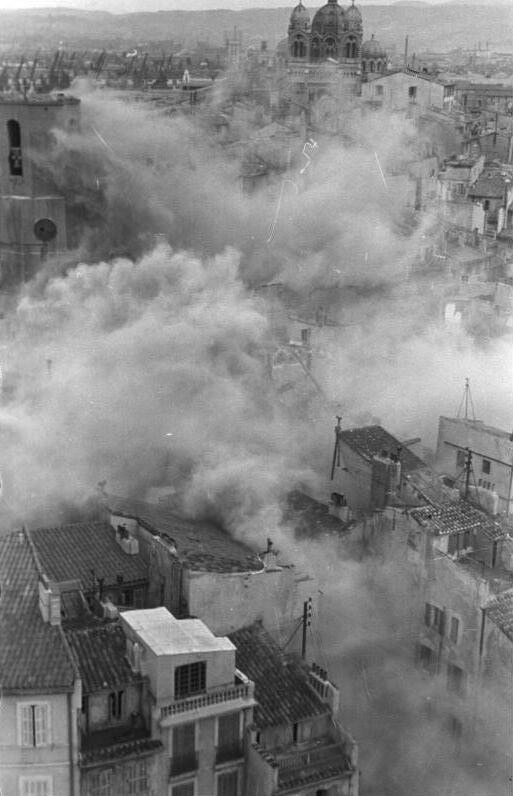
Dynamitage du quartier du Vieux-Port en janvier 1943.

Le 1er juin 1940, un bombardement allemand cause la mort de 32 Marseillais et en blesse une soixantaine d'autres, le jour même où le bataillon de marins-pompiers, récemment créé, quitte la caserne provisoire de la rue de Lyon et prend possession de celle du boulevard de Strasbourg. Durant les combats contre l'invasion de la France par l'Italie, Marseille subit à nouveau des bombardements de la Regia Aeronautica, la ville étant un objectif stratégique car elle abrite un port de commerce, reliant la métropôle aux colonies, mais aussi des unités de la Marine nationale, dont de nombreux hydravions. Marseille est alors défendue par de nombreux aérodromes (Marignane, Aix-les-Milles) et de nombreuses escadrilles, dont le Groupe de chasse 3/6 Roussillon, où le célèbre pilote de chasse Pierre Le Gloan combat sur Dewoitine D.520.
À la suite du débarquement américain en Afrique du Nord, le 11 novembre 1942, les troupes allemandes franchissent la ligne de démarcation et Marseille se retrouve occupée le 12 novembre, comme le reste de la Zone libre. La ville souffre grandement de l'occupation et en particulier, lors de la Rafle de Marseille, le quartier du Panier au nord du Vieux-Port qualifié de « quartier criminel » par les nazis. Dans la nuit du 22 au 23 janvier 1943, plusieurs milliers de personnes sont arrêtées et deux jours plus tard, le 24 janvier, le général SS Oberg, assisté du préfet René Bousquet, ordonne aux habitants des quartiers du Vieux-Port et du Panier d'évacuer leur domicile dans les deux heures, avec 30 kg de bagages. 30 000 personnes sont expulsées. Dans les deux semaines qui suivent, 1 500 immeubles sont dynamités, laissant un champ de ruines jusqu'à la Libération. Marseille subit également plusieurs alertes aériennes. Le bombardement américain du 27 mai 1944 est particulièrement dévastateur et cause la mort de plus de 2 000 personnes, en blessant environ 3 000. Près de 400 Allemands des troupes d'occupation trouvèrent également la mort.
Le 15 août 1944 a lieu le débarquement en Provence. À cette occasion, l'occupant fait sauter les installations portuaires : plus de 200 navires sont coulés et le célèbre pont transbordeur de Marseille détruit.
Les FFI de Marseille (et parmi eux Gaston Defferre) préparent la libération de la ville. Le 21 août, ils lancent l'insurrection accompagnée d'un mot d'ordre de grève générale. Mais mal armés et peu nombreux, leur position est critique jusqu'à l'arrivée des tirailleurs algériens du général de Monsabert et des goumiers marocains du général Augustin Guillaume qui pénètrent à Marseille le 23. Les combats avec l'armée allemande se poursuivent plusieurs jours, jusqu'à la capitulation du général Hans Schaefer le 28 août. Le 29, le général de Lattre de Tassigny assiste au défilé de l'armée d'Afrique sur la Canebière.

### Des années 1950 à 1980: les difficultés
Après la Seconde Guerre mondiale, la ville est le théâtre de modifications profondes. L'urbanisation s'accélère dans le cadre de la reconstruction et de la construction de grands ensembles dans les quartiers nord de Marseille, tandis une très large place est laissée à la circulation routière par la construction d'autoroutes jusqu'au cœur de la ville et bien au-delà du port.
À partir de la fin des années 1960, la décolonisation et l'indépendance des anciennes colonies conduit le Port de Marseille à ne plus bénéficier de son monopole sur le commerce avec les colonies. L'économie marseillaise entre alors en recomposition. Marseille souffre également d'une mauvaise réputation liée à l'insécurité et aux affaires de grand banditisme (French Connection, assassinat du juge Michel, etc.).
En 1962, Marseille est le lieu de transit de la majorité des Pieds-noirs fuyant l'Algérie indépendante. Beaucoup s'installent ensuite dans la ville et sa région. La ville est au cœur de Mai 68 en Provence, avec une jonction entre syndicats de salariés et d'étudiants, à l'origine d'une contestation très active dans le domaine de l'art, les manifestations nationales du 13 mai 1968 étant lancées localement par le Mouvement du 11 mai.
En 1973, dans un contexte de tensions toujours très vives, dix ans après la défaite française en Algérie, et après l'assassinat d'un chauffeur de bus par un déséquilibré Algérien, la ville est le théâtre d'importantes violences racistes qui durent pendant plusieurs mois, d'août à décembre 1973. Ces violences font plusieurs dizaines de morts et se terminent par un attentat contre le consulat d'Algérie.
En 1977 est mis en service le métro.

### Depuis les années 1990, entre renouveau et difficultés persistantes
Dans les années 1990, le projet Euroméditerranée de développement économique et de rénovation urbaine est lancé. De nombreuses infrastructures nouvelles et rénovations sont réalisées dans les années 2000 et 2010 : le tramway, la rénovation de l'Hôtel-Dieu en hôtel de luxe, Le Silo, l'agrandissement du stade Vélodrome, la tour CMA CGM, le musée des civilisations de l'Europe et de la Méditerranée (MuCEM) ou encore la Villa Méditerranée. En 2012, Marseille est Capitale mondiale de l'eau, réunissant des centaines de pays, des ONG et des institutions mondiales à l'occasion du Forum mondial de l'eau. En 2013, Marseille est capitale européenne de la culture. Cette opération permet d'attirer à Marseille 10 millions de visiteurs (avec une estimation de 5 millions de visiteurs effectifs dont nombre venant de départements voisins, certains effectuant plusieurs visites).
L'OCDE note que la ville connaît aujourd'hui un dynamisme économique dans le cadre du développement de son aire urbaine mais le rapport pointe encore l'importance des inégalités sociales et la fracture économique entre le sud de la ville et les quartiers nord.
Marseille accueille régulièrement l'attention des médias en raison des multiples règlements de compte, notamment dans les quartiers nord, liés au trafic de drogue.

## Politique et administration

### Tendances politiques

#### Paysage politique
Ville industrielle, Marseille est très tôt un territoire d'implantation du socialisme en France : Clovis Hugues y est élu premier député d'un parti ouvrier en France en 1881 et Siméon Flaissières, le premier maire socialiste de la ville, est élu en 1892.
Durant la majeure partie du XXe siècle, Marseille est acquise à la gauche. Après la Libération, la SFIO et le Parti communiste sont les deux principales forces politiques de la ville et le socialiste Gaston Defferre s'allie un temps à la droite contre les communistes pour conquérir la mairie. Il l'occupe jusqu'à sa mort en 1986.
La domination de la gauche s'estompe progressivement à partir des années 1980. Aux élections de 1983 déjà, Gaston Defferre recueille moins de voix que son adversaire de droite Jean-Claude Gaudin et n'est réélu qu'à la faveur du découpage électoral. Robert Vigouroux succède à Gaston Defferre après son décès ; il est largement élu aux élections de 1989, remportant l'ensemble des secteurs en tant que dissident socialiste. En 1995, Jean-Claude Gaudin est élu maire et fait basculer la ville à droite pour la première fois depuis 1953. Ce basculement se produit également lors des scrutins nationaux : le candidat de droite arrive en tête à Marseille lors du second tour des élections présidentielles en 1995, 2002 et 2007 alors que Jean-Claude Gaudin est réélu en 2001, 2008 et 2014. Il annonce qu'il ne se représente pas aux municipales de 2020 et Michèle Rubirola est élue pour lui succéder à la tête du « Printemps marseillais », une coalition de partis et mouvements de gauche, qui élira Benoît Payan (PS) six mois plus tard après la démission surprise de Michèle Rubirola.
Les scrutins à Marseille sont également caractérisés par un fort vote protestataire : en 1981, Georges Marchais y arrive en tête au premier tour, ainsi que Jean-Marie Le Pen en 1988, 1995 et 2002. Jean-Luc Mélenchon y arrive en tête du premier tour lors de l'élection présidentielle de 2017 et à celle de 2022. En 2017, se produit au premier tour un vote protestataire, où les candidats de La France insoumise et du Front national sont placés en tête.[Interprétation personnelle ?][réf. nécessaire]

##### Récapitulatif de résultats électoraux récents
| Scrutin             | 1er tour | 1er tour | 1er tour | 1er tour | 1er tour | 1er tour | 1er tour | 1er tour | 1er tour | 1er tour | 1er tour | 1er tour | 2d tour     | 2d tour     | 2d tour     | 2d tour     | 2d tour     | 2d tour     | 2d tour     | 2d tour     | 2d tour     |
| Scrutin             | 1er      | 1er      | %        | 2e       | 2e       | %        | 3e       | 3e       | %        | 4e       | 4e       | %        | 1er         | 1er         | %           | 2e          | 2e          | %           | 3e          | 3e          | %           |
| ------------------- | -------- | -------- | -------- | -------- | -------- | -------- | -------- | -------- | -------- | -------- | -------- | -------- | ----------- | ----------- | ----------- | ----------- | ----------- | ----------- | ----------- | ----------- | ----------- |
| Municipales 2014    |          | UMP      | 37,64    |          | FN       | 23,16    |          | PS       | 20,77    |          | FG       | 7,10     |             | UMP         | 42,39       |             | PS-FG       | 31,09       |             | FN          | 26,51       |
| Européennes 2014    |          | FN       | 30,28    |          | UMP      | 24,85    |          | PS       | 12,31    |          | EELV     | 8,84     | Tour unique | Tour unique | Tour unique | Tour unique | Tour unique | Tour unique | Tour unique | Tour unique | Tour unique |
| Régionales 2015     |          | FN       | 35,85    |          | LR       | 24,76    |          | PS       | 20,50    |          | EELV     | 9,29     |             | LR          | 61,46       |             | FN          | 38,54       | Pas de 3e   | Pas de 3e   | Pas de 3e   |
| Présidentielle 2017 |          | LFI      | 24,82    |          | FN       | 23,66    |          | EM       | 20,44    |          | LR       | 19,81    |             | EM          | 64,42       |             | FN          | 35,58       | Pas de 3e   | Pas de 3e   | Pas de 3e   |
| Européennes 2019    |          | RN       | 26,31    |          | LREM     | 20,59    |          | EELV     | 13,69    |          | LR       | 8,26     | Tour unique | Tour unique | Tour unique | Tour unique | Tour unique | Tour unique | Tour unique | Tour unique | Tour unique |
| Municipales 2020    |          | UG       | 23,44    |          | LR       | 22,32    |          | RN       | 19,45    |          | LR diss. | 10,65    |             | UG          | 38,28       |             | LR          | 30,75       |             | RN          | 20,30       |
| Régionales 2021     |          | RN       | 31,9     |          | LR       | 30,72    |          | UG       | 25       |          | LAC      | 4,4      |             | LR          | 62,98       |             | RN          | 37,02       | Pas de 3e   | Pas de 3e   | Pas de 3e   |
| Présidentielle 2022 |          | LFI      | 31,11    |          | LREM     | 22,62    |          | RN       | 20,88    |          | REC      | 11,09    |             | LREM        | 59,83       |             | RN          | 40,16       | Pas de 3e   | Pas de 3e   | Pas de 3e   |
| Européennes 2024    |          | RN       | 30,14    |          | LFI      | 21,54    |          | PS       | 11,49    |          | LREM     | 10,32    | Tour unique | Tour unique | Tour unique | Tour unique | Tour unique | Tour unique | Tour unique | Tour unique | Tour unique |
| Législatives 2024   |          | NFP      | 36,34    |          | RN       | 33,16    |          | LREM     | 18,86    |          | DVG      | 4,12     |             | RN          | 48,02       |             | NFP         | 39,47       |             | DVG         | 12,50       |

#### Géographie électorale
Le vote à Marseille est géographiquement divisé mais les derniers scrutins ont modifié la géographie électorale.
Le nord de la ville (2e, 3e, 13e, 14e, 15e et 16e arrondissements) est historiquement acquis à la gauche. Les bastions communistes, comme la Belle de Mai, y ont été progressivement remplacés par le vote socialiste dans les années 1990 et 2000. Toutefois, le Rassemblement national réalise également ses meilleurs scores dans les 13e et 14e arrondissements où il s'est imposé lors des élections municipales de 2014 avant d'être battu par la droite en 2020.
Le sud, à l'inverse, est habituellement dominé par la droite (6e, 8e, 9e et 10e arrondissements). Les quartiers est (11e et 12e arrondissements), longtemps socialistes, ont récemment basculé à droite à la faveur de la désindustrialisation de la Vallée de l'Huveaune et de changements sociologiques. À l'inverse, les 6e et 8e arrondissements, bastions historiques de Jean-Claude Gaudin, ont été remportés par la gauche en 2020.
Le grand centre-ville (1er, 4e, 5e et 7e arrondissements) est actuellement l'objet des batailles électorales les plus serrées.

### Subdivisions

Le découpage des arrondissements et des secteurs de Marseille.

Marseille est l'objet de la loi PLM et est, comme Paris et Lyon, découpée en arrondissements. Ceux-ci sont au nombre de 16 et sont regroupés par deux en huit secteurs. Chaque secteur dispose de son conseil et de son maire de secteur.
Chaque secteur élit donc ses conseillers (303 au total), dont un tiers siège également au conseil municipal et élisent le maire de la ville :
| Secteur                | I  | II | III | IV | V  | VI | VII | VIII | Total |
| ---------------------- | -- | -- | --- | -- | -- | -- | --- | ---- | ----- |
| Conseillers de secteur | 22 | 16 | 22  | 30 | 30 | 26 | 32  | 24   | 202   |
| Conseillers municipaux | 11 | 8  | 11  | 15 | 15 | 13 | 16  | 12   | 101   |
| Nombre total d'élus    | 33 | 24 | 33  | 45 | 45 | 39 | 48  | 36   | 303   |

Marseille est par ailleurs découpée en 12 cantons et sept circonscriptions.

### Finances locales
En 2013, Marseille était la grande ville française la plus endettée avec 1,806 milliard d'euros de dette en 2013, soit un endettement de 2 103 euros par habitant (contre 1 080 euros par habitant en moyenne pour les grandes villes en France). Après avoir culminé à 2 milliards d'euros à la fin du mandat de Jean-Claude Gaudin en 2020, la dette est réduite à 1,4 milliard d'euros en 2023 suite à des efforts de la municipalité et au soutien de l'Etat.
28 millions d'euros sont dépensés en quatre ans et la mairie de Marseille est épinglée début 2025, pour son recours croissant aux cabinets de conseil.

### Sécurité et criminalité

#### Grand banditisme

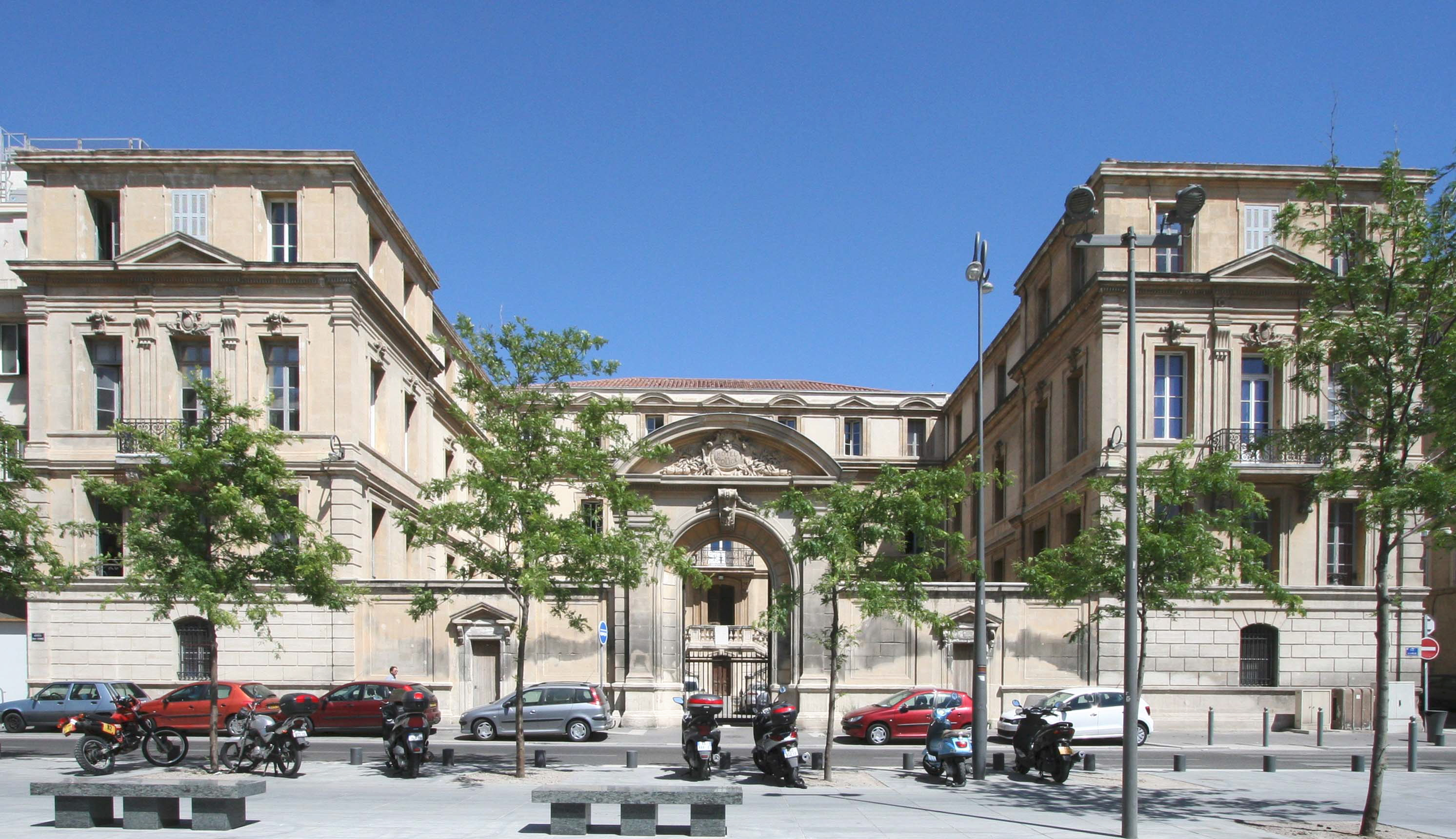
L'Évêché, l'hôtel de police de la ville.

Liée à l'imaginaire de la ville depuis près d'un siècle, le milieu marseillais apparaît vraiment dans les années 1930 avec les parrains François Spirito et Paul Carbone. Le milieu marseillais connait son heure de gloire dans les années 1960 avec l'essor de la French Connection, alors que la ville est au cœur d'un trafic international d'héroïne vers les États-Unis finalement démantelé par les autorités.
Depuis le début des années 2000, le milieu apparaît désorganisé comme il a pu l'être à d'autres moments de son histoire, faisant s'affronter violemment dans une « guerre de tous contre tous » les parrains traditionnels, corso-marseillais surtout, et les « néo-parrains des cités » dont la source principale d'enrichissement est le trafic de cannabis dans les cités les plus défavorisées de la ville. Cette situation explique la recrudescence des règlements de compte.
Il n'y a jamais eu de mafia au sens originel du terme à Marseille,. On lui préfère les termes de « pègre » au début du XXe siècle, ou de « milieu » et « crime organisé » aujourd'hui.

#### Délinquance
La forte présence dans les médias nationaux de l'actualité des faits divers à Marseille, en particulier les règlements de compte, contribue à donner une mauvaise image de la ville et conduit certains médias à parler de désinformation,. Deux autres facteurs expliquent la médiatisation des règlements de compte à Marseille : le fait que les banlieues font administrativement partie de la ville de Marseille et le fait que les règlements de compte sont généralement surmédiatisés, alors qu'ils représentent 10 % des homicides commis en France chaque année. Si la ville de Marseille connaît un taux de meurtres liés à la drogue proportionnellement presque aussi élevé que celui de New York avec notamment des vols avec violence et des vols à la tire qui dépassent la moyenne nationale, la circonscription de sécurité publique de Marseille détient pour l'année 2008 le 13e plus fort taux de délinquance (sur plus de 400 circonscriptions métropolitaines), derrière notamment Nice, Avignon ou Cannes, avec un taux de faits de délinquance constatés de 114,04 pour 1 000 habitants, soit les deux tiers de la moyenne nationale,. Nice, par exemple, connaît proportionnellement plus de crimes,. Pour ce qui concerne les homicides volontaires, si Marseille se trouve dans le département où les homicides volontaires sont les plus nombreux en valeur absolue (55 en 2012), rapporté au nombre d'habitants, celui-ci se situe à la sixième position en France. En 2022, 33 personnes sont mortes par balles à Marseille.
En 2017, Le Canard enchaîné avance que les chiffres de la délinquance en baisse à Marseille depuis 2012 sont faux. Selon le journal satirique, la police requalifierait les actes commis afin d'obtenir de meilleures statistiques.
Le sentiment d’insécurité a toutefois poussé le gouvernement en 2012 à doter les Bouches-du-Rhône d’une Préfecture de police de plein exercice, la seule de France avec Paris.
La ville est très régulièrement concernée par les règlements de compte liés au trafic de stupéfiants, notamment dans les quartiers nord.

### Jumelages et partenariats
Marseille est jumelée avec quatorze villes et a également signé des pactes d'amitié et de coopération avec vingt-trois villes dans le monde.

#### Jumelages
| Ville | Ville                         | Pays | Pays          | Période                   |
| ----- | ----------------------------- | ---- | ------------- | ------------------------- |
|       | Abidjan                       |      | Côte d'Ivoire | depuis le 10 juillet 1958 |
|       | Anvers                        |      | Belgique      | depuis 1958               |
|       | Beyrouth                      |      | Liban         |                           |
|       | Copenhague                    |      | Danemark      |                           |
|       | Dakar                         |      | Sénégal       |                           |
|       | Erevan                        |      | Arménie       |                           |
|       | Gdańsk                        |      | Pologne       | depuis le 22 mai 1992     |
|       | Glasgow                       |      | Royaume-Uni   | depuis 2006               |
|       | Gênes                         |      | Italie        | depuis le 7 octobre 1958  |
|       | Hambourg                      |      | Allemagne     | depuis 1958               |
|       | Haïfa                         |      | Israël        |                           |
|       | Khémisset                     |      | Maroc         |                           |
|       | Kiev,                         |      | Ukraine       | depuis le 19 août 2022    |
|       | Kobe                          |      | Japon         | depuis 1961               |
|       | Le Pirée                      |      | Grèce         |                           |
|       | Marrakech                     |      | Maroc         |                           |
|       | Municipalité de Limassol,     |      | Chypre        | depuis le 3 mai 1992      |
|       | Naples                        |      | Italie        |                           |
|       | Odessa                        |      | Ukraine       | depuis le 5 mai 1973      |
|       | Ramat Gan                     |      | Israël        |                           |
|       | Shanghai                      |      | Chine         | depuis 1987               |
|       | Surabaya                      |      | Indonésie     | depuis le 15 février 2007 |
|       | Thessalonique                 |      | Grèce         |                           |
|       | Tirana                        |      | Albanie       |                           |
|       | Tunis                         |      | Tunisie       |                           |
|       | ville métropolitaine de Gênes |      | Italie        | depuis le 7 octobre 1958  |

Toutes les villes avec lesquelles Marseille est jumelée (à l'exception de Marrakech) sont d'importantes villes portuaires.
| Année | Ville      | Pays          |
| ----- | ---------- | ------------- |
| 1958  | Abidjan    | Côte d'Ivoire |
| 1958  | Anvers     | Belgique      |
| 1958  | Copenhague | Danemark      |
| 1958  | Gênes      | Italie        |
| 1958  | Haïfa      | Israël        |
| 1958  | Hambourg   | Allemagne     |
| 1961  | Kobe       | Japon         |
| 1968  | Dakar      | Sénégal       |
| 1972  | Odessa     | Ukraine       |
| 1984  | Le Pirée   | Grèce         |
| 1987  | Shanghai   | Chine         |
| 2004  | Marrakech  | Maroc         |
| 2006  | Glasgow    | Royaume-Uni   |
| 2015  | Tunis      | Tunisie       |

#### Accords de coopération
| Ville      | Pays    |
| ---------- | ------- |
| Agadir     | Maroc   |
| Alexandrie | Égypte  |
| Alger      | Algérie |
| Bamako     | Mali    |
| Barcelone  | Espagne |
| Beyrouth   | Liban   |
| Casablanca | Maroc   |
| Erevan     | Arménie |
| Gdańsk     | Pologne |
| Istanbul   | Turquie |

| Ville             | Pays               |
| ----------------- | ------------------ |
| Jérusalem         | Israël             |
| Limassol          | Chypre             |
| Lomé              | Togo               |
| Meknès            | Maroc              |
| Montevideo        | Uruguay            |
| Rabat             | Maroc              |
| Saint-Pétersbourg | Russie             |
| Sarajevo          | Bosnie-Herzégovine |

| Ville      | Pays     |
| ---------- | -------- |
| Sousse     | Tunisie  |
| Tirana     | Albanie  |
| Tripoli    | Liban    |
| Valparaíso | Chili    |
| Varna      | Bulgarie |

### Marseille en grand
Le plan Marseille en grand est un plan d'investissement de 1,5 milliard d'euros pour la ville de Marseille annoncé par le président Emmanuel Macron le 3 septembre 2021.
Le préfet Laurent Carrié a été chargé en octobre 2021 de la mise en œuvre du plan de développement Marseille en grand.

## Équipements et services publics

### International
Marseille est le siège de quelques organismes internationaux et de recherche tels que l'Institut de recherche pour le développement (IRD), la Commission Méditerranée de Cités et Gouvernements locaux unis (CGLU) ou le Conseil mondial de l'eau. Y sont également implantés le bureau local de l'Organisation des Nations unies pour le développement industriel (ONUDI), une antenne de la Banque mondiale, un bureau de l'Organisation internationale pour les migrations.
70 consulats sont établis à Marseille, soit la deuxième représentation consulaire de France après Paris.
Le 9 septembre 2011, les ministres des Finances du G7 se sont réunis au palais du Pharo.

### Eau et déchets

#### Eau potable
L'eau potable distribuée à Marseille a plusieurs fois été désignée « meilleure eau de France ».
Marseille est alimentée en eau potable à 75 % par le canal de Marseille (eaux de la Durance) et à 25 % par le canal de Provence (eaux du Verdon)[réf. nécessaire].

#### Assainissement
Jusqu'en 1987, les eaux usées de Marseille étaient rejetées en mer, dans la calanque de Cortiou, la ville ne s'étant jamais équipée d'une station d'épuration. Lorsque le réseau des égouts de Marseille fut construit à la fin du XIXe siècle, cette solution parut alors la meilleure pour assainir la ville. En outre, à partir des années 1970, la Ville a fait dévier vers la calanque de Cortiou la rivière l'Huveaune, qui était tellement polluée que cela posait des problèmes sanitaires sur les plages du Prado.
La station d'épuration des eaux de la métropole, inaugurée en 1987 est gérée par le Service d’assainissement Marseille Métropole (Seramm), filiale de Suez, et est équipée depuis 2019 d'une unité de méthanisation qui injecte du biométhane sur le réseau de transport de GRTgaz. Celle-ci a été construite par Suez Infrastructures de Traitements, GTM Sud et Prodeval.

#### Gestion des déchets
La saleté de la ville de Marseille est souvent dénoncée et débattue,,,,,. Les défaillances du ramassage d'ordures, en particulier, font l'objet de critiques récurrentes, et ont été notamment attribuées au faible nombre d'heures de travail des éboueurs, en raison du système du « fini-parti » qui a été en vigueur pendant une quarantaine d'années, jusqu'en 2014,. En mai 2018, la ville de Marseille a reçu le « balai d'or » qui distingue la ville la plus sale de France après un vote sur internet initié par la chaîne de radio RMC,,. C'est la  Métropole d'Aix-Marseille-Provence qui a la compétence des ordures ménagères et le sujet est souvent conflictuel entre cette collectivité et la Mairie de Marseille.
En février 2024, dans une étude de la Commission européenne, Marseille est classée dans le top 3 des villes les plus sales et moins sûres d'Europe selon ses habitants. Seulement 22 % des habitants interrogés s'estiment satisfaits par la salubrité et l'hygiène.

### Enseignement

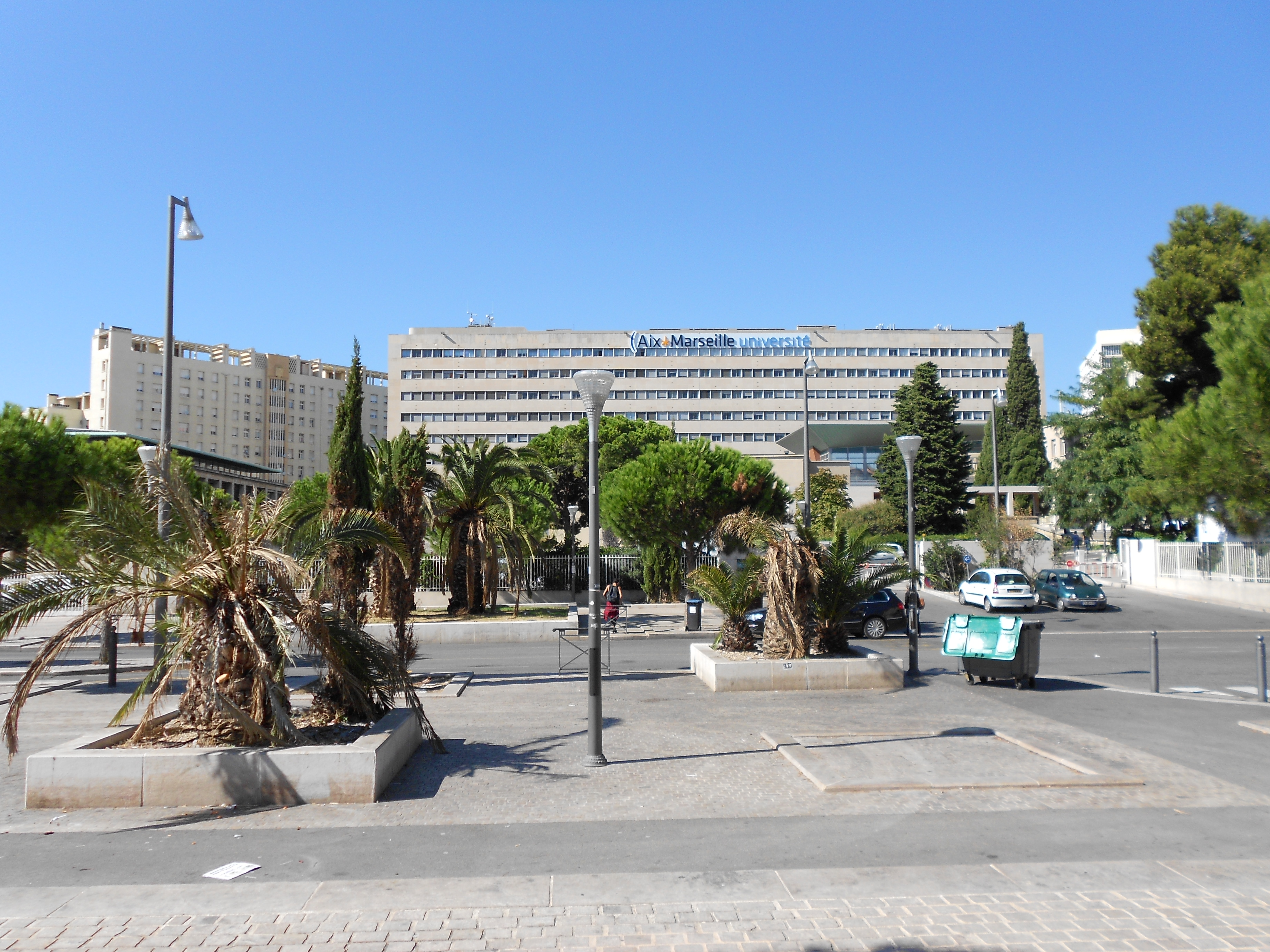
Campus Saint-Charles de l'université d'Aix-Marseille.

Les établissements d'enseignement supérieur de la région sont répartis entre Marseille, où les enseignements portent traditionnellement sur les sciences exactes et la médecine, et Aix-en-Provence, consacré aux sciences humaines, aux lettres et au droit. Marseille comptait, en 2011-2012, 51 578 étudiants.
L'université d'Aix-Marseille a été créée le 1er janvier 2012 par la fusion des trois universités précédentes. Ses principaux campus marseillais se trouvent à Luminy (sciences et sport), Saint-Charles (sciences et lettres), Saint-Jérôme (sciences), Château-Gombert (sciences), La Timone (santé), Canebière (droit et économie) et Colbert (économie). L'université accueille en son sein Polytech Marseille et l'École de journalisme et de communication d'Aix-Marseille.
Parmi les autres établissements d'enseignement supérieur et de recherche installés à Marseille on compte Centrale Méditerranée, l'École nationale supérieure d'architecture, l’École pour l'informatique et les nouvelles technologies, l'École des Beaux-Arts, l'École nationale supérieure maritime, l’Institut polytechnique des sciences avancées, Kedge Business School et un pôle régional de l'EHESS.
Plusieurs lycées de Marseille accueillent des formations supérieures, BTS ou classes préparatoires, notamment le lycée Marie-Curie, le lycée Saint-Charles, le lycée Jean-Perrin, le lycée Saint-Exupéry et le lycée Thiers, le plus ancien lycée de la ville, où ont été formés de nombreux étudiants admis ensuite au concours d'entrée à des institutions aussi prestigieuses que l'École normale supérieure, l'École polytechnique ou encore l'École centrale.
L'état délabré de certaines écoles primaires a été critiqué, notamment la présence d'amiante et le manque d'entretien des locaux par la municipalité,.

#### Équipements sportifs

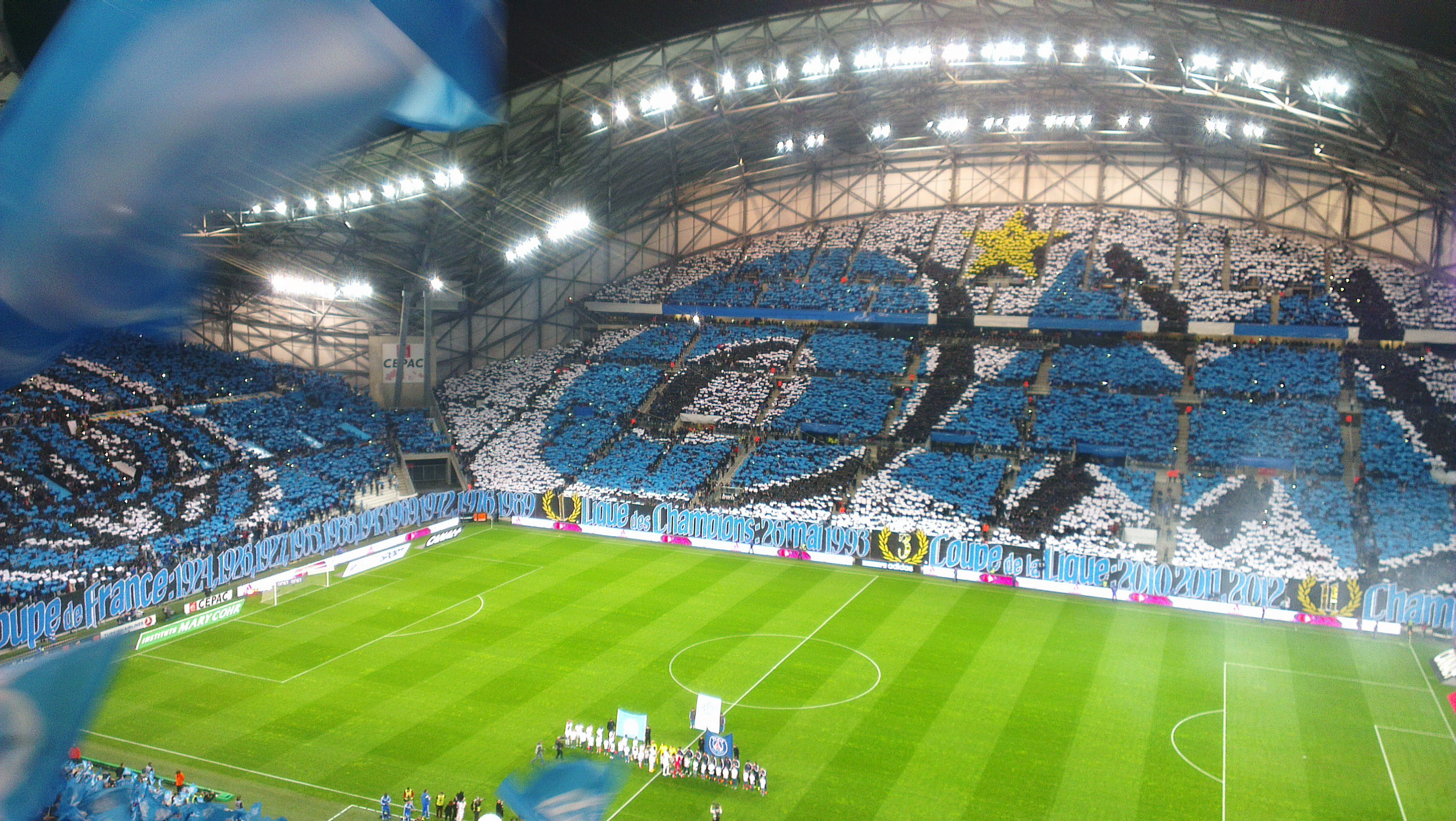
Tifo géant à l'Orange Vélodrome juste avant le Classique du 5 avril 2015.

Le stade Vélodrome, construit en 1937, a depuis 2014 une capacité de 67 000 spectateurs, ce qui en fait le plus grand stade de football de France après le Stade de France. Son club de football résident est l'Olympique de Marseille. Il a accueilli les coupes du monde de football de 1938 et de 1998, la coupe du monde de rugby à XV 2007 et l'Euro 2016.
Le Palais des sports de Marseille, inauguré en 1989, est une salle omnisports d'une capacité de 7 400 places qui accueille chaque année le Tournoi de tennis de Marseille, le Trophée Massalia de gymnastique ou Challenge Jeanty de fleuret dames. La salle accueille quelques matches de basket-ball du club Fos Provence Basket.
Le Palais omnisports Marseille Grand Est, inauguré en 2009, contient deux patinoires dont une patinoire olympique de 1 800 m2 et un skatepark qui compte la plus grande rampe d'Europe. Il a accueilli les championnats de France de patinage artistique 2010 et est le lieu de résidence du Marseille Hockey Club.
Marseille abrite le Bowl de Marseille, l'un des skateparks les plus réputés du monde dans les années 1990,.
Par ailleurs, la ville compte[réf. nécessaire] 172 courts de tennis, 124 gymnases municipaux, 15 piscines,, 67 stades municipaux, 50 boulodromes, 30 clubs de tennis, 3 terrains de golf, 3 bases nautiques, 8 dojos, 4 skateparks, 3 stands de tir, 2 hippodromes, 1 centre équestre, 2 murs d'escalade et un fronton de pelote basque. La ville abrite aussi cinquante sites de plongée.

### Santé
Marseille est un très important pôle régional et d'envergure national de santé. L'Assistance publique - Hôpitaux de Marseille (AP-HM) est le centre hospitalier régional de Marseille et gère les cinq hôpitaux publics de la ville :
- l'hôpital de la Timone ;
- l'hôpital de la Conception ;

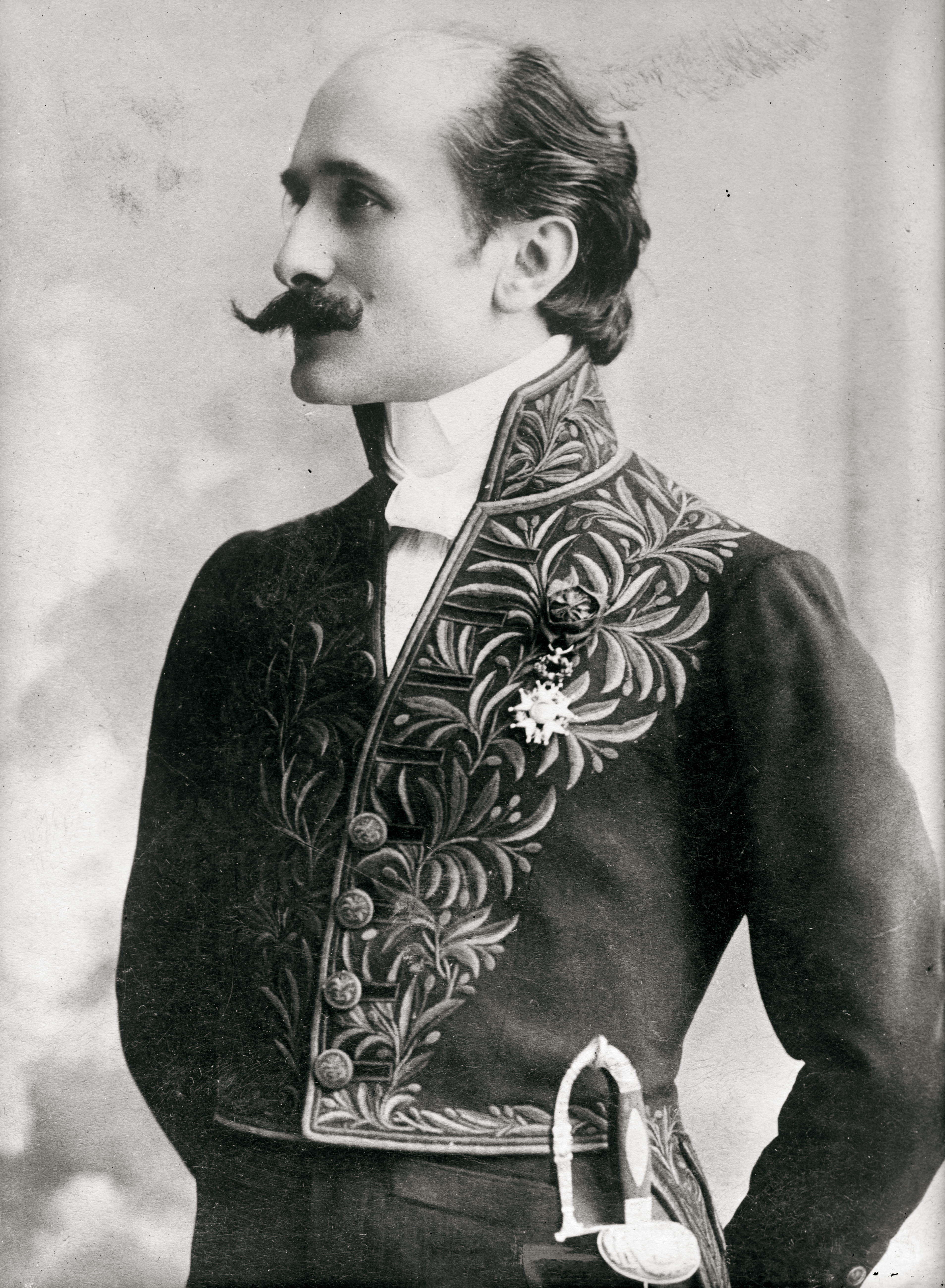
Edmond Rostand, auteur du célèbre Cyrano de Bergerac.

- les hôpitaux Sud (Sainte- Marguerite et Salvator) ;
- l'hôpital Nord.

L'AP-HM est le troisième centre hospitalier universitaire de France, elle emploie 14 000 personnes dont 1 885 médecins.
Autre hôpital public, Laveran est un hôpital d'instruction des armées.
Les principales institutions hospitalières privées sont l'Institut Paoli-Calmettes (centre régional de lutte contre le cancer), l'hôpital Saint-Joseph et l'Hôpital européen.
Selon un classement établi en 2014 par le magazine Capital, parmi les 150 meilleurs professionnels de santé recensés en France, 10 exercent à Marseille.
Marseille est par ailleurs une station thermale avec la station de Camoins-les-Bains.

### Justice, sécurité, secours et défense

#### Justice
Marseille est le siège d'un tribunal judiciaire, d'un tribunal de commerce, d'un conseil de prud’hommes, d'un tribunal administratif et d'une cour administrative d'appel. La cour d'appel se trouve à Aix-en-Provence.
Marseille abrite la prison des Baumettes, construite en 1934. En 2006, les conditions de vie de ce centre pénitentiaire ont été jugées choquantes et en 2012 le Contrôleur général des lieux de privation de liberté y dénonce « une violation grave des droits fondamentaux des personnes privées de liberté ». En mai 2017, un nouveau bâtiment, « Les Baumettes II », est en construction afin de pallier ce problème d'insalubrité.
Le centre de rétention administrative de Marseille est situé dans le quartier du Canet, dans le 14e arrondissement.

#### Défense
Marseille est le siège de l'état-major de la zone de défense et de sécurité sud, de l'état-major zonal de la Gendarmerie nationale et de l'escadron de Gendarmerie mobile 11/6. Y sont stationnés, en 2018, l'état-major de la 3e division, le 1er régiment étranger de cavalerie (au camp de Carpiagne), le commandement de la Marine à Marseille et le groupement de soutien de la base de défense de Marseille - Aubagne. Marseille abrite également l'Hôpital d'instruction des armées Laveran. En revanche, la préfecture maritime de la Méditerranée est située à Toulon.
Le 72e bataillon d'infanterie de marine est dissous en 2009 tandis que le 4e régiment de dragons est dissous en 2014.
Le Bataillon de marins-pompiers constitue le corps municipal des pompiers de Marseille. Commandé par un officier général de marine, c'est une unité de la Marine nationale d'un effectif de 2 400 personnes. Il a été créé en 1939 à la suite de l'incendie des Nouvelles Galeries en remplacement du Corps municipal des sapeurs-pompiers, dissous à la suite de cette catastrophe. Les marins-pompiers de Marseille ont pour particularité d'être la seule unité militaire de l'armée française à agir selon les ordres et les directives d'un maire.

## Population et société

### Démographie

#### Évolution démographique
Après une grave crise dans les années 1970 et 1980 qui a vu la population passer de plus de 900 000 à moins de 800 000 habitants (malgré un solde naturel assez positif), la population augmente de nouveau à partir des années 2000, de manière plus modérée que des grandes villes comme Montpellier, Toulouse ou Lyon.
Avec plus de 858 000 habitants, Marseille est la 2e commune de France. Son unité urbaine est cependant la 3e du pays (après Paris et Lyon) avec 1 578 484 habitants (2014), incluant Aix-en-Provence au nord, Istres, Martigues et Vitrolles à l'ouest et Aubagne à l'est. L'aire urbaine de Marseille - Aix-en-Provence est la 3e de France après celle de Paris et celle de Lyon. L'agglomération marseillaise a même récemment absorbé la commune de Saint-Zacharie, qui fait partie du Var. En revanche, La Ciotat, qui fait partie du territoire Marseille-Provence, a été absorbée par l'unité urbaine de Toulon.
L'évolution du nombre d'habitants est connue à travers les recensements de la population effectués dans la commune depuis 1793. Pour les communes de plus de 10 000 habitants les recensements ont lieu chaque année à la suite d'une enquête par sondage auprès d'un échantillon d'adresses représentant 8 % de leurs logements, contrairement aux autres communes qui ont un recensement réel tous les cinq ans,.
| 1793    | 1800   | 1806   | 1821    | 1831    | 1836    | 1841    | 1846    | 1851    |
| ------- | ------ | ------ | ------- | ------- | ------- | ------- | ------- | ------- |
| 108 374 | 96 413 | 99 169 | 109 483 | 145 115 | 146 239 | 154 035 | 183 186 | 195 258 |

| 1856    | 1861    | 1866    | 1872    | 1876    | 1881    | 1886    | 1891    | 1896    |
| ------- | ------- | ------- | ------- | ------- | ------- | ------- | ------- | ------- |
| 233 817 | 260 910 | 300 131 | 312 864 | 318 868 | 360 099 | 376 143 | 403 749 | 442 239 |

| 1901    | 1906    | 1911    | 1921    | 1926    | 1931    | 1936    | 1946    | 1954    |
| ------- | ------- | ------- | ------- | ------- | ------- | ------- | ------- | ------- |
| 491 161 | 517 498 | 550 619 | 586 341 | 652 196 | 800 881 | 914 232 | 636 264 | 661 407 |

| 1962    | 1968    | 1975    | 1982    | 1990    | 1999    | 2006    | 2011    | 2016    |
| ------- | ------- | ------- | ------- | ------- | ------- | ------- | ------- | ------- |
| 778 071 | 889 029 | 908 600 | 874 436 | 800 550 | 795 518 | 839 043 | 850 636 | 862 211 |

| 2021    | 2022    | - | - | - | - | - | - | - |
| ------- | ------- | - | - | - | - | - | - | - |
| 873 076 | 877 215 | - | - | - | - | - | - | - |

#### Pyramide des âges
En 2021, le taux de personnes d'un âge inférieur à 30 ans s'élève à 37,2 %, soit au-dessus de la moyenne départementale (34,9 %). À l'inverse, le taux de personnes d'âge supérieur à 60 ans est de 24,9 % la même année, alors qu'il est de 26,8 % au niveau départemental.
En 2021, la commune comptait 414 296 hommes pour 458 780 femmes, soit un taux de 52,55 % de femmes, légèrement supérieur au taux départemental (52,19 %).
Les pyramides des âges de la commune et du département s'établissent comme suit :
| Hommes | Classe d’âge | Femmes |
| ------ | ------------ | ------ |
| 0,8    | 90 ou +      | 1,9    |
| 7,1    | 75-89 ans    | 9,4    |
| 14,8   | 60-74 ans    | 15,7   |
| 18,8   | 45-59 ans    | 18,4   |
| 19,4   | 30-44 ans    | 19,3   |
| 20,0   | 15-29 ans    | 18,8   |
| 19,1   | 0-14 ans     | 16,5   |

| Hommes | Classe d’âge | Femmes |
| ------ | ------------ | ------ |
| 0,8    | 90 ou +      | 1,9    |
| 7,6    | 75-89 ans    | 9,8    |
| 16,2   | 60-74 ans    | 17,2   |
| 19,7   | 45-59 ans    | 19,5   |
| 18,8   | 30-44 ans    | 18,6   |
| 18,4   | 15-29 ans    | 16,9   |
| 18,6   | 0-14 ans     | 16,1   |

### Une ville inégalitaire

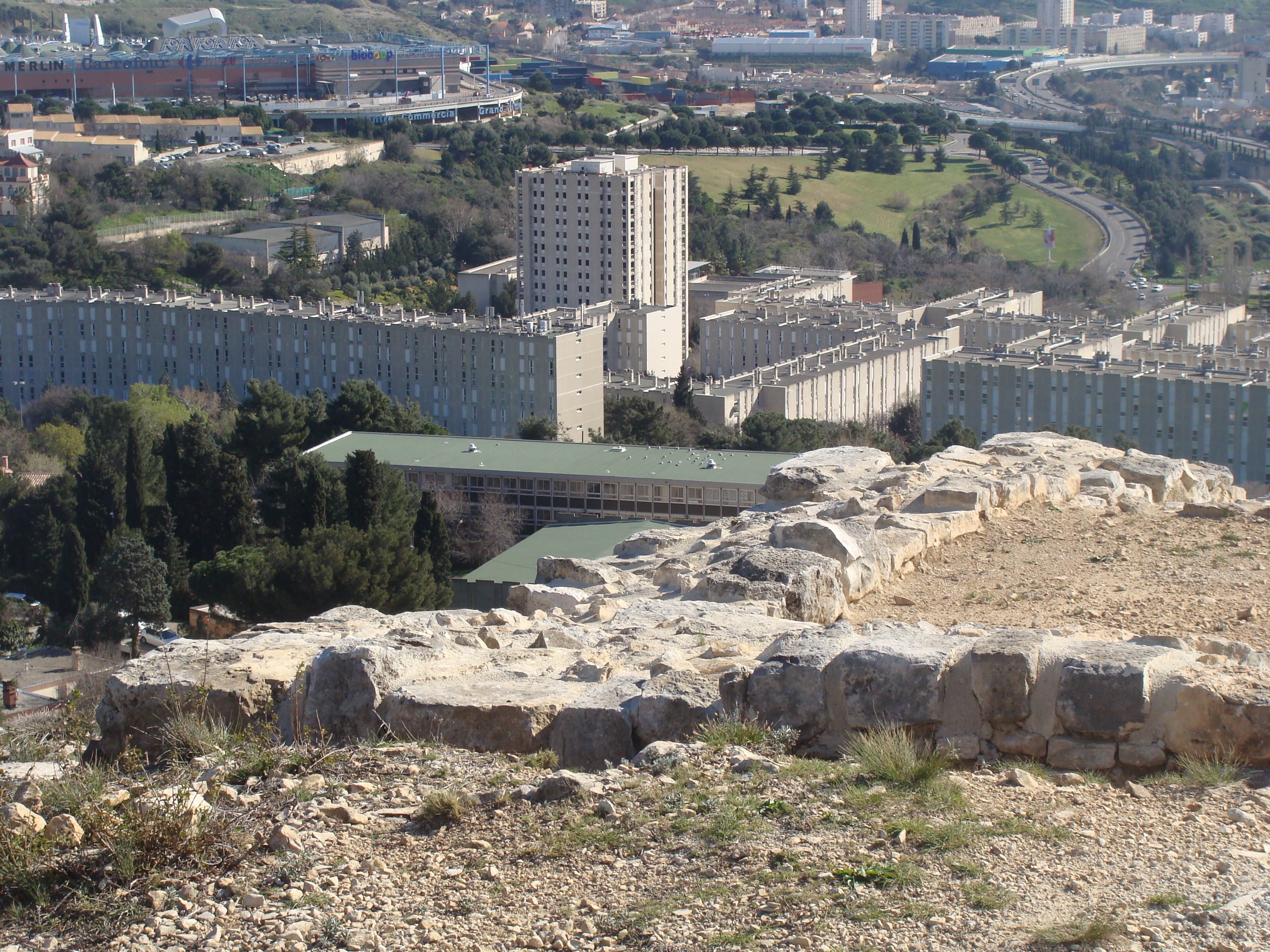
La Castellane, l'une des nombreuses cités des quartiers nord de Marseille.

Avec un coefficient de Gini de 0,436, Marseille est une des villes les plus inégalitaires de France, une partie de sa population étant très pauvre tandis que les grandes fortunes y sont également nombreuses. Le revenu moyen des 20 % les plus riches est ainsi 5,4 fois supérieur au revenu moyen des 20 % les plus pauvres.
Le sociologue André Donzel parle d'ailleurs de Marseille comme d'une « métropole duale » proche des configurations urbaines des pays en développement où se côtoient les plus riches comme les plus pauvres.
La commune connaissait un taux de pauvreté de 25 % en 2011 qui dépassait même 40 % dans les quartiers nord de la ville et plus de 60 % dans certains quartiers prioritaires. En comparaison, ce premier chiffre est identique à celui de Lille ou de Montpellier, mais supérieur à celui de Lyon (15 %). Ceci s'explique dans une certaine mesure par le fait qu'une grande partie des banlieues pauvres de l'agglomération se situent administrativement au sein de la commune, contrairement à d'autres grandes villes de France. Les banlieues parisiennes, lyonnaises ou lilloises connaissent en effet une pauvreté comparable. À l'inverse, les 8e et 12e arrondissements, au sud et à l'est de la ville, connaissaient en 2011 des taux de pauvreté (9 et 10 %) similaires à ceux des arrondissements les plus riches de Lyon ou Paris. De plus, environ 3 200 contribuables marseillais sont soumis à l'impôt de solidarité sur la fortune avec un patrimoine moyen de 2,56 millions d'euros, ce qui en fait la deuxième ville hors Île-de-France et la cinquième ville de France en nombre de redevables à l'ISF,. De la même manière, quinze familles marseillaises figuraient en 2011 dans les 500 premières fortunes professionnelles en France selon le magazine Challenges.
La fracture sociale est également spatiale, la ville étant globalement divisée entre des quartiers nord plus pauvres et un Sud plus riche.
Ainsi en 2012, le taux de pauvreté dépassait 20 % au nord (3e, 13e, 14e, 15e et 16e arrondissements) — il atteignait même 55 % dans le 3e arrondissement en 2011 — Alors qu'au sud et à l'est (7e, 8e, 9e et 12e arrondissements), il n'atteignait pas plus de 14 %. Ces contrastes se retrouvent dans le taux de personnes non-diplômées : en 2006 il s'élève à 25,27 % pour la ville (19,5 % pour la France métropolitaine) mais dans les 3e, 14e et 15e arrondissements, il dépasse les 40 %.
Ces inégalités semblent s'être aggravées récemment : alors qu'en 2000, l'échelle de revenu était de 1 à 10, elle est de 1 à 14 en 2012. L’écart entre les revenus médians des quartiers les plus pauvres et ceux des plus riches est passé de 2 500 à 3 000 euros entre 2000 et 2008. Entre la Cadenelle et Kalliste, le quartier le plus riche et le plus pauvre, l’écart entre le taux de diplômés supérieurs était de 33 points en 1990 alors qu'il est de 46 aujourd’hui[Quand ?].

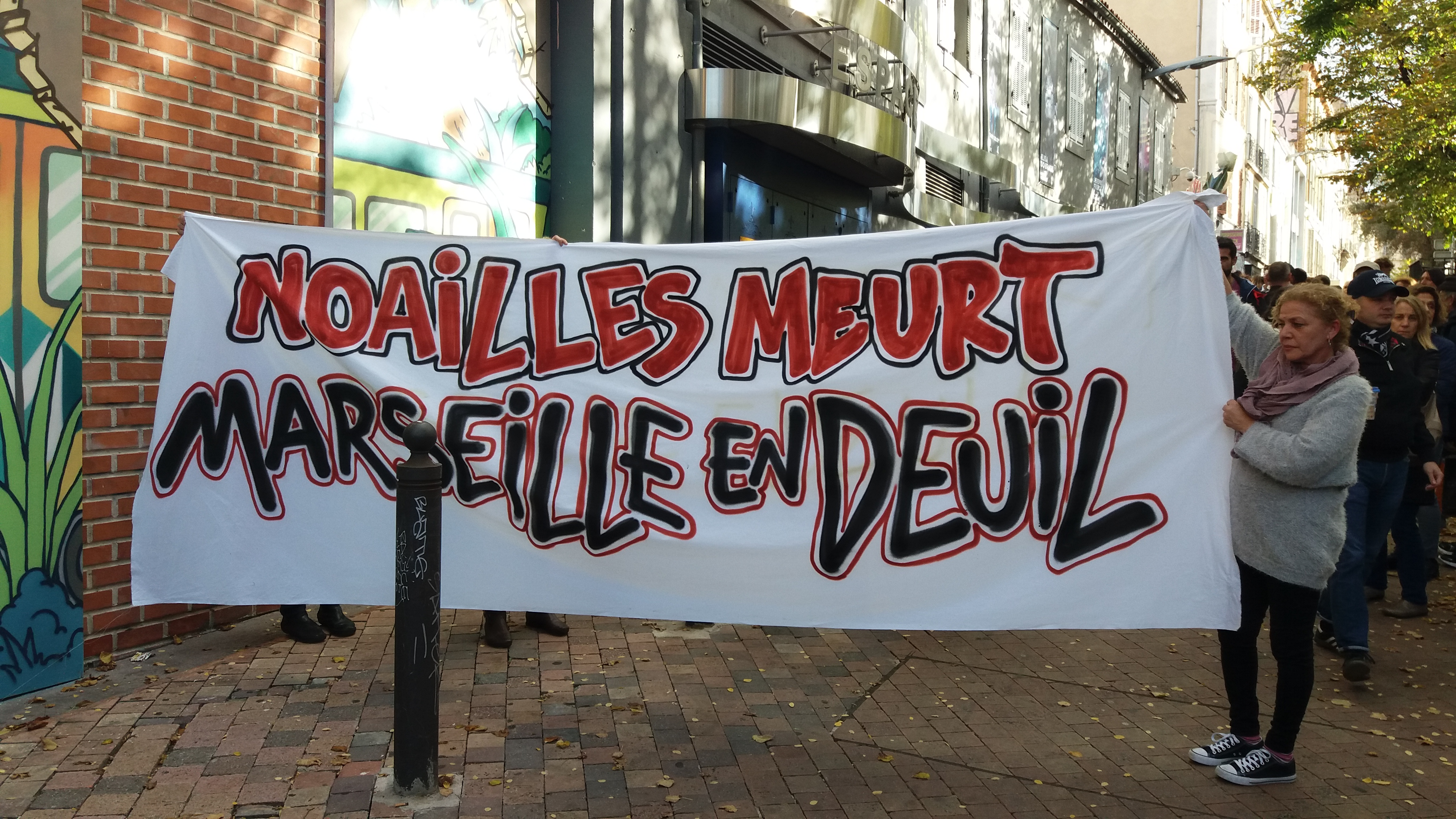
Marche blanche organisée à la suite de l'effondrement des immeubles rue d'Aubagne à Marseille, le 5 novembre 2018.

La cité du parc Corot est décrite par un magistrat dans Le Monde comme « une honte pour la ville, une indignité pour la République ». Elle est évacuée fin 2018,.

### Une ville d'immigrations
| Pays de naissance des immigrés | Population (2018) |
| ------------------------------ | ----------------- |
| Algérie                        | 45 505            |
| Tunisie                        | 10 770            |
| Comores                        | 10 066            |
| Maroc                          | 9 145             |
| Italie                         | 5 189             |
| Turquie                        | 5 142             |
| Portugal                       | 2 586             |
| Espagne                        | 2 717             |

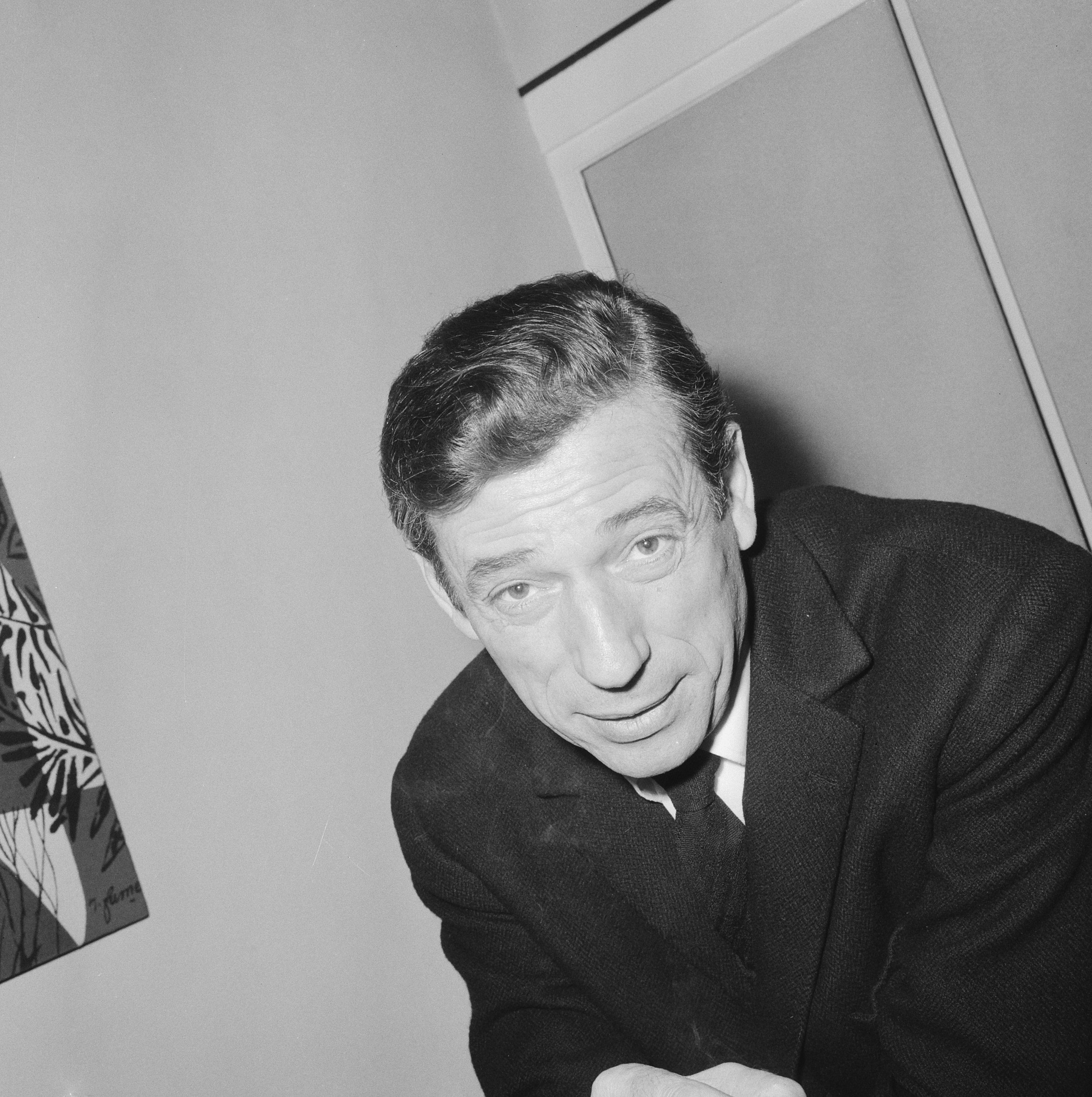
La famille d'Yves Montand, venue d'Italie, a immigré à Marseille lorsqu'il avait deux ans.

Marseille est une ville dont la population s'est construite sur des vagues migratoires importantes successives, les trois plus importantes étant celles des Italiens à la fin du XIXe siècle, des Arméniens et des Corses au début du XXe siècle, et des maghrébins qui arrivent massivement dans la seconde moitié du XXe siècle. Mais avant d'être une ville d'immigration, Marseille est depuis toujours à travers son port une ville de transit, d'arrivée et de départ, une étape pour beaucoup de voyageurs quittant l'Europe ou de réfugiés fuyant les persécutions. C'est donc une « ville-carrefour », de migrations diverses, temporaires ou permanentes.

#### Avant leXIXesiècle
Au cours du XVIIIe siècle, l'importance que prend le port de commerce amène de nombreux négociants européens. Beaucoup de Suisses, d'Italiens, d'Allemands, d'Anglais, de Hollandais et de Grecs sont présents dans l'activité économique.
L'historien Michel Vovelle estime que les Italiens sont déjà 5 000 à 6 000, pour une population totale de 100 000 habitants à la fin du XVIIIe siècle. Ils représentent alors 70 % des étrangers résidents dans la ville. Cependant, il faut attendre la seconde moitié du siècle suivant pour voir leur nombre exploser.

#### XIXesiècle, le début des vagues migratoires
Dès la Restauration émerge une véritable communauté grecque à Marseille. De nombreuses familles négociantes, surtout originaires de Constantinople, Chios et Smyrne viennent grossir les rangs d'une population déjà présente au siècle précédent. On parle alors d'une véritable « aristocratie commerciale » grecque à Marseille aux XVIIIe siècle et XIXe siècle.
À partir du milieu du XIXe siècle, parallèlement au déclin des industries traditionnelles, une industrie nouvelle se concentre autour de la ville. L'explosion des activités portuaires et la construction de la voie ferrée du PLM nécessitent une main d'œuvre importante que la Haute-Provence, foyer d'immigration et réservoir humain traditionnel de la ville, ne peut plus fournir. La croissance de Marseille est donc alimentée à partir de ce moment par une immigration extérieure et étrangère,.
La ville voit alors arriver de nombreux Italiens qui viennent occuper les emplois industriels aux dépens des Français dont la croissance démographique est bien plus faible. Parfois mal accueillis par les ouvriers locaux, ils sont la victime de violences en 1881, les Vêpres marseillaises. À partir de 1850 et jusqu'à l'entre-deux-guerres, l'immigration italienne va croître de manière spectaculaire et en 1934 ils sont 127 000 dans la ville, où ils représentent environ les deux tiers de la population étrangère. À partir de cette période, la politique anti-exode du gouvernement fasciste nouvellement au pouvoir freine considérablement ce mouvement.
Les historiens Émile Témime et Renée Lopez parlent d'« invasion italienne » entre les années 1850 et 1914 tant leur immigration est importante dans la ville. Aujourd'hui[Quand ?], on estime que 1 habitant sur 3 a des ascendances italiennes[source insuffisante] soit près de 250 000.

#### Première moitié duXXesiècle

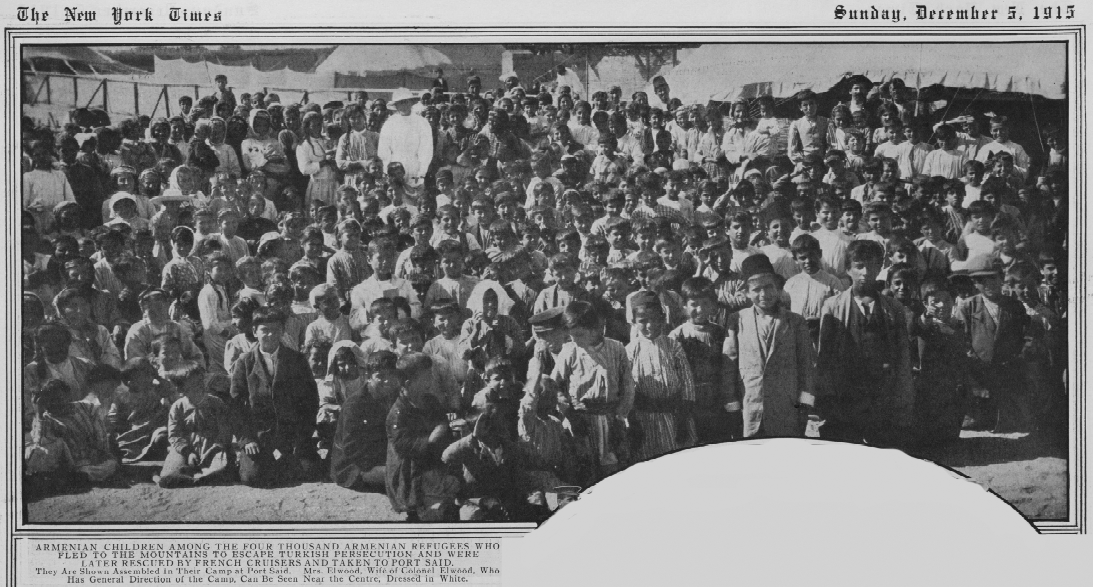
Beaucoup des réfugiés arméniens fuyant le génocide arrivent à Marseille au début du XXe siècle.

Dans les années 1930, on observe une nouvelle augmentation du nombre d'étrangers et un renouvellement de la population qui renforce le caractère cosmopolite de la ville. Ainsi en 1935, si la population italienne reste considérable (15 % du total et 60 % des étrangers), elle est en recul par rapport aux dernières décennies. En effet, au début du XXe siècle trois nouveaux groupes d'arrivants lui succèdent : les Arméniens, les Espagnols et les Corses.
Les Arméniens arrivent essentiellement entre 1923 et 1928, quittant les pays voisins de la Turquie actuelle dans lesquels ils s'étaient provisoirement réfugiés pour fuir le génocide. À l’exception de la période de guerre qui vient de s'achever, la ville n’avait jamais accueilli en si peu de temps autant de réfugiés. On estime que débarquent alors 60 000 immigrés arméniens, même si tous ne s’installeront pas à Marseille. Ils vivent d'abord dans des camps de fortune avant de s'intégrer rapidement dans la vie socio-économique et de former des noyaux villageois dans les quartiers de Beaumont, Saint-Loup et Sainte-Marguerite, Saint-Jérôme et Saint-Mitre, entre autres. Si la population s’est depuis dispersée dans toute la ville au fil des années, certains quartiers comme Beaumont abritent encore une communauté importante,.
Aujourd'hui[Quand ?], on estime que vivent entre 80 000 et 100 000 descendants d’Arméniens à Marseille. Une autre source confirme cet ordre de grandeur en parlant de 10 % de la population actuelle.
Au début du XXe siècle, fuyant la crise économique d'une île à dominante agro-pastorale, de nombreux Corses s'établissent dans les quartiers traditionnels d'immigration autour du Vieux-Port. Après la Seconde Guerre mondiale et la destruction d'une partie des Vieux-Quartiers qu'ils habitaient, ils se dispersent dans toute la ville et connaissent une progression sociale visible : nombreux sont devenus fonctionnaires, avocats ou médecins. Un certain nombre de Corses à l'inverse faisait partie du milieu marseillais. En 1965, on estimait que plus de 100 000 Corses vivaient à Marseille, ce qui lui valait alors le surnom de « capitale des Corses ».

#### Depuis les années 1950
Si l'immigration algérienne est présente avant le XXe siècle, c'est à partir des années 1950 qu'elle explose réellement. Au recensement de 1975, 60 % des étrangers sont d'origine maghrébine. La reprise économique, l'encouragement du gouvernement français à la venue de travailleurs algériens et les répercussions de la décolonisation favorisent leur arrivée. La plupart d'entre eux sont des Algériens qui migrent pour le travail ou pour fuir les événements de la guerre d'Algérie. Cette immigration est loin d'être homogène : aux côtés des Algériens, s'ajoutent les réfugiés juifs et pieds-noirs qui arrivent également en grand nombre.
Les Algériens s'installent souvent dans le centre-ville, où ils remplacent les précédentes vagues migratoires, mais aussi dans des bidonvilles au nord de la ville. Ceux-ci sont par la suite remplacés par des cités destinées à l'origine à n'être que provisoires, avant d'être délaissées par les pouvoirs publics et où de nombreuses familles issues de l'immigration vivent encore. Les Algériens et leurs descendants représenteraient dans les années 2010 environ un quart des habitants de la Ville, ce qui ferait d'eux une des deux plus grandes communautés d'origine étrangère de la ville, avec les Italiens (bien qu'issus d'arrivées bien plus anciennes).
Les Pieds-noirs représentent au moment de l'indépendance algérienne une population d'environ un million de personnes. En quelques mois en 1962, 450 000 d'entre eux gagnent Marseille, dont environ 100 000 seraient restés. Ils font face à une certaine hostilité des pouvoirs publics et d'une partie de la population.
Les Juifs représentent 130 000 personnes en 1948 en Algérie et nombre d'entre eux quitteront leur pays pour la France aux côtés des Pieds-noirs. Si certains transitent par Marseille avant de gagner Israël, une majorité s'y établit définitivement. L'arrivée des juifs séfarades d'Algérie modifie d'ailleurs grandement la communauté israélite de Marseille, qui s'élèverait aujourd'hui à 80 000 personnes, soit la troisième communauté juive d'Europe, après celles de Paris et de Londres.
À la suite de l'indépendance des Comores en 1975 et dans un contexte politique et socio-économique difficile sur l'archipel, une importante communauté comorienne s'installe également dans la ville, dans des proportions faisant de Marseille la « plus grande ville comorienne » devant la capitale Moroni, avec une population de 50 000 à 100 000 personnes selon des estimations de 2004, soit près de 10 % de la population marseillaise,,.

#### Une ville multiculturelle
Si elle reste une ville de culture occidentale, Marseille devient au XIXe siècle un point de rencontre entre un Orient souvent mythifié, source de richesse et de profusion, et un Occident transformé par l'industrialisation rapide nécessitant une main d'œuvre étrangère importante. Ainsi, même si l'immigration depuis le Moyen-Orient et l'Afrique ne démarre de manière importante qu'avec l'arrivée des Arméniens, au début du XXe siècle, puis, à partir des années 1960, avec l'immigration maghrébine, libanaise et comorienne, les vagues migratoires successives ont construit l'identité de la ville, définissant sa population comme un « peuple pluriel »[source insuffisante]. Troisième ville arménienne du monde, première ville corse, première ville comorienne, troisième ville juive d'Europe et avec d'importantes communautés maghrébines et italiennes, Marseille est considérée par Jean-Claude Juan comme la ville la plus cosmopolite de toute la Méditerranée. Des quartiers du centre-ville comme Noailles, Belsunce et le Panier, qu'ont occupés beaucoup de ces nouveaux entrants à leur arrivée quelle que soit l'époque, sont restés multiculturels par essence, avec leurs magasins et restaurants italiens, corses, algériens, marocains, tunisiens, libanais, etc.
Pour beaucoup d'observateurs, les rapports entre les communautés sont moins conflictuels à Marseille que dans le reste de la France,,. Selon l'historien Yvan Gastaut, « malgré les spécificités socioculturelles de chacune et l’attachement puissant de certaines de ces communautés à leurs traditions, la ville a toujours su absorber les nouveaux arrivants sans heurts, en faisant montre d’une grande tolérance, notamment en ce qui concerne la pratique des cultes », même si « les minorités intégrées sont restées fortement structurées autour de leurs références successives. »

### Sports et loisirs
Marseille possède 200 000 licenciés ainsi que quelques clubs d'envergure internationale.

#### Principaux clubs et personnalités sportifs

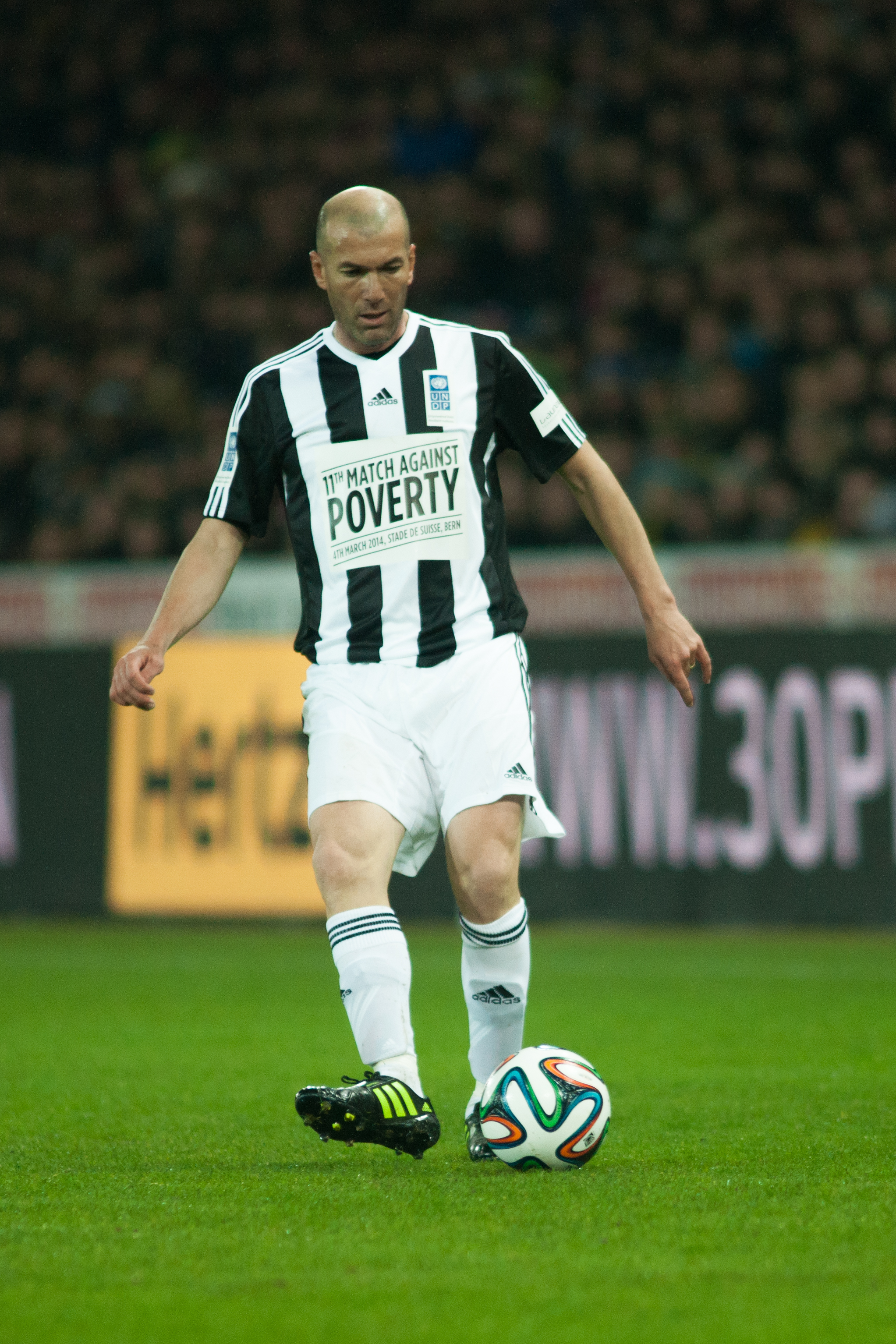
Zinédine Zidane, footballeur né à Marseille.

L'Olympique de Marseille évolue en Ligue 1 et possède l'un des palmarès les plus importants du football français : 9 Championnats de France, 10 Coupe de France de football et une Ligue des Champions acquise en 1993. Le club a vu évoluer des joueurs emblématiques comme Josip Skoblar, Roger Magnusson, Marius Trésor, Abedi Pelé, Didier Deschamps, Chris Waddle, Basile Boli, Jean-Pierre Papin, Didier Drogba, Mamadou Niang, Fabien Barthez ou encore Franck Ribéry.
Zinédine Zidane, considéré comme l'un des plus grands[Par qui ?] joueurs de tous les temps, a grandi à La Castellane, un quartier du nord de Marseille. Éric Cantona, autant connu pour ses qualités de footballeur que pour ses frasques extra-sportives, est désigné comme étant l'un des meilleurs joueurs ayant évolué à Manchester United et dans le championnat anglais.
Le Cercle des nageurs de Marseille (C.N.M.), principal club de natation de la ville, détient également un palmarès important et a accueilli Camille Lacourt, Florent Manaudou, Frédérick Bousquet, Fabien Gilot. Il est la place forte actuelle du water-polo masculin français avec un 37e titre de Champion de France conquis en 2017.
Une partie des matches du club Fos Provence Basket se joue au Palais des sports de Marseille.
Parmi d'autres personnalités sportives réputées figurent Jean Bouin, Samir Nasri, Rolland Courbis, Mathieu Flamini, Frank Lebœuf, Jean-Luc Ettori ou Sébastien Grosjean.
| Nom                                        | Sport              | Division actuelle                                                                     | Stade/Salle                            | Fondation | Palmarès                                                                     |
| ------------------------------------------ | ------------------ | ------------------------------------------------------------------------------------- | -------------------------------------- | --------- | ---------------------------------------------------------------------------- |
| Olympique de Marseille                     | Football           | Ligue 1                                                                               | Stade Vélodrome                        | 1899      | 9 Championnats, 10 Coupes de France, 1 Ligue des champions (1993)            |
| ASPTT Marseille                            | Omnisport          |                                                                                       | Complexe sportif René Magnac           | 1907      |                                                                              |
| USM Endoume Catalans                       | Football           | National 2                                                                            | Stade Lebert                           | 1925      |                                                                              |
| Cercle des nageurs de Marseille            | Natation           | Jeux olympiques, Championnats du monde de natation, Championnats d'Europe de natation | Piscine Jean Alezard                   | 1921      | 12 championnats de France interclubs, 2 médailles d'or olympique             |
| Cercle des nageurs de Marseille            | Water-polo         | Division 1                                                                            | Piscine Jean Alezard                   | 1921      | 37 Championnats                                                              |
| Marseille Beach Team                       | Football de plage  | National Beach Soccer                                                                 |                                        | 2012      | 1 Championnat                                                                |
| Marseille Beach Team                       | Football de plage  | National Beach Soccer                                                                 |                                        | 2010      | 2 Championnats                                                               |
| Marseille XII beach-soccer                 | Football de plage  | National Beach Soccer                                                                 |                                        | 2010      | 1 Championnat                                                                |
| Stade Marseillais Université Club          | Omnisport          |                                                                                       | Stade Jean Bouin                       | 1923      | 15                                                                           |
| Marseille XIII Avenir                      | Rugby à XIII       | Nationale 1                                                                           | Stade Roger Couderc                    | 1946      | 1 Championnat (1949), 5 Coupes                                               |
| Provence Rugby                             | Rugby à XV         | Pro D2                                                                                | Stade Maurice David (Aix)              | 1970      |                                                                              |
| Marseille Hockey Club                      | Hockey sur glace   | Ligue Magnus                                                                          | Palais omnisports Marseille Grand Est  | 2012      |                                                                              |
| Blue-Stars de Marseille                    | Football américain | Casque de Diamant (D1)                                                                | Stade Saint Jérôme Stade Pierre-Delort | 1994      |                                                                              |
| AMSCAS                                     | Rollersoccer       |                                                                                       |                                        | 2006      | 6 Coupes du monde des clubs                                                  |
| Olympique de Marseille Vitrolles (disparu) | Handball           |                                                                                       |                                        | 1991-1996 | 1 Coupe d'Europe des vainqueurs de Coupe, 2 Championnats, 2 Coupes de France |

#### Événements sportifs
L'Open 13 est un tournoi de tennis masculin de l'ATP World Tour. Le tournoi accueille 32 participants : 25 entrants directs, 4 joueurs issus des qualifications et 3 joueurs bénéficiant d'une wild card.
La ville accueille chaque année la course Marseille-Cassis depuis 1979. Il réunit chaque année 15 000 coureurs.
Le Mondial la Marseillaise à pétanque est une compétition bouliste annuelle organisée par le journal La Marseillaise. Ce concours de pétanque, créé en 1962 par Paul Ricard, se dispute chaque année sur 5 jours, à partir du premier week-end de juillet. Le tournoi est, hors compétitions officielles, le tournoi le plus prestigieux au niveau mondial.
Par ailleurs, la ville accueille également les World Series 13 de beach-volley, le triathlon international de Marseille, a accueilli le Tour de France cycliste 12 fois depuis 1947, accueille chaque année le Tour de France à la voile, la Sosh Freestyle Cup avec une des deux étapes européennes de la Coupe du monde de skateboard AIS, et enfin le Meeting d'athlétisme de Marseille.
La ville a été promue capitale européenne du sport 2017 et est incluse dans le dispositif de la candidature de Paris pour l'organisation des Jeux olympiques d'été de 2024 pour les épreuves de voile et certains matchs de football.

### Médias

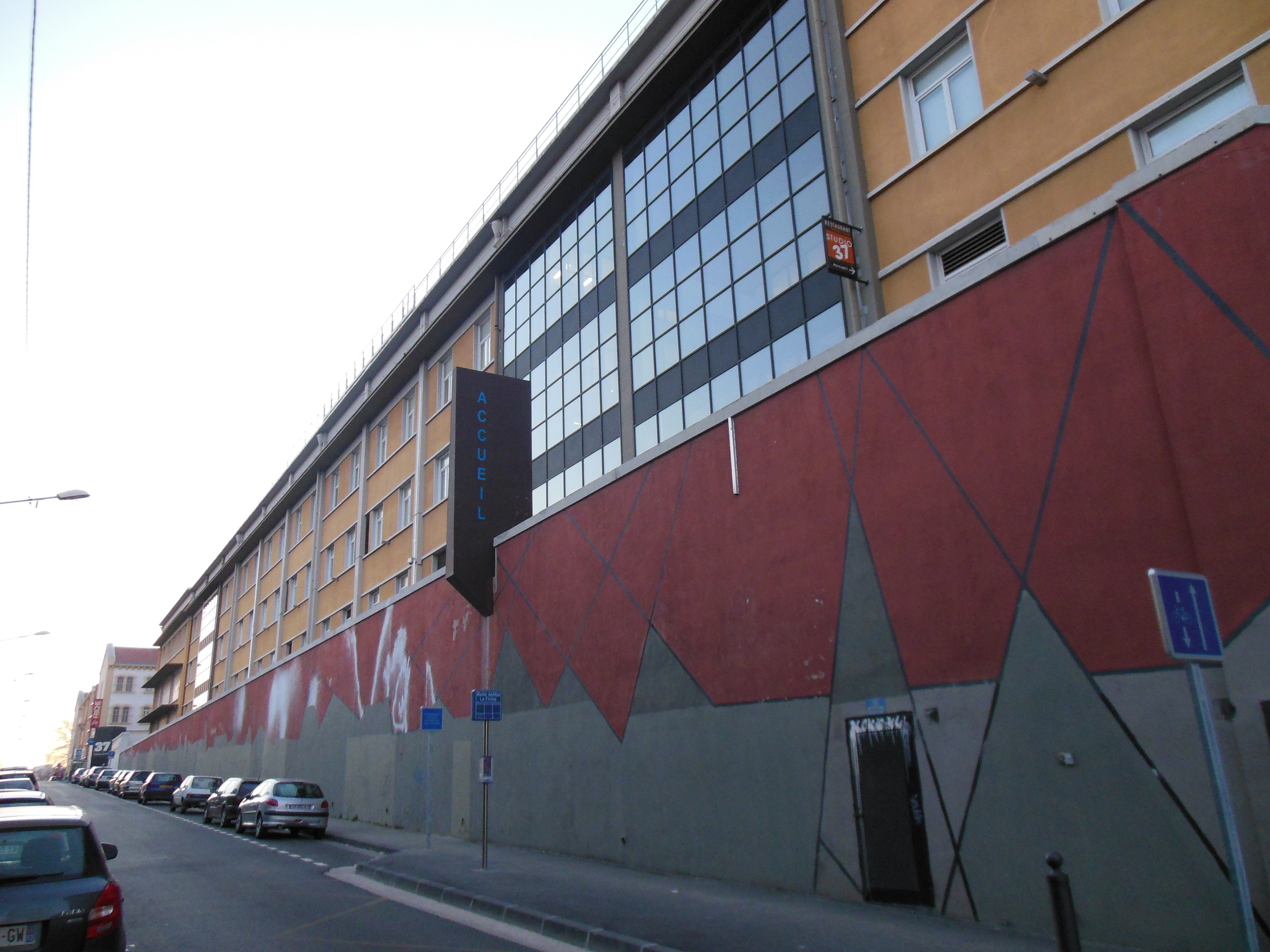
Le Pôle média de la Belle de Mai, lieu voué aux métiers des médias.

Marseille abrite les sièges de France 3 Provence-Alpes et de BFM Marseille Provence, la télévision locale d'informations.
France Bleu Provence, la radio régionale de Radio France, est la 3e radio en nombre d'auditeurs et la 2e en part d'audience, avec 98 100 auditeurs à Marseille (9,9 % d'audience cumulée et 10,2 % de part d'audience). Parmi les radios locales on compte Radio Grenouille, RCF Dialogue ou Radio Star.
Le principal quotidien régional diffusé à Marseille est La Provence, propriété depuis 2022 du groupe CMA CGM. La ville compte de nombreux journaux et sites d'information locale : La Marseillaise (fondé en 1943 par le Parti communiste), Le Ravi (journal satirique), CQFD, Marsactu (journal en ligne), Le Méridional (journal en ligne).
Le Pôle média de la Belle de Mai est un lieu consacré aux activités de l’image, du son et du multimédia.

### Cultes

#### Christianisme

##### Généralités

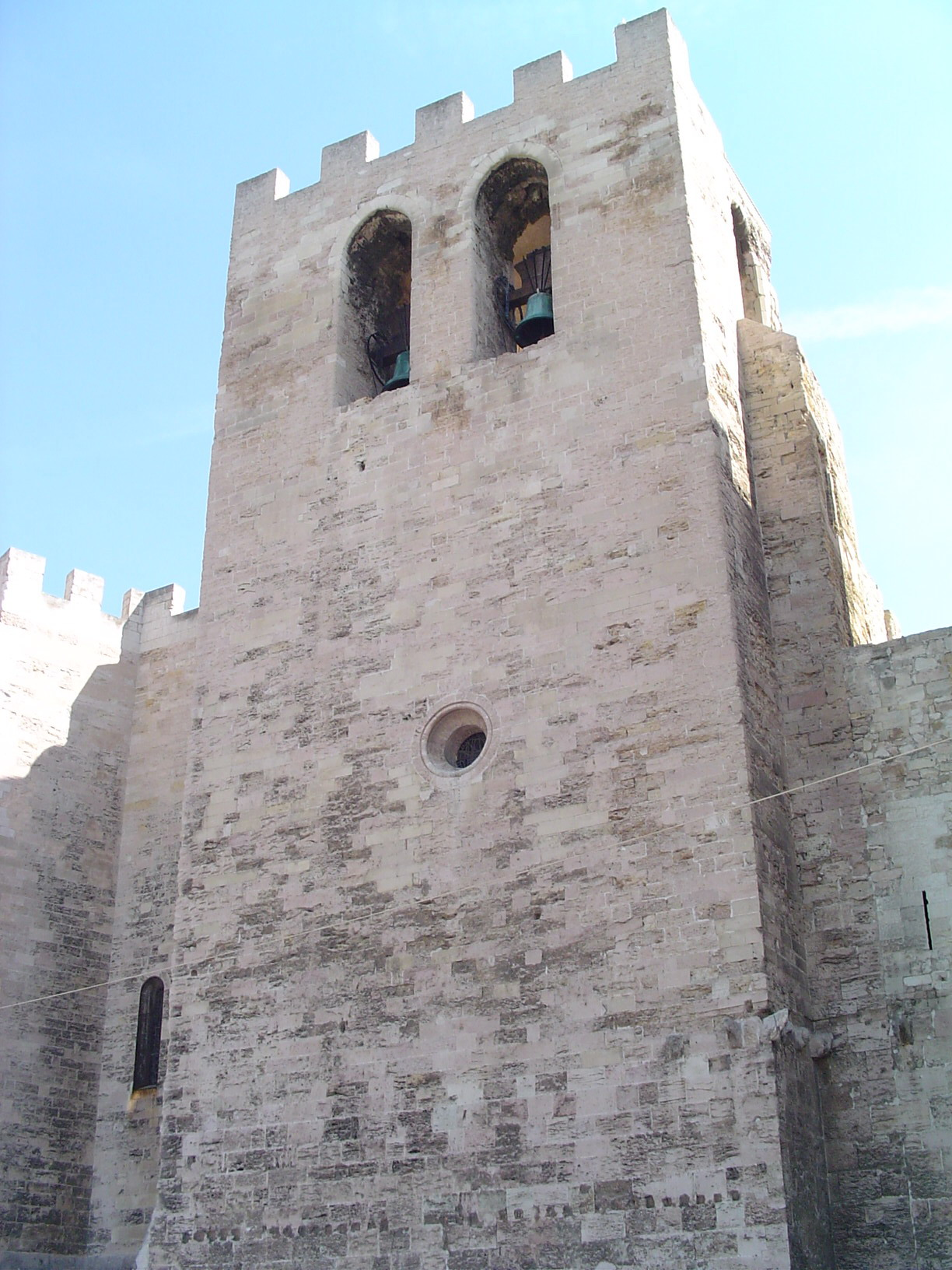
L'abbaye Saint-Victor, haut lieu du christianisme depuis 1500 ans.

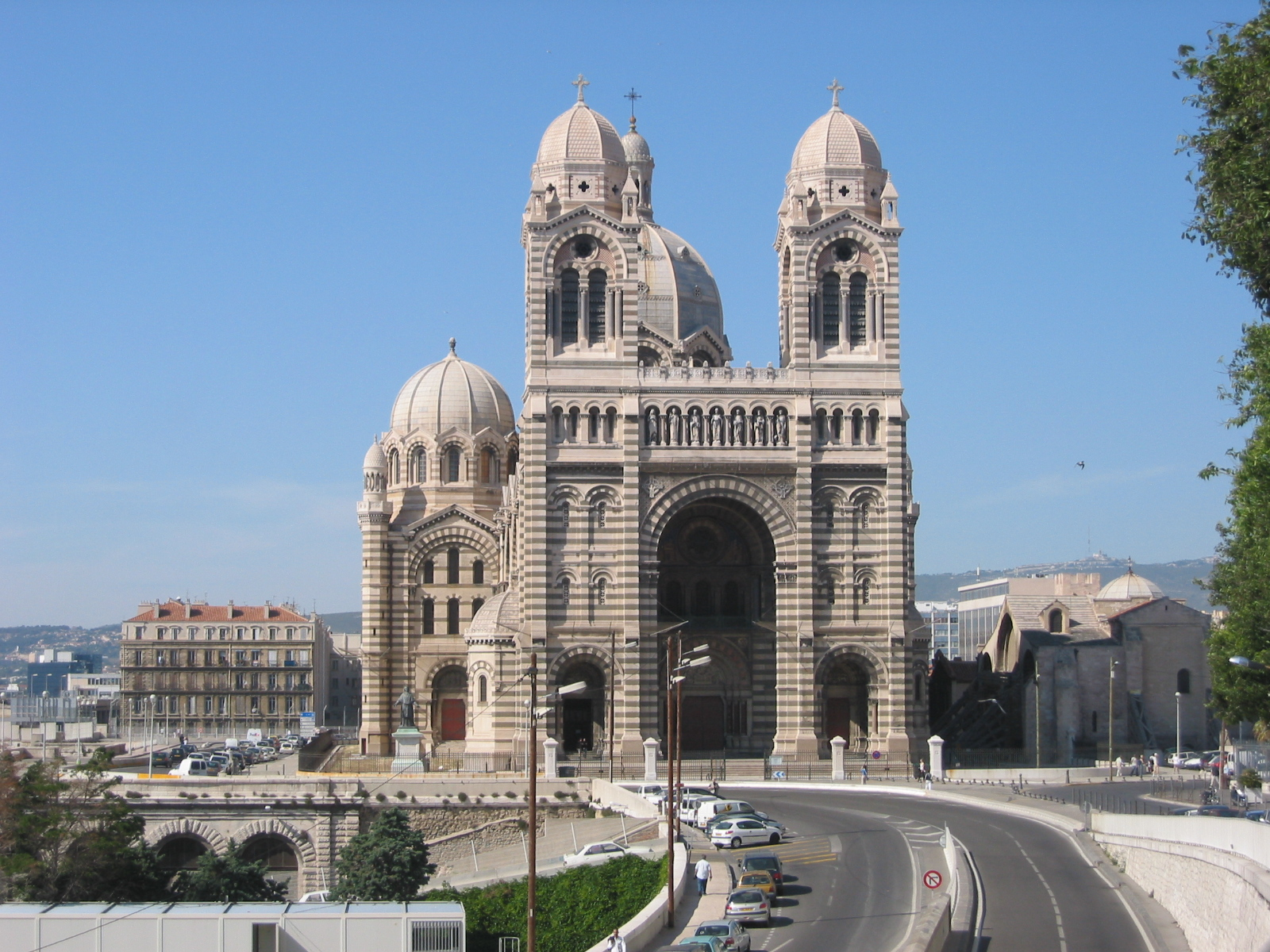
La cathédrale Sainte-Marie-Majeure de Marseille, inaugurée en 1895.

Le christianisme est introduit dans la ville au Ier siècle par des chrétiens d'Orient. Parmi les convertis se trouve Victor de Marseille, un officier romain tué pour sa foi et enterré sur une colline où sa sépulture sera plus tard transformée en un lieu de culte par Jean Cassien : l'abbaye Saint-Victor. C'est le plus ancien sanctuaire catholique de France et Saint-Victor devient rapidement l'emblème du christianisme marseillais. Haut lieu du catholicisme en Provence depuis 1 500 ans, elle est jusqu'au Moyen Âge la plus importante nécropole chrétienne d'Europe. À la fin de l'Antiquité, Marseille possède un certain rayonnement spirituel dans le monde chrétien : elle est reconnue comme une ville de moines et on vient s'y installer pour sa pieté.
La cité a connu plusieurs cathédrales catholiques qui se sont succédé dont la Vieille Major ainsi que la dernière en date : Sainte-Marie-Majeure. Depuis le XIXe siècle, à la suite des vagues d'immigrations successives, Marseille a vu s'ériger de nouvelles paroisses catholiques dites de « chrétiens orientaux » dont Saint-Nicolas-de-Myre en 1821 mais aussi, beaucoup plus récemment, celle des catholiques ukrainiens, en 2018, en la chapelle Saint-Jean-du-Désert par le Père Mykola Hryvnak.

##### Église arménienne
Marseille est un des trois diocèses français de l'Église apostolique arménienne. Le culte arménien possède la cathédrale des Saints-Traducteurs de Marseille ainsi que sept églises. À l'église Saint-Cannat, la liturgie est célébrée par l'Église orthodoxe roumaine. L'église de la Dormition-de-la-Mère-de-Dieu de Marseille, église orthodoxe grecque construite en 1845, contient une collection remarquable de près de quarante icônes datant du XVIIIe siècle au XXe siècle.

##### Orthodoxie
Différentes églises orthodoxes émaillent le territoire marseillais dont l'église de la Dormition-de-la-Mère-de-Dieu et Saint-Irénée qui dépendent de la Métropole orthodoxe grecque de France mais aussi Saint-Hermogène relevant, elle, du Patriarcat de Moscou.

##### Protestantisme

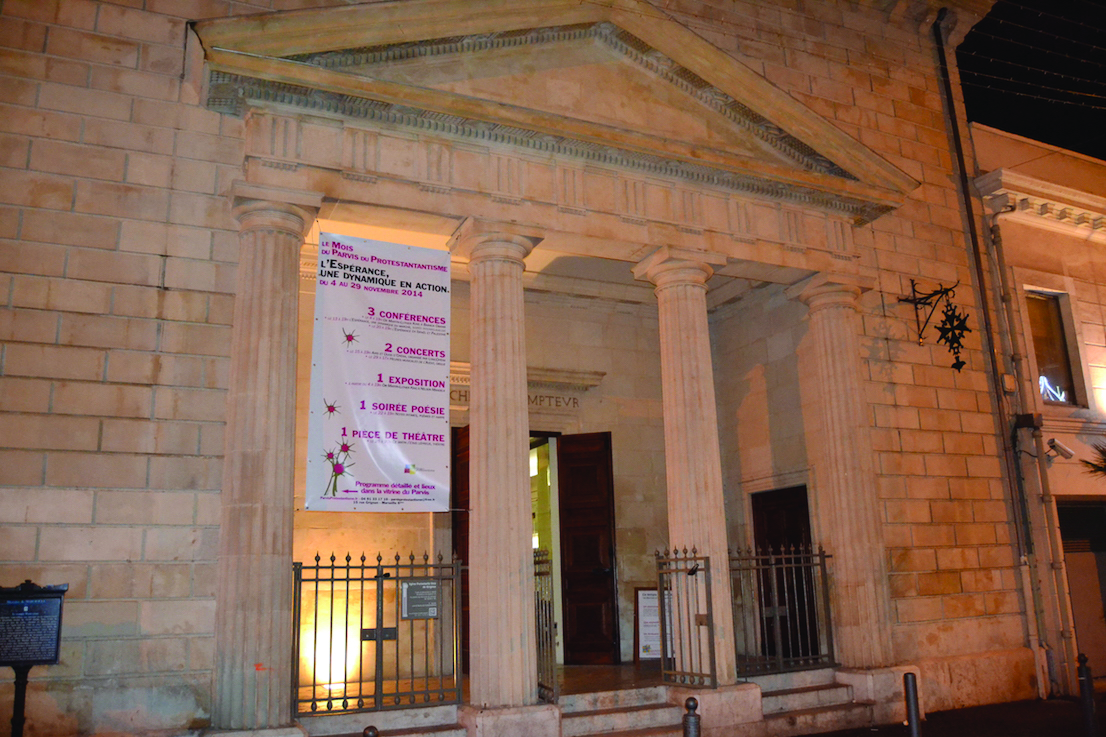
Le temple protestant de Grignan, inauguré en 1825.

Marseille compte près de cinquante églises issues du protestantisme. Quatre paroisses sont membres de l'Église protestante unie de France (luthéro-réformée). Le temple Grignan, inauguré en 1825, est le premier lieu de culte protestant construit à Marseille.
Trente-six églises évangéliques ou protestantes-évangéliques sont répertoriées dans l'Annuaire évangélique 2017-2018). La plupart sont membres des fédérations représentatives nationales de la Fédération protestante de France (FPF) ou du Conseil national des évangéliques de France -CNEF). Par ailleurs, un certain nombre de groupes et d'associations protestants-évangéliques issus de l'immigration sont également implantés et actifs quoique non rattachés aux fédérations nationales.

#### Islam
Du fait du commerce de la ville avec le Levant et l'Afrique du Nord, les contacts avec l'islam sont très anciens à Marseille : on rapporte par exemple la présence d'un « cimetière des Turcs » dès le XVIIIe siècle mais l'Égyptien Rifa'a al-Tahtawi indique en 1826 que « dans cette ville vivent beaucoup de chrétiens égyptiens et syriens qui ont quitté l'Égypte en même temps que les Français. Mais il est tout de même assez difficile d'y retrouver des musulmans. » et la population musulmane à Marseille reste assez faible jusqu'à la fin du XIXe siècle.
La majeure partie des musulmans de Marseille est issue des vagues migratoires des années 1960 et 1970 venues du Maghreb, puis du Liban et des Comores. Selon une étude réalisée en 2011, « au regard de toutes les autres grandes villes françaises, Marseille se distingue par l'importance de sa population ayant un lien avec l'islam. » Selon différentes études et estimations, les musulmans représenteraient entre 20 et 40 % des habitants de la ville,. Les musulmans marseillais semblent faire face à de « grandes iniquités en matière d'éducation, d'emploi et de logement, » par rapport au reste de la population.
La ville compte une demi-douzaine de mosquées et une soixantaine de salles de prière. Le projet de construction d'une grande mosquée est récurrent depuis plusieurs décennies à Marseille. Dès 1937, Gaston Castel dessine les plans d'un centre islamique. En 2006, le conseil municipal autorise la construction d'une Grande mosquée dans le quartier Saint-Louis. Cependant le projet est toujours suspendu aujourd'hui faute de finances transparentes. Les restes considérés comme ceux de la mosquée de l'arsenal des galères sont en fait issus d'un édifice orientalisant, construit au XIXe siècle près d'une villa détruite dans les années 1920.

#### Judaïsme

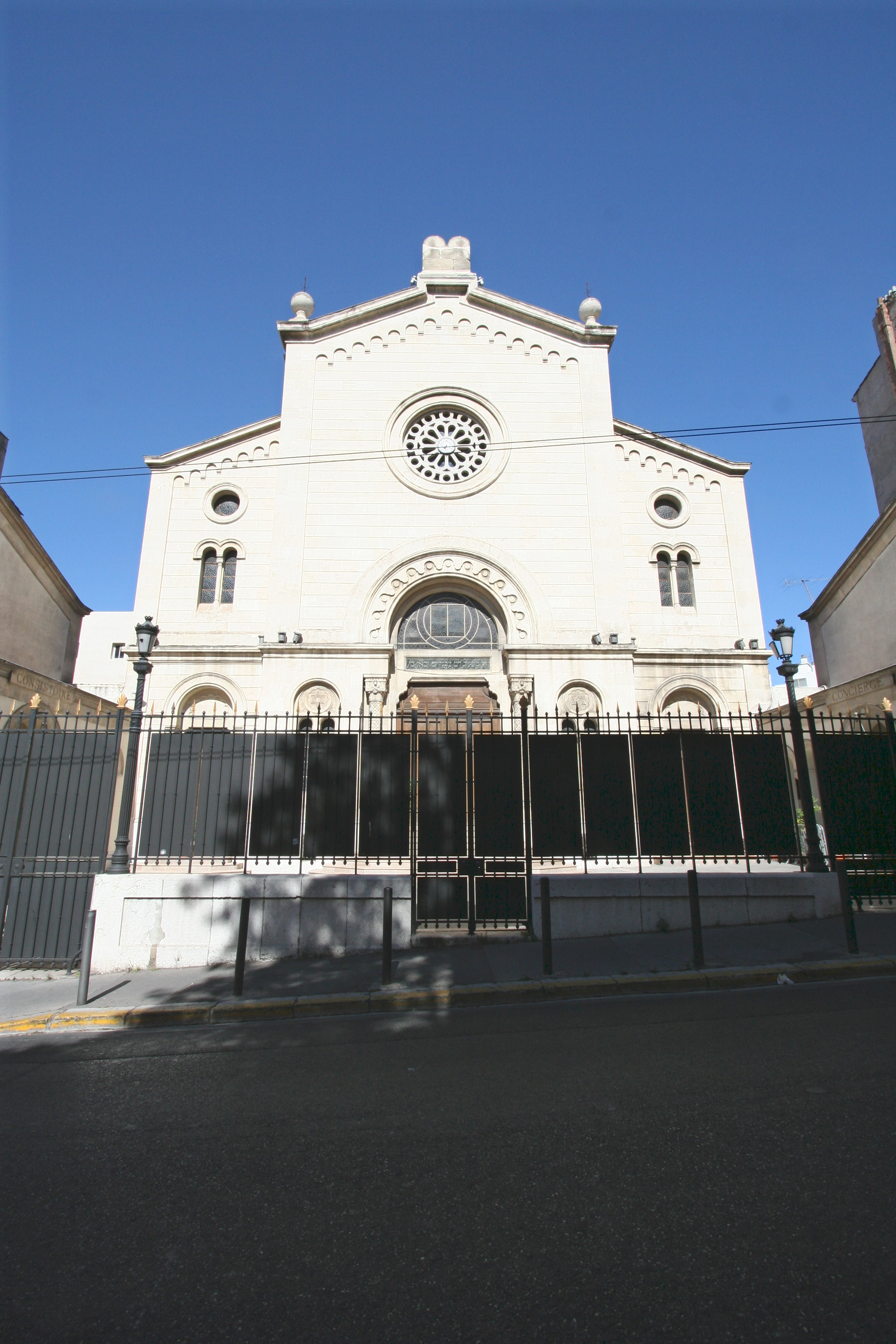
La Grande synagogue de Marseille, inaugurée en 1865.

La présence des Juifs à Marseille est très ancienne. Elle est attestée dès le VIe siècle et Grégoire de Tours rapporte que le juif Priscus, serviteur du roi Chilpéric Ier, maria son fils à une juive de la ville. Selon Augustin Fabre, Marseille fut longtemps l'une des villes les plus propices pour les Israélites, grâce au « contact de tant d'hommes d'origines, de mœurs et de croyances diverses, sans cesse rapprochés par les relations du commerce. »
Les juifs de Marseille avaient au XIIIe siècle les mêmes droits que les chrétiens et les statuts municipaux de la ville arrêtés en 1236 décrètent que tous les habitants de la ville avaient les mêmes franchises, peu importe leur confession. En 1257, les juifs sont même qualifiés de citoyens de Marseille.
À partir de 1498 cependant, la population juive à Marseille diminua sensiblement lorsque Louis XII expulsa les juifs de France. Ils furent à nouveau tolérés plus tard et peu d'années avant la révolution de 1789, on leur permit d'avoir un temple rue du Pont.
En janvier 1943, durant la rafle de Marseille, les Allemands s'emparent de 4 000 juifs près du Vieux-Port avant de faire expulser puis détruire une partie du centre historique. À la suite de la décolonisation des pays du Maghreb dans les années 1950 et 1960, de nombreux juifs séfarades s'installent dans la ville et font grossir la population israélite de la ville avant d'y devenir majoritaires.
Aujourd'hui[Quand ?], il y a 39 synagogues à Marseille, dont la Grande synagogue située rue Breteuil, construite en 1864.
Selon le Haut Commissariat des Nations unies pour les réfugiés, la ville abriterait la deuxième population israélite de France avec 80 000 juifs, soit plus de 9 % de la population,. Cela représenterait la troisième communauté juive d'Europe, après celles de Paris et de Londres.

#### Autres cultes
Il existe à Marseille une pagode bouddhiste dans le 15e arrondissement et une autre dans le 11e. La ville compte également un temple appartenant au culte antoiniste, situé 32 traverse de Tiboulen et qui est en fonction depuis le 18 octobre 1959.

## Économie
Entre 2000 et 2012, l'aire urbaine de Marseille a enregistré la deuxième plus forte croissance d'emploi des métropoles européennes de l'OCDE avec +2,1 % par an. La métropole d'Aix-Marseille est selon l'OCDE la 40e ville la plus innovante au monde sur 445.
Entre 2000 et 2012, le chômage est passé de 14,3 à 10,1 % dans l'aire urbaine, mais celui-ci reste toutefois 2 points plus élevé qu'en France, et la ville connait un déficit d'emplois estimé à 62 000 par rapport à la moyenne des métropoles françaises comparables. Les inégalités économiques sont encore  marquées, avec un taux de chômage des jeunes atteignant 50 % dans certains quartiers où plus d’un tiers de la population n’a pas de diplôme.

### Échanges portuaires

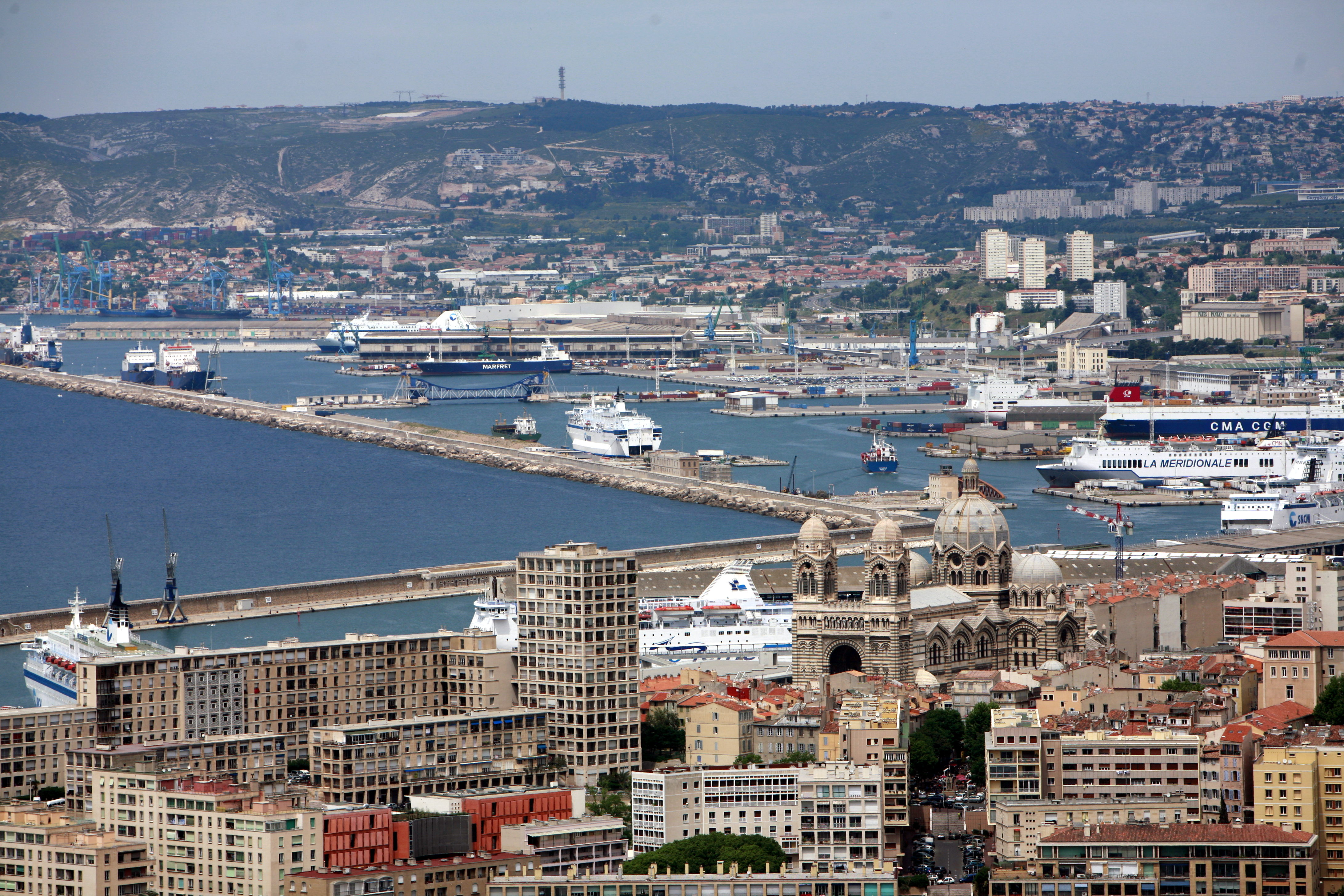
Le port industriel de Marseille vu de la Notre-Dame-de-la-Garde.

Marseille a de tout temps été une ville tournée vers la mer et le port a joué et joue encore un rôle de premier plan dans l'économie de la ville.
Au XIXe siècle, la ville est dans une situation clef pour les échanges entre la France et ses colonies : elle est au carrefour des routes commerciales qui relient l'Europe à l'Afrique, au Moyen-Orient mais aussi à l'Asie à partir de l'ouverture du canal de Suez en 1869. Le trafic portuaire explose alors, passant de 600 000 tonneaux exportés en 1820 à plus de 7 millions en 1900. L'extension des activités portuaires, jusqu'alors concentrées dans l'actuel Vieux-Port, est alors nécessaire pour faire face à ce flux grandissant de marchandise : durant le Second Empire, de nouveaux bassins agrémentés de quais sont créés à la Joliette, au Lazaret ou à Arenc.
Le port est de nouveau agrandi au XXe siècle, mais vers l'ouest, à l'extérieur de la ville. En 2013, le Grand port maritime de Marseille, qui s'étend de Marseille à Fos-sur-Mer, traite 85 millions de tonnes de marchandises, principalement des hydrocarbures (60 % des trafics). Il s'agit ainsi du premier port français, du deuxième en Méditerranée derrière Algésiras et du cinquième en Europe. La croissance du trafic de conteneurs depuis 1990 a été très faible comparativement aux principaux concurrents méditerranéens, la part de marché du port de Marseille passant de 18,6 % en 1989 à 5,5 % en 2006,, même si depuis 2012 le trafic est en forte augmentation (+15 % de 2011 à 2013) grâce notamment à la mise en service de nouveaux terminaux.
La situation privilégiée du port en bordure de la Méditerranée permettant l'arrivée de nombreux câbles sous marins fait également de Marseille l'un des 10 principaux hubs de connexion au réseau internet mondial avec une des plus fortes croissances mondiales sur ce secteur,,.

### Industries
Entre le XVIIe et le XXe siècle, Marseille était une importante ville industrielle, produisant notamment du savon, des tuiles et de la céramique, des produits alimentaires (huiles ou pâtes), de la construction navale.
Toutefois, la décolonisation et la crise de l'industrie française ont grandement affecté le secteur industriel de Marseille. En mars 2009, la fermeture de l'Union Naval Marseille affecte la filière de la réparation navale à Marseille, qui employait encore plus de 6 000 personnes il y a trente ans. En septembre 2016, la réouverture de la forme 10, plus vaste forme de réparation navale de la Méditerranée, sur le port ambitionne de redynamiser ce secteur qui emploie à cette date environ 750 personnes[source insuffisante].
Marseille compte deux sites classés Seveso.
Si une bonne partie de l'industrie lourde liée au port a été délocalisées autour de Fos-sur-Mer lors de l'extension du Grand Port Maritime, la ville continue d'accueillir néanmoins quelques sites de production (savonneries, tuileries, Pernod-Ricard, Haribo, Heineken), majoritairement dans les quartiers nord de la commune.

### Zones commerciales et touristiques
Le Centre Bourse, ainsi que la rue Saint-Ferréol, la rue de la République, la rue de Rome et le bas de la rue Paradis constituent le cœur commercial de Marseille avec des boutiques de vêtements, chaussures et mode pour l'essentiel. Marseille compte trois centres commerciaux importants à La Valentine, Grand Littoral, La Joliette ; plusieurs autres sont en travaux à La Capelette et au Prado destinés à permettre à la ville de capter la consommation qui se fait jusqu'alors sur les territoires alentour. Depuis 2012, les commerces du centre-ville sont autorisés à ouvrir le dimanche. Cette autorisation n'a pas donné lieu à des ouvertures systématiques, les commerces de la rue Saint-Ferréol sont fermés le dimanche.
Le Vieux-Port, le cours Julien et les alentours des plages du Prado concentrent de nombreux restaurants.
Marseille est l'une des villes de France où le tourisme et la programmation de congrès professionnels ont tendance à augmenter fortement depuis une dizaine d'années : environ cinq millions de visiteurs s'y sont rendus en 2013, contre 2,8 millions en 1996, notamment grâce à la Capitale européenne de la culture. Marseille est par ailleurs la deuxième ville de congrès en France et la 74e au niveau mondial.
Au cours de l'été 2020, le tourisme des Français s'y est développé en raison de l'épidémie de Covid-19 et le parc national des Calanques a lancé dans une cure de « démarketing », consistant à encourager les visiteurs à « aller voir d'autres espaces naturels proches ».
Alors qu'un adjoint au maire au "tourisme durable" a été nommé après la prise de la mairie par une alliance de la gauche et des écologistes, la municipalité a eu un "désaccord profond" avec l'Office du tourisme de la métropole au sujet de la "surfréquentation" touristique, objet d'un projet, baptisé "L'Eté marseillais", destiné à gérer l'afflux saisonnier.
Marseille est récemment devenu l'un des dix premiers ports de croisière au monde, avec 1,45 million de croisiéristes accueillis en 2015, en hausse de 10,7 %. La ville a ainsi doublé son trafic en cinq ans mais reste toutefois encore loin de Barcelone (2,5 millions de passagers), Rome (2,27 millions) et des ports des Baléares (1,99 million).

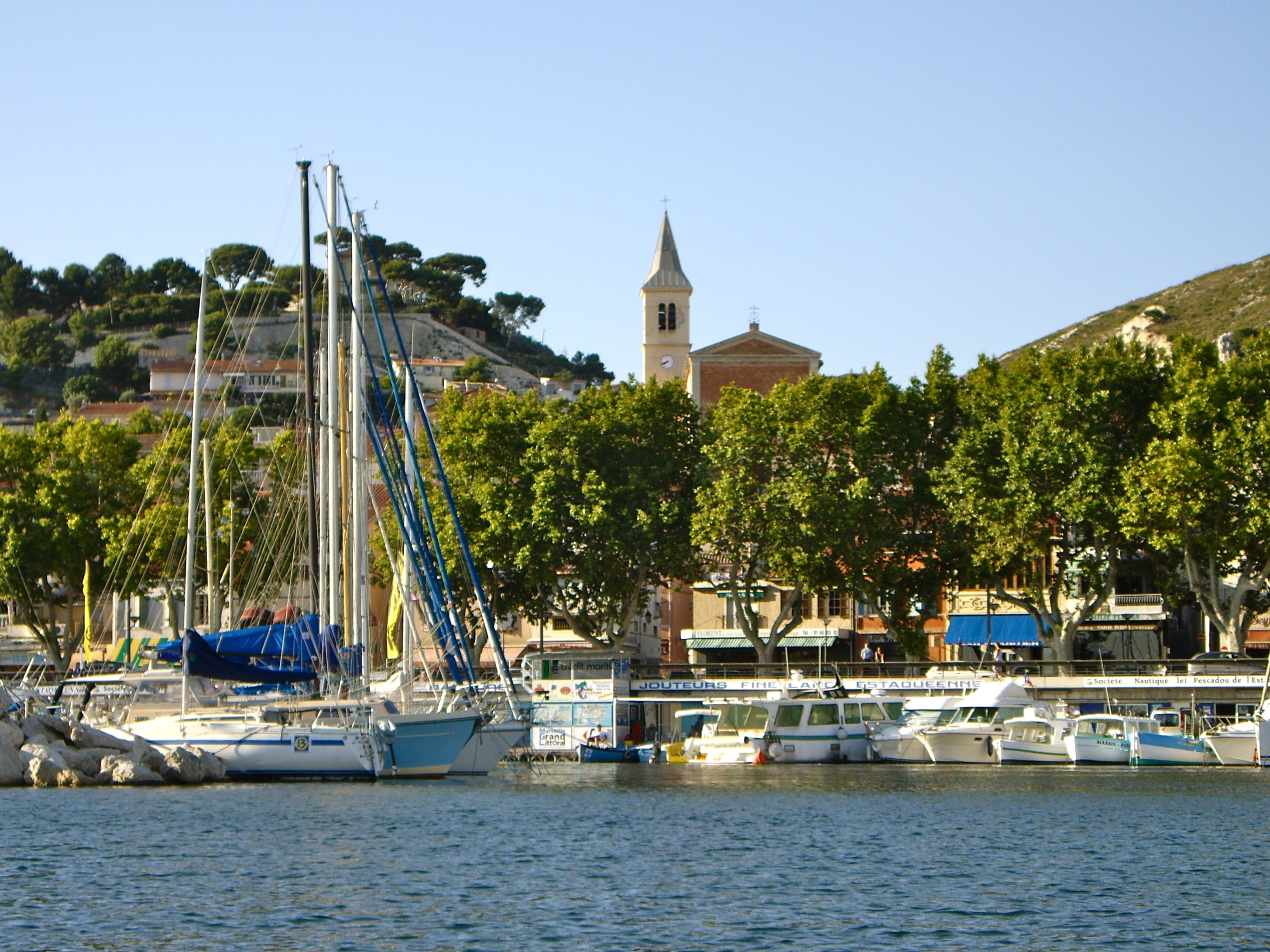
Le port de l'Estaque.

Marseille est aussi parmi les trois premiers complexes de plaisance d'Europe et compte quatre ports de plaisance importants :
- le Vieux-Port (3 200 places à quai avec 6 mètres de tirant d'eau) ;
- la Pointe-Rouge (1 200 places à quai avec un tirant d'eau de 4 à 6 mètres) ;
- Le Frioul (650 places à quai dont 150 anneaux réservés aux plaisanciers de passage) ;
- l'Estaque (1 500 places dont 145 pour la plaisance).

### Pêche et agriculture
Marseille est un des principaux ports de pêche de la côte méditerranéenne française. Cependant, les pêcheurs se sont raréfiés ces dernières décennies. En effet, en 2012, pour tout le quartier maritime de Marseille, on ne comptait plus que 235 marins pour 138 navires pratiquant une pêche traditionnelle.

### Mode et textile
À partir du XVIe siècle, Marseille accueille les étoffes que les marchands persans et indiens importent en Europe. La ville développe alors sa propre industrie textile et des centaines d'ateliers et de manufactures fleurissent jusqu'au XVIIIe siècle. Des entrepreneurs français et étrangers investissent alors dans ce secteur, à l'image de l'industriel suisse Johann Rudolf Wetter dont la manufacture, créée à Marseille en 1744 et spécialisée dans les étoffes indiennes, comptait parmi les plus importantes de France.
Au début du XXe siècle, les immigrants arméniens installent des petits ateliers artisanaux dans le quartier de Saint-Jérôme dont un nombre important subsistent aujourd'hui[Quand ?] et se muent parfois en succès commercial, comme les marques Karine Arabian ou K. Jacques Saint-Tropez. Dans les années 1970 et 1980, les entrepreneurs maghrébins, spécialisés dans l'importation de textile, s'installent dans le quartier de Belsunce. Laurent Emsellem, fils d'un négociant du quartier, est le fondateur de la marque Kaporal, qui possède en 2013, 50 boutiques.
Contrairement aux autres aires urbaines françaises qui connaissent des baisses importantes de leur activité textile, le secteur de l'habillement progresse à Marseille où il représente 400 entreprises pour 9 400 salariés en 2013. Depuis les années 1970, trois vagues successives de créateurs sont à l'origine de nombreuses marques à succès : Sun Valley, Parakian, Jezequel ou Sugar dans les années 1970-1980 ; Sessùn, Kulte, Kaporal, Le Temps des cerises ou American Vintage dans les années 1990-2000 ; Jayko, Zoé la fée ou Les Midinettes dans les années 2000-2010 ou encore JOTT.

### Recherche
La délégation Provence et Corse est le second pôle régional du CNRS après l’Île-de-France. Elle emploie près de 1 900 personnes dont 856 chercheurs auxquels il faut ajouter le personnel de l'université d'Aix-Marseille et des autres organismes de recherche tels que l'INSERM ou l'INRA.
Ville portuaire souvent confrontée aux épidémies, Marseille concentre depuis longtemps des compétences en matière de lutte contre les infections : la ville produit en 2015 le tiers des publications scientifiques françaises en infectiologie et se place dans le Top 5 des pôles de compétences mondiaux. En 2013 et 2014, 24 brevets avaient été déposés par des chercheurs marseillais, soit autant que de 1994 à 2013.
Inauguré en 2018, un « Infectiopôle » baptisé institut Méditerranée infection et dirigé par le Professeur Didier Raoult offre à Marseille et à la France l'un des lieux les mieux équipés dans le domaine de la recherche et du soin dans le domaine des maladies infectieuses au niveau européen voire mondial.

### Marché du travail

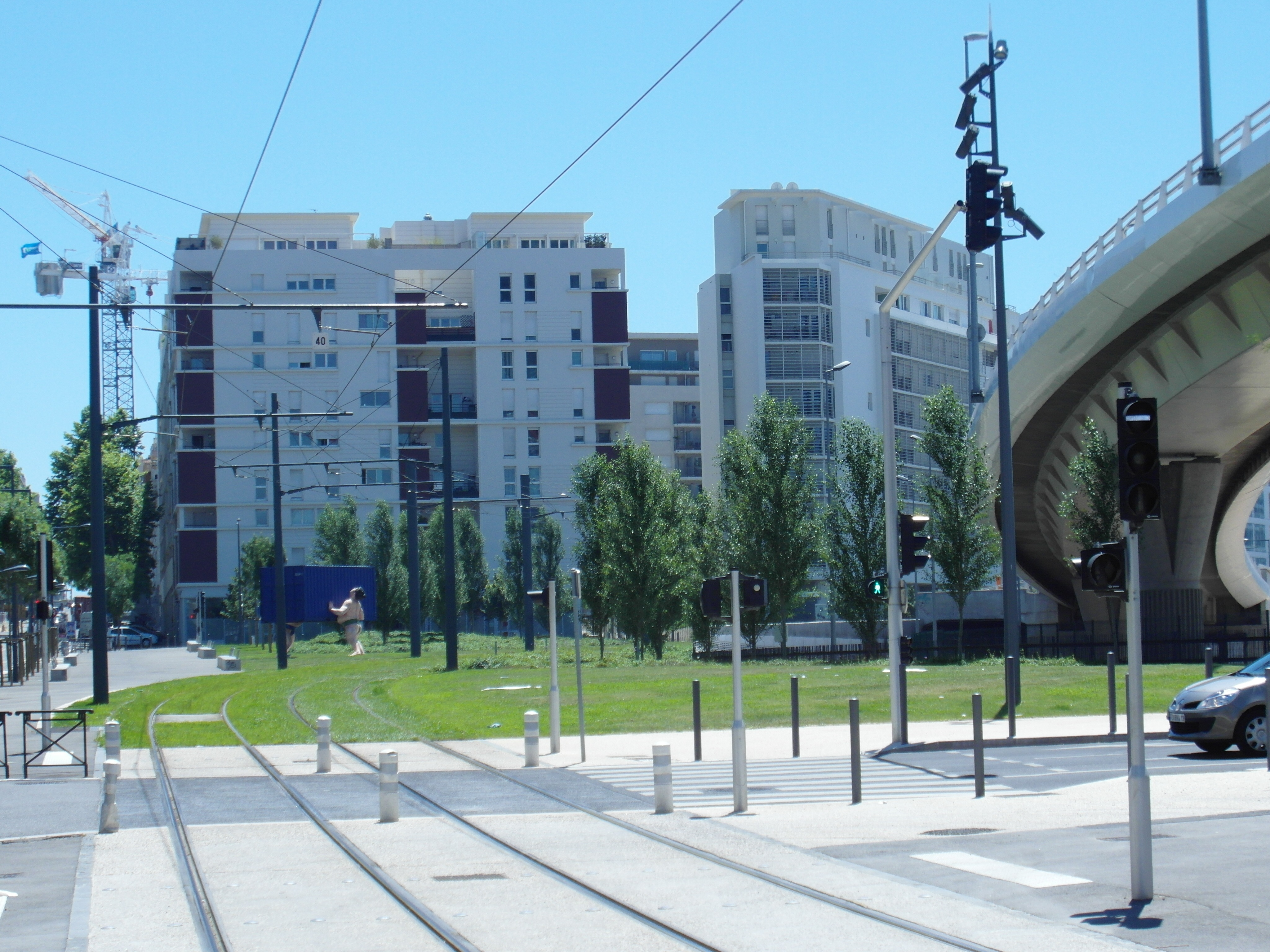
Le quartier d'affaires de la Joliette.

En 2008, sur les 300 831 Marseillais ayant un emploi, 257 794 travaillaient dans la commune, 36 929 dans une autre commune du département, 2 693 dans une autre commune de la région, 3 086 dans le reste de la France métropolitaine.
Parmi ceux qui détenaient un emploi à temps complet à Marseille en 2008, 75,7 % avaient un contrat à durée indéterminée (y compris les titulaires de la fonction publique), 9,4 % étaient en contrat à durée déterminée, 6,3 % travailleurs indépendants, 3,8 % étaient employeurs, 1,6 % étaient apprentis, 1,5 % étaient intérimaires, 1,1 % en autres contrats aidés, 0,5 % stagiaires rémunérés.
Le nombre d'emplois dans la commune est passé de 297 830 en 1999 à 338 530 emplois en 2008, dont 80 736 occupés par des travailleurs habitant hors de la commune.
Marseille est le siège de la Chambre de commerce et d'industrie Aix Marseille-Provence (membre de la Chambre de commerce et d'industrie de région Provence-Alpes-Côte d'Azur) qui ne gère plus l'aéroport Marseille-Provence à Marignane depuis la réforme qui a affecté les chambres et commerce et d'industrie en France.

## Culture locale et patrimoine

### Architecture et monuments remarquables

#### Préhistoire et Antiquité

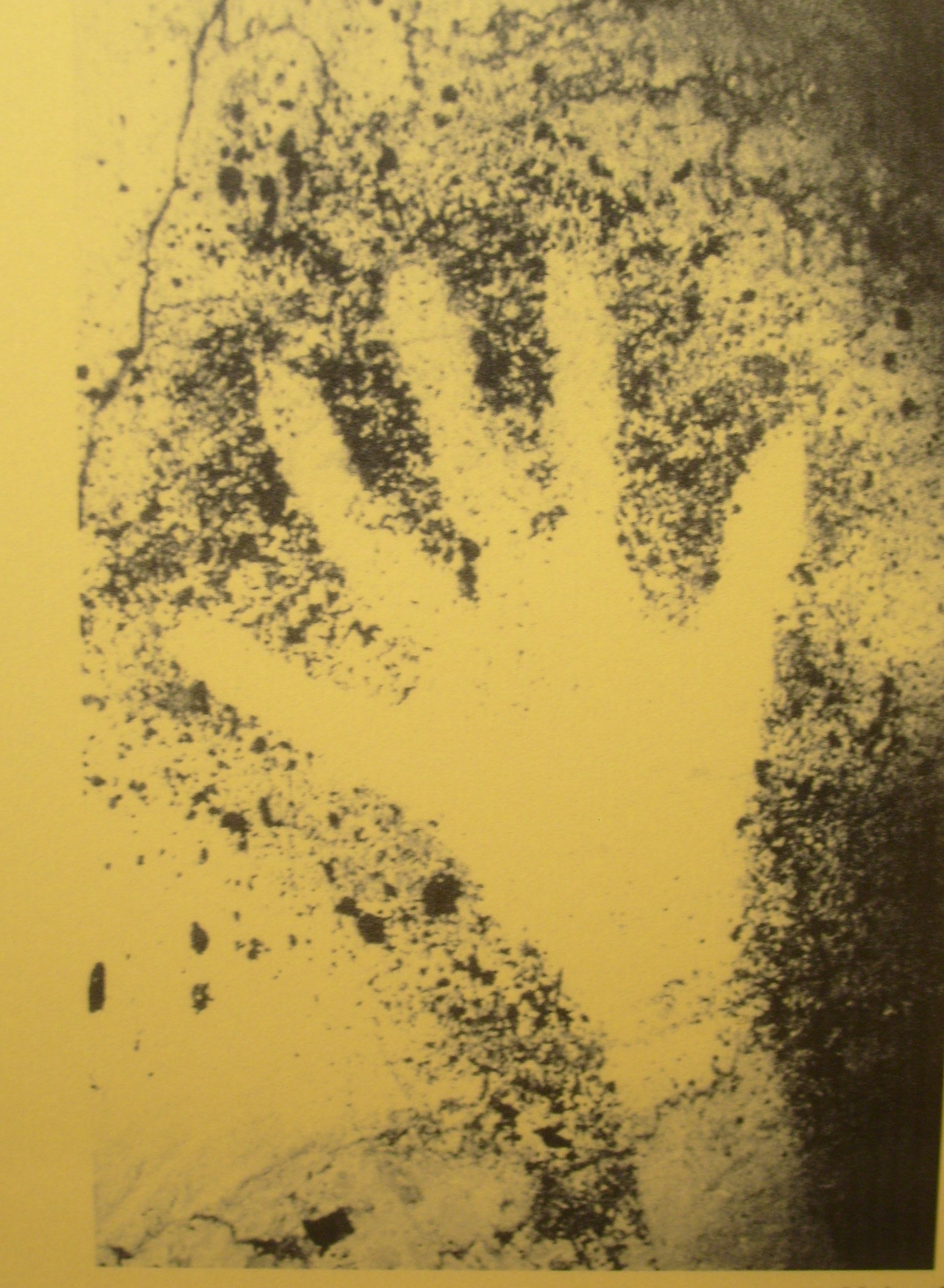
Peinture de main humaine dans la grotte Cosquer, datée de 27000 ans avant notre ère.

Située au sud de la ville, la grotte Cosquer, découverte en 1992, est une grotte ornée paléolithique, fréquentée entre 27000 et 19000 avant le présent, dont l'entrée située sous la mer rend l'accès difficile.
Peu de traces existent encore de la ville grecque ou romaine. Les plus visibles sont celles du port antique, situé au nord-est de l'actuel Vieux-Port, dans le Jardin des Vestiges au cœur du Musée d'histoire de Marseille. On peut y trouver des restes des fortifications grecques, de la tour de défense, de la voie dallée romaine, du bassin d'eau douce ou des terrasses funéraires.Un aménagement et une valorisation spécifique en 2020 permet de mieux comprendre le fonctionnement du port antique.

Vestiges antiques
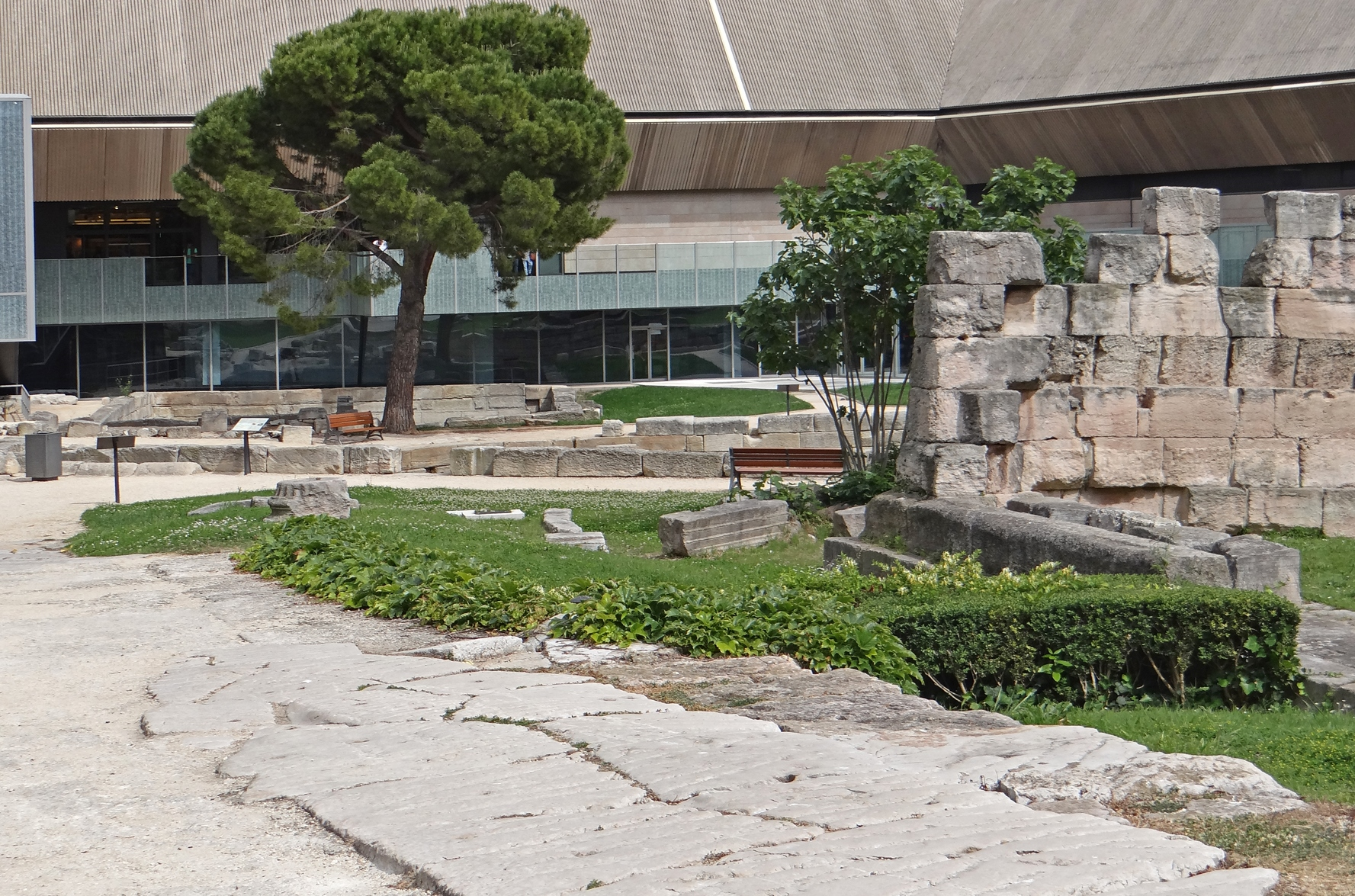
Jardin des vestiges antiques.
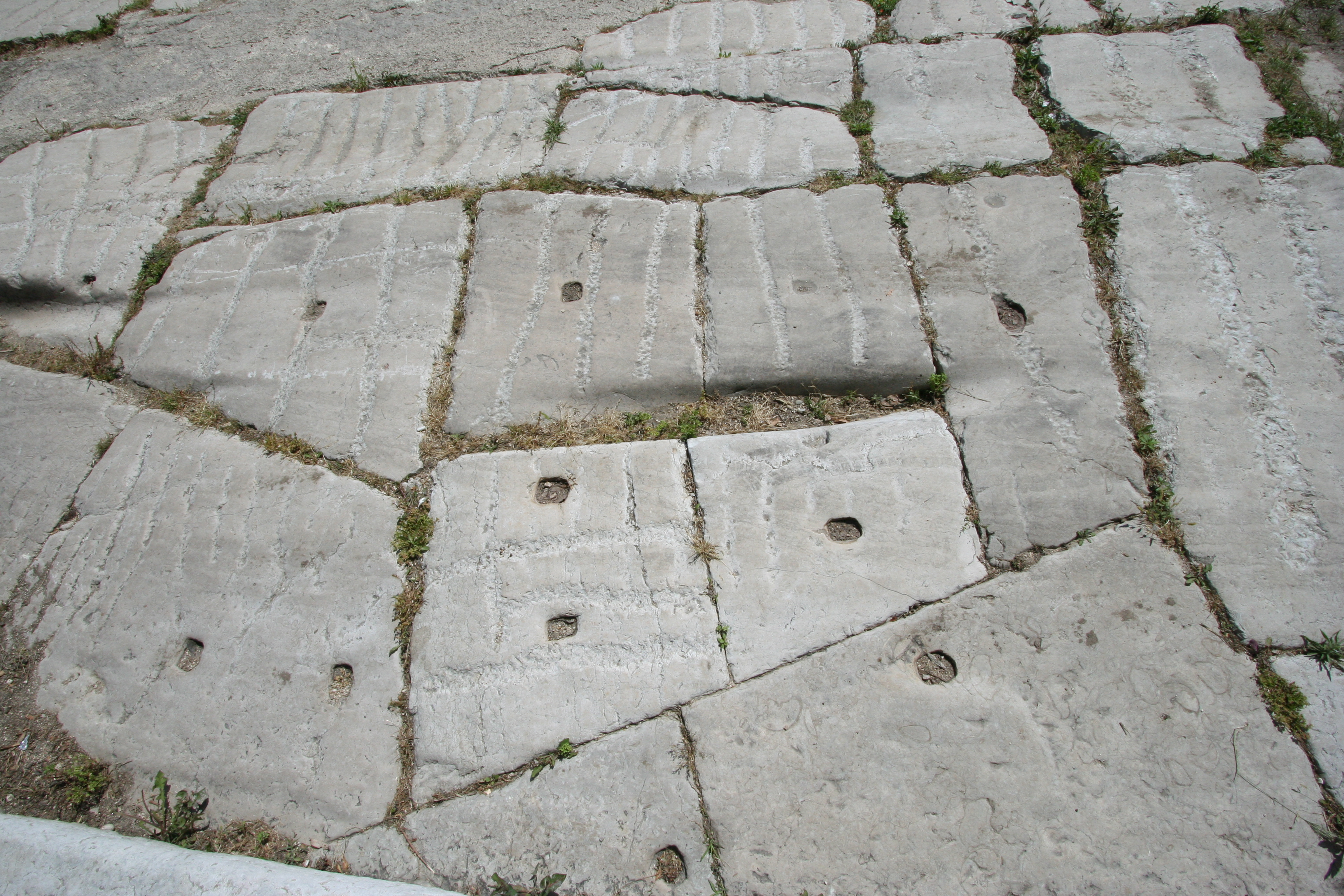
Voie dallée du IVe siècle.
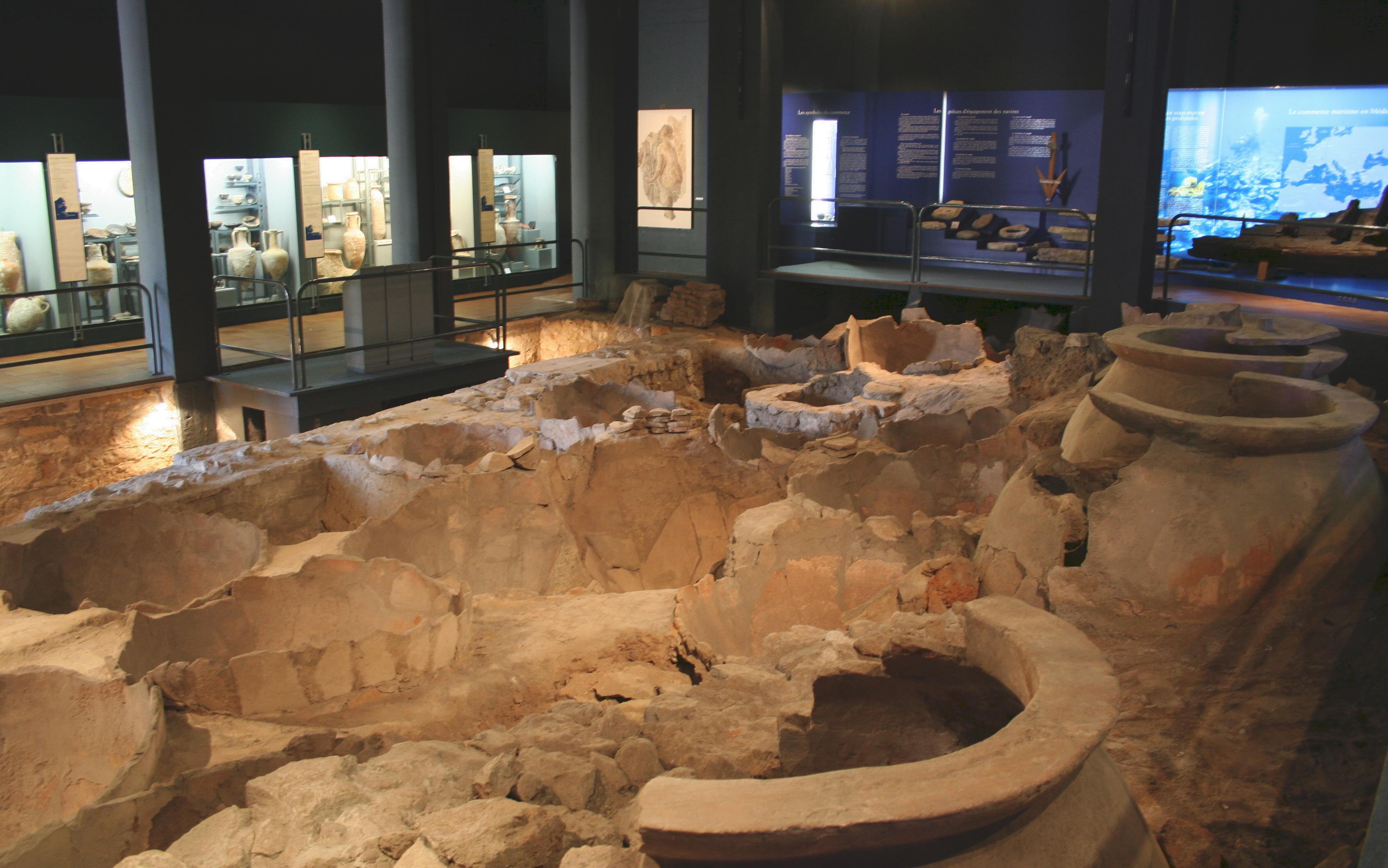
Docks romains.

#### Moyen Âge
La ville s'étant toujours reconstruite sur elle-même, Marseille médiévale est, selon l'expression de Thierry Pécout, une « ville de papier » que seuls historiens et archéologues peuvent faire revivre compte tenu de la disparition de nombreux bâtiments médiévaux et du remodelage de la ville aux époques modernes et contemporaines.
L'abbaye Saint-Victor, dont les parties les plus anciennes datent du XIe siècle, a été construite sur ce qui est peut-être le lieu de culte chrétien le plus ancien de France. La chapelle Notre-Dame-de-la-Galline aurait été construite sur un lieu de culte datant de 1042.
La Vieille Major, l'ancienne cathédrale de la ville, a été édifiée à partir du XIIe siècle à l’emplacement d’une première église datant de la fin de l'Antiquité.
L'église Saint-Laurent, bâtie au XIIIe siècle dans un style roman provençal, est la paroisse des pêcheurs de Marseille.

Édifices du Moyen Âge
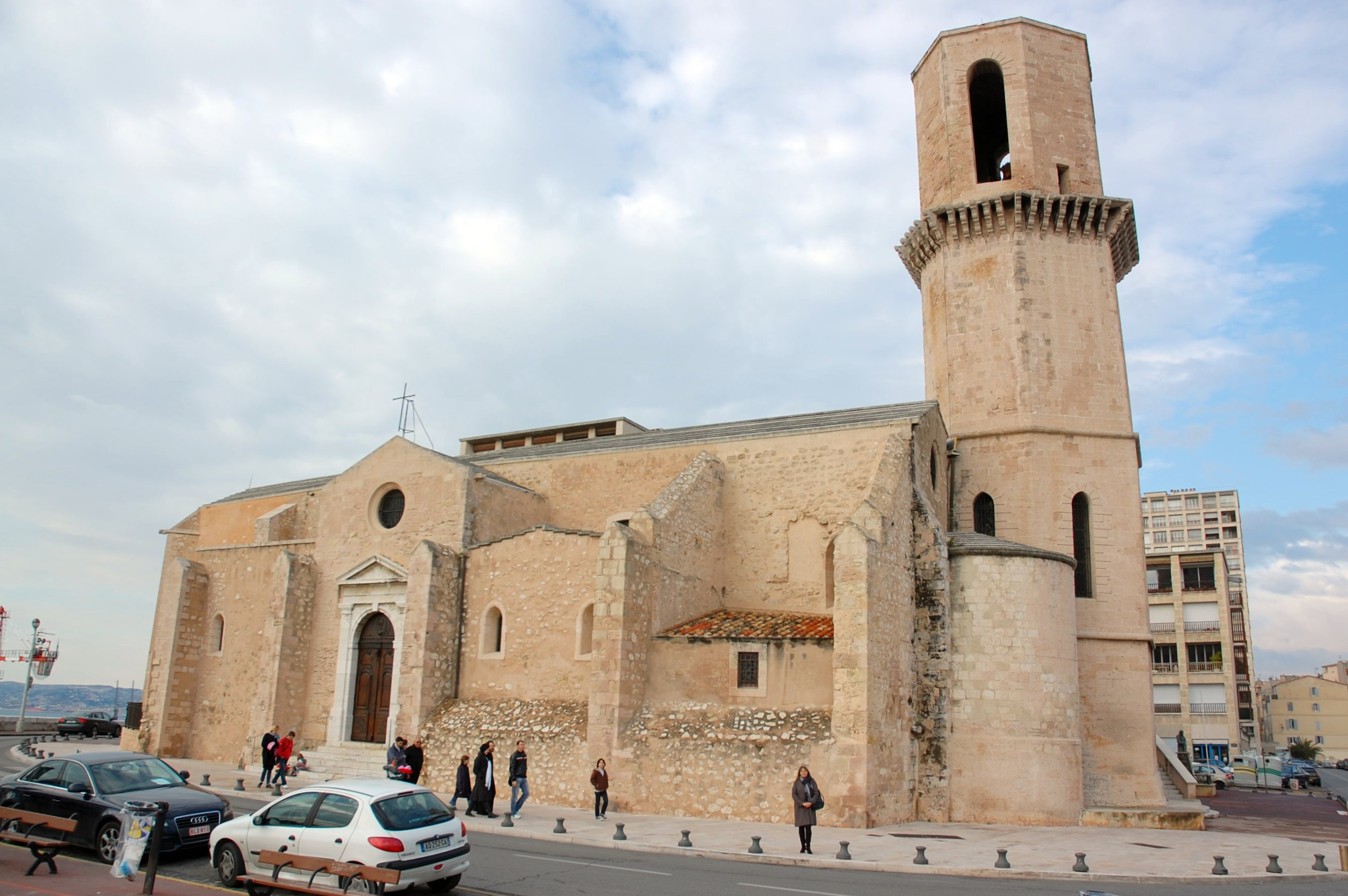
Église Saint-Laurent (XIIIe siècle).
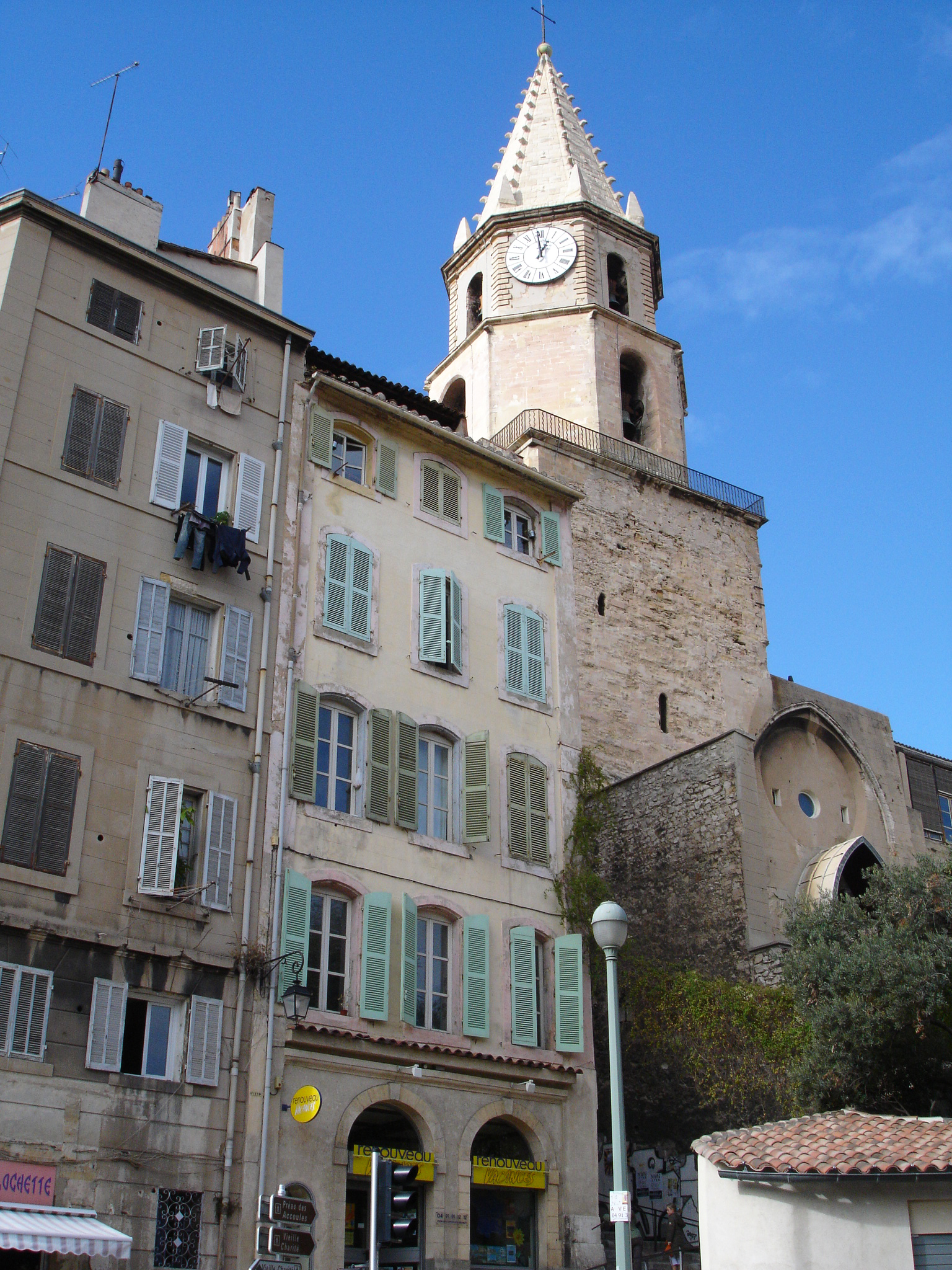
Clocher de l'Église Notre-Dame-des-Accoules (XIVe siècle).
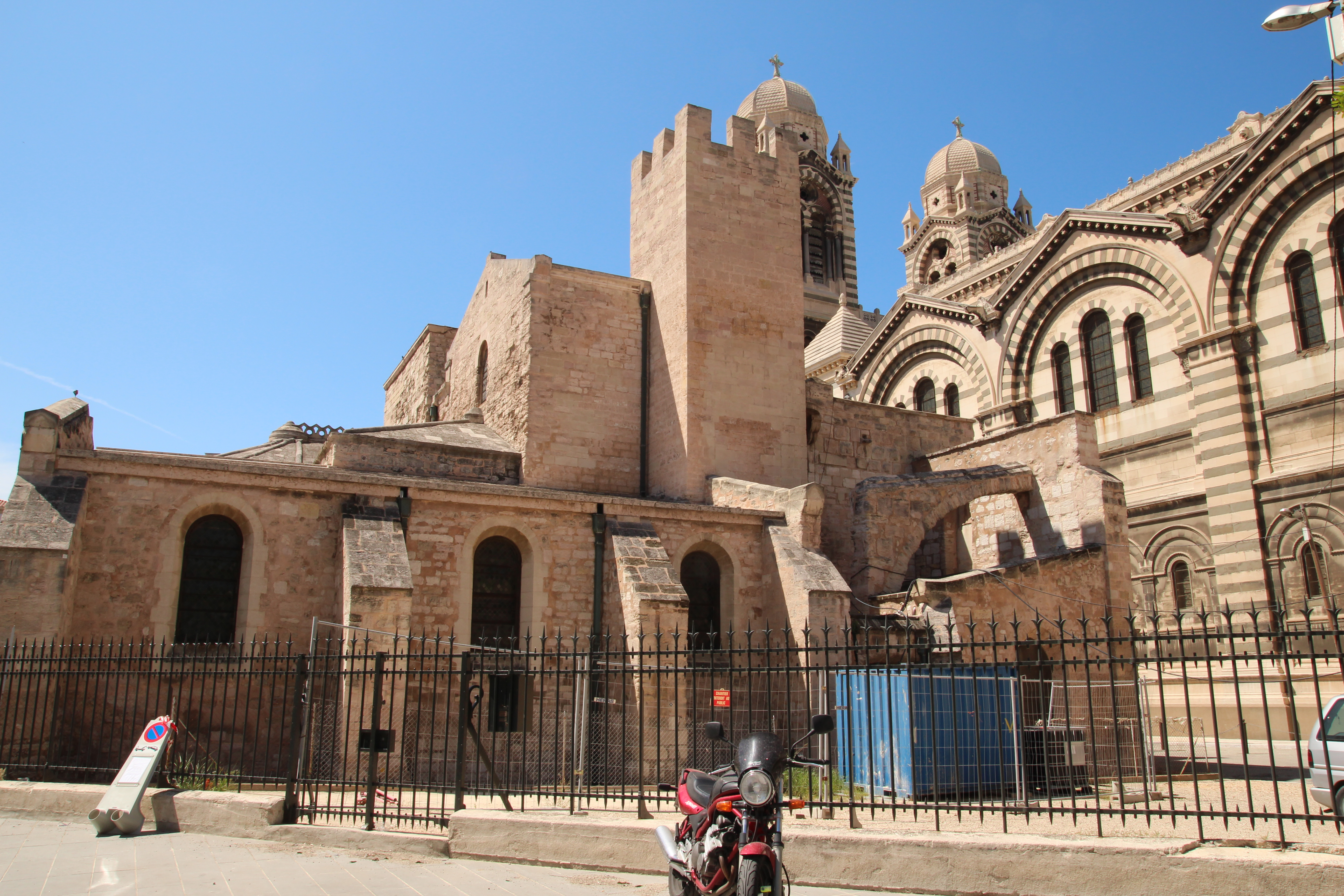
Vieille Major (XIIe siècle).
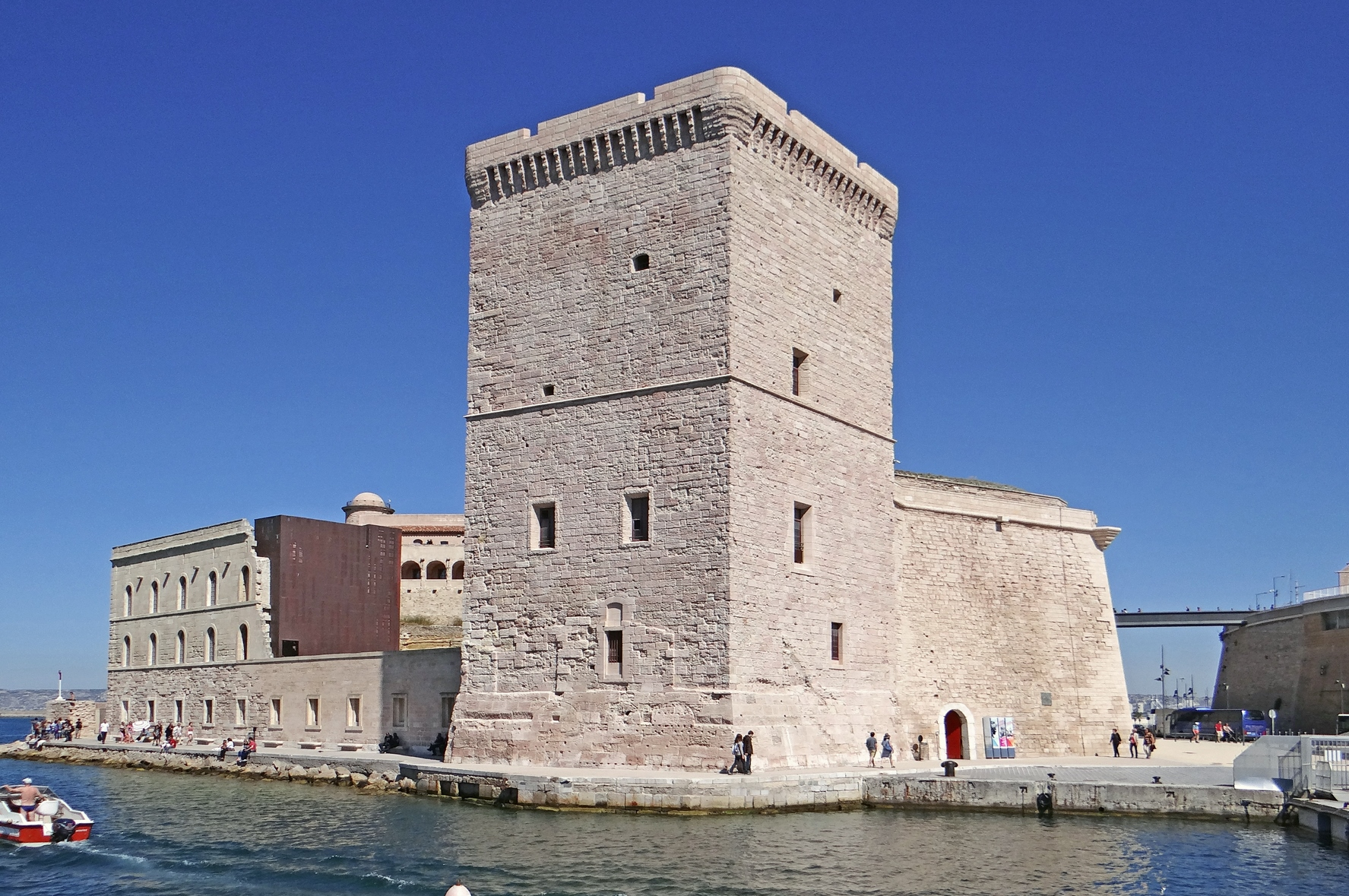
Tour du Roi René (1447).
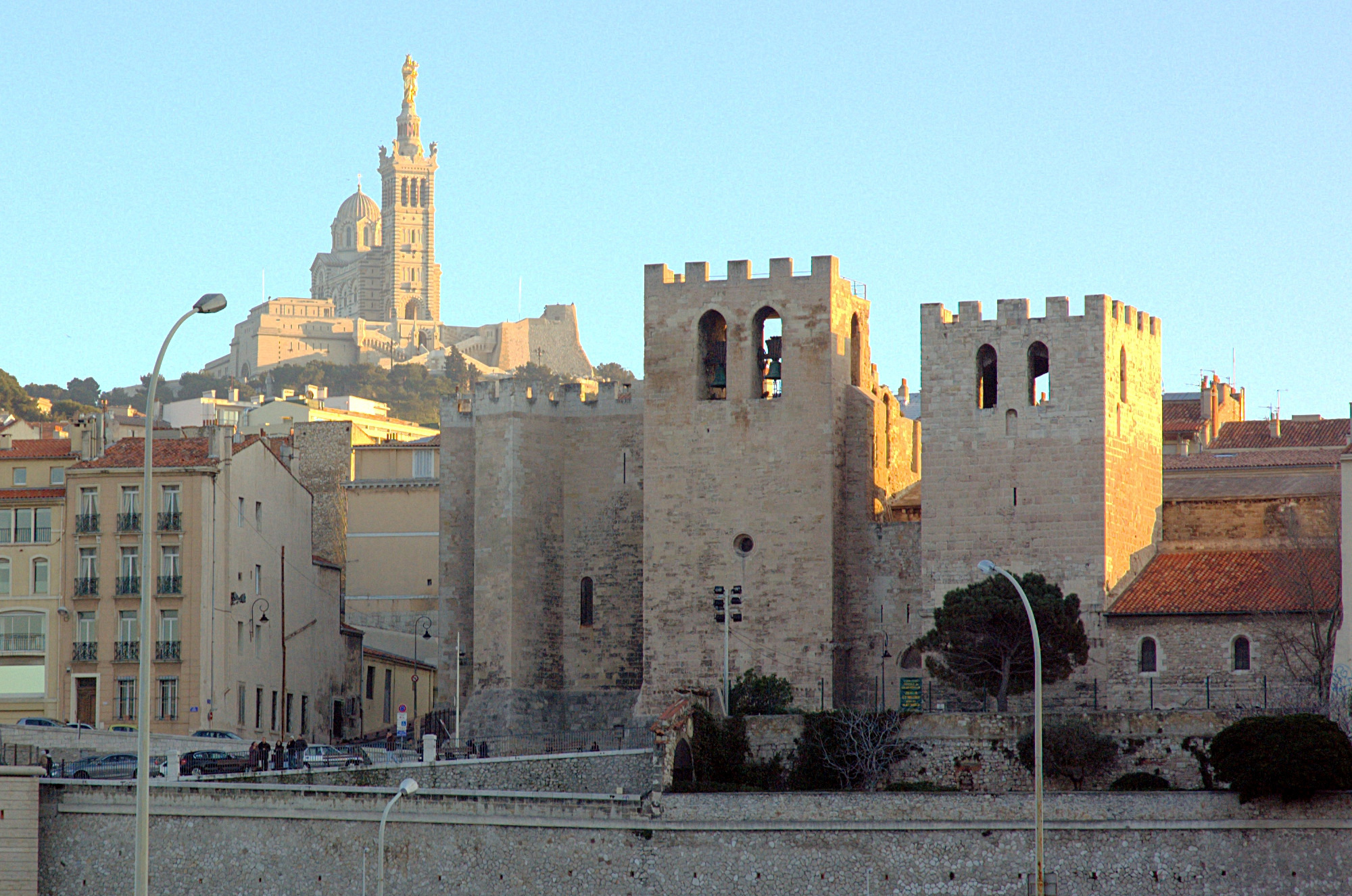
Abbaye Saint-Victor (1365).

#### Les Hospitaliers
Le fort saint Jean est sur l'ancienne fondation des Hospitaliers de l'ordre de Saint-Jean de Jérusalem et compte encore des vestiges de la chapelle du XIIe   au   XIIIe siècle.

#### Renaissance et période classique
Des trois forts construits à l'entrée du Vieux-Port par Louis XIV pour surveiller la ville au XVIIe siècle, seuls les forts d'Entrecasteaux et le fort Saint-Nicolas sont encore propriété du ministère de la Défense. Le fort Saint-Jean, dont la tour carrée fut construite au milieu du XVe siècle par René d'Anjou, est intégré depuis 2013 au site du musée des Civilisations de l'Europe et de la Méditerranée. Protégé au titre des monuments historiques, il relève du ministère de la Culture depuis les années 1960, mais n'a été rendu accessible au public que récemment. De l'arsenal des galères qui occupait la rive sud du port, seule subsiste aujourd'hui la capitainerie.

Édifices de la Renaissance et du siècle des Lumières
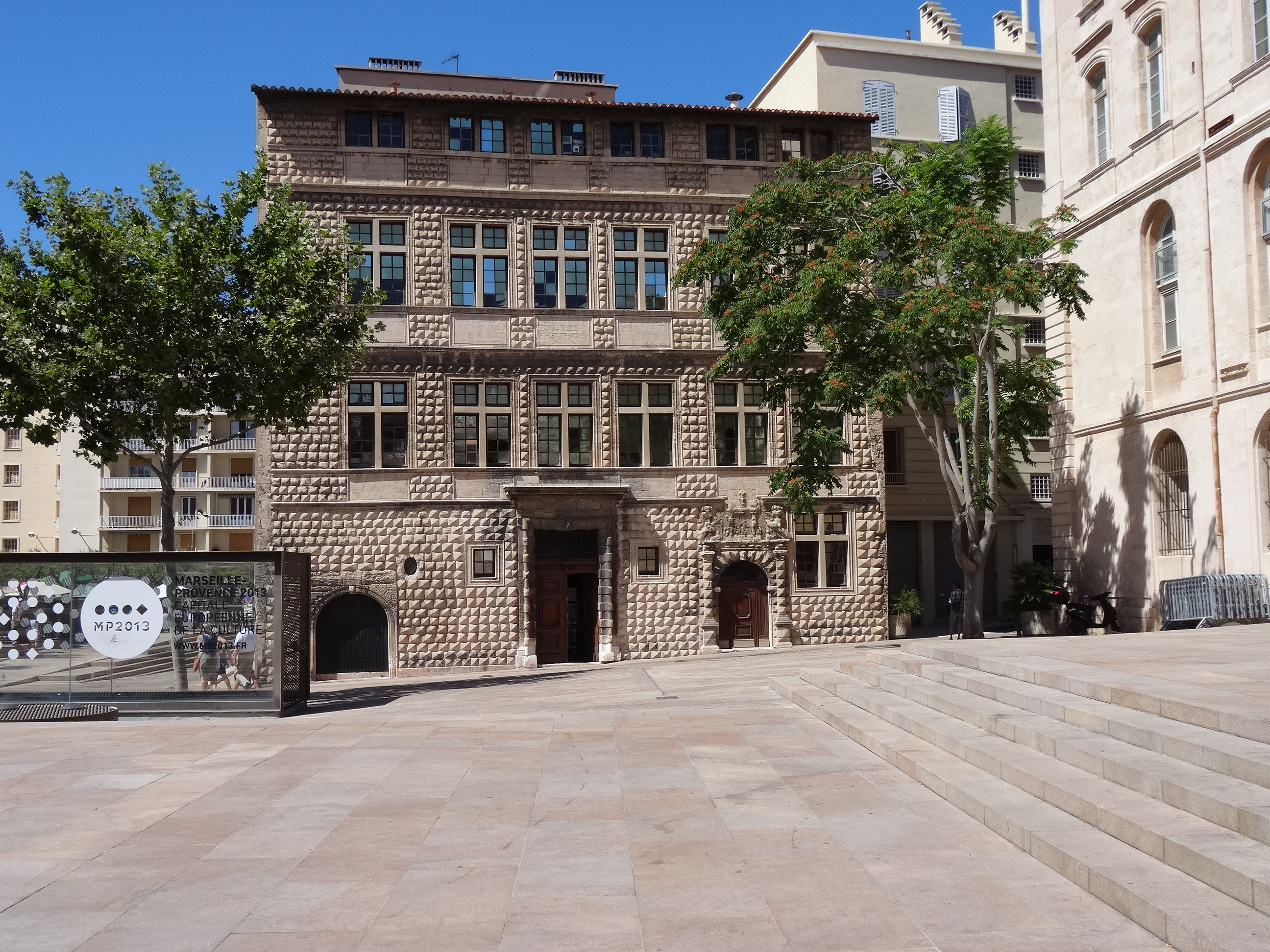
Maison Diamantée (XVIe siècle).
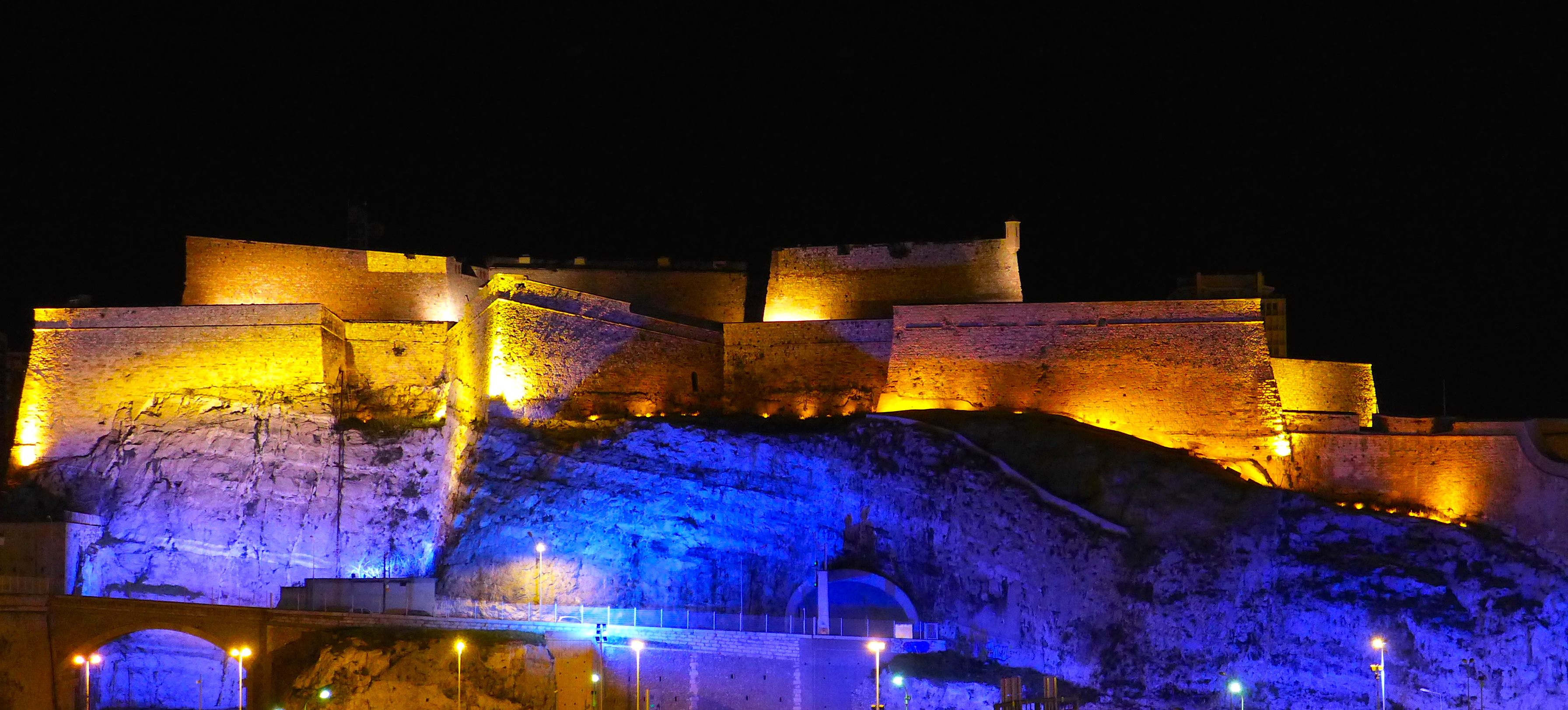
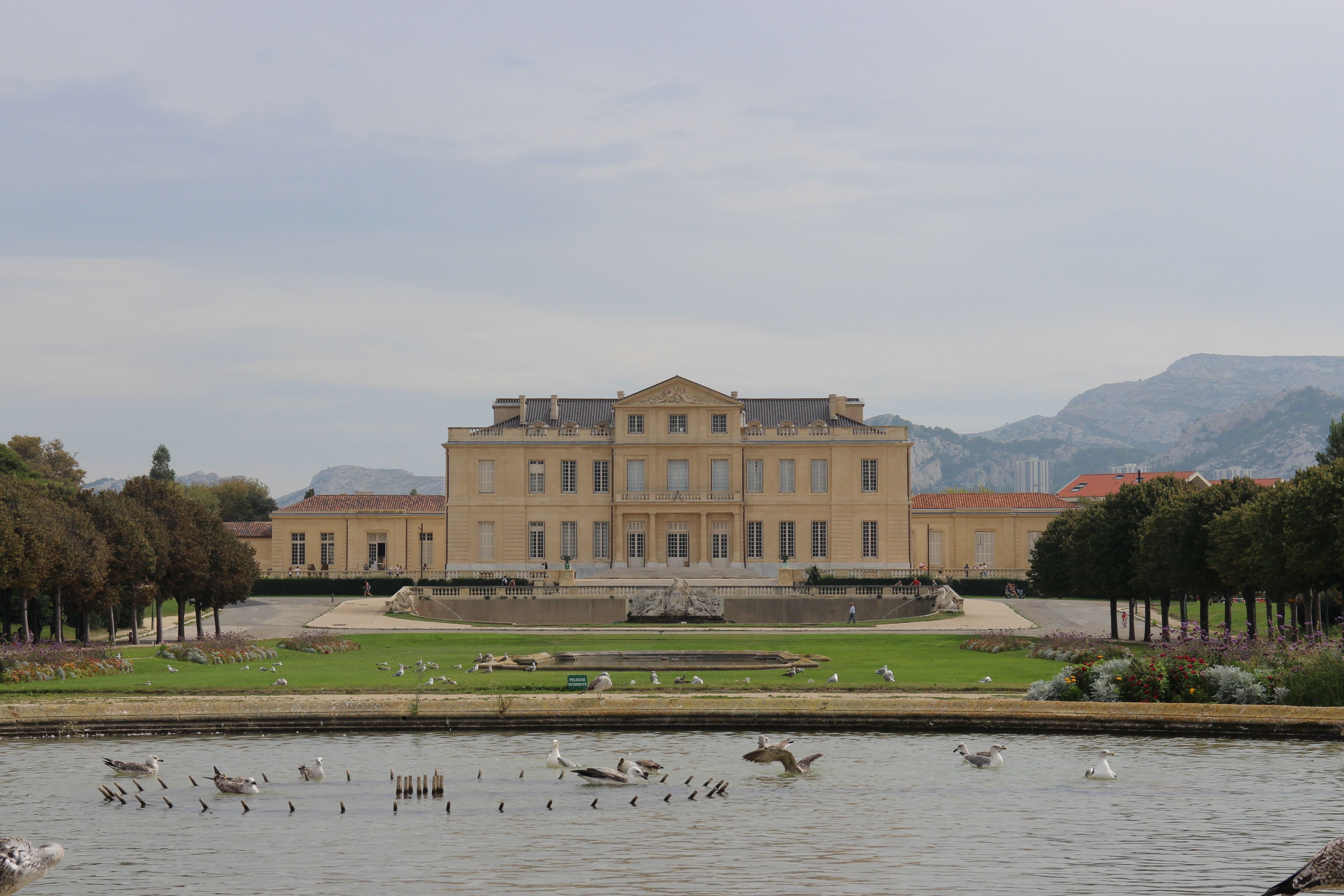
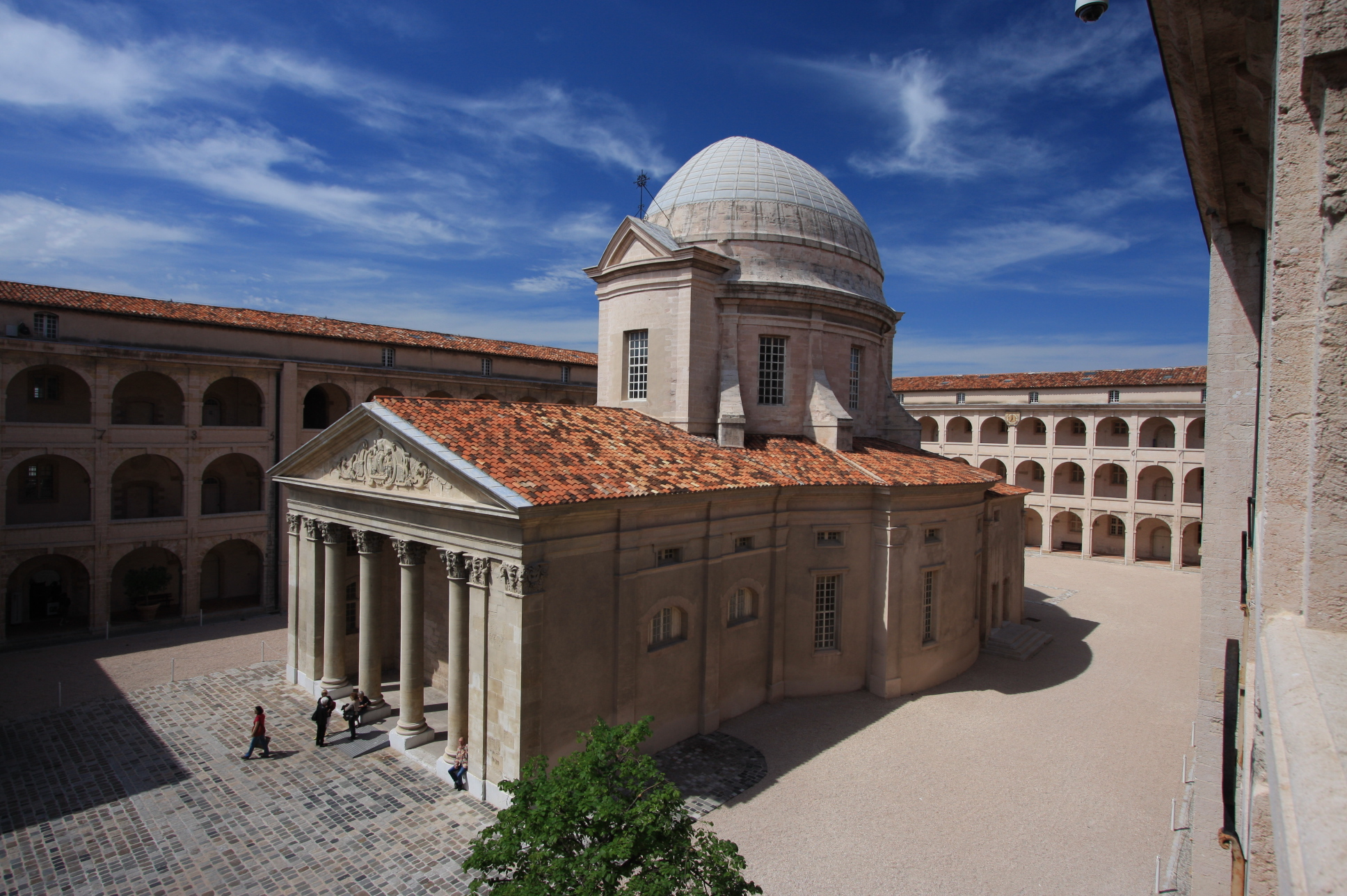
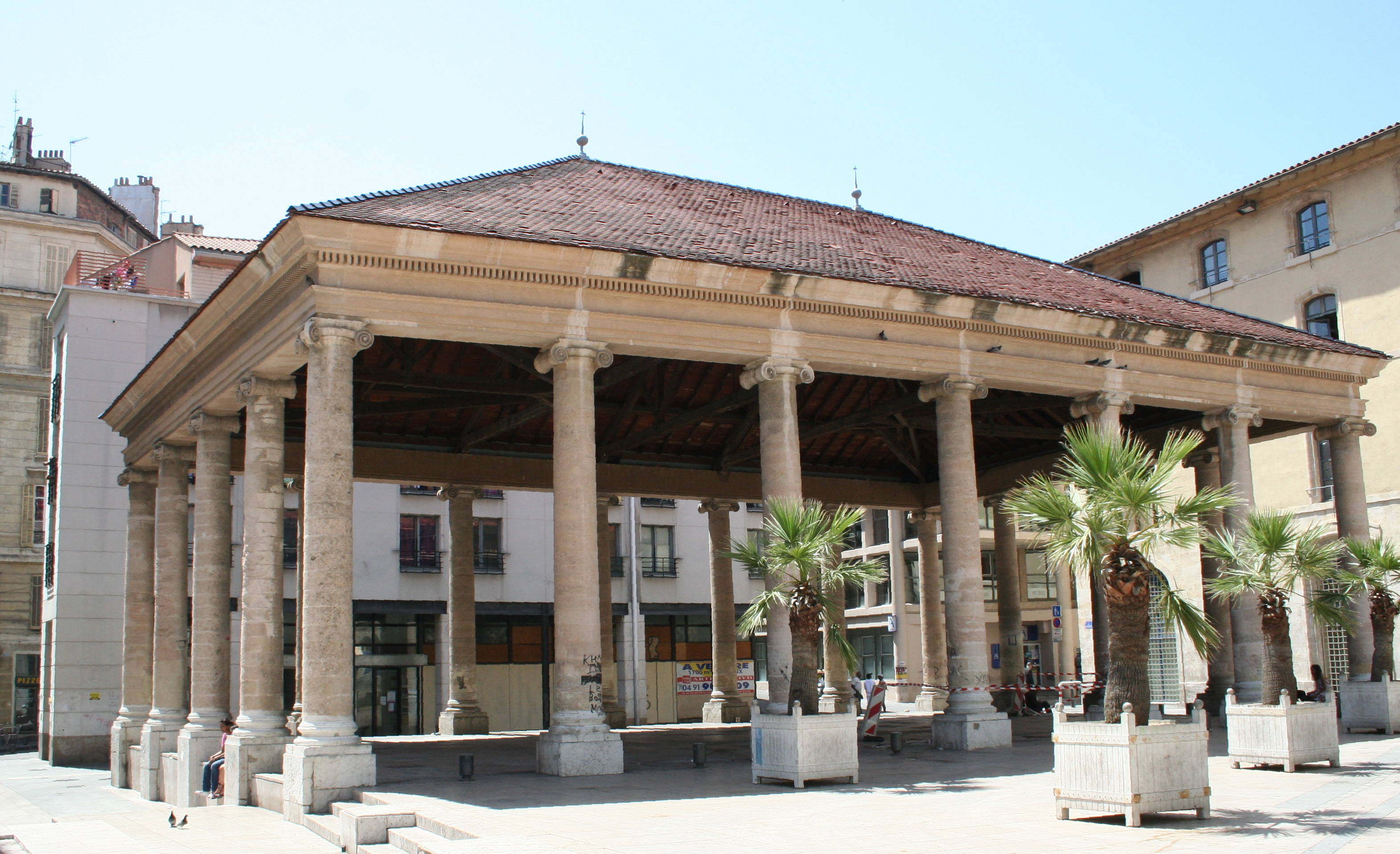
Halle Puget (1672).

#### Bastides

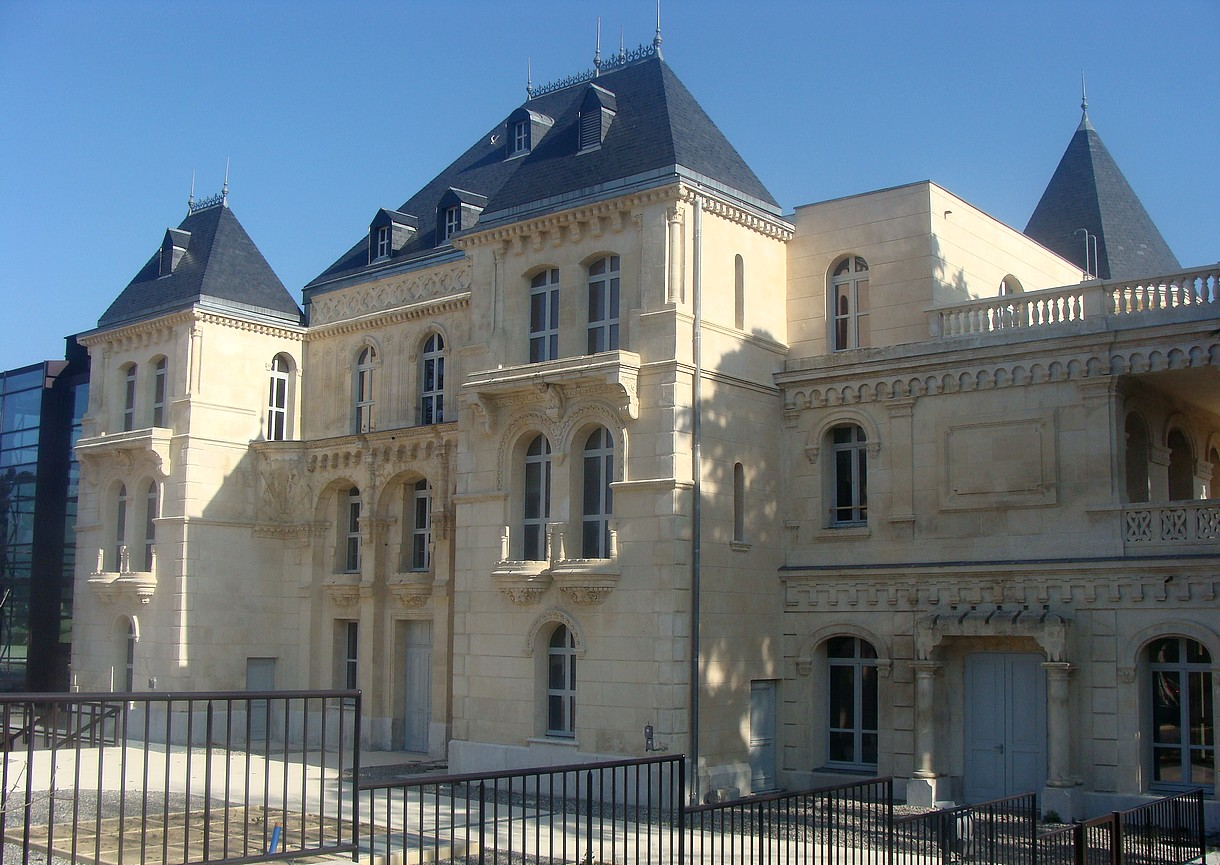
Le château de la Buzine, bastide marseillaise célèbre pour avoir été celle de Marcel Pagnol.

Les bastides constituent un élément caractéristique du terroir marseillais. Domaines secondaires de campagne de la bourgeoisie marseillaise, on en dénombrait plus de 6 500 en 1773. Cette pratique était tellement répandue que Stendhal considérait que « c'est pour cela qu'il n'y a pas de spectacle le samedi : ce jour-là, dès que la Bourse est finie, chacun s'enfuit à sa Bastide […] ».
On en recense aujourd'hui[Quand ?] encore 254 mais si certaines comme la Buzine ont été rénovées ou reconverties, beaucoup sont en décrépitude et menacées de destruction.

#### Second Empire
Beaucoup de monuments marseillais ont été construits lors de la seconde moitié du XIXe siècle, alors que la ville était en plein essor économique, en particulier durant le Second Empire. C'est notamment le cas du palais du Pharo (1858), du palais de la Bourse (1860), de l'hôtel de préfecture (1866) ou de l'Église des Réformés (1886), plus tardive et de style néogothique.
Henri-Jacques Espérandieu est l'auteur de plusieurs monuments célèbres de la ville comme le Palais Longchamp (1862), la basilique Notre-Dame-de-la-Garde (1864) et le Palais des arts (1864). Construite entre 1855 à 1864 avec Henri Révoil, Notre-Dame-de-la-Garde, aussi appelée la Bonne Mère, est célèbre pour son architecture romano-byzantine et sa statue en cuivre doré de la Vierge à l'Enfant qui domine l'édifice, œuvre du sculpteur Eugène-Louis Lequesne.
Autre édifice romano-byzantin, la cathédrale de la Major, dans le quartier de La Joliette, fut achevée en 1893 sur le site de l'ancienne Major du XIIe siècle dont subsistent le chœur et la travée.
À cette époque est également percée la rue de la République, ornée de bâtiments haussmanniens et qui relie le Vieux-Port au nouveau port de la Joliette.

Édifices du Second Empire
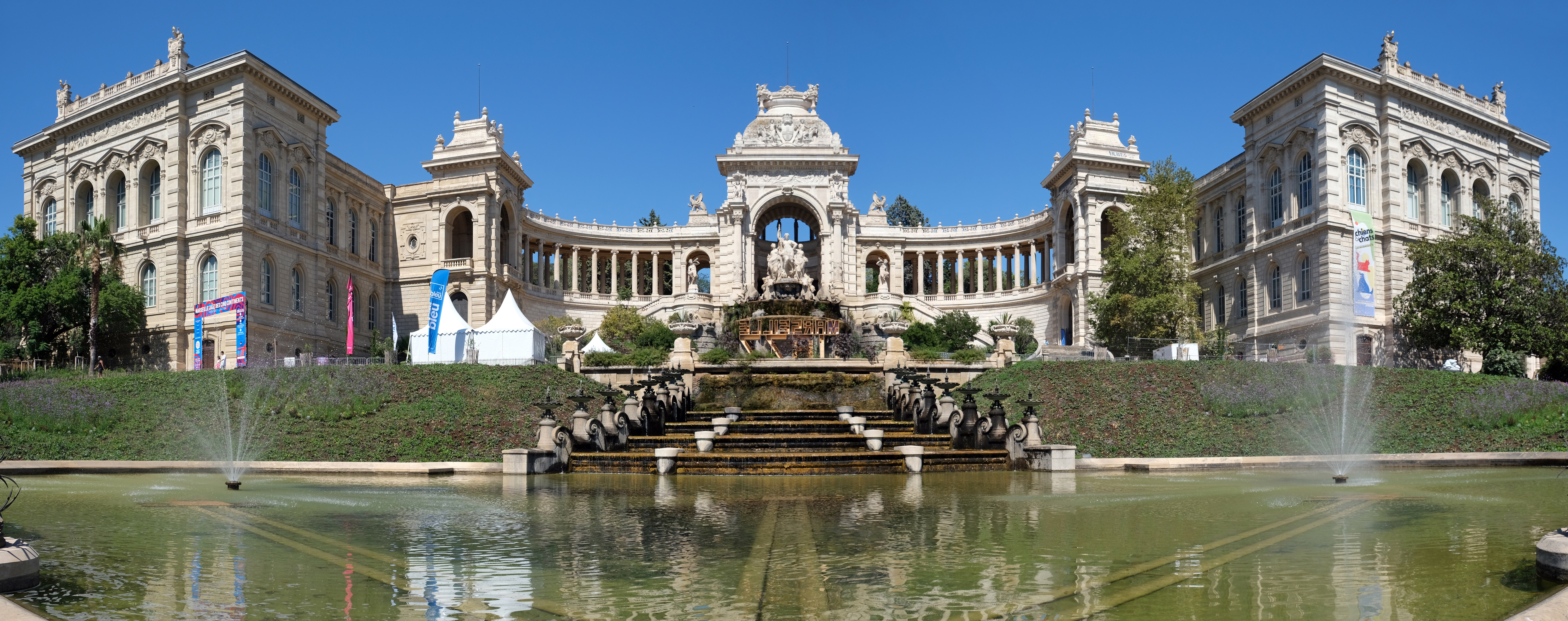
Le Palais Longchamp.
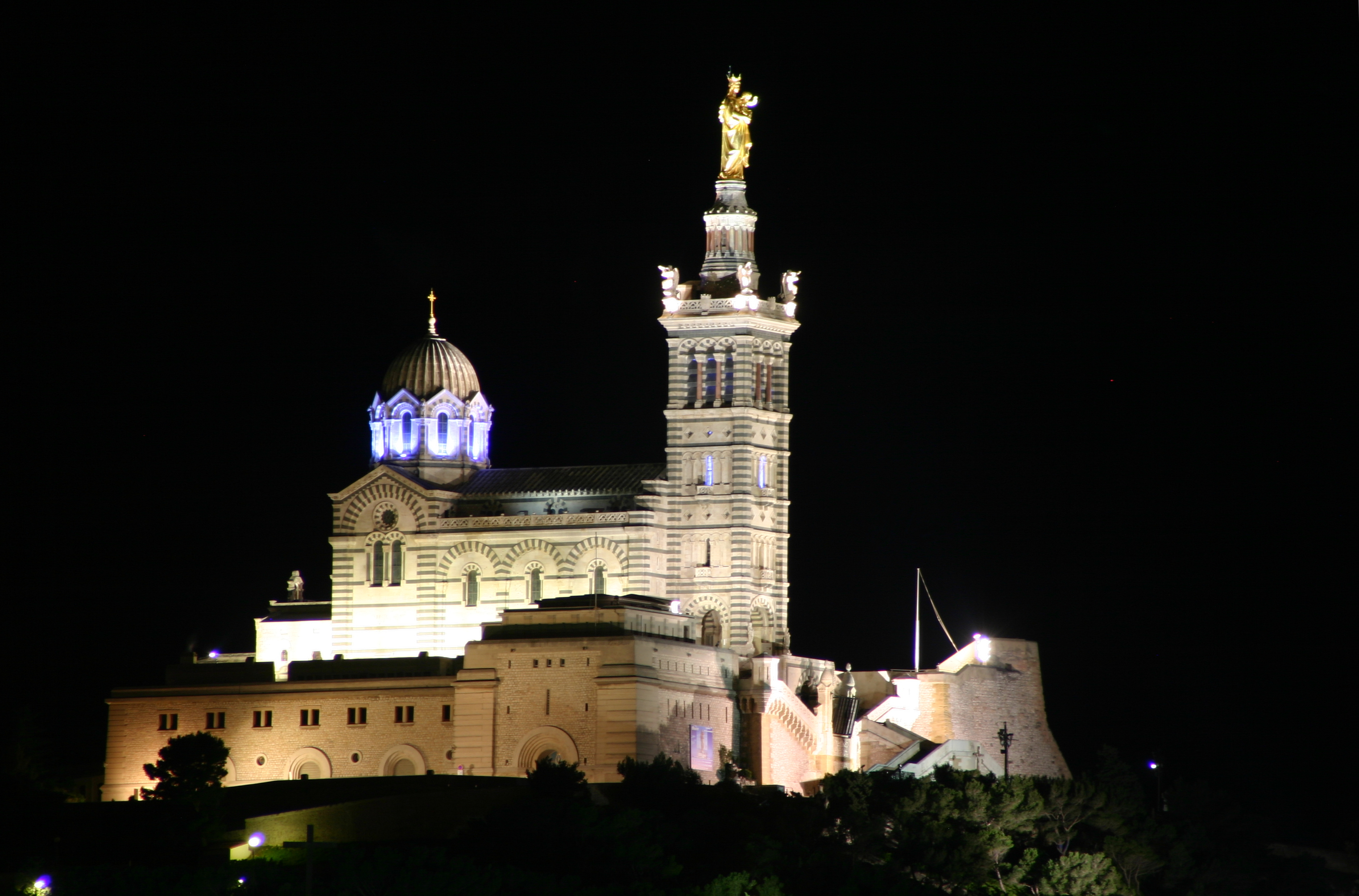
La basilique Notre-Dame-de-la-Garde.
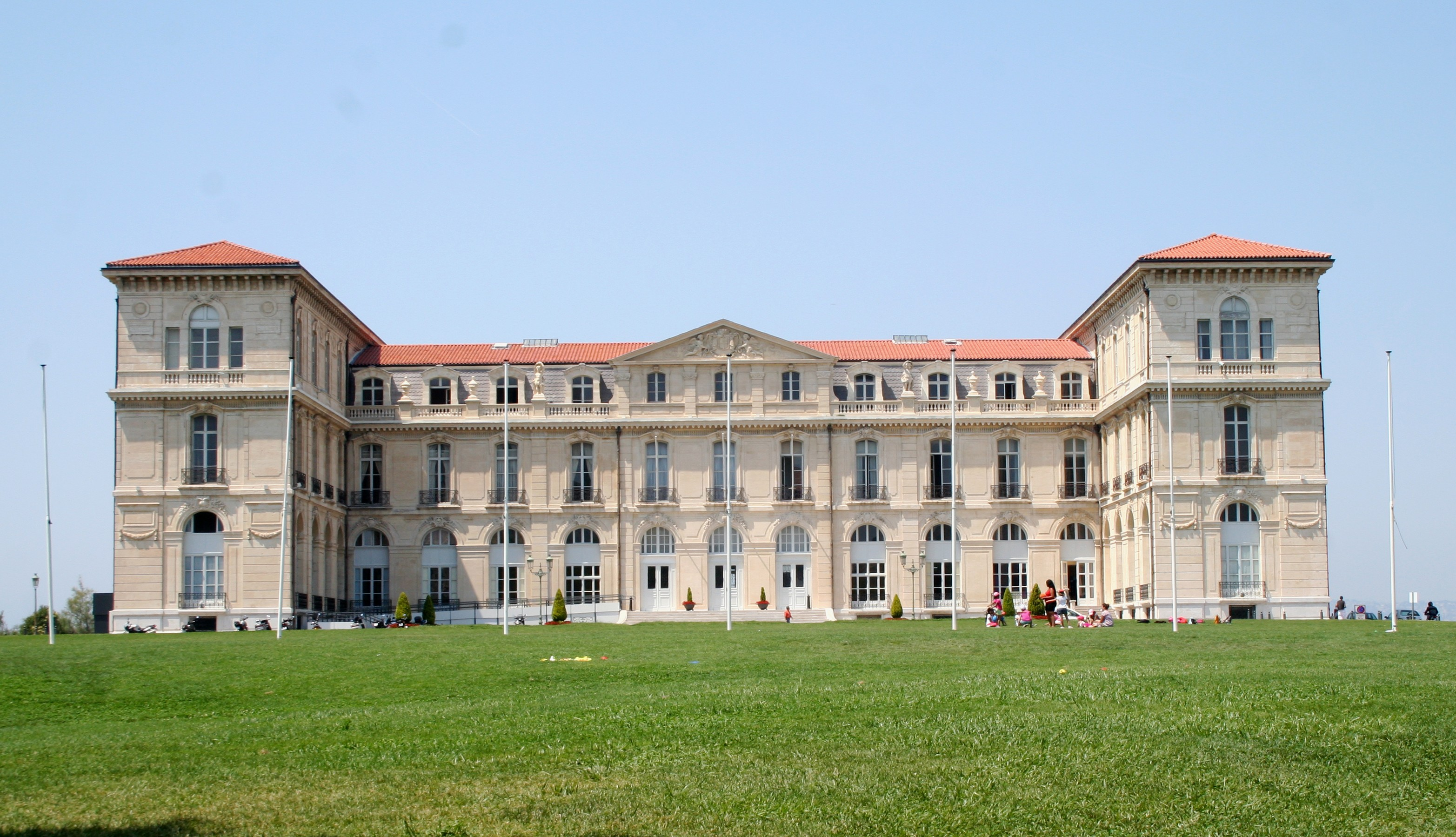
Le palais du Pharo.
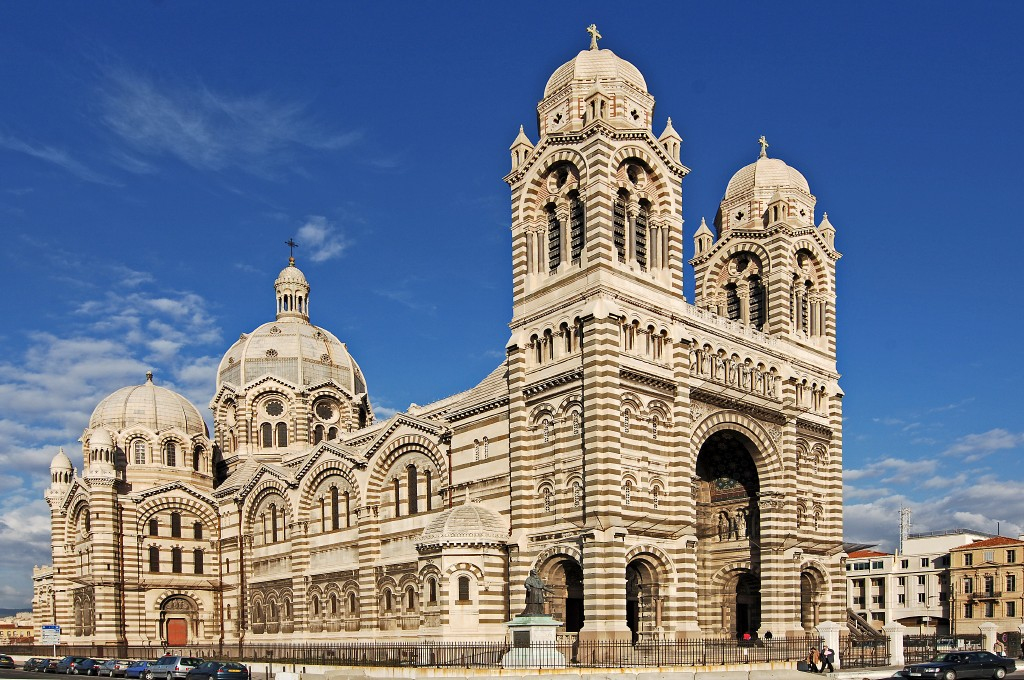
La cathédrale de la Major.
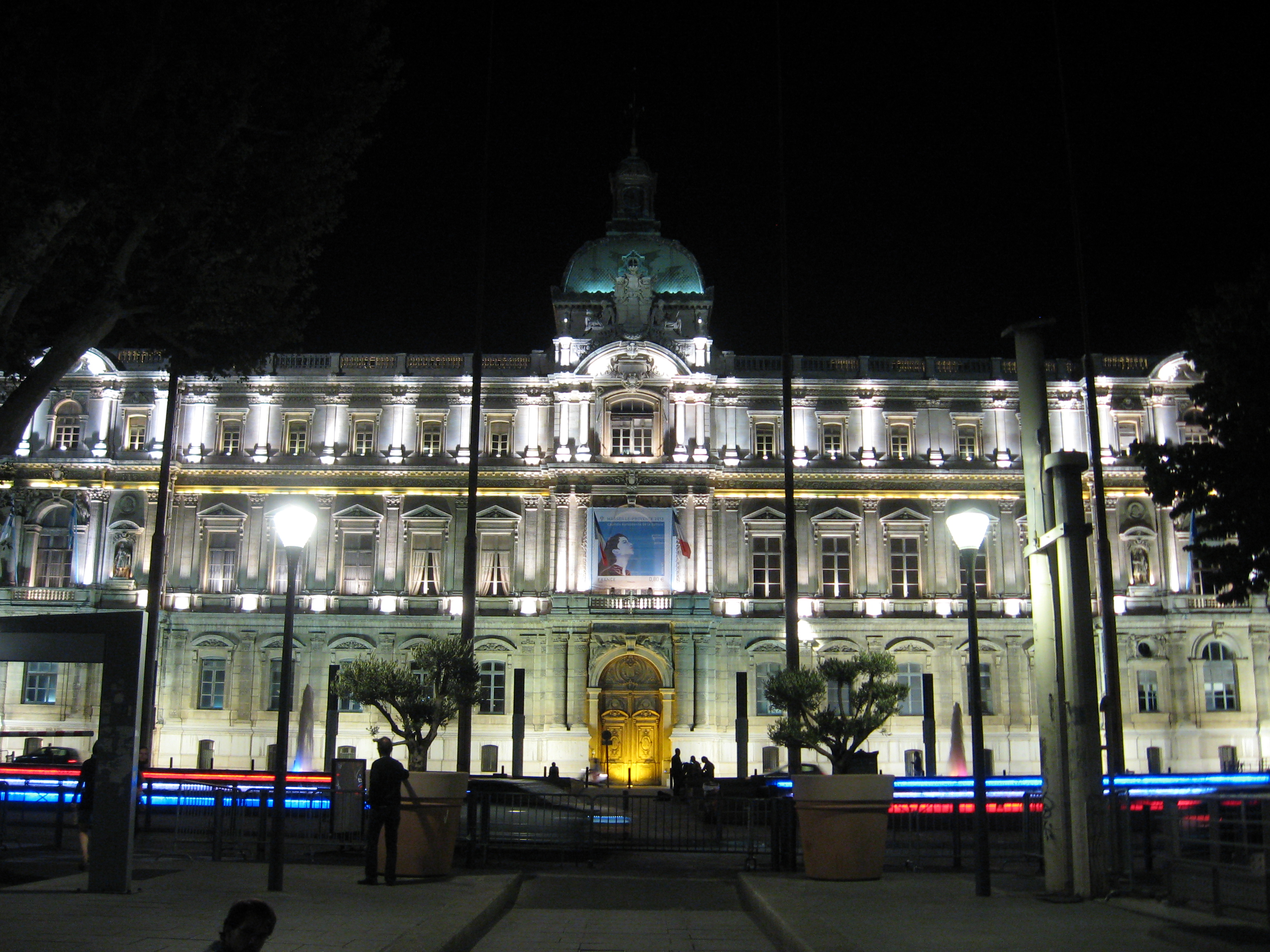

#### Patrimoine industriel
Marseille garde de nombreuses traces de son histoire industrielle et nombre de ces lieux sont en cours de reconversion. La manufacture des tabacs, construite en 1868 dans le quartier de la Belle de Mai est, après avoir été longtemps une friche industrielle, est depuis la fin des années 1990, occupée par un lieu culturel, les Archives municipales, l'INA, le CICRP et un Pôle média.
Dans le quartier de la Joliette, le silo à céréales d'Arenc a été reconverti en salle de spectacle et les immenses docks ont été entièrement rénovés et convertis en bureaux et centre commercial.
De l'industrie de la savonnerie seules subsistent trois usines en fonctionnement dans les quartiers nord. D'autres, parfois en friche, parsèment le nord et l'est de la ville.

#### Architecture moderne
L'architecte Fernand Pouillon a construit de nombreux bâtiments dans les années qui ont suivi la Seconde Guerre mondiale. Il fut notamment chargé de la reconstruction du quartier du Vieux-Port détruit durant la rafle (les célèbres immeubles Pouillon) ou du Contrôle sanitaire, depuis 2013 occupé par le musée Regards de Provence.
Le Corbusier a construit en 1952 à Marseille sa Cité radieuse (appelée localement « Le Corbusier » ou la « maison du fada »), exemple de l'architecture brutaliste et de son principe d'Unité d'habitation. L'immeuble peut être visité et son toit-terrasse panoramique accueille un musée d'art contemporain, le MaMo.

Édifices modernistes
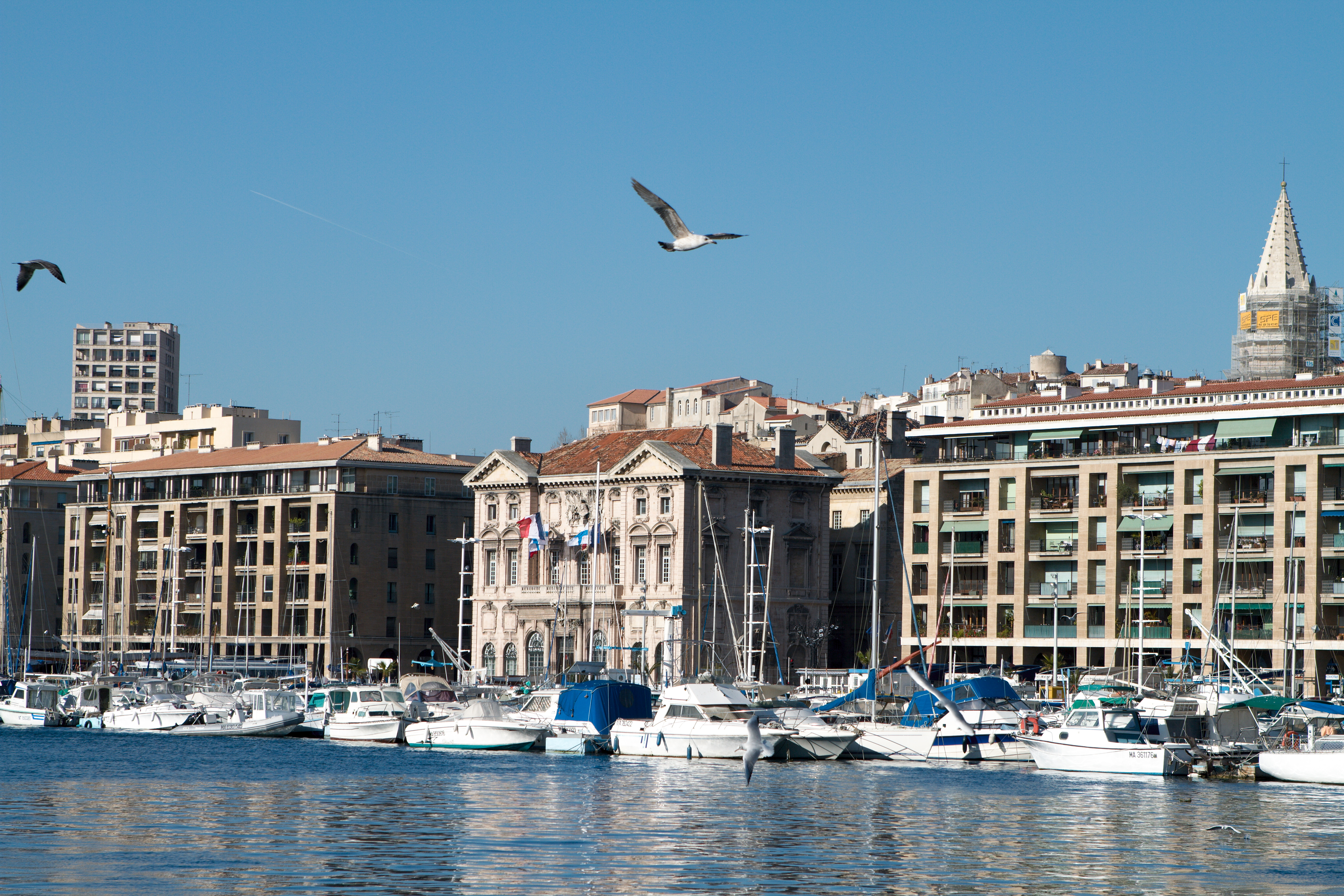
Les immeubles Pouillon entourant la mairie.
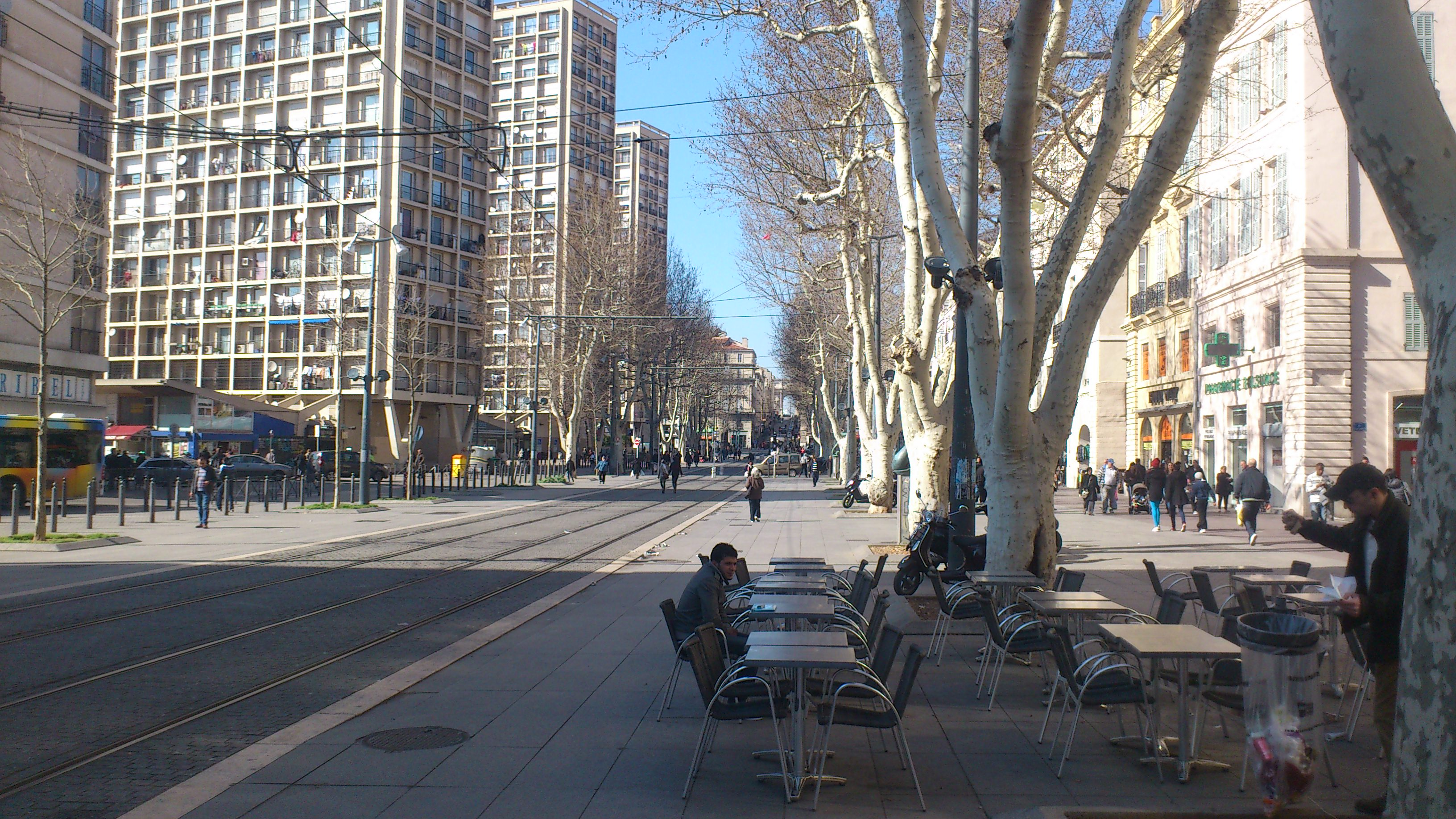
Les Tours Labourdette longeant le cours Belsunce.

#### Architecture post-moderne
Dans le cadre de son renouveau urbain, la ville voit aujourd'hui la construction d'édifices d'architecture post-moderne comme le Musée des Civilisations de l'Europe et de la Méditerranée, la tour CMA-CGM, la Villa Méditerranée et la tour La Marseillaise.

### Équipements et événements culturels

#### Musées
Marseille possède 26 musées, soit le plus grand nombre en France après Paris[réf. nécessaire], notamment le musée d'histoire de Marseille, le musée Cantini, le musée d'art contemporain, le Muséum d'histoire naturelle et le musée des beaux-arts. Faute de personnel, ils sont rarement ouverts simultanément.
Le musée des Civilisations de l'Europe et de la Méditerranée (MuCEM), situé sur l'esplanade du J4 et dans le fort Saint-Jean, a ouvert en 2013. Il s'agit d'un musée national et du musée le plus visité de la ville, avec 2 millions de visiteurs en 2013.

#### Bibliothèques

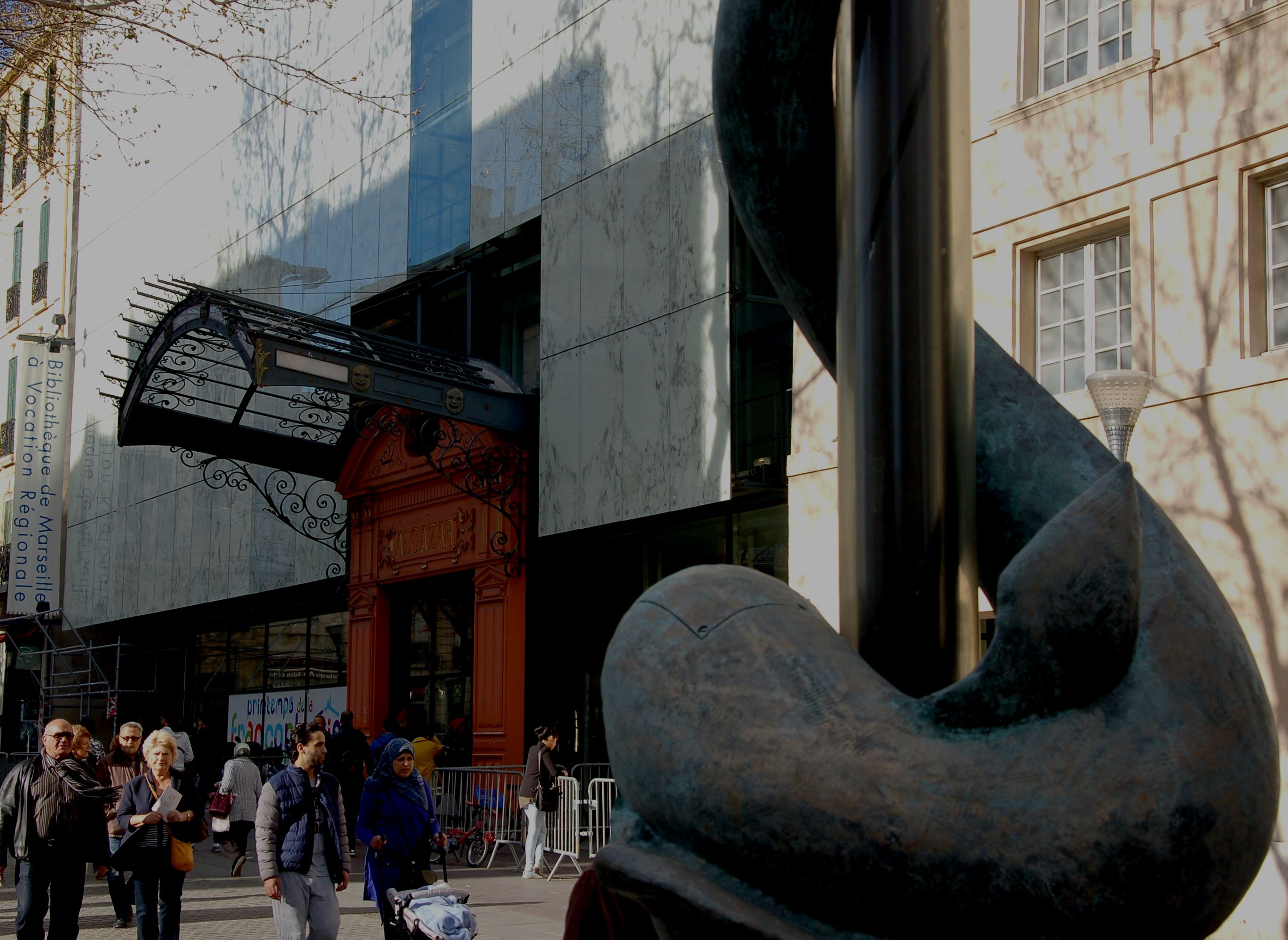
L'Alcazar, ancien music-hall reconverti en bibliothèque.

Avec 9 bibliothèques ou médiathèques municipales (soit une pour 106 000 habitants en 2019), Marseille est la ville française la moins bien lotie ; ces bibliothèques sont souvent en grève et leur gestion est décriée,. La plus importante d'entre elles, l'Alcazar, est située en centre-ville sur le Cours Belsunce. Autrefois célèbre salle de spectacle qui a vu se révéler de nombreuses stars du début du XXe siècle, le lieu est transformé en bibliothèque municipale à vocation régionale en 2004. Les huit autres sontː la bibliothèque du Merlan, la médiathèque de Bonneveine, la bibliothèque des Cinq-Avenues, la bibliothèque de la Grognarde, la bibliothèque de Saint-André, la bibliothèque du Panier, la bibliothèque de la station de métro Castellane, et la médiathèque Salim-Hatubou dans le quartier du Plan d'Aou.

#### Cinémas
En 2023, Marseille compte une douzaine de cinémas, : 2 grands multiplexes (Les 3 palmes et Le Joliette), des cinémas commerciaux de taille moyenne (Le Chambord, Le Prado, l'Artplexe, le Pathé Bonneveine et le Pathé Madeleine) et des cinémas ou salles d'Arts et Essai (Alhambra, La Baleine, Le Gyptis, Les Variétés, Le Vidéodrome 2). Le centre-ville concentre la majorité des cinémas, avec 8 cinémas sur 13, n'étant toutefois pas les plus grands d'entre eux.
Le cinéma d'art et essai Le César, ouvert par Marcel Pagnol en 1938, qui proposait 3 salles au 4 place Castellane, ferme ses portes en septembre 2023.

#### Théâtres

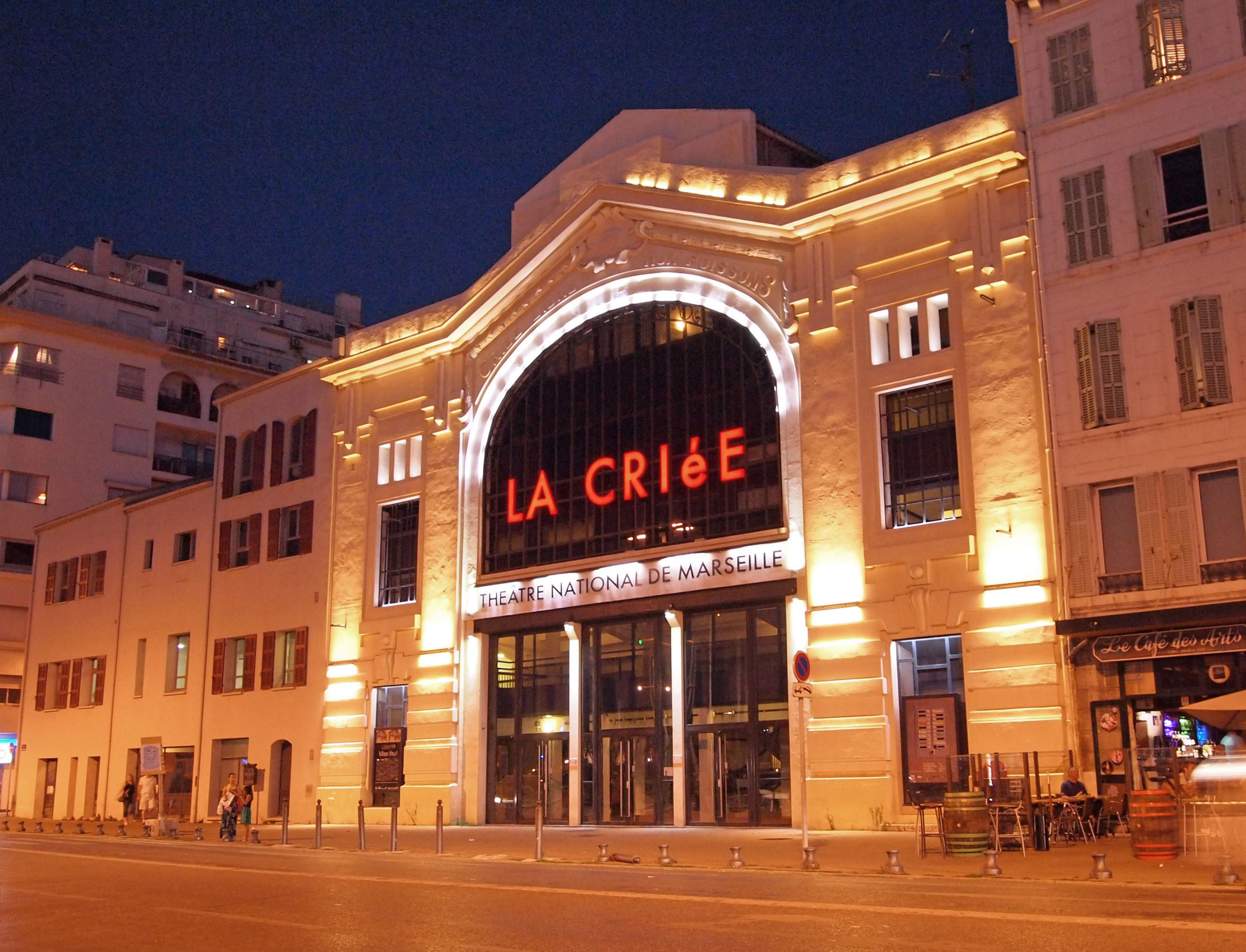
La façade du théâtre de la Criée.

Le théâtre du Gymnase est un théâtre à l'italienne construit dès 1804. Au cours du XXe siècle, il fait office de salle de théâtre avec des acteurs comme Louis Jouvet, Jean Weber, mais aussi de salle de concert avec Jacques Brel, Reda Caire ou Charles Aznavour. Fermé en 1980 pour cause de vétusté, il rouvre en 1986 grâce au mécène américain Armand Hammer. Il a également été rénové en 2015 ainsi que sa façade.
La Criée est le centre dramatique national de Marseille. Ancienne criée aux poissons, le théâtre est fondé en mai 1981 et se situe au 30, quai de Rive Neuve à Marseille.
Parmi les autres théâtres de la ville : Le Badaboum Théâtre, le Théâtre Massalia, le Merlan, les Bernardines, Joliette-Minoterie, le Toursky.

#### Opéra et ballet

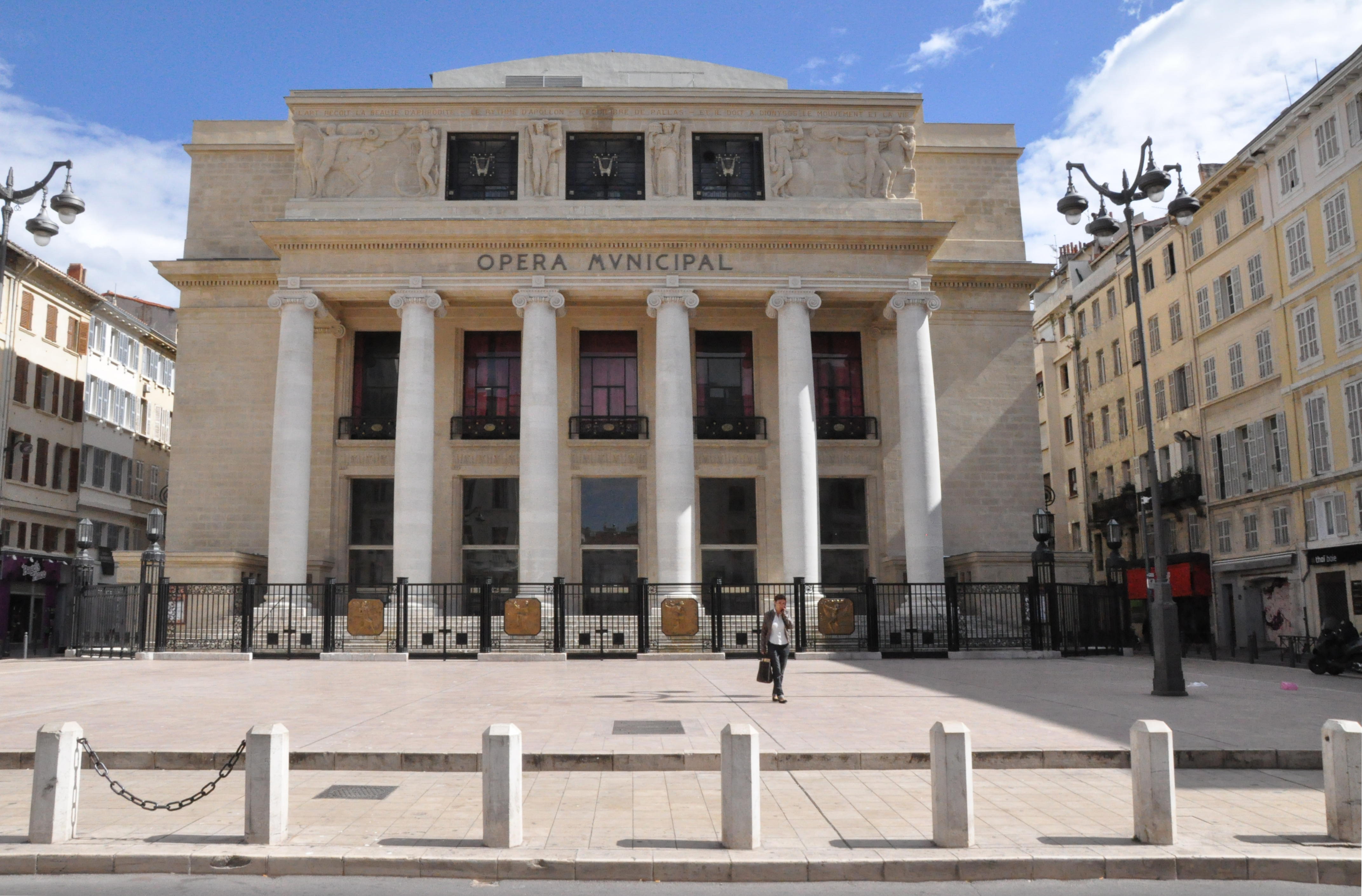
L'Opéra de Marseille.

L'Opéra municipal de Marseille a été construit en 1920 à la place du Grand-Théâtre de 1786, détruit par un incendie en 1919. Il fait l'objet d'un classement au titre des monuments historiques depuis le 13 février 1997.
Marseille abrite un ballet national depuis 1972. Dénommée à l'origine Les Ballets de Marseille, la compagnie est composée d'une quarantaine de danseurs, avec Dominique Khalfouni, ancienne étoile du Ballet de l'Opéra national de Paris, comme étoile principale.
On trouve aussi un lieu d'enseignement de la musique et de l'art dramatique, le conservatoire à rayonnement régional de Marseille.

#### Salles de spectacle et lieux festifs

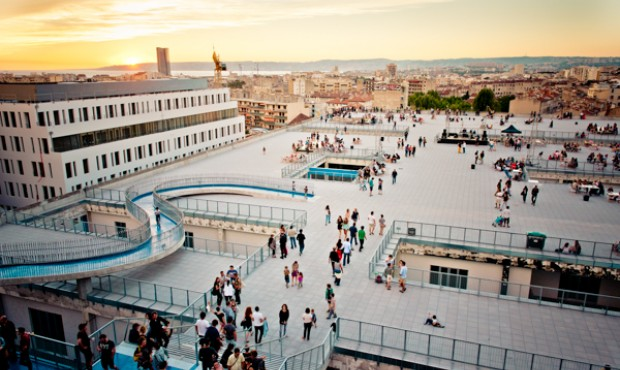
Événement sur le toit-terrasse de la Friche Belle de Mai.

Le Dôme est la principale salle de spectacle de Marseille. Elle peut accueillir de 1 200 à 8 500 spectateurs selon la configuration du spectacle. Depuis son inauguration en 1994, la salle a accueilli en moyenne 300 000 spectateurs par an.
Le Silo est une salle de spectacle située à La Joliette depuis 2011 sur le site d'ancien silo à céréales. Le lieu se veut dans le style des théâtres à l'italienne constitués de plusieurs balcons autour d’un parterre central. La salle offre une capacité totale de 2 050 places dont la configuration varie en fonction du type de spectacle proposé.
L'Espace Julien, situé au cours Julien, et le Moulin sont des salles d'envergures moyennes accueillant des événements complémentaires.
La Friche Belle de Mai est un lieu culturel ouvert en 1992 à la place de l'ancienne Manufacture des tabacs de Marseille. Depuis 2002, elle abrite une salle de spectacle, le Cabaret aléatoire, une salle de théâtre, de nombreux ateliers d'artistes, des terrains de sport ainsi qu'un skatepark. Depuis 2013, elle accueille également de nombreux festivals et autres événements festifs, notamment sur son vaste toit-terrasse.
Les Terrasses du Port, centre commercial ouvert en 2014 et situé à La Joliette abrite un toit-terrasse accueillant régulièrement des événements festifs avec un panorama sur la mer.

#### Manifestations culturelles et festivités
La ville accueille de nombreux festivals, pour beaucoup créés ces vingt dernières années :
- musique : Fiesta des Suds, Babel Med Music, Marsatac, Jazz des cinq continents, Les Massiliades ;
- cinéma et télévision : Festival international de cinéma de Marseille (FID), Festival de cinéma LGBT Provence-Alpes-Côte d'Azur, Festival miroirs et cinémas d'Afriques ;
- danse : Festival de Marseille ;
- culture : Japan Expo Sud ;
- populaire : Carnaval indépendant de la Plaine, grande parade maritime de Marseille, Universités d’été euroméditerranéennes des homosexualités.
- littérature : festival Oh les beaux jours !

### Arts

#### Musique

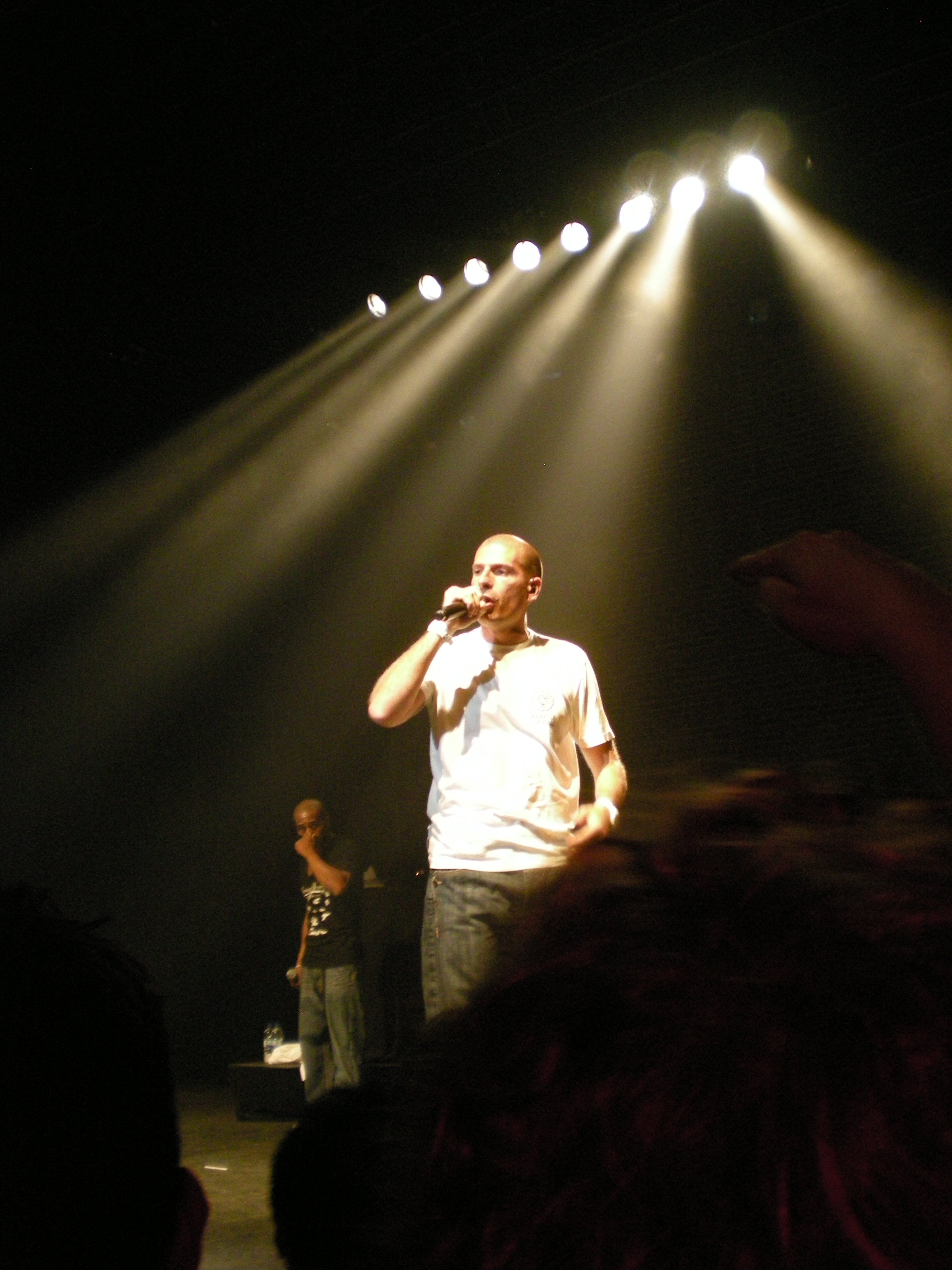
IAM à l'Olympia de Montréal.

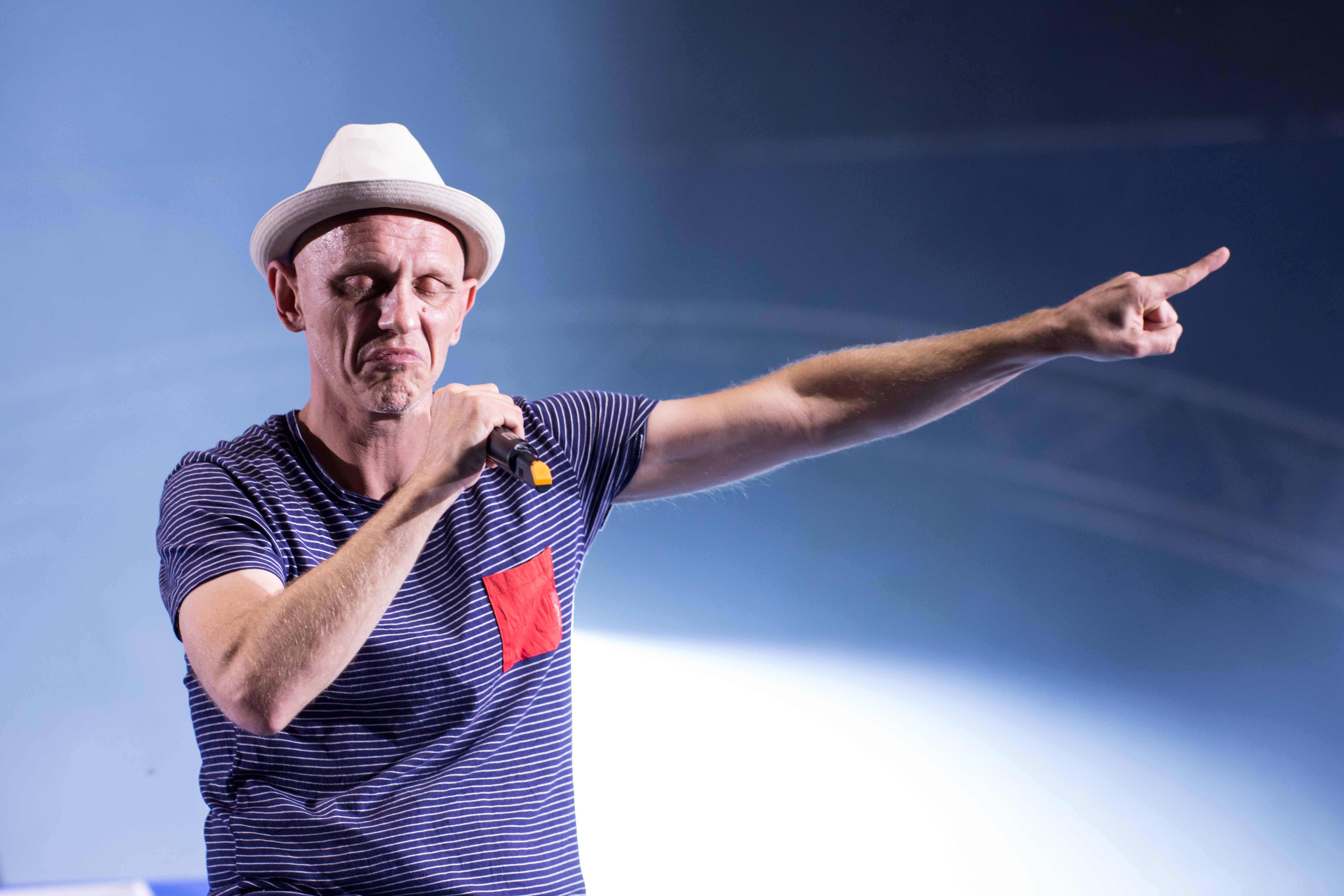
Gari Greu du groupe Massilia Sound System en 2015.

À la fin du XVIIIe siècle s'illustrent les compositeurs Domenico Della-Maria et Stanislas Champein, puis Ernest Reyer à la fin XIXe siècle, ainsi que Henri Tomasi et Vincent Scotto au début du XXe siècle, le premier dans le genre néo-classique et le second dans l'opérette et la chanson française. Paul Mauriat s'est lui fait connaitre dans le genre de la Musique de variétés du XXe siècle.
Proche de New York et pionnière dans l'introduction et la diffusion du hip-hop en France, Marseille devient dans les années 1990 une des principales scènes du hip-hop français et européen. Le mouvement hip-hop arrive à Marseille depuis le centre-ville, dans les quartiers de l'Opéra, de la Gare Saint-Charles et du cours Julien, avant de s'étendre aux quartiers nord et au reste du territoire. À la fin de la décennie, le groupe de danse des Marseille City Breakers acquièrent une renommée nationale alors que le hip-hop n'en est qu'à ses balbutiements sur le Vieux Continent.

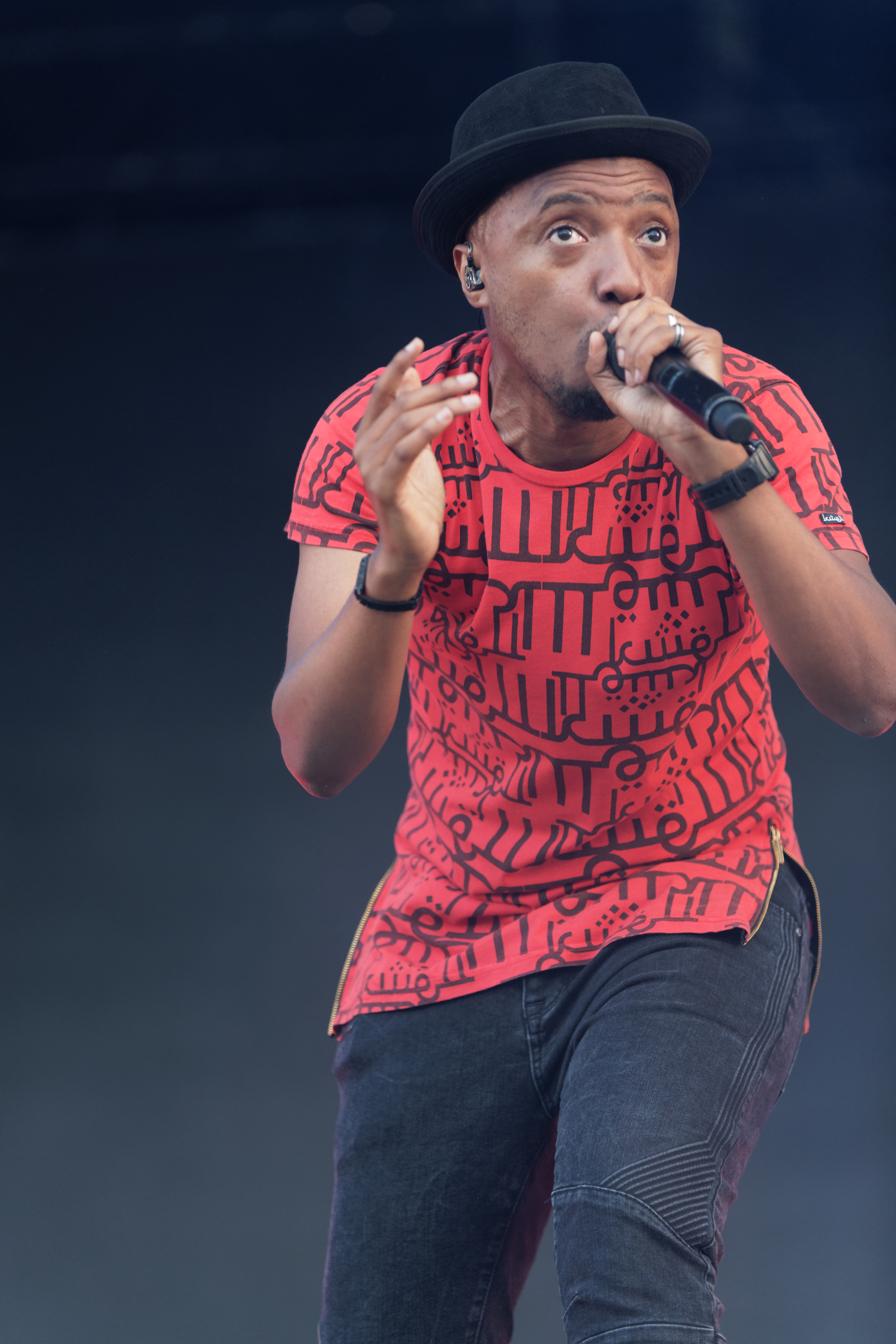
Soprano au Festival des Vieilles Charrues 2015.

En 1993, le groupe IAM sort Je danse le mia qui connait un succès phénoménal et annonce l'âge d'or du rap marseillais. Parmi les albums les plus emblématiques de cette époque figurent Métèque et mat (1995) d'Akhenaton, L'École du micro d'argent d'IAM (1997), Chroniques de Mars (1998), compilation où figurent les principaux acteurs de l'époque, Où je vis (1998) de Shurik'n, Hier, Aujourd'hui, Demain (1999) du 3e Œil, et Art de Rue (2001) de la Fonky Family. À travers leurs textes, ils apportent un témoignage unique sur la misère sociale et les difficultés que traversait la ville dans les années 1990, notamment dans des titres comme Demain, c'est loin (1997) d'IAM. En 1997, Faudel tourne à Marseille le clip du single Tellement N'brick qui devient par la suite disque d'argent. En 2011, le rappeur américain Flo Rida tourne une partie du clip de son single Good Feeling de l'album Wild Ones à Marseille.
À partir du début des années 2000, on note un déclin du hip-hop marseillais sur la scène française, malgré la présence d'artistes comme Psy 4 de la rime, dont sont issus Soprano et Alonzo. Il y a aussi Kenza Farah, L'Algerino, Faf Larage ou Keny Arkana. Néanmoins, le hip-hop marseillais reste aujourd'hui un vivier de créativité avec l'émergence d'acteurs comme Under Kontrol, champions du monde de Human Beatbox, ou Chinese Man Records, marque du collectif Chinese Man.
La scène rock marseillaise est représentée par Dagoba (groupe de Death metal mélodique), Eths, Warrior Kids, Oai Star ou quartiers nord.
Mêlant styles contemporains et traditionnels, Massilia Sound System, Moussu T e lei Jovents et Lo Còr de la Plana s'attachent à faire vivre la langue occitane en la mariant à des courants contemporains[source insuffisante].

#### Spectacle vivant
À Paris, on nomme alors ce mouvement l'opérette marseillaise, des spectacles à la fois joués et chantés évoquant la vie méridionale, les romances légères et jouant des stéréotypes marseillais. Parmi les œuvres les plus fameuses, citons : Au pays du soleil (1932), Trois de la Marine (1933), Un de la Canebière (1935), Les Gangsters du château d'If (1936), Le Roi des galéjeurs (1938) ou Les Gauchos de Marseille (1945).
Maurice Béjart, danseur et chorégraphe, a beaucoup contribué à la naissance de la danse moderne en France et en Belgique dans les années 1960.

#### Cinéma et télévision

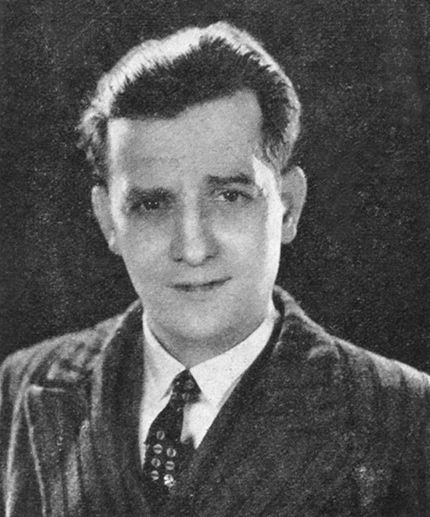
Marcel Pagnol, célèbre romancier et metteur en scène marseillais.

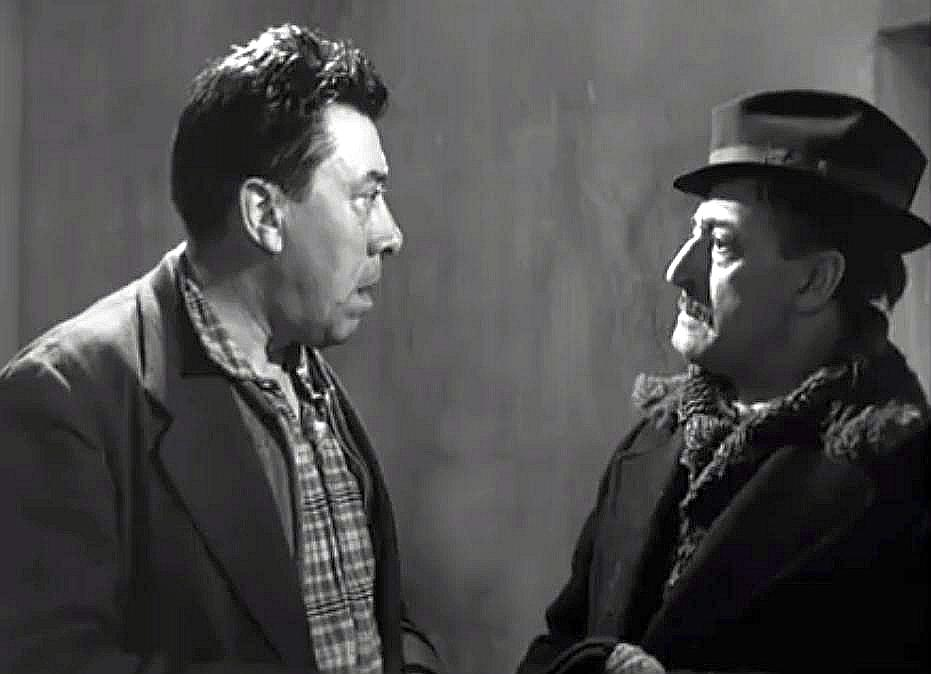
L'acteur marseillais Fernandel aux côtés de l'Italien Totò dans La loi, c'est la loi (1958).

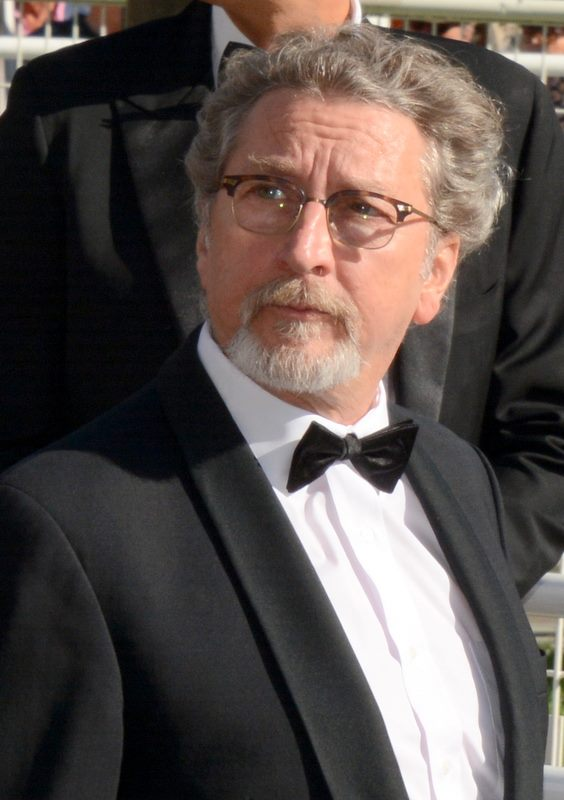
Robert Guédiguian au festival de Cannes 2015.

L'histoire du cinéma marseillais est marquée par la représentation populaire construite autour de la ville. Ainsi, elle est tantôt décrite au travers de comédies, souvent dramatiques, accompagnées de leurs Marseillais populaires (la Trilogie marseillaise de Marcel Pagnol, La Bonne Étoile de Jean Boyer ou À la vie, à la mort ! de Robert Guédiguian), tantôt à travers son milieu mafieux (À bout de souffle de Jean-Luc Godard, Borsalino de Jacques Deray ou French Connection de William Friedkin),.
Henri Verneuil (1920-2002), de son vrai nom Achod Malakian, débarque à Marseille à l'âge de quatre ans, sa famille fuyant le génocide arménien en cours en Turquie. En 1996, il reçoit le César du cinéma pour l'ensemble de sa carrière.
Fils d'un docker et d'une poissonnière, Paul Carpita (1922-2009) naît dans une famille modeste. Il filme la cité portuaire, populaire et travailleuse, dans Le Rendez-vous des quais (1955), frappé d'interdiction puis censuré jusqu'en 1989, ou bien Marseille sans le soleil (1960).
René Allio (1924-1995) voit dans sa ville natale, melting-pot culturel et social contrasté, un bassin d'expérimentation sociale. Il dresse de Marseille un portrait sans concession, partagé entre fascination et critique, dans La Vieille Dame Indigne (1965), Retour à Marseille (1979) ou L'heure exquise (1980).
Robert Guédiguian (1953-), fils d'immigrés arméniens et issu du milieu ouvrier, est à l'origine du renouveau du cinéma marseillais. Se définissant comme un « cinéaste de quartier », il expose avec humour et affection des thèmes comme le racisme, la pauvreté et la drogue sur fond de désillusion sociale dans Marius et Jeannette (1997), À la vie, à la mort ! (1995) ou La Ville est tranquille (2000).
La cité phocéenne a été le siège de la saga Taxi écrit et produit par Luc Besson. Il s'agit d'une comédie policière française dont le premier opus est sorti en 1998. Le film connait un grand succès public au box-office français en cumulant 6 522 121 entrées pour le premier volet puis 10 345 901 entrées pour le deuxième.
C'est également à Marseille qu'est filmée la série Plus belle la vie, dans les studios de la Belle de Mai, et qu'est tournée la série de Netflix intitulée Marseille.
Récemment[Quand ?], Marseille est devenue la deuxième ville de France la plus filmée après Paris : elle a accueilli selon la mairie plus de 1 300 tournages en dix ans, dont 15 longs-métrages en 2014. En 2015, le cinéma génère 168 millions d’euros de retombées indirectes et 30 millions d’euro de retombées directes.

#### Littérature

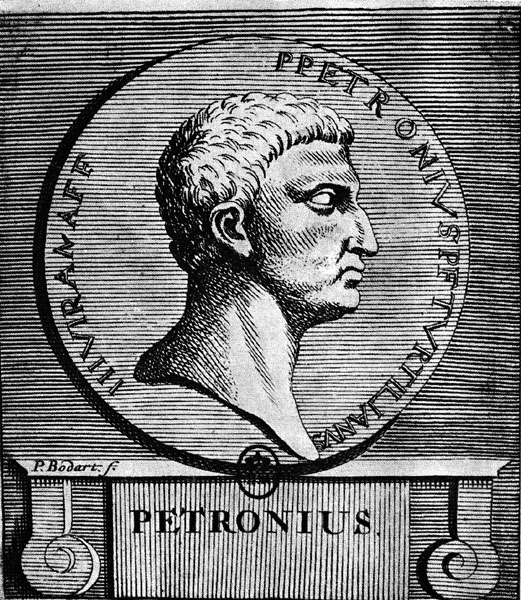
Petronius (Pétrone).

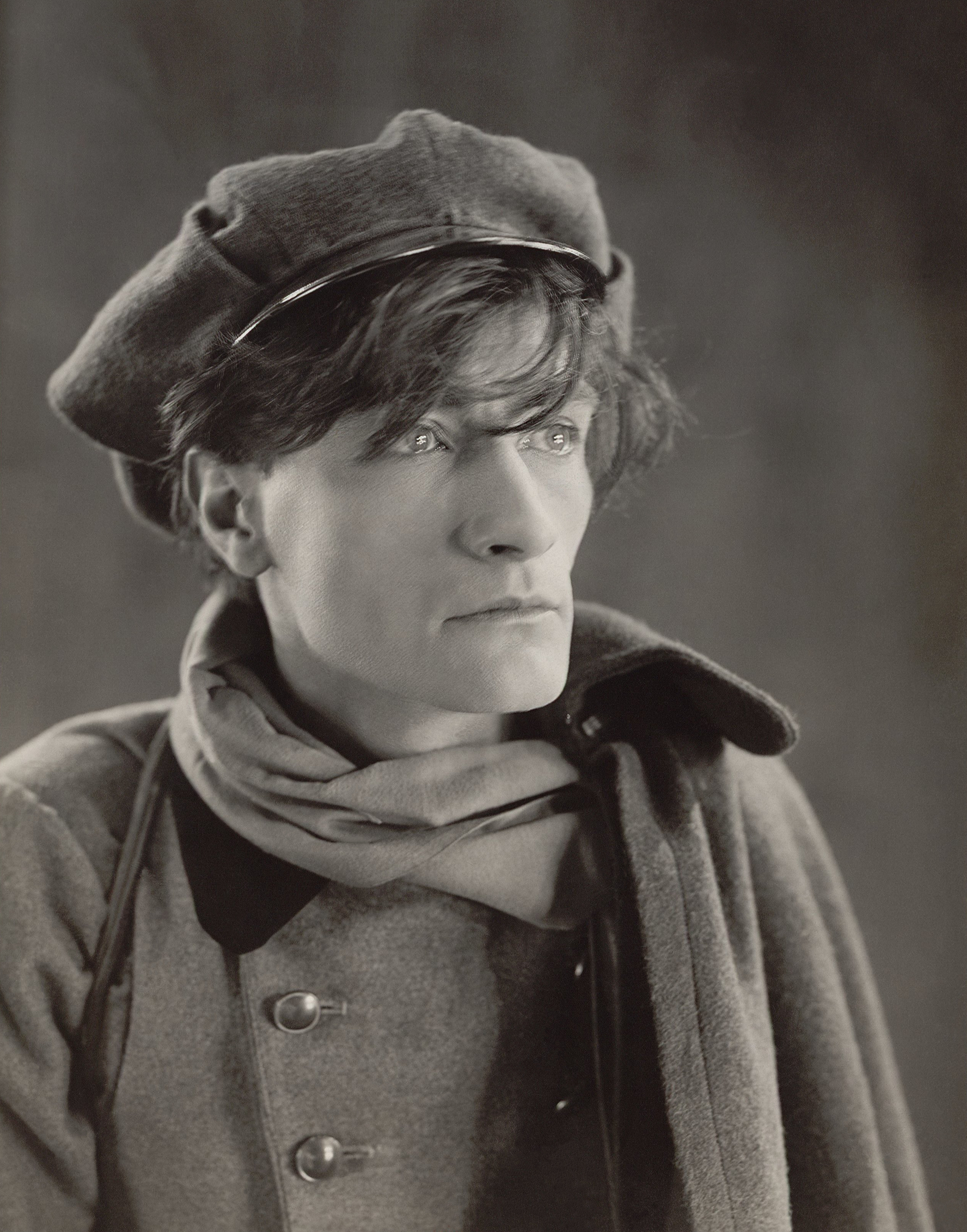
Antonin Artaud est particulièrement connu pour le Théâtre de la cruauté qu'il a inventé.

Marseille a vu naître à travers son histoire plusieurs écrivains célèbres dont, parmi les plus fameux, Pétrone (14 - 66), Edmond Rostand (1868 - 1918), André Suarès (1868 - 1948), Marcel Pagnol (1895 - 1974) ou Antonin Artaud (1896 - 1948).
Fidèle à sa réputation de ville de passage et de refuge, Marseille a souvent accueilli et inspiré les voyageurs qui y ont fait escale avant de partir vers l'Orient, comme Joseph Conrad ou Arthur Rimbaud, ainsi que de nombreux écrivains fuyant les persécutions diverses du début du XXe siècle, à l'image d'Albert Cohen ou d'André Breton.
Dans l'Antiquité émergent quelques écrivains notables comme Pétrone, auteur supposé du Satyricon, Salvien de Marseille (Ve siècle) ou Jean Cassien (~360/365 - ~433/435), fondateur de l'abbaye Saint-Victor de Marseille et auteur d'une œuvre doctrinale importante qui a profondément influencé le monachisme occidental du Ve siècle à nos jours.
Au cours du Moyen Âge s'illustrent les troubadours Paulet de Marseille et Folquet de Marseille (~1155 - 1231).

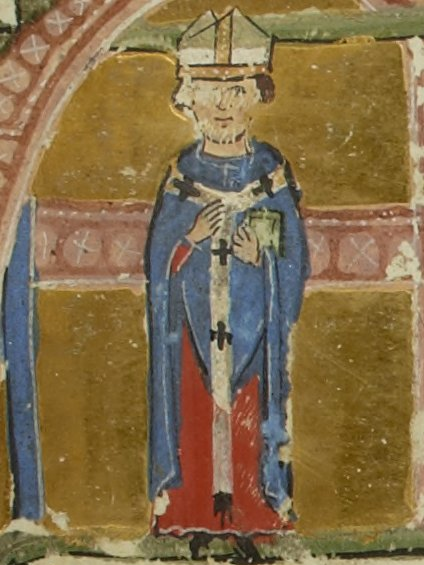
Folquet de Marselha (Folquet de Marseille).

Robert Ruffi (1542 - 1638), écrivain et poète de langue d'oc, et Honoré d'Urfé (1567- 1625), auteur du premier roman-fleuve français, sont des figures importantes de la littérature française durant la Renaissance.
Au XIXe siècle, la ville reste à l'écart de la renaissance félibréenne mais est, toutefois, le siège d'une importante littérature ouvrière en provençal, sous l'inspiration du poète Victor Gelu et dont les auteurs s'autoproclament troubaire marsihés.
Au cours de cette période, Marseille accueille et inspire des voyageurs romantiques comme Stendhal, Alexandre Dumas (qui y situe son roman Le Comte de Monte-Cristo), Gustave Flaubert, Gérard de Nerval, Victor Hugo, Théophile Gautier, Chateaubriand ou Arthur Schopenhauer (qui écrit être convaincu que « Marseille est la plus belle ville de France. Elle est tellement différente de toutes les autres. ») C'est également à Marseille que Honoré de Balzac situe la résidence de la baronne de Macumer dans Mémoires de deux jeunes mariées ou que le père de Modeste Mignon de La Bastie revient avec sa fortune retrouvée dans Modeste Mignon.

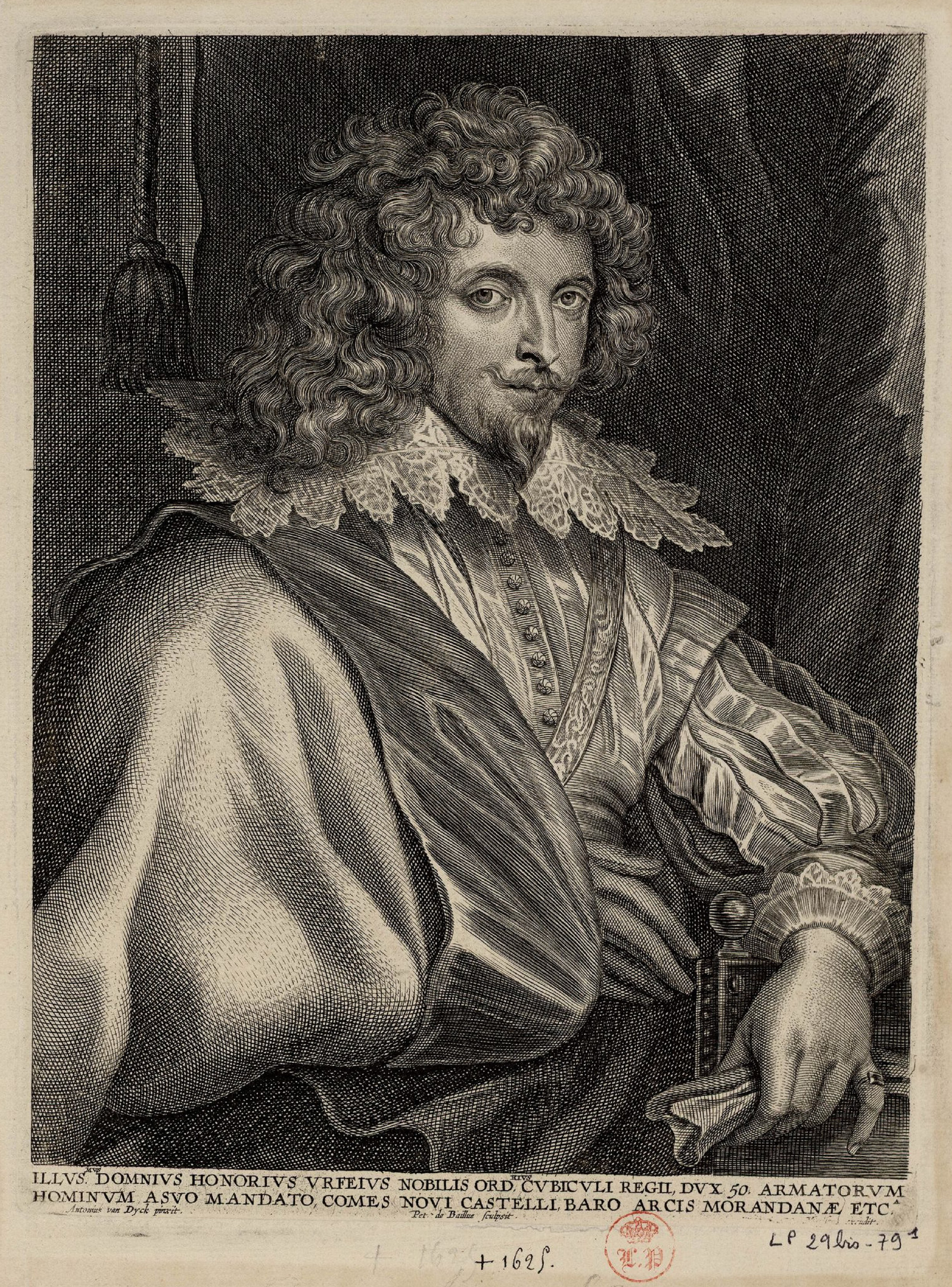
Honoré d'Urfé.

À la fin du siècle, le Marseillais Edmond Rostand écrit le célèbre Cyrano de Bergerac (1897).
Le dramaturge marseillais Antonin Artaud marque lui le début du XXe siècle avec Le Théâtre et son double dans lequel il développe le concept de Théâtre de la cruauté. Albert Londres, qui voyage à Marseille au même moment, écrit Marseille, porte du sud en 1927.

« Nous ne connaissions personne à Marseille où, de notre île grecque de Corfou, nous avions débarqué comme en rêve […]. Pourquoi Marseille ? Le chef de l'expédition lui-même n'en savait rien. Il avait entendu dire que Marseille était une grande ville. »

— Albert Cohen, Le livre de ma mère

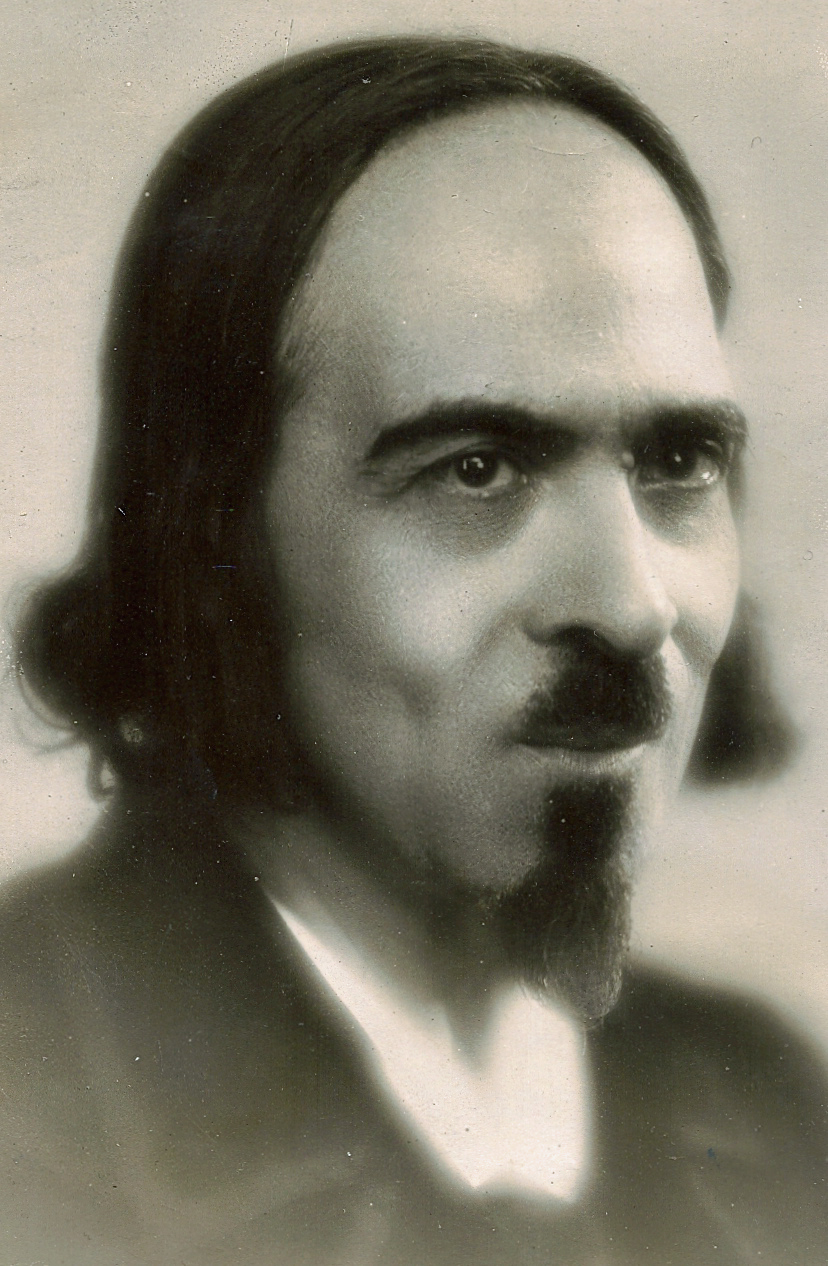
André Suarès.

Marcel Pagnol devient célèbre avec son œuvre théâtrale la Trilogie marseillaise, composé de Marius (1929), Fanny (1931) et César (1946), qu'il adapte ensuite au cinéma. Également célèbre, son autobiographie romancée est formée de La Gloire de mon père (1957), du Château de ma mère (1957), du Temps des secrets (1960) et du Temps des amours (1977, inachevé). Enfin, son diptyque L'Eau des collines, composé de Jean de Florette et de Manon des Sources, est publié en 1963.
Walter Benjamin passe par Marseille à trois reprises : en 1926 et en 1928, puis juste avant son suicide en 1940. Près du Vieux-Port, il a pour ami le romancier et historien d’art Marcel Brion qui l’introduit auprès de Jean Ballard. La ville le fascine et il décrit ses expériences dans plusieurs récits comme Hashish à Marseille.
Durant la Seconde Guerre mondiale, Marseille accueille les surréalistes avec, dans leurs rangs, André Breton qui y compose Fata Morgana, Victor Brauner, Max Ernst ou André Masson. Réfugiés dans l’attente d’un visa à la villa Air-Bel, siège du Comité américain de secours aux intellectuels créé par Varian Fry, ils reconstituent un groupe et trompent l’ennui par des cadavres exquis dessinés et la création du Jeu de Marseille, inspiré du tarot de Marseille.
Anna Seghers, fuyant elle aussi les persécutions nazies, se réfugie dans la ville où elle situe la trame de son roman Transit.
Simone de Beauvoir obtient son premier poste de professeur à Marseille en 1931, tandis que Jean-Paul Sartre est nommé dans un lycée du Havre. René Char a également vécu et étudié à Marseille au début du XXe siècle.
Dans la seconde moitié du XXe siècle, Jean-Claude Izzo et Philippe Carrese, précurseurs du polar marseillais, situent plusieurs de leurs romans noirs dans leur ville natale.

#### Peinture et sculpture

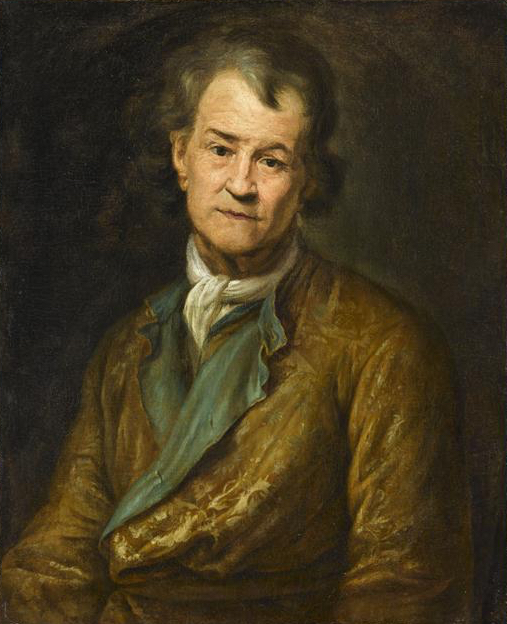
Pierre Puget, célèbre sculpteur marseillais.

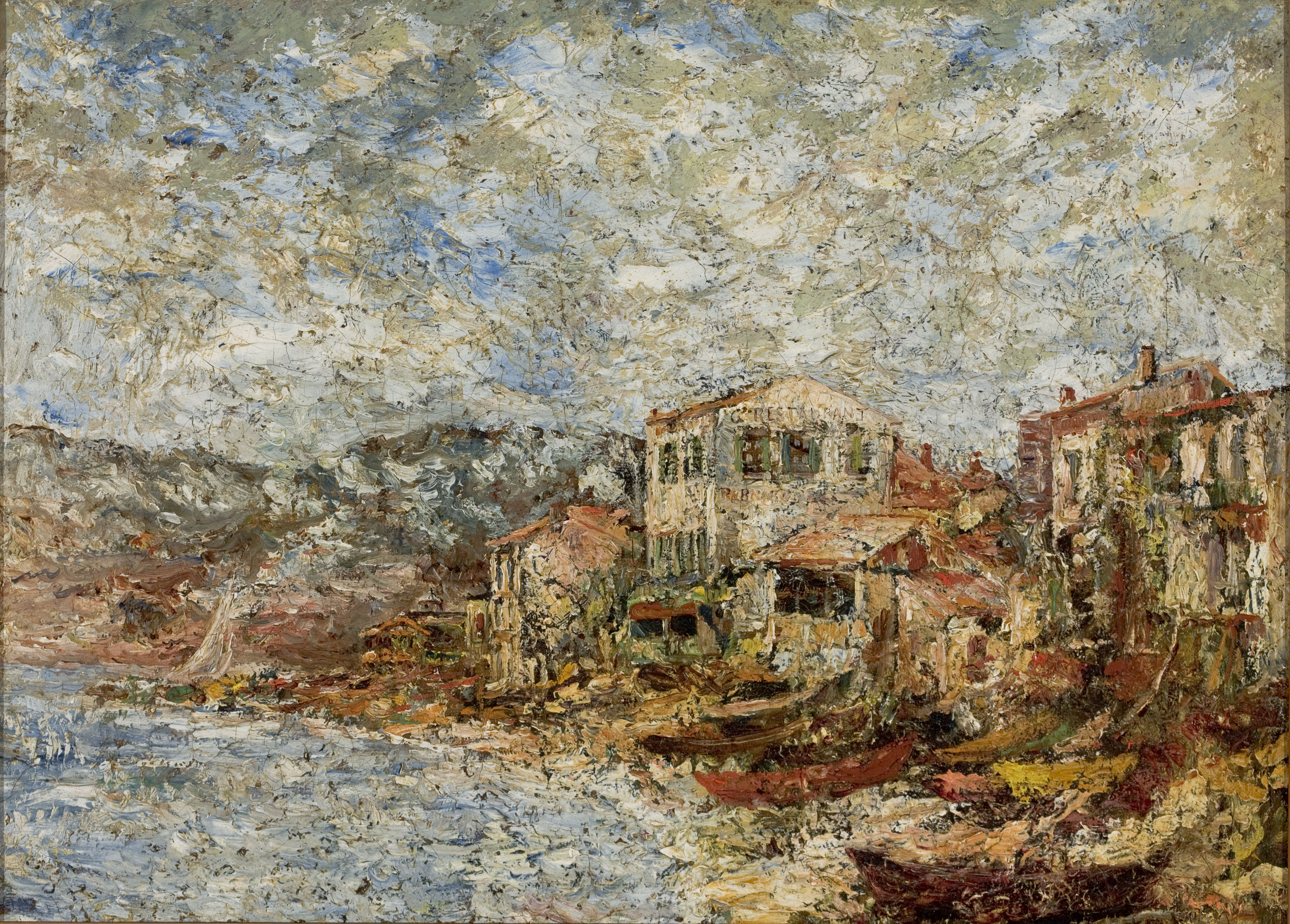
Paysage marin près de Marseille (1882) d'Adolphe Monticelli.

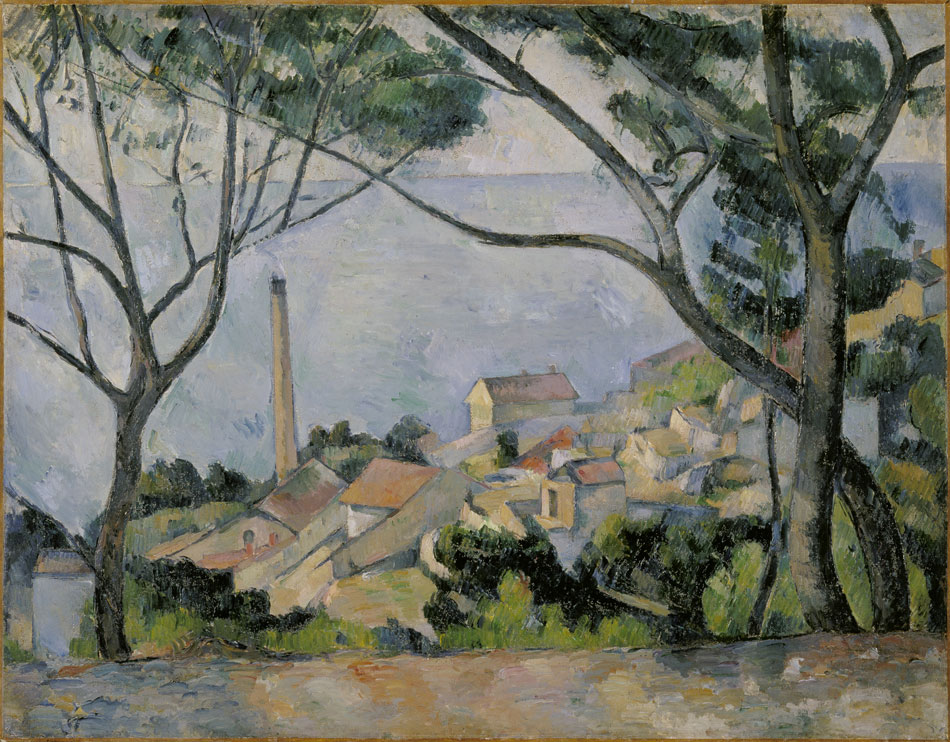
La mer à l'Estaque, 1878-1879, Paul Cézanne, huile sur toile,, Musée Picasso de Paris.

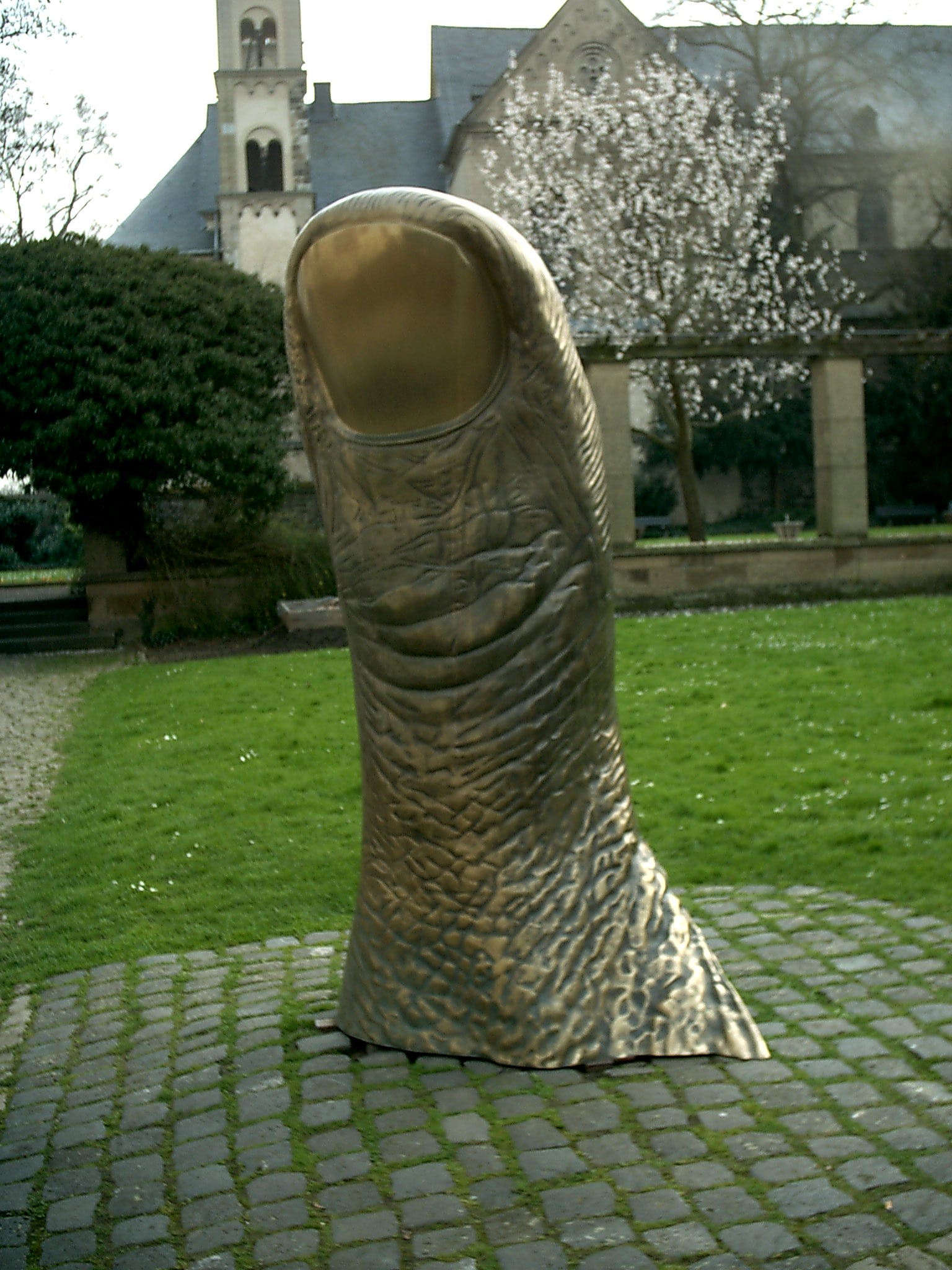
Le Pouce de César. Ludwig Museum, Coblence.

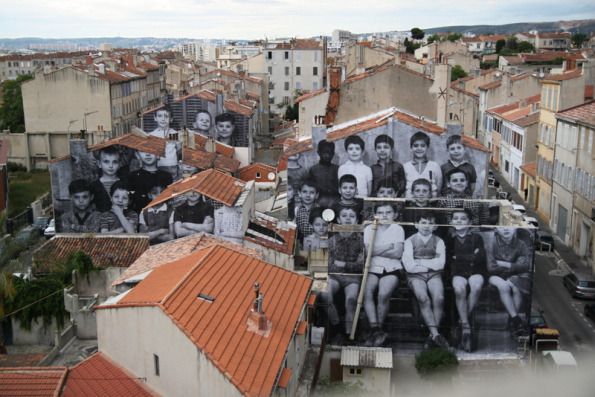
Collages de JR à la Belle de Mai.

Pierre Puget, célébré comme « le Michel-Ange de la France » aux XVIIIe et XIXe siècles et natif de Marseille, est l'un des représentants de l'esprit classique français du Grand Siècle dans la sculpture, avec des œuvres comme Milon de Crotone ou la Vieille Charité. Il est en outre l'un des introducteurs de l'art baroque en France.
À partir des années 1980, l'Art urbain arrive à Marseille en même temps que le mouvement hip-hop et se développe dans le centre-ville, au Panier ou au cours Julien. La ville accueille aujourd'hui[Quand ?] de nombreuses associations, lieux et événements consacrés au street-art, comme le Street-Art Festival, les murs de la rocade L2, ou la Galerie Saint-Laurent.
Parmi les artistes contemporains, Marseille a vu naître Sandrot le 30 mai 1989. Cette artiste dont les sujets de prédilection sont les animaux, a réalisé en 2019 une fresque de 6 × 3 mètres représentant une baleine, visible dans le parc de Maison Blanche, mairie du 9e et 10e arrondissement.
Sur les plages du Prado, les Sept Portes de Jérusalem de David Soussana symbolisent l'ouverture de Marseille vers la ville trois fois sainte. Des œuvres de l'artiste Guillaume Bottazzi qui ont été réalisées dans le quartier du Prado,, dans le 6e arrondissement, et dans le 7e arrondissement, sélectionnées par le ministère de la Culture, sont visibles chaque année à l'occasion des Journées Européennes du Patrimoine. Sur la Corniche se trouve le monument aux morts de l'Armée d'Orient. Le parc du 26e Centenaire héberge l’Arbre de l'Espérance qui symbolise la tolérance entre les religions et les communautés de la ville.

### Langues

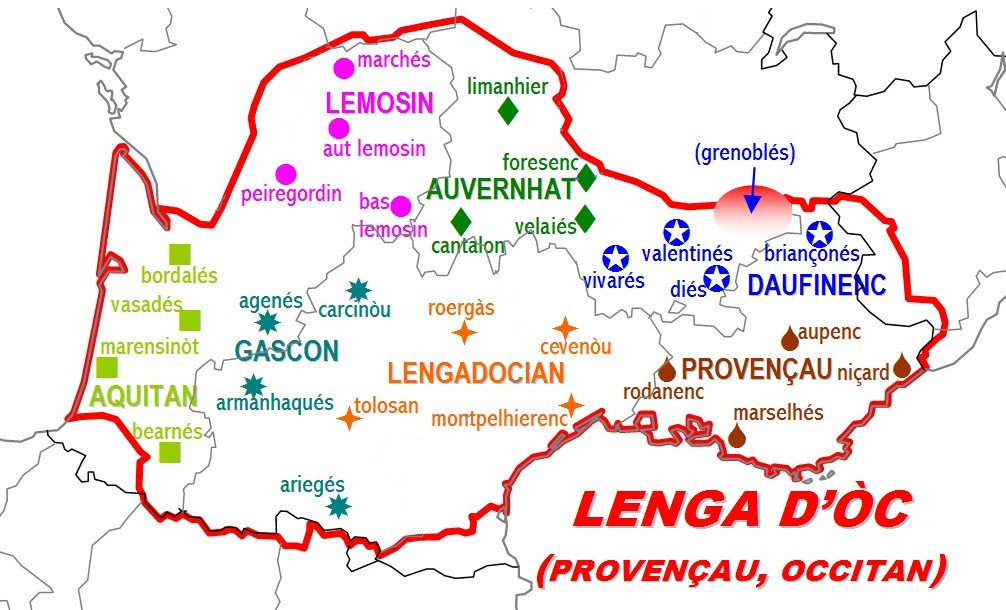
Carte des dialectes d'oc selon Frédéric Mistral.

Jusqu'au milieu du XXe siècle, la langue principale de Marseille est le provençal, rattaché à l'ensemble de la langue d'Oc moderne qui a été renommé occitan vers 1930 pour éviter les confusions avec la langue de la Provence appelé le « provençal ». La variété utilisée à Marseille est le provençal maritime dans sa forme occidentale. Aujourd'hui, malgré le très fort déclin de son usage, il subsiste de nombreuses associations culturelles, écrivains et groupes de musique utilisant cette langue à Marseille (Massilia Sound System, Moussu T e lei Jovents, Crous e pielo, ou Lo Còr de la Plana pour les plus réputés).
Le provençal a en outre laissé d'importantes traces dans la toponymie ou la gastronomie locale mais également dans le français très caractéristique parlé par les habitants de la ville. En effet, le parler marseillais est influencé par le substrat linguistique provençal sur lequel il s'est greffé, mais aussi par les apports linguistiques dus aux diverses immigrations.
L'accent marseillais est ainsi reconnaissable à une prononciation particulière et se distingue également par un vocabulaire propre et un grand nombre d'expressions dont certaines sont entrées dans les dictionnaires usuels. Cette forme particulière de français a donné lieu à une importante production littéraire et musicale (Marcel Pagnol, Jean-Claude Izzo, Philippe Carrese, Quartiers nord, IAM, etc.).
Si la langue majoritaire y est aujourd'hui le français, on parle à Marseille une multitude de langues, en raison notamment de sa position portuaire sur le littoral méditerranéen et du fait qu'elle constitue une ville d'immigation : l'arabe maghrébin et syrien, l'arménien, le kabyle, le comorien, le grec et, dans une moindre mesure aujourd'hui, l'italien et l'espagnol mais également le corse.

### Gastronomie

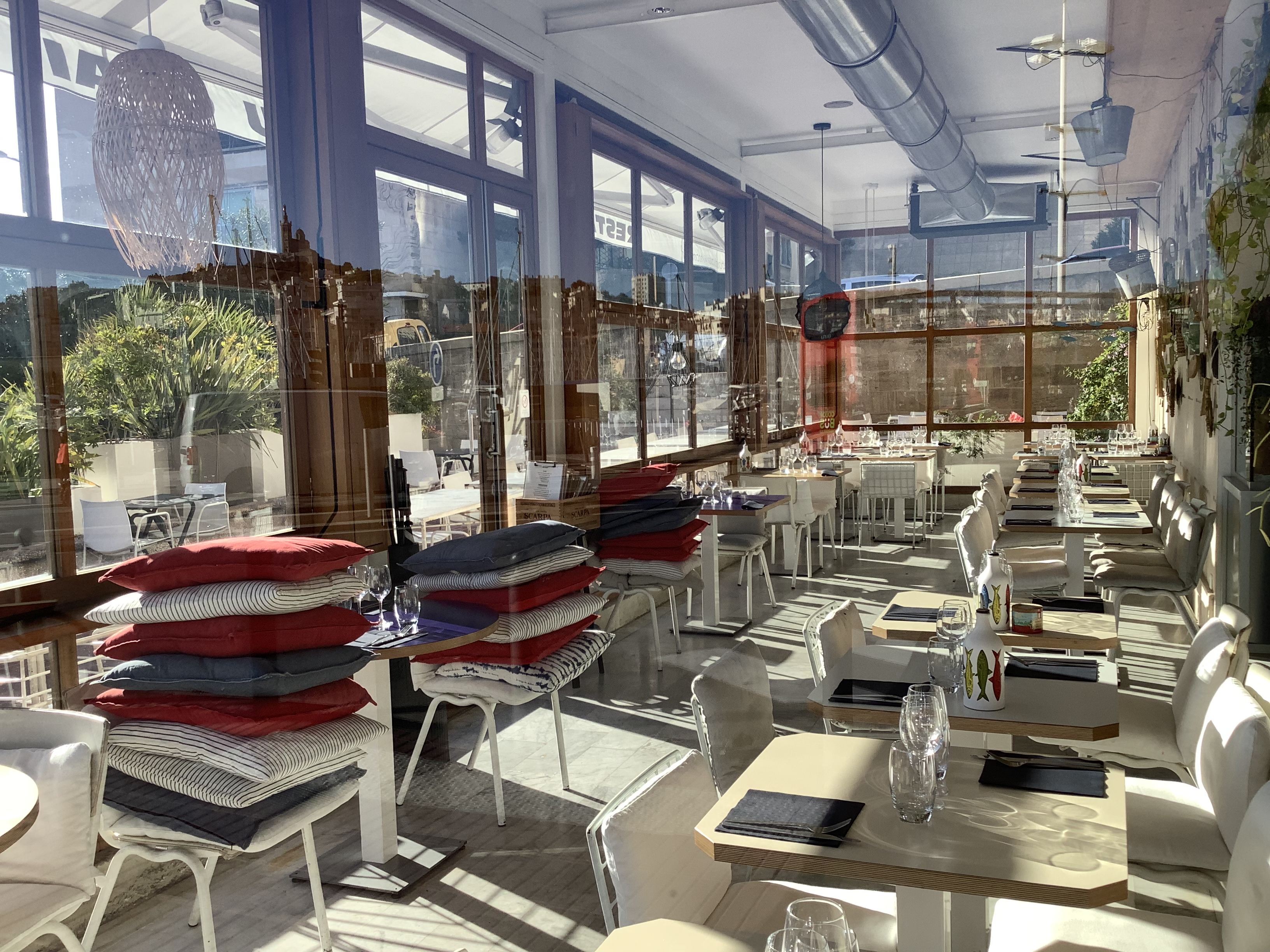
Tout autour du Vieux-Port, de nombreux restaurants proposent des plats emblématiques de la cuisine provençale.

La cuisine de Marseille s'inscrit dans le cadre de la cuisine provençale. Parmi les spécialités typiques de la ville figurent la bouillabaisse, les pieds paquets, les navettes, les chichis frégi et la tapenade.
Marseille est connue pour ses camions à pizza et elle est parfois considérée comme une des capitales de la pizza avec New York et Naples. Inventée à Naples au XVIIe siècle, la pizza se répand rapidement à Marseille à partir des années 1900, les nombreux immigrés italiens reproduisant leur savoir-faire en ouvrant des restaurants traditionnels. À l'époque où Gaston Defferre était maire de la ville, il avait autorisé les fonctionnaires municipaux à cumuler leur activité avec une autre activité relevant du secteur marchand ; c'est ainsi que des camions à pizza se sont implantés dans toute la ville, permettant aux fonctionnaires municipaux de trouver une source de revenus complémentaires après leur journée de travail.
Les navettes, pâtisseries au beurre parfumées à l'eau de fleur d'oranger, ont été créées en mémoire des premiers chrétiens arrivés en bateau de terre sainte à Marseille avec Marie-Madeleine qui aurait passé sa première nuit à proximité de la basilique Saint-Victor. Elles sont bénies le jour de la Chandeleur, mais les meilleurs artisans de la ville en fabriquent chaque jour.
Le pastis, alcool à l'anis lancé sur le marché par Jules-Félix Pernod en 1918,, puis commercialisé en 1932 par Paul Ricard, est la boisson emblématique de la ville ainsi que, dans une moindre mesure, l'anisette Cristal. Très populaire dans le Nord et l'Est de la France, l'amer Picon a également été créé à Marseille.

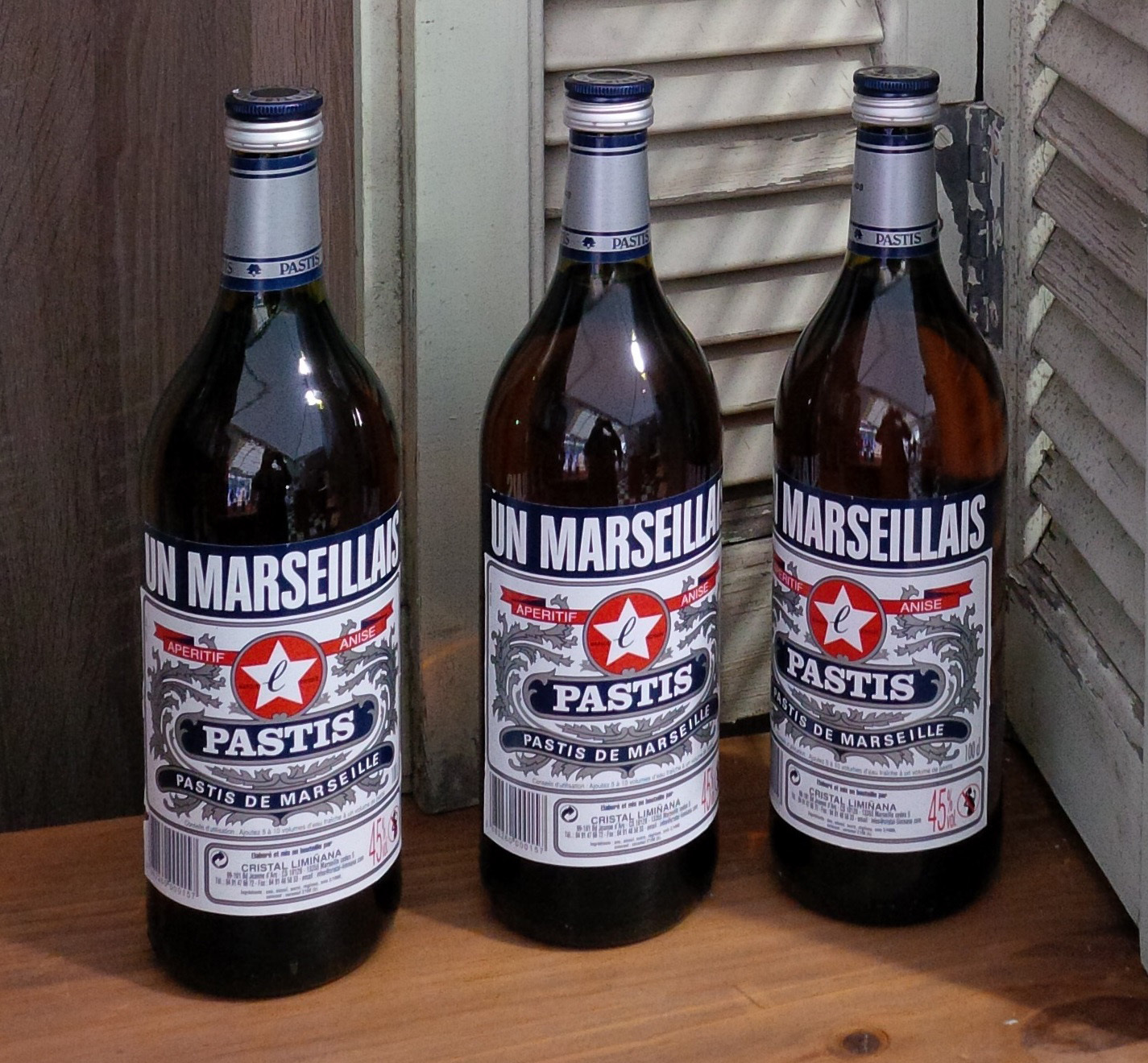
Le pastis, boisson marseillaise consommée à l'apéritif.
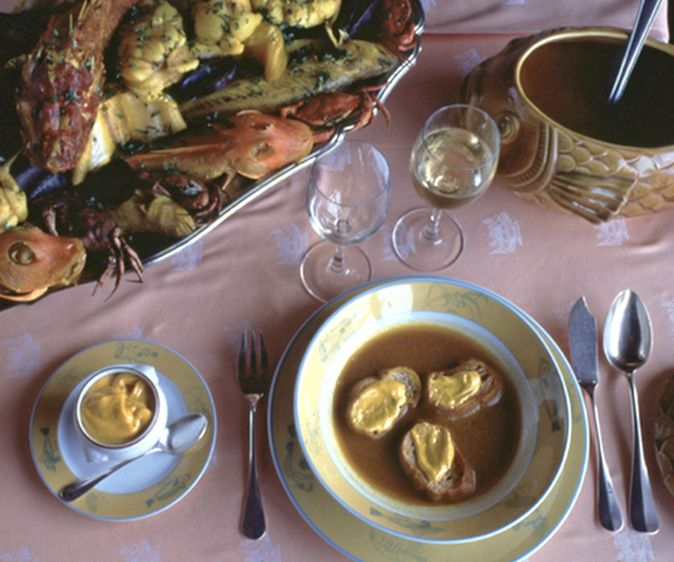
Une bouillabaisse, plat à base de poissons de roche, de sauces et de légumes.
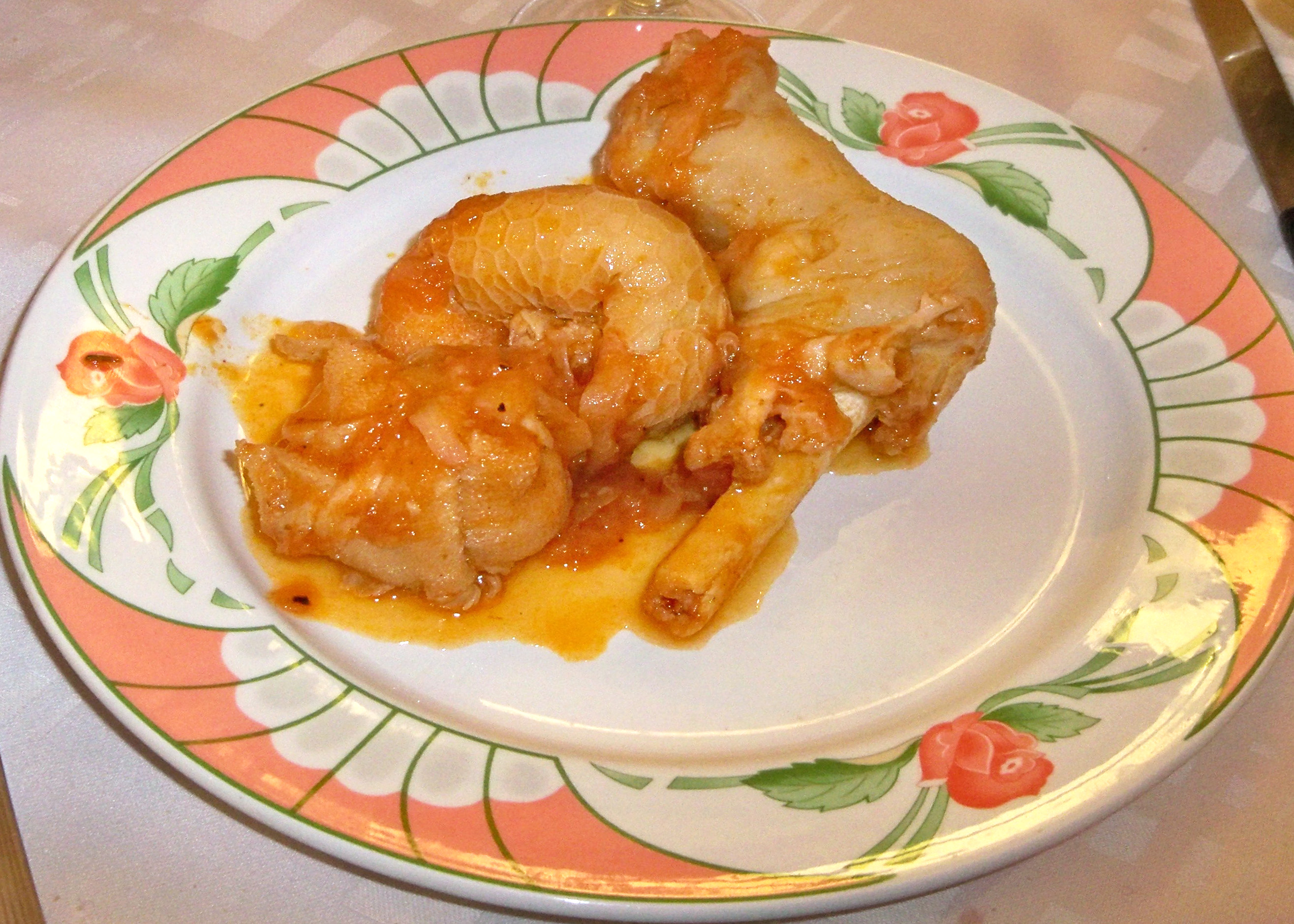
Un plat de pieds paquets, préparés avec des tripes de mouton, des pieds de mouton et du lard.
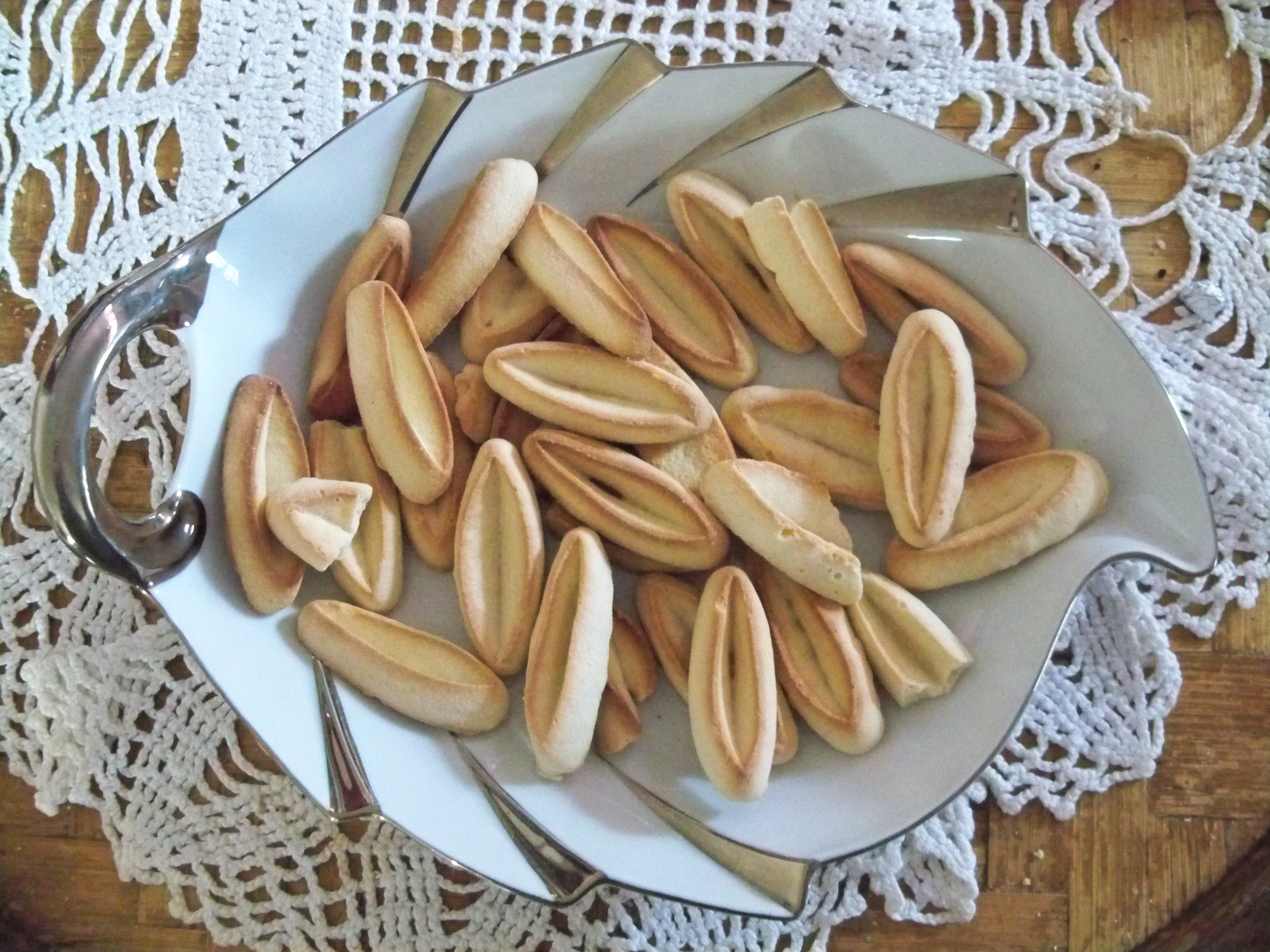
Des navettes, biscuits à la fleur d'oranger.

### Symboles et devise
Les vicomtes de Marseille arboraient initialement la croix des comtes de Forcalquier que l'on retrouvera ensuite sur les monnaies médiévales frappées à Marseille.

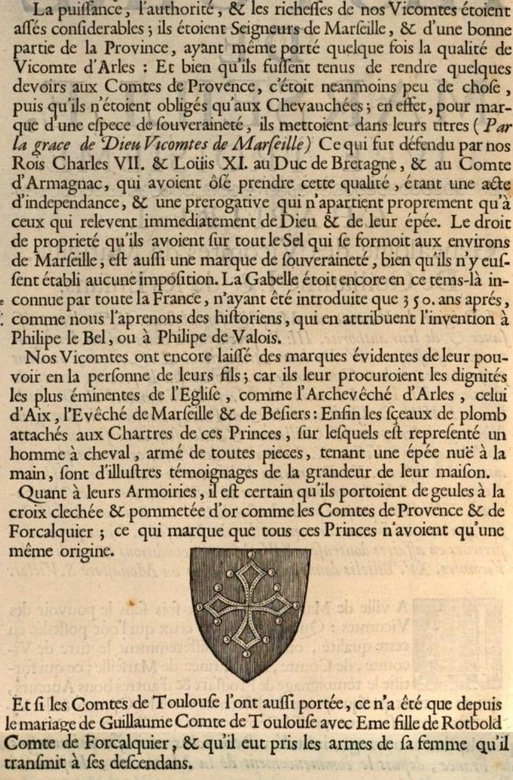
Extrait de l'Histoire de Marseille, par Louis Antoine de Ruffi.

Le drapeau de Marseille a la particularité d'être très largement antérieur à son blason. La croix est une référence aux drapeaux des Croisés, tandis que l'azur est la couleur de la ville. Attesté depuis le XIIe siècle, c'est l'un des plus vieux drapeaux français et européens. La première représentation conservée des armoiries de Marseille date, elle, de la fin du XIIe siècle.
Les armoiries sont supprimées le 21 juin 1790 sous la Révolution car jugées associées à la noblesse. L'ancien écusson est à nouveau utilisé à partir de 1809 sous le Premier Empire.
La devise officielle de Marseille est « Actibus immensis urbs fulget massiliensis » : en français « La ville de Marseille brille par ses hauts faits » et en provençal « De grands fachs resplende la ciutat de Marselha ». Elle date de 1257 et s'écrivait à l'époque en provençal médiéval « De grands fachs resplend la cioutat de Marseilles ». Elle a pris en 1691 sa forme actuelle en latin.
D'autres devises ont également existé : « Sub cujus imperio summa libertas » (devise antérieure à la prise de Marseille par Louis XIV en 1660, qui se traduit par « Sous quelqu'empire que ce soit liberté entière »), « Victor deffend verrauoment Marseille et lous cioutadans », « Massiliam vere victor civesque tuere » (1691), « Fama volat » (1704), « Illustrat quos summa fides » (1705), ou encore « Eximia civitas » (1816),.

Drapeau de Marseille.
Blason de Marseille.

## Pour approfondir